# Baedeker (Reiseführer)

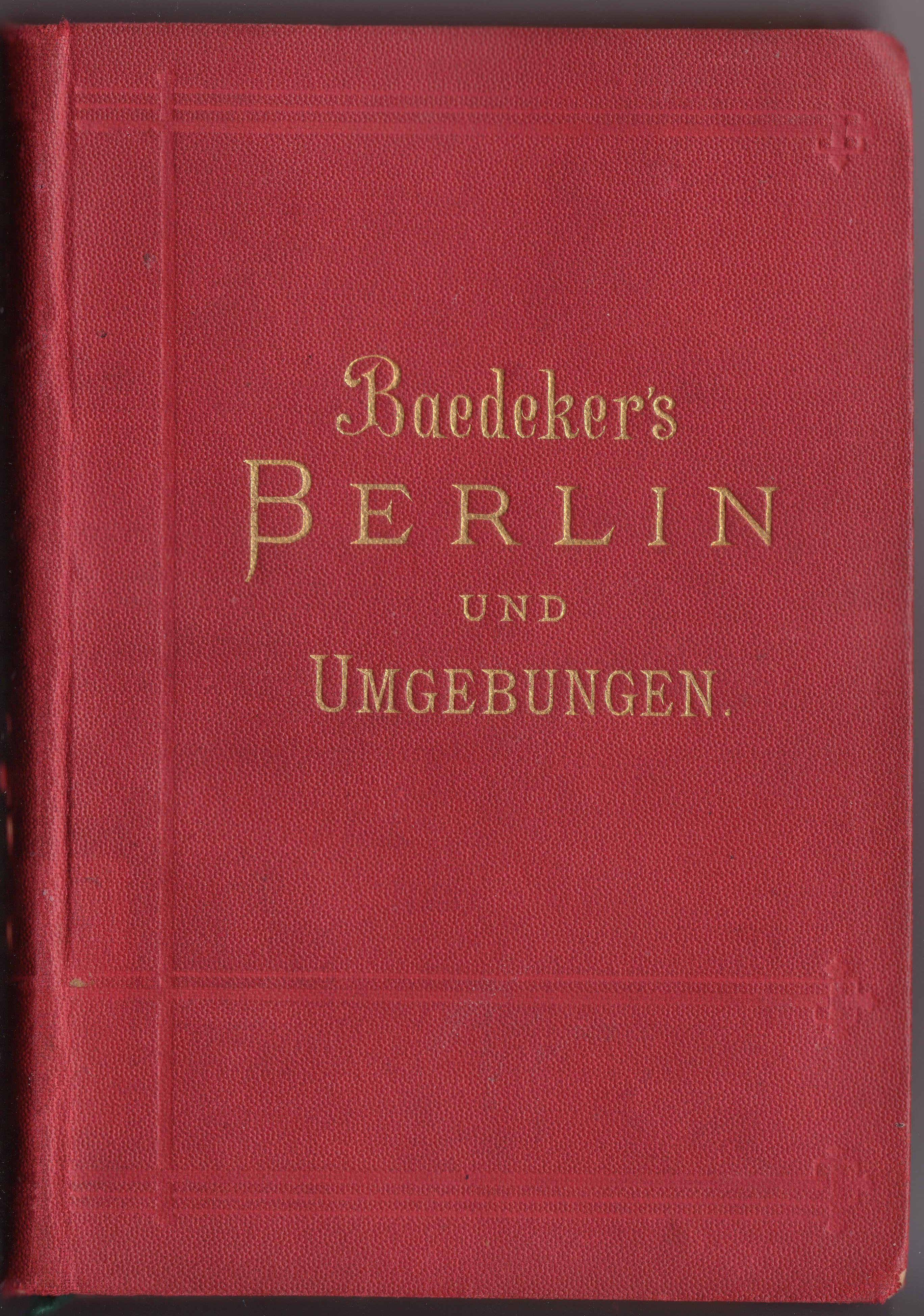
Baedekers Berlin und Umgebungen. 11. Auflage. (1900)

Als Baedeker wird ein Reiseführer für Reiseziele im In- und Ausland bezeichnet. Er erschien erstmals 1832 in dem vom Namensgeber Karl Baedeker 1827 gegründeten Verlag in Koblenz, der ab 1872 in Leipzig und ab 1956 in Freiburg im Breisgau arbeitete. Seit 1997 gehört der Verlag zur MairDumont-Gruppe mit Sitz in Ostfildern.
Durch seinen prägnanten Sprachstil, die Genauigkeit der Reiseinformationen und die großzügige kartographische und sonstige Ausstattung wurde er im 19. Jahrhundert vor allem im deutschsprachigen Raum mit seinem roten Leineneinband und der goldfarbenen Beschriftung im Prägedruck zum Synonym des Reiseführers schlechthin. Die frühzeitige Aufnahme fremdsprachiger Ausgaben in das Reiseführerprogramm – für den internationalen Markt änderte der Verleger sogar die Schreibweise seines Nachnamens (nun ohne den deutschen Umlaut „ä“) – verschaffte dem Baedeker auch einen weltweiten Ruf. Zudem wurden für die Bearbeitung der Bände oft in ihren Bereichen ausgewiesene Fachleute herangezogen, was zu einer hohen Qualität der Texte führte.
Neben der 2010 eingestellten Reihe Baedekers Stadtführer erschienen von 1979 bis 2012 die Baedeker unter dem Titel Baedeker Allianz Reiseführer in den Kennfarben der beteiligten beiden Unternehmen „Rot/Blau“. Seit 2013 tragen sie wieder den alleinigen Namen Baedeker. Die nun eingeführten Kennfarben wurden zunächst beibehalten; beim 2018 grundlegend überarbeiteten Einbanddesign ist nur noch der Reihenname „allianz-blau“ unterlegt.

## Gesamtübersicht zur Entwicklung der Reiseführer-Reihe
Ausgangspunkt der Baedeker-Reiseführer war die von J. A. Klein im Koblenzer Verlag F. F. Röhling sehr erfolgreich publizierte „Rheinreise von Mainz bis Köln“, die durch Karl Baedeker schrittweise überarbeitet wurde und 1839 einen gelben Biedermeiereinband erhielt, dessen Typus auch bei mehreren anderen von ihm neu ins Programm genommenen Reiseführern (Schweiz, Belgien, Holland) verwendet wurde. Beim inhaltlichen Aufbau orientierte sich Karl Baedeker Ende der 1830er Jahre zunächst an dem englischen Vorbild von John Murray, fand jedoch bald seinen eigenen, auf die Bedürfnisse der in den deutschen Landen ansässigen Käufer seiner Reiseführer zugeschnittenen Stil. 1846 hielten erstmals das Baedeker–Rot und Sterne für besonders wichtige Sehenswürdigkeiten beim Reiseführer für Deutschland und Österreich Einzug. Der rote Leineneinband erhielt dann ab Ende der 1870er Jahre seine klassische Gestaltung und schmückte über 70 Jahre die inzwischen international renommierten Reiseführer. Lagen unter der Ägide des bereits 1859 verstorbenen Karl Baedeker nur Reiseführer für Deutschland und einige europäische Nachbarländer vor, dehnten die folgenden Baedeker-Generationen die Reisebeschreibungen bis zum Beginn des Ersten Weltkrieges 1914 auf fast ganz Europa und Nordamerika sowie Teile von Nordafrika, Arabien und Ostasien aus. Die Titel wurden teilweise auch in französischer und englischer Sprache, vor allem im Ausland, angeboten. 
Nach dem Ausbruch des Ersten Weltkrieges kam die Reiseführerproduktion fast vollständig zum Erliegen, was den Verlag in eine äußerst schwierige Lage brachte. Die Verschlechterung der wirtschaftlichen Situation auch weiter Kreise der Käuferschaft nach dem Kriegsende 1918 durch die anschwellende Inflation und die damit einhergehende Devisenknappheit, die auch dem seit 1872 in Leipzig ansässigen Baedeker Verlag sehr zusetzten, führte ab den 1920er Jahren zu einem Ausbau der Reiseführerproduktion insbesondere für deutsche Regionen, für deren Bereisen keine ausländischen Geldmittel erforderlich waren. Überarbeitungen gab es für viele europäische Reiseziele (Österreich, Schweiz, Benelux, Italien, Großbritannien, Iberische Halbinsel u. a.), das Mittelmeer sowie Kanada und Ägypten, neue Bearbeitungen dagegen nur wenige (Dalmatien, Madeira). Der Zweite Weltkrieg führte 1943 zur Vernichtung des Verlagsarchivs und wesentlicher Grundlagen der Produktion (Verlagsaufzeichnungen, Pläne und Karten). 
Erst 1948 war der Verlag mit der Veröffentlichung eines Stadtführers für den Verlagssitz Leipzig wieder auf dem Buchmarkt präsent. Angesichts der politischen Lage im Nachkriegsdeutschland gründete der Urenkel von Karl Baedeker, Karl Friedrich Baedeker, den Verlag mit altem Namen in Malente (Schleswig-Holstein) neu und verlegte ihn 1956 nach Freiburg i.Br. In den 1950er Jahren wurden erneut vor allem die Regionen der alten Bundesrepublik und viele ihrer touristisch und/oder wirtschaftlich bedeutenden Städte bearbeitet. In dem 1951 von Karl Friedrich Baedeker, Kurt Mair und Oskar Steinheil zusätzlich gegründeten Baedekers Autoführer-Verlag wurden auf die Bedürfnisse von Autofahrern zugeschnittene Autoführer vor allem für das Gebiet der alten Bundesrepublik und ausgewählter europäischer Länder hergestellt. 1987 schlossen sich schließlich die beiden Verlagshäuser Baedeker Autoführer-Verlag und Karl Baedeker Verlag zur Karl Baedeker GmbH mit Sitz in Ostfildern/Kemnat zusammen. Die bereits 1979 begonnene Kooperation des Baedeker Autoführer-Verlags mit der Allianz-Versicherung, verbunden mit dem schrittweise Ausbau der Reiseführerproduktion für fast alle Gebiete der Erde, wurde fortgesetzt. Dabei war im Erscheinungsbild das Allianz–Blau an die Seite des Baedeker–Rot getreten. Diese Farbkombination ist auch in der aktuellen Reiseführerproduktion nach Ausscheiden der Allianz-Versicherung aus der Kooperation im Jahre 2013 noch zu finden. Aktuell umfasst die Baedeker-Reihe ein breites Sortiment von Titeln zu Reisezielen in der ganzen Welt, so dass im Hinblick auf das gar nicht mehr so fern liegende 200. Jubiläum des Erscheinens des ersten Baedeker–Reiseführers im Jahre 1832 die Strahlkraft der Marke „Baedeker“ gegenwärtig ungebrochen scheint.

## Reihengeschichte im Einzelnen

### Die vom Verlagsgründer von 1832 bis 1859 bearbeiteten Bände

#### Rheinreise
- Erwerb des Verlags von Franz Friedrich Röhling mit Kleins „Rheinreise“ durch Karl Baedeker 1832

Ähnlich wie eine Verlegergeneration vor ihm Friedrich Arnold Brockhaus seinen Erfolg auf dem deutschen Lexika-Markt durch den Erwerb und die Überarbeitung eines zuvor dort schon angebotenen Lexikons begründet hatte, sollte der verlegerische Erfolg des Karl Baedeker Verlags mit seinem Kauf des Verlags von Franz Friedrich Röhling im Jahre 1832 seinen Anfang nehmen. Mit diesem Erwerb durch den 1801 geborenen Verlagsgründer, der am 1. Juli 1827 in Koblenz eine Verlagsbuchhandlung eröffnet hatte, ging nämlich auch das 1828 von dem Historiker Johann August Klein (1778–1831) verfasste Buch Rheinreise von Mainz bis Köln, Handbuch für Schnellreisende, das der damals in voller Blüte stehenden Rheinromantik entsprang, in das Eigentum von Karl Baedeker über. Klein war ein intimer Kenner der Geschichte und der örtlichen Verhältnisse der Rheinlandschaft. Die mit übernommenen Restbestände der Rheinreise, die mit 12 Umrisszeichnungen von Johann Adolf Lasinsky von am Rheinufer gelegenen Orten und Bauwerken geschmückt war, wurden nun mit einer von den Gebr. Becker in Koblenz lithographierten Karte des Rheinlaufs verkauft. Da die erste Ausgabe im Karl Baedeker Verlag noch nicht von Karl Baedeker verfasst worden war, erhielt sie von Alex Hinrichsen in seiner Bibliografie der Baedeker-Ausgaben die Zählnummer „D 0“.
- Von Karl Baedeker überarbeitete Auflage von Kleins „Rheinreise“ von 1835

1835 (das Titelblatt ist ohne Jahresangabe) erschien dann die zweite, durch Karl Baedeker stark erweiterte und verbesserte Auflage unter dem Titel Rheinreise von Straßburg bis Rotterdam (D 1) – der deutschsprachige Baedeker begann, den Reiseführermarkt zu erobern. Sie enthielt wiederum die 12 Umrisszeichnungen von Lasinsky. Zusätzlich zur bisherigen, bis Straßburg verlängerten Karte des Rheinlaufs Mainz bis Köln, auf der nun auch eine Teilkarte des im Buch besprochenen Laufs der Mosel von Trier bis Coblenz eingedruckt war, musste entsprechend der Ausweitung des behandelten Reisegebiets auf den Niederrhein eine zweite Flusslaufkarte von Coblenz bis Amsterdam und Rotterdam mitgeliefert werden. Zum im Wesentlichen noch Kleinschen Text für den Flussabschnitt von Mainz bis Köln steuerte der Bau-Inspektor von Lassaulx auf 65 Seiten architekturhistorische Berichtigungen und Zusätze zu den dort besprochenen Bauwerken bei, ihre Einarbeitung in den Text selbst war aus Zeitgründen nicht mehr möglich gewesen.
Unter der Redaktion von Karl Baedeker wurden Abschnitte über den Flusslauf von Straßburg bis Mainz und von Köln bis Amsterdam und Rotterdam mit der Beschreibung der wichtigeren holländischen Städten hinzugefügt, ebenso Ausflüge u. a. zu Mosel und Nahe, in die Bäder des Taunus, nach Aachen und Spa. Sie sollten das Buch für den Reisenden brauchbarer machen und wurden deshalb schon in einer deutlich knapperen, auf das Wesentliche beschränkten Sprache verfasst, die sich wenig später zum sprichwörtlichen Baedeker-Stil entwickeln sollte. Als Anhang wurden Preisangaben zur rheinischen Dampfschifffahrt und zu den so genannten Eiljachten auf der Mosel zwischen Trier und Koblenz geliefert. Die beiden dafür bis 1841 auf der Mosel eingesetzten hölzernen Schiffe, „Stadt Trier“ und „Mosella“, mussten aufgrund des noch unregulierten Flusses mit häufig nur geringem Tiefgang zum großen Teil getreidelt werden. Schließlich gab es noch eine Aufstellung der wichtigsten Gasthöfe und Wirtshäuser am Rhein von Straßburg bis Rotterdam, an Mosel, Ahr und Nahe sowie in den Taunusbädern. 
Der schmucklose braune oder blau-grüne Leinenband im Format 17 × 11 cm trug nur ein aufgeklebtes Rückenschild mit der Titelangabe „Klein‘s Rheinreise. Zweite Auflage.“.

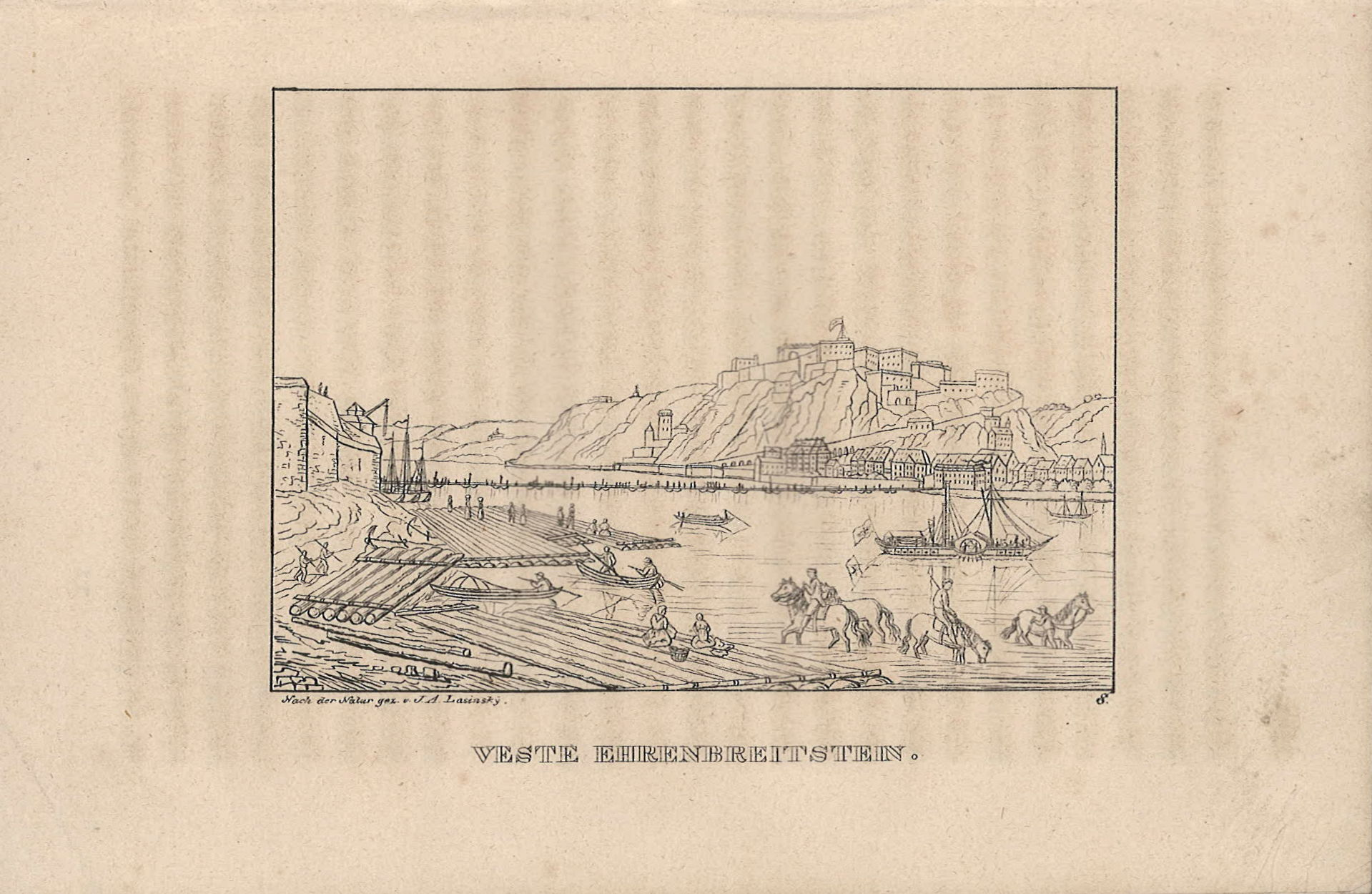
Veste Ehrenbreitstein (Umrisszeichnung nach Johann Adolf Lasinsky)

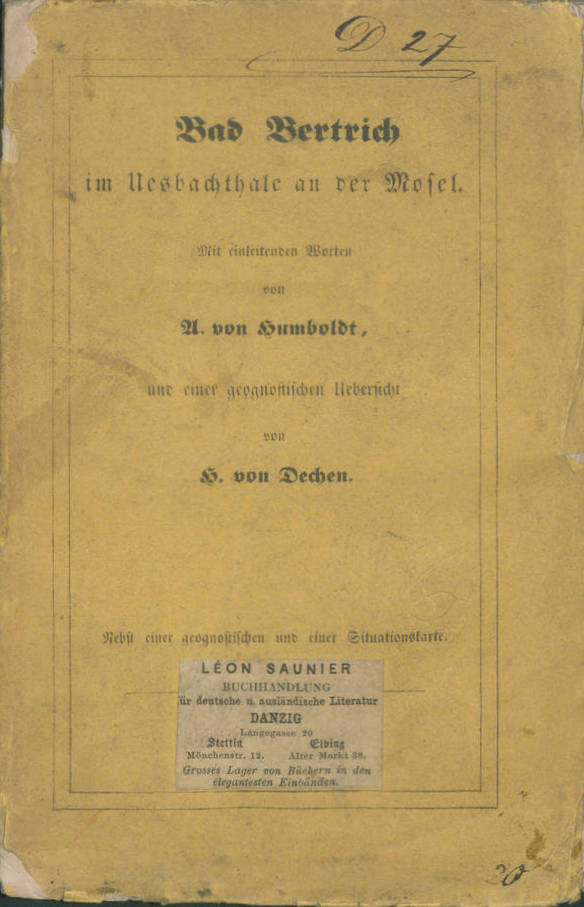
Umschlag des Bands „Bad Bertrich im Uesbachthale an der Mosel“ (1847, D 37), Slg. des Stadtmuseums Berlin.

- Völlige Neubearbeitung von Kleins „Rheinreise“ durch Karl Baedeker 1839 im Biedermeier-Einband

1839 erschien bereits die dritte Auflage der Rheinreise (D 2). Der beschriebene Reiseweg war von Straßburg bis Düsseldorf wieder verkürzt worden, und dementsprechend hielt der Autor auch nur noch eine Karte des Rheinlaufs, allerdings nur von Mainz bis Köln (Lithographische Anstalt von J. Lehnhardt in Mainz), für nötig; an den zwölf Umrisszeichnungen der Vorauflagen wurde aber festgehalten.
 Im Vorwort wies Karl Baedeker ausdrücklich darauf hin, dass diese Auflage trotz des Vorhandenseins einer Anzahl von Exemplaren der Vorauflage erscheine. Der Autor wolle mit dieser Ausgabe vor allem den praktischen Bedarf der Reisenden befriedigen und diesem Winke geben, die „ihm Mühe, Zeit und Geld zu sparen geeignet sind“ – ein konzeptioneller Grundgedanke der Baedeker-Reiseführerproduktion, der sich durch alle späteren Titel zieht und so immer wieder vom Verlag den einzelnen Ausgaben vorangestellt ist. So schrumpfte das Format auf handliche 14,7 × 9,7 cm, das Buch konnte also in der Rocktasche mitgeführt werden. Erstmals gab es zeitgleich mit den neuen Baedeker-Bänden für Belgien und Holland aus demselben Jahr einen gelben, von David Levy Elkan gezeichneten Biedermeiereinband in Pappe mit Rheinmotiven. Abgebildet wurden u. a. die Wappen der damals fünf deutschen Rheinuferstaaten, berühmte Aussichtspunkte und in Tracht gekleidete Landmädchen aus Rheingegenden.

Diesen Band hatte Karl Baedeker inhaltlich und typografisch grundlegend überarbeitet und den Text insgesamt deutlich gestrafft. Die inhaltliche Überarbeitung stützte sich auf das Reiseführerkonzept des Londoner Autors und Verlagsbuchhändlers John Murray für dessen seit 1837 auf dem Reiseführermarkt präsenten Band für Süddeutschland Southern Germany. Baedeker erklärte dazu im Vorwort zu seinem 1842 für Deutschland und Österreich aufgelegten Reisehandbuch (siehe unten), dass das so genannte „rothe Buch“ (A Handbook for Travellers on the Continent, A Handbook for Travellers in Southern Germany), mit dem er die Engländer, als das vorzugsweise reisende Volk stets umherwandern sah, ihn auf die Idee für die Neugestaltung der Rheinreise und der ebenfalls 1839 erschienenen Bände für Belgien und Holland nach den Prinzipien der Murrayschen Handbücher für Reisende gebracht habe. An der eigentlich obsolet gewordenen Autorenangabe „J. A. Klein“ hielt Baedeker gleichwohl weiter fest, weil der Titel auf dem Buchmarkt so eingeführt war und er sich damit – noch – bessere Verkaufschancen versprach.
- Weitere Auflagen der „Rheinreise“ („Rheinlande“) von Karl Baedeker

Der erst 1856 durch das Baedeker-Rot abgelöste Biedermeiereinband wurde bei der 5. Auflage von 1846 (D 4) nochmals überarbeitet. An die Stelle der Wappen und allegorischen Darstellungen traten nun ebenfalls Bauwerke des Rheinlands. Erst bei der 7. Auflage von 1852 (D 6) war der ursprüngliche Autor nicht mehr auf dem Titelblatt zu finden. Bis 1858 (D 9) hatte die Rheinreise, ab 1854 unter dem Titel Rheinlande (D 7a), der bis 1931 Verwendung finden sollte, und nun bis zur holländischen Grenze reichend, 10 Auflagen erreicht. Die Folgeauflage von 1860 (D 10) erschien dann schon unter der Ägide von Ernst Baedeker.
Die bereits 1829 in einer Bildfolge erschienene Umrisszeichnungen von Johann Adolf Lasinsky wurden den Bänden von 1835 bis 1860 – zuletzt schon gemischt mit lithographierten Vollzeichnungen – beigegeben. Später traten an ihre Stelle Vollzeichnungen in unterschiedlicher Zahl (bis 12). Ab 1866 wurde bei diesem Band auf jegliche Illustration durch Ansichten verzichtet.

#### Moselreise
1835 wurde ein Auszug aus der 2. Auflage der Rheinreise, die Textseiten 309 bis 372, als gesonderter Band unter dem Titel Moselreise (D 34) verlegt, der den Fluss von Trier bis Koblenz beschreibt und mit geschichtlichen Bemerkungen ergänzt wird. Nur zwei weitere Auflagen folgten 1839, ergänzt durch Vorbemerkungen und eine Karte, und 1846, zusätzlich noch durch einen Plan. Zu Übersetzungen kam es nicht.

#### Bad Bertrich
Erst sehr spät wurde in der Bibliothek des British Museum noch eine kleine Baedeker-Ausgabe von 1847 Bad Bertrich im Uesbachthale an der Mosel (D 37) entdeckt, zu der Alexander von Humboldt eine in Briefform gefasste Einleitung geschrieben hatte. Dieser Band behandelte auf 128 Seiten und einer „Situationskarte“ den in der Eifel gelegenen Ort Bad Bertrich mit seinen Heilquellen und würdigte den Geognosten Ernst Heinrich von Dechen. Inzwischen liegen für das Bändchen Katalogisierungen von mehreren öffentlichen Bibliotheken vor. Der im Band Rheinreise von 1849 erwähnte Titel fand keine Folgeauflage, entsprach er doch auch nicht dem endgültigen Konzept Karl Baedekers, mit seinen Reiseführern größere Reisegebiete und ansonsten nur europäische Hauptstädte, die touristisch besonders attraktiv sind, in Einzelausgaben zu bearbeiten.

#### Holland und Belgien
Noch im Jahr 1839 erweiterte der Verlag sein Angebot zunächst um den mit 2 Karten ausgestatteten Band Belgien (D 262), das 1830 als neues Königreich auf der europäischen Landkarte erschienen war. Technik- und kulturgeschichtlich äußerst interessant ist der in der fünften Auflage von 1853/1855 (D 266a-c) enthaltene Abriss des belgischen Eisenbahnwesens, der die gesetzlichen Grundlagen, den Ausbau und die Struktur des Schienennetzes, die Beschaffung des rollenden Materials und die Fahrpreise umfasst. Sogar die Durchschnittsbeschaffungskosten für die Dampflokomotiven (37.500 bfr) oder Waggons (2428 bfr) sind angegeben. Dabei wurden den belgischen Streckenkosten vergleichend auch diejenigen für die deutschen und englischen Hauptstrecken in Taler-Beträgen gegenübergestellt. Die Ausführungen waren sicher auch eine Hommage an das erste kontinentaleuropäische Land mit einer Eisenbahnlinie (5. Mai 1835: Mechelen-Brüssel), aber sind vor allem ein Beleg dafür, welch immensen Stellenwert der Autor dem noch jungen Verkehrsmittel beimaß, eröffnete es doch dem Reisenden ein ungleich billigeres, rascheres und bequemeres Fortkommen zu den in den Baedekern beschriebenen Reisezielen und erhöhte damit letztlich auch den Bedarf an Reiseführern. Freilich schoss Karl Baedeker ein wenig über das Ziel hinaus, wenn er bei der Abhandlung zur Benutzung der Eilwagen (Diligencen und Messagerien [Botenfuhrwerke]) angibt, dass „alle grössern Strassen, die noch nicht durch Eisenbahnen nutzlos geworden sind, … täglich mehrfach von solchen Eilwagen befahren (werden)“ – das Kraftfahrzeug, das sich 100 Jahre später bei einer neuen Baedeker-Generation zur Basis des Fernreisens aufschwingen und die Straßen schließlich bevölkern sollte, war eben noch nicht erfunden.
Schließlich erschien dann auch noch 1839 im gelben Biedermeier-Einband erstmals der Band Holland (D 259) mit einem Einführungstext von 31 (XXXI) und einem Hauptteil von 210 Seiten, dem nur eine Karte beigegeben war. Bis 1854 folgten zwei weitere Auflagen (1845, 2. Auflage: D 260, und 1854, 3. Auflage: D 261b), der Umfang war auf 38 (XXXVIII) bzw. 216 Seiten mit fünf Plänen angewachsen.
Beide Biedermeier-Einbände wurden von David Levy Elkan gestaltet, wobei nur der Holland-Band den Gestalter ausweist.

#### Deutschland und Österreich
Gesamtband
1842 erlebte die bis in die 1930er Jahre in vielen Modifizierungen fortgeführte Beschreibung der Reisegebiete Deutschland und Österreich mit dem Band Deutschland und der Oesterreichische Kaiserstaat (D 38) ihren Auftakt. Der voluminöse Band im Format 155 × 100 mm, dessen Routenbeschreibungen im Osten bis Lemberg (heute: Lwiw) und Tilsit (Sowetsk), im Süden bis nach Venedig, Pesth/Ofen und Triest/Pola, im Westen bis Aachen sowie im Norden bis Hamburg und zur Insel Rügen reichten, gab mit reichlich 600 Seiten, 8 Stadtplänen, darunter Wien, Prag und Berlin, und einem Ortsverzeichnis seinen Einstand. Die auf dünnes Leinen gedruckte Karte Deutschland und anliegende Länder mit den Hauptstraßen nebst Entfernungsangaben hatte Adolf Stieler bereits 1820 gezeichnet; sie war berichtigt nach dem Stand der Postkarte von Franz M. Diez, wurde hier aber nur schwarz/weiß gedruckt. Der Band mit goldfarbener Titelei ist bislang in zum Ausbleichen neigendem rosafarbenen, seltener auch grünlichen, Leinen bekannt. Die Buchdeckel wurden mit einem längere Zeit verwendeten Kassettenrahmen versehen. 
 Schon 1844 folgte die 2., sehr verbesserte Auflage (D 39) im braunen Leineneinband. Auch die Reisekarte war noch einmal auf dünnes Leinen gedruckt. Hinzu waren Pläne von Mailand und Venedig gekommen. Beide Städte fielen allerdings im Zuge der Italienischen Unabhängigkeitskriege bald an das Königreich Italien, Mailand schon 1859 nach dem Sardinischen Krieg und Venedig im Frieden von Wien 1866, so dass sie bald danach nicht mehr in den deutsch-österreichischen Gesamtbänden beschrieben wurden.

Bei beiden Bänden lehnte sich Baedeker gestalterisch (Einbandbeschriftung, Verwendung von Zierelementen und Reisekarte) und inhaltlich noch stark an die Werke des englischen Reisebuchautors John Murray an, wies aber in seinen Vorworten darauf hin, dass die spezifischen Bedürfnisse des deutschen Reisepublikums eine erhebliche Überarbeitung der Texte mit sich brachte, so dass letztendlich ein doch durchaus eigenständiges Werk von ihm geschaffen worden sei. Auch hatte er das Buchformat für eine bessere Handhabbarkeit verkleinert.
Es bestand in jener Zeit aber auch eine gewisse Wechselwirkung: In den dem Handbuch für den Reisenden auf dem Kontinent (Northern Germany) von 1845 (5., berichtigte und erweiterte Auflage) vorangestellten Notizen (Notices) würdigte Murray Baedeker als einen fähigen Buchhändler aus Coblenz, von dessen deutscher Übersetzung seiner Führer er wiederum selbst beträchtlichen Nutzen gezogen habe, da Baedeker als sorgfältiger Herausgeber große Teile Deutschlands bereist und entsprechende Ergänzungen vorgenommen hat, die wiederum in die Murrays einflossen. Bei der Ausstattung mit Stadtplänen war Karl Baedeker aber Vorreiter. Zur besseren Orientierung der Reisenden hatte er schon in die erste Auflage für Deutschland und Österreich von 1842, wie schon beschrieben, Stadtpläne aufgenommen. Murray folgte bei seinen Bänden für Kontinentaleuropa erst später. So sind in der 5. Auflage des Bandes für Kontinentaleuropa und Norddeutschland von 1850 (Hand-Book for Travellers on the Continent […]) auch sechs Stadtpläne für die wichtigsten Städte zu finden. Die Ausstattung mit von Auflage zu Auflage wachsender Anzahl von Karten und Plänen entwickelte sich zu einem der prägenden Elemente der Baedekerschen Reiseführerproduktion; sie ist dann auch bei den anderen Reiseführerreihen zu finden.
In der dritten Auflage von 1846 (D 40a) führte Baedeker die legendären Sterne als Hinweis für den Leser auf bemerkenswerte Sehenswürdigkeiten ein. Beim im Format etwas vergrößerten Einband von 163 × 108 mm hatte nun das so prägnante „Baedeker–Rot“ Einzug gehalten; es kommen allerdings auch noch Bände in dem für die 2. Auflage von 1844 verwendeten braunen Leinen vor. Die Sterne und die rote Einbandfarbe folgten wieder dem englischen Reisehandbuch von Murray. Die Reisebeschreibungen wurden insbesondere um einen Ausflug nach Kopenhagen und ein Inhaltsverzeichnis mit den Reiserouten ergänzt. In der Auflage 3b von 1847 (D 40b) standen den Reisenden erstmals kleine Spezialkarten für einzelne Reisegebiete (hier: Harz, Sächsische Schweiz, Riesengebirge und Salzkammergut) zur Verfügung.
Österreich, Süd- und West-Deutschland (I) sowie Mittel- und Nord-Deutschland (II)
Um seinen Anspruch, möglichst handliche Reiseführer anzubieten, teilte Karl Baedeker bereits 1851 den Gesamtband Deutschland-Kaisertum Österreich, der bis Ende der 1850er Jahre bereits auf über 800 Seiten anschwellen sollte (1858, 8. Auflage, D 45) und damit recht unhandlich war, zusätzlich in die Bände Österreich, Süd- und West-Deutschland (Teil I, D 53) und Mittel- und Nord-Deutschland (Teil II, D 95). Bis 1858 war unter Mitzählung der Gesamtbände jeweils die 8. Auflage erreicht worden war. Die beigefügten Eisenbahnkarten dokumentieren mit ihren von Auflage zu Auflage stets vorgenommenen Aktualisierungen den rasanten Aufbau des Fernbahnnetzes in Deutschland und Österreich in jener Zeit.
1859 erschien noch die 9. Auflage von Mittel- und Nord-Deutschland (Teil II, D 100); es sollte der letzte, unter der Ägide von Karl Baedeker – er verstarb in jenem Jahr völlig überraschend an einem Herzinfarkt – redigierte Band werden. Der entsprechende Band für Österreich, Süd- und West-Deutschland (Teil I, D 58) und die Gesamtausgabe (D 46) wurden erst 1860, nach seinem Tod ausgeliefert.
Österreich(-Ungarn)
Parallel zu den vorgenannten Bänden offerierte der Verlag den Reisenden, die ausschließlich das österreichische Kaiserreich bereisen wollten, ab 1853 auch einen Band Österreich (D 172). Er umfasste das Gebiet Österreich-Ungarns einschließlich des ab 1866 zu Italien gehörenden Venetiens, Dalmatiens sowie – in späteren Auflagen – der 1908 von Österreich-Ungarn annektierten Gebiete Bosniens und der Herzegowina.
Südbayern, Tirol und Salzburg, Ober-Italien
1855 wurde aus der 6. Auflage des Gesamtbands der die deutsch-österreichische Alpenregion und Norditalien (Mailand, Venedig) betreffende Teil einer erweiterten Bearbeitung unterzogen und erschien erstmals unter dem Titel Südbayern, Tirol und Salzburg, Ober-Italien, der auf dem Einband in kursiver Schreibschrift ausgeführt war, gesondert. Der mit einem XII-seitigen Einführungsteil, 220 Seiten Hauptteil und zunächst nur mit drei Karten ausgestattete Band erlebte mit dem zunehmenden Alpentourismus bis 1914 30 Folgeauflagen, zuletzt mit einem Gesamtumfang von 703 Seiten, 75 Karten und 11 Panoramen.

#### Schweiz
1844 folgte das im gelben Biedermeierpappband aufgebundene Reisehandbuch Schweiz (D 289) und umfasste neben einem schon recht umfangreichen Textteil von 567 Seiten zunächst nur eine Schweizkarte und das Panorama des Bergmassivs Rigi. 1848 bis 1852 (2. bis 4. Aufl.) wurde der Band in jeweils unterschiedlichem Biedermeiermuster in rotem Leinen ausgeliefert. Auf einer farbigen Tafel vor dem Titel umrahmten ab 1851 (bis 1867) die Kantonswappen einen Reisläufer; 1852 wurde die Gestaltung überarbeitet und durch die Landesbezeichnung ergänzt. Erst jetzt erscheint Karl Baedeker als Autor auch auf dem Titelblatt. Sein Lieblingsprojekt hatte es bis zu seinem Ableben auf 8 Auflagen gebracht (D 296a). Das neue stilistische Konzept der Textverknappung hatte nun zu einer Seitenreduzierung auf nur noch rund 450 geführt, gleichzeitig war der Band aber schon mit 7 Karten und 9 Plänen, 2 Bergansichten und 2 Panoramen sowie 16 Umrissansichten ausgestattet worden.

#### Paris
Als letztes deutschsprachiges Werk des Gründers der Reihe erschien nach achtjährigen Vorarbeiten schließlich 1855 Paris und Umgebung (D 329) zwar termingerecht zur großen Pariser Weltausstellung, allerdings hatte Baedeker dieses Ereignis völlig übersehen, so dass er darauf mit einem in der Pariser Druckerei W. Remquet und Comp. hergestellten gesonderten Doppelblatt als Einlage reagieren musste. Mit diesem wurde u. a. das System des Pariser Omnibus-Verkehrs erläutert. Bei diesem Band (D 329) hatte Karl Baedeker erstmals einen aus drei zusammengefalteten Streifen (Nord-Mitte-Süd) bestehenden Stadtplan verwendet – einen Plantyp, der als kartographische Ergänzung auch bei den Beschreibungen von London ab 1862, Rom ab 1866 und Berlin ab 1878 langjährig verwendet werden sollte.

#### Bände auf Französisch
- Le Rhin

Der Firmengründer bearbeitete insgesamt drei Bände in französischer Sprache. Teilweise handelte es sich inhaltlich um weitestgehende Übersetzungen deutschsprachiger Ausgaben, andere Bände hatten einen eigenständigeren Text. Da Baedeker die Rheinreise bereits 1832 in der französischen Übersetzung als Voyage du Rhin (F 1) unter dem eigenen Verlagsnamen auf den Markt gebracht hatte, muss dieser Band sogar als die eigentliche Geburtsstunde des „Baedeker“ betrachtet werden. Ihr folgte 1846 Le Rhin de Bâle à Dusseldorf. Der Band erschien bis Mitte der 1850er Jahre in einem im Biedermeierstil gestalteten gelben Pappband. Dieser war vollständig bedruckt mit Landschaftsansichten und Abbildungen prägnanter Bauwerke, wie dem noch unvollendeten Kölner Dom, den Domen von Speyer und Worms sowie der Heidelberger Schlossruine und den Denkmälern von Goethe in Frankfurt und Gutenberg in Mainz (Abbildungen) mit französischer Beschriftung. Teilweise wurde auch deutschsprachig gedrucktes Einbandpapier verwendet, das für die Titelei mit Aufklebern in Französisch versehen wurde (so z. B. F 3, 1852). Dieser Band erlebte zu Lebzeiten Baedekers in den Jahren von 1852 bis 1859 noch vier Folgeauflagen (F 2-5). Ab 1859 trug er den Titel Bords du Rhin. Allen Ausgaben waren neben Karten des Rheinlaufs und Stadtplänen noch Ansichten beigegeben.
- Suisse und La Hollande et la Belgique

Die 1852 folgende Ausgabe Suisse (F 41) im roten Biedermeiereinband, die bis 1859 vier Auflagen erleben sollte, enthielt neben 4 Stadtplänen, 2 Karten und 16 Ansichten zusätzlich zwei Panoramen vom Faulhorn und vom Rigi. Die Übersetzung lieferte der Baseler Universitätsprofessor C. F. Girard. Später sollte sich die Anzahl der Panoramen auf 15 (1928) erhöhen. Kurz vor seinem Tode konnte Karl Baedeker schließlich noch den Band La Hollande et la Belgique (F 71) vollenden, der von 1859 bis 1910 im Verlagsprogramm war.

#### Inkognitoreisen Karl Baedekers
Karl Baedeker hatte viele seiner beschriebenen Reisewege und Aufenthaltsorte noch selbst absolviert beziehungsweise besucht. Dabei reiste er wohl mit behördlicher Billigung zumeist inkognito, um einen unvoreingenommenen Eindruck von den Hotels und Gasthäusern zu erhalten, wie aus einer Zeitungsnotiz über seinen Besuch in Gotha im Jahre 1857 hervorgeht.

#### Karl Baedeker als Pionier moderner Reiseführer im deutschsprachigen Raum
Mit seinen ab Ende der 1830er Jahre neu konzipierten Reiseführern (Rheinreise, Belgien, Holland, Deutschland/Österreich sowie Schweiz), war Karl Baedeker im deutschsprachigen Raum ein Pionier auf diesem Gebiet. Erst 1850 erschien Theobald Griebens „Griebens Reise-Bibliothek“, die später mit ihren preiswerten gelb-blauen Broschurausgaben auch eine sehr weite Verbreitung finden sollte. Die zumeist in braunen Leinenausgaben mit goldfarbener Titelei im Verlag des Bibliographischen Instituts in Gotha erschienenen, von Herrmann Julius Meyer begründeten „Meyers Reisebücher“ kamen erst von 1862 (bis 1936) auf den Markt und noch später, nämlich 1878, begründete Leo Woerl seine Reisehandbücher.

### Von Ernst Baedeker von 1859 bis 1861 bearbeitete Bände

#### Neue Ausgaben
Nach dem Tod Karl Baedekers am 4. Oktober 1859 übernahm sein 1833 geborener Sohn Ernst, der im Rahmen seiner Ausbildung auch in London bei der Firma Williams & Norgate, einem späteren Partnerunternehmen des Baedeker-Verlags, tätig war, das Verlagsgeschäft. In seiner kurzen Tätigkeitszeit bis zu seinem überraschenden Ableben am 23. Juli 1861 konnte er jedoch neben dem Band Ober-Italien in deutscher (D 355) und französischer Sprache (F 91) sowie L'Allemagne (F 20) nur noch den ersten englischsprachigen Titel, The Rhine (E 1), auf den Weg bringen; außer L'Allemagne (1860) kamen die Novitäten sämtlich 1861 in den Buchhandel. Bereits 1853 war Heinrich Ritter (1837–1917) in den Verlag eingetreten, 1862 Prokurist und 1878 Teilhaber geworden; er sollte bis zum Ersten Weltkrieg maßgeblich an der Herausgabe der Reiseführer mitwirken.

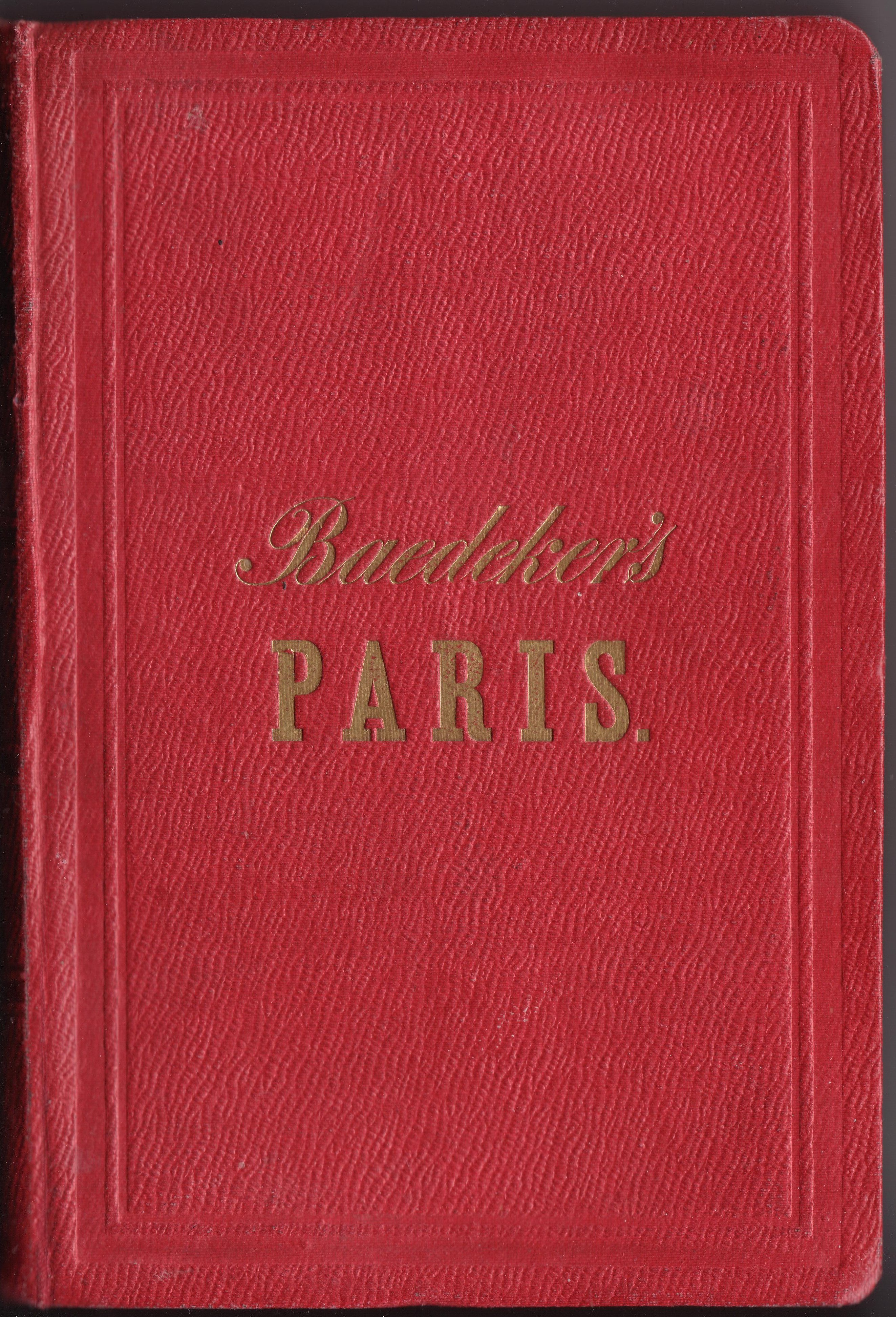
Paris, Rouen, Dieppe, Boulogne. 3. Auflage. (1860, D 331)

#### Fortgeführte Titel
Während Ernst Baedekers Verlagsleitung wurde das von seinem Vater aufgebaute Reiseführerprogramm fortgeführt. So erschienen in deutscher Sprache die Rheinlande (D 10, 11. Auflage), wobei in dieser Auflage, 
die beigegebenen Ansichten teilweise noch als Umrisszeichnungen aber auch schon als Lithographien ausgeführt sind, sowie Deutschland (D 47a), Österreich, Süd- und West-Deutschland (D 59a) und Mittel- und Nord-Deutschland (D 101a) – jeweils in 10. Auflage –, Südbayern (D 135 und 136a, 9.  und 10. Auflage), Österreich und Ober-Italien (D 176, 9. Auflage), Belgien und Holland (D 268, 7. Auflage), die Schweiz (D 296, 8. Auflage) und Paris (D 331, 3. Auflage). In Französisch gab es Le bords du Rhin (F 5, 4. Auflage) sowie La Suisse (F 44) und La Hollande et la Belgique (F 71), beide in 5. Auflage.

#### Kooperation mit John Murray
Ab 1860 bestand eine Kooperationsabsprache mit dem englischen Verleger John Murray, der 1836 mit der Veröffentlichung einer Reiseführerreihe begonnen hatte. Danach vertrieb dieser Baedeker-Bände in England zu einem höheren Preis (vier Schilling sechs Pence) als in Deutschland (umgerechnet vier Schilling). Im Gegenzug vertrieb Baedeker unter anderen Murrays Handbook for Northern Germany in Deutschland. Später, ab 1878 bis 1918, wurden die englischsprachigen Bände von den aus Schottland stammenden Brüdern James und Findlay Muirhead herausgegeben, die danach ein eigenes Reiseführerprojekt, die noch heute auf dem Markt befindlichen Blue Guides („Blauer Führer“), realisierten.

### Von Karl Baedeker junior und Fritz Baedeker von 1861 bis 1914 bearbeitete Bände

#### Vorbemerkungen
- Umzug nach Leipzig

Der 1837 geborene Karl Baedeker junior musste nach dem frühen Tod seines Bruders Ernst den Verlag übernehmen. Am 1. März 1869 wurde auch sein Bruder Fritz (1844–1925) Teilhaber des Verlages. Die elterliche Sortiments-Buchhandlung wurde 1870 verkauft, um im Gegenzug das Verlagsgeschäft mit den immer erfolgreicheren Reiseführern auszubauen. Beide Brüder verlegten den Verlagssitz 1872 aus der rheinischen Provinzstadt Koblenz in die damalige deutsche Buchhandelsmetropole Leipzig, zunächst in die Königstraße 8 (heute: Goldschmidtstraße), 1877 in die Nürnberger Straße 43b (später: 46); die Buchauslieferung befand sich zuvor schon in der Nürnberger Straße 23. Bereits 1867 war Paris und Nordfrankreich zur Weltausstellung in der 6. Auflage erschienen.
Aber schon 1877 ereilte Karl Baedeker junior eine psychische Erkrankung, die eine weitere Mitarbeit im Verlag ausschloss, so dass Fritz Baedeker 1878 die weitere Firmenentwicklung und das Verlagsprogramm allein prägte. Insbesondere sein Verdienst ist die Entwicklung des sachlich-knappen „Baedekerstils“, bei dem unter Konzentration auf die wesentlichen Informationen jegliche Textredundanz entfiel. Großes Augenmerk legte er auch auf die Verbesserung des Kartenmaterials.
Angesichts der im Verlag weit gesteckten Pläne zu Ausgaben für Fernreiseziele war die bisherige Vorgehensweise, zur Gewinnung der Reiseinformationen die Routen im Wesentlichen durch den Verlagsinhaber selbst zu absolvieren und nur im Ausnahmefall auf sachkundige Gewährspersonen zurückzugreifen, nicht mehr durchführbar. Es mussten dafür nun vor allem externe Mitarbeiter mit Spezialkenntnissen über die zu bearbeitenden Gebiete gewonnen werden.
- Französischsprachige Titel

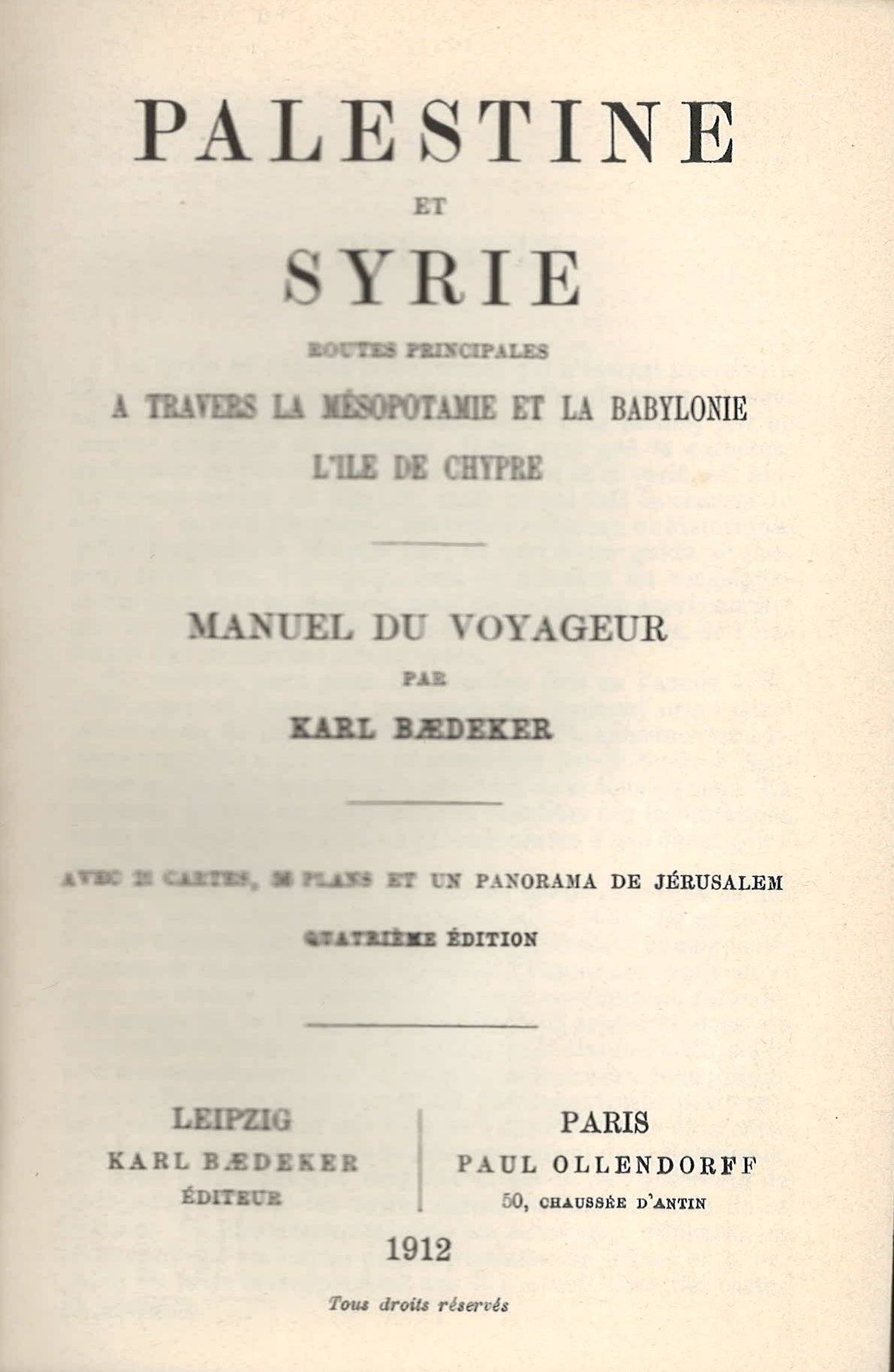
Palestine et Syrie (1912), Titelblatt: Paul Ollendorff, Paris, 50, Chaussée d'Antin

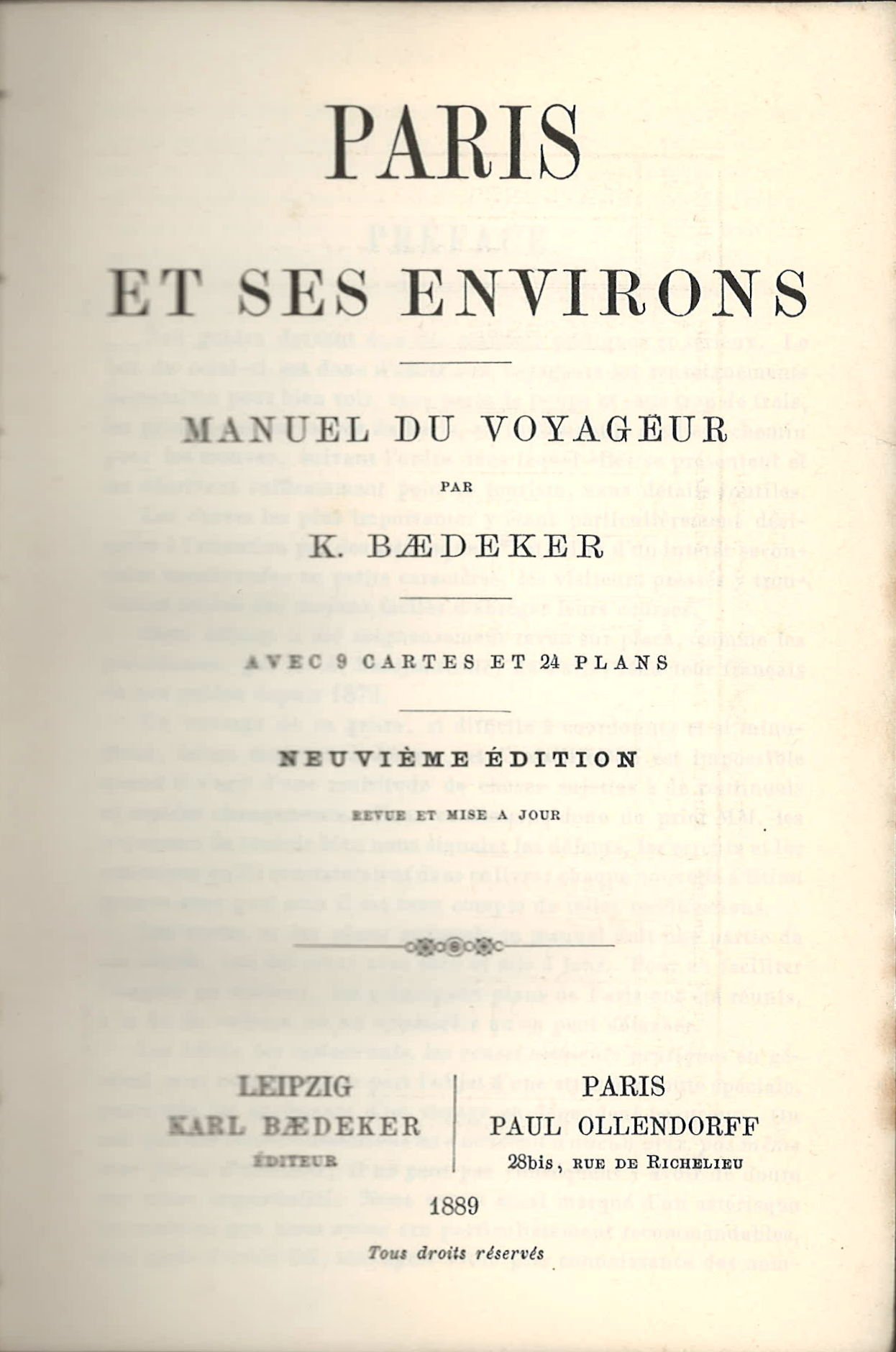
Paris (1889), Titelblatt: Paul Ollendorff, Paris, 28bis, Rue de Richelieu

Die französischsprachigen Titel wurden laut Titelblattangaben ab 1883 in Kooperation mit dem Pariser Buchhändler und Verleger Paul Ollendorff herausgegeben. Er hatte sein Geschäftslokal zunächst in Paris, Rue de Richelieu 28bis. Für seine verlegerischen Aktivitäten gründete er 1898 die Société d'Éditions littéraires et artistiques und verlegte sein Unternehmen in die Chaussée d'Antin 50. Laut Werbeblatt der Gesellschaft zeichnete Ollendorff auch für den Vertrieb der englisch- und deutschsprachigen Ausgaben verantwortlich.

#### Bände für deutschsprachige Reisegebiete
- Deutschland und Österreich in einem Band

Der erstmals 1842 edierte Gesamtband für Deutschland und Österreich wurde weiter aufgelegt, erfuhr aber aufgrund seiner zunehmenden Unhandlichkeit durch die seit 1851 zusätzlich angebotenen beiden Teilbände I und II eine deutliche Reduzierung seiner Verkaufszahlen und ist dementsprechend heute nicht mehr allzu häufig zu finden, zumal die nicht sehr robuste Einbindung durch die hohe Seitenzahl bei häufigerem Gebrauch in Mitleidenschaft gezogen wurde, so dass die lädierten Bände häufig entsorgt wurden. Für die in ihm enthaltenen Teilbände I und II, die jeweils eine eigene Seitenzählung hatten, wurden neben dem Gesamttitelblatt zusätzliche separate Titelblätter, Einführungen und Ortsverzeichnisse verwendet. Letztmals erschien der Band 1872 in 15. Auflage (D 52) mit einem recht unhandlichen über 1000-seitigen Umfang, rechnet man die zahlreichen Karten und Pläne hinzu. Zu einer Neuauflage des Deutschland-Bandes, aber nun ohne Österreich und dadurch nur noch mit einem halb so großen Umfang, kam es 1906 unter dem Titel Deutschland in einem Bande (D 223). Er sollte bis 1913 drei Auflagen erleben und auch nach 1918 bis 1936 (6. Auflage) seine Fortsetzung finden. In einigen Bänden der dritten Auflage von 1913 (D 225) ist die Beilage für „Die Internationale Baufach-Ausstellung in Leipzig 1913“ (Doppelblatt nebst Plan des Ausstellungsgeländes) zu finden.
- Teilbände I und II  für Deutschland und Österreich

Ab 1872 (D 64) trug der in 15. Auflage erschienene Teilband I den Titel Süd-Deutschland und Österreich. Bereits 1873 folgte wegen der Wiener Weltausstellung die 16. Auflage (D 65). Sie erhielt dazu einen Anhang „Die Wiener Weltausstellung von 1873“ und wurde im Stadtplan Wiens mit einer nach Osten um das Ausstellungsgelände erweiterten Abbildung des Praters versehen; spätere Ausgaben haben dann wieder die ursprüngliche Plangröße.
 Seit der 21. Auflage von 1887 wurden die Reisegebiete Süddeutschland und Österreich nur noch in separaten Bänden bearbeitet (D 70 ff. und D 84 ff.).
- Österreich-Ungarn

Der seit 1853 laufende Separatband Österreich (D 172 ff) wurde fortgeführt. Von 1873 bis 1913 folgte der Bandname mit Österreich-Ungarn (D 183-196) auch dem beschriebenen Gebiet. Seit 1887 (D 84, 21. Auflage) bot Baedeker den Österreich-Band auch „ohne Ungarn, Dalmatien und Bosnien“ an. 1913 kam die 29. Auflage (D 92) heraus.
- Südbayern

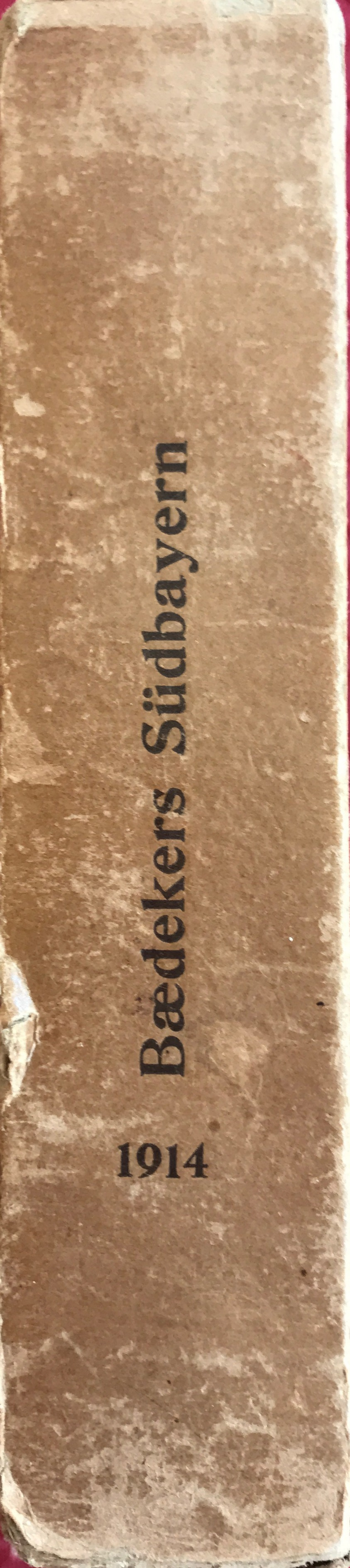
Schuber-
rücken

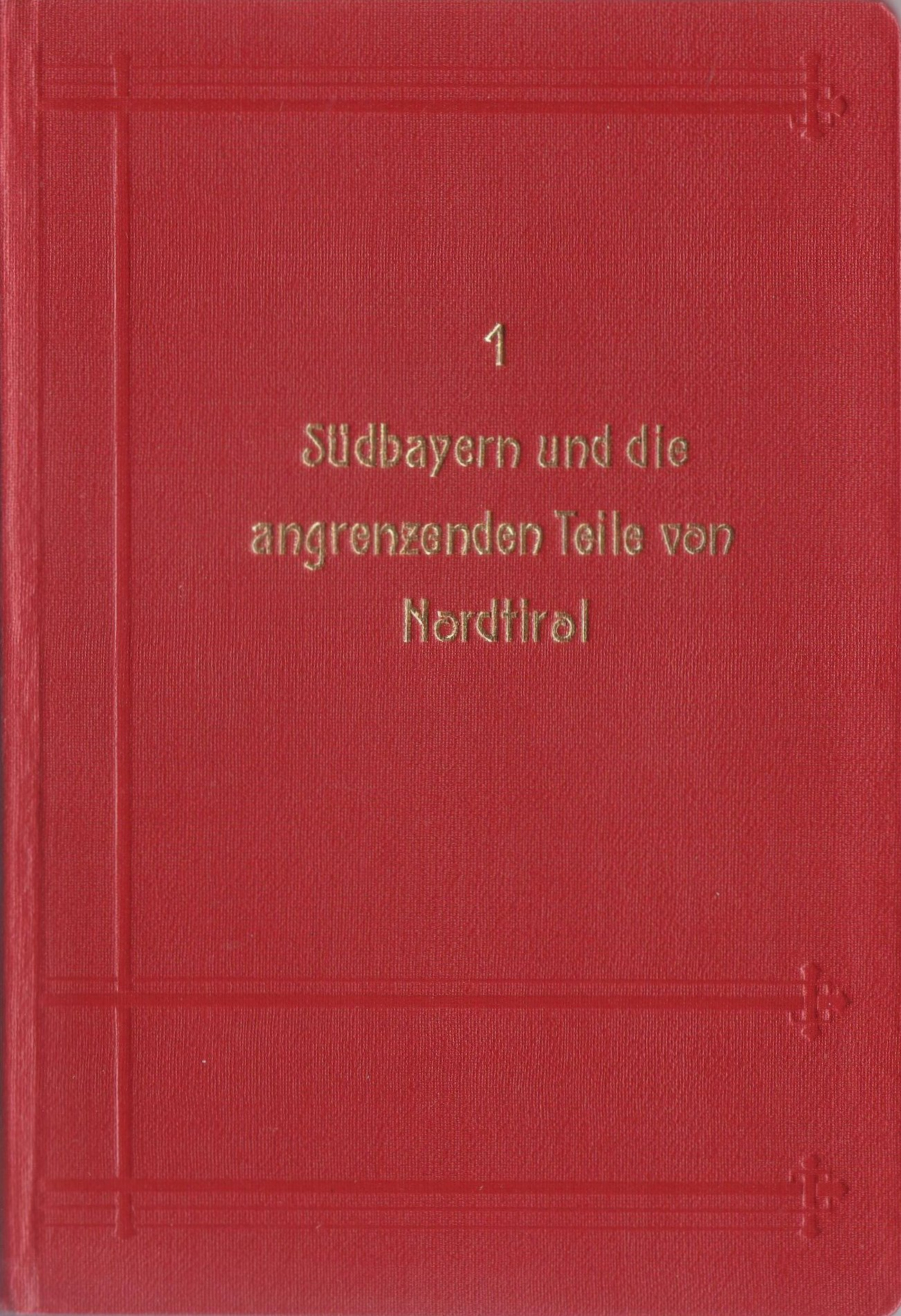
D 162 Südbayern. 36. Auflage in Einzelbänden im Schuber, Teil 1 (1914)

1914 erschien Südbayern in der 36. Auflage (D 162), damit erreichte der Band noch vor der Schweiz bis zum Ersten Weltkrieg die höchste Auflagenzahl bei den klassischen Baedekern überhaupt. Neben einem Gesamtband legte der Verlag für Bergwanderer auch eine Variante in fünf einzelnen Bändchen nebst einem Registerband in einem mit der abgekürzten Titelei der Ausgabe bedruckten grauen Pappschuber vor, die mit 9 Mark trotz der deutlich aufwändigeren Herstellung nur eine Mark teurer als die Normalausgabe war.
- Mittel- und Norddeutschland

Berlin erhielt aufgrund seiner durch die Reichsgründung gewachsenen Bedeutung als Reichshauptstadt mit der Auflage von 1878 (D 109) eine stark erweiterte Bearbeitung einschließlich eines besonderen, herausnehmbaren Plananhangs; umfangreiches Material zur bedeutenden Museenlandschaft wurde dem Verlag durch den Direktor der Berliner Gemäldegalerie, Julius Meyer, zugearbeitet. Auch lieferte der Arzt Hermann Reimer für die wachsende Schar gesundheitsorientierter Reisender Hinweise auf Sommerfrischen und Kurorte. Ab 1880 (19. Auflage, D 110) steuerte der Ordinarius für Kunstgeschichte an der Universität Leipzig, Anton Springer, auch dem Teilband II Mittel- und Norddeutschland, der auf dem Vorderdeckel seit der Vorauflage von 1878 nur noch den Titel Nord-Deutschland trug und im klassischen Leineneinband ausgeliefert wurde, im Vorwort eine bis 1914 im Wesentlichen unveränderte 20-seitige Abhandlung „Zur kunsthistorischen Orientirung“ bei, die im 10. Jahrhundert begann und bis in die 2. Hälfte des 19. Jahrhunderts reichte. Zuvor hatte Springer schon Beiträge zu einzelnen Orten, wie Leipzig, beigesteuert.

Aus Umfangsgründen musste 1889 in der 23. Auflage der Band Nord-Deutschland nochmals in die Teilbände Nord-West-Deutschland (D 114 ff.) und Nord-Ost-Deutschland (D 123 ff.) aufgegliedert werden, wobei Springers kunsthistorische Einführung beiden neuen Teilbänden beigegeben wurde.
- - Nord-Ost-Deutschland

Dieser Band enthielt alle Gebiete des Kaiserreichs östlich der Linie Hof-Leipzig-Wittenberge-Hamburg-Cuxhaven und zusätzlich Berlin, Magdeburg, Brandenburg sowie die nordfriesischen Inseln mit Helgoland. Auch der Ausflug nach Dänemark wurde hier beschrieben. Der 31. Auflage von 1914 (D 131) wurde teilweise die Beilage „Die Internationale Ausstellung für Buchgewerbe und Graphik (Bugra) in Leipzig vom Mai bis Oktober 1914“ (Doppelblatt nebst Plan des Ausstellungsgeländes) beigegeben.
- - Nord-West-Deutschland

Alle Reichsteile westlich der oben genannten Linie einschließlich der Altmark, des Harzes und Thüringens waren hier zugeordnet. Ab 1899 (26. Auflage, D 117) wurden auch Hamburg und die nordfriesischen Inseln mit Helgoland zusätzlich in diesen Band aufgenommen, so dass diese Beschreibungen nun in beiden Teilbänden bis 1914 enthalten waren, was den Wünschen der Nutzer nach einer Gesamtbeschreibung der Nordseeküste auch in diesem Band entgegenkam.
- Rheinlande

Aufgrund seiner besonderen touristischen Bedeutung wurde der territorial übergreifende Band Rheinlande von der 12. (1862, D 11) bis zur 32. Auflage (1912, D 31) fortgeführt. Waren zuerst noch 12 lithografische Ansichten enthalten, fielen diese 1866 (14. Auflage, D 13) weg. Dagegen wurde die Zahl der Karten und Stadtpläne kontinuierlich erhöht von vierzehn bzw. dreizehn auf schließlich 70 Karten und 62 Stadtpläne und Grundrisse (D 31). Auch die englische Ausgabe The Rhine erschien weiter. 1864 erschien sie in 2. Aufl. (E 2) nochmals mit vier Ansichten, die bei den Folgeauflagen wegfielen. Der Kaufpreis von 4 Schilling in Großbritannien wurde hier entsprechend der auf der Insel üblichen Buchausstattung auf den Buchrücken gedruckt.
- Berlin

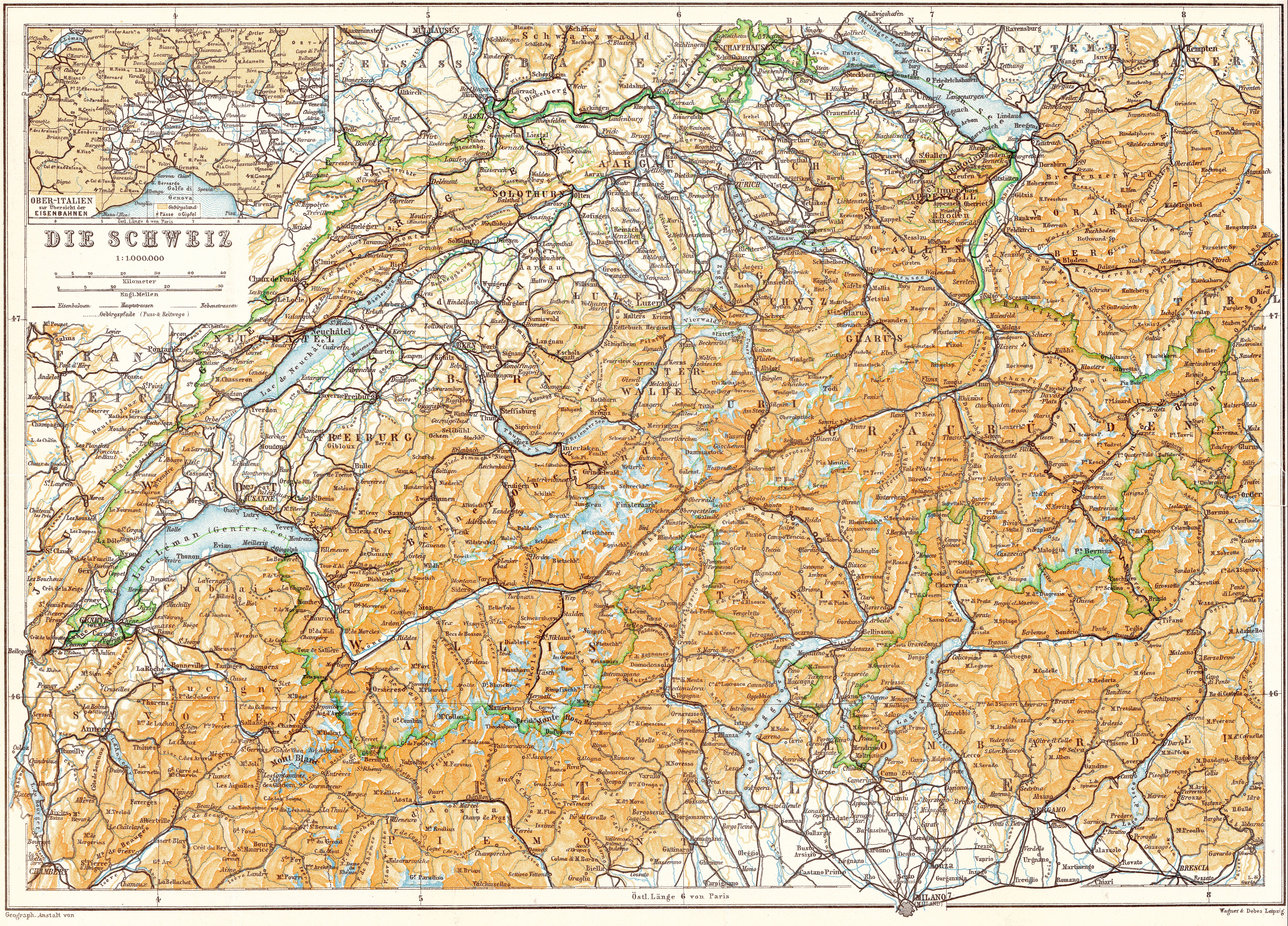
Karte der Schweiz aus dem gleichnamigen Baedeker-Band, 35. Auflage (1913)

Ab 1878 musste ein gesonderter Band für die Reichshauptstadt, Berlin und Umgebungen (D 200), in das Verlagsprogramm aufgenommen werden, um ein Konkurrenzprodukt vom Verlag Alexius Kiessling, den sog. „Berliner Baedeker“, abzuwehren. Dieser hatte sich zur Markteroberung einfach der Bekanntheit und Wertschätzung der Baedekerschen Marke bedient. Die Beschreitung des Gerichtswegs wäre zu langwierig gewesen, deshalb wurden bis 1883 zunächst „Separat-Abdruck[e]“ aus Nord-Deutschland (D 109 bis D 111) auf den Markt gebracht.
 Der erst mit der vierten Auflage von 1885 (D 203) selbständig bearbeitete Band behandelte auch das nahe gelegene Potsdam mit seinen Schlössern und dem Park von Sanssouci, das die meisten Berlin-Besucher mit aufgesucht haben dürften. Dies spiegelte sich bei den Separat-Ausgaben auch in der Erwähnung Potsdams auf der Titelei des Einbands wider, der 1883 (D 202) auch in einem seltenen Pappband vorkommt, auf den das Titelblatt in einen Zierrahmen eingebettet aufgedruckt wurde; sehr wahrscheinlich waren die roten Standardeinbanddecken ausgegangen, und es musste trotzdem kurzfristig Nachfrage befriedigt werden. Ab der Ausgabe von 1883 ist auch ein Plan der 1865 gegründeten Berliner Pferdebahnen enthalten, die später von der elektrischen Straßenbahn abgelöst wurde. 

Aufgrund der dynamischen Entwicklung Berlins als wirtschaftliches, politisches und kulturelles Zentrum des Kaiserreichs, das mit einem Anschwellen der Besucherzahlen einherging, erforderte die Nachfrage nach dem Titel bis 1914 (18. Auflage, D 217) einen ungefähr zweijährigen Ausgaberhythmus.
- Schweiz

Auch der Schweiz-Band wurde grundsätzlich in einem Zweijahresrhythmus fortgeschrieben; es gab in den 1860er Jahren zeitweise auch eine jährlich aktualisierte Ausgabe. Auch hier fielen die in der neunten Auflage von 1862 (D 297a) noch beigebundenen 9 Ansichten 1864 (10. Auflage, D 298a) weg. Bis 1913 war die 35. Auflage mit nun 77 Karten, 21 Stadtplänen und 14 Panoramen (D 323) erreicht. Der geographische Überblick wurde von dem Schweizer Geographen Hermann Walser erstellt.

#### Ausgaben für Reiseziele im übrigen Mitteleuropa
Neben den Ausgaben für Deutschland und die Schweiz sowie dem Separat-Band für Österreich-Ungarn, der auch Teile des heutigen Polens (Galizien mit Krakau), Tschechien und die Slowakei umfasste, gab es keine gesonderten Baedeker für Mitteleuropa. Das weitere polnische Territorium fand im Russland-Band Berücksichtigung, zu dem es bis 1918 staatsrechtlich gehörte.

#### Ausgaben für Reiseziele in West- und Nordeuropa
- Belgien und Holland

Die Beschreibung der bereits 1858 in einem gemeinsamen Band vereinigten Länder Belgien und Holland erlebte aufgrund der Beliebtheit dieser Reiseziele ab 1861 weitere neunzehn Vorkriegsauflagen. In den frühen Bänden wurde der Kunsthistoriker Karl Schnaase als „Gewährsmann“ bei der Beurteilung der beschriebenen Gemälde angeführt, bevor später Anton Springer, in der Ausgabe von 1914 mit Ergänzungen von Jaro Springer, die ältere niederländische Kunst und Walther Gensel die neuere Kunst beider Länder seit 1800 in kurzen Essays abhandelten. Zuletzt umfasste der Titel über 550 Seiten und war u. a. mit 18 Karten, 36 Plänen sowie einem Straßenverzeichnis Brüssels ausgestattet.

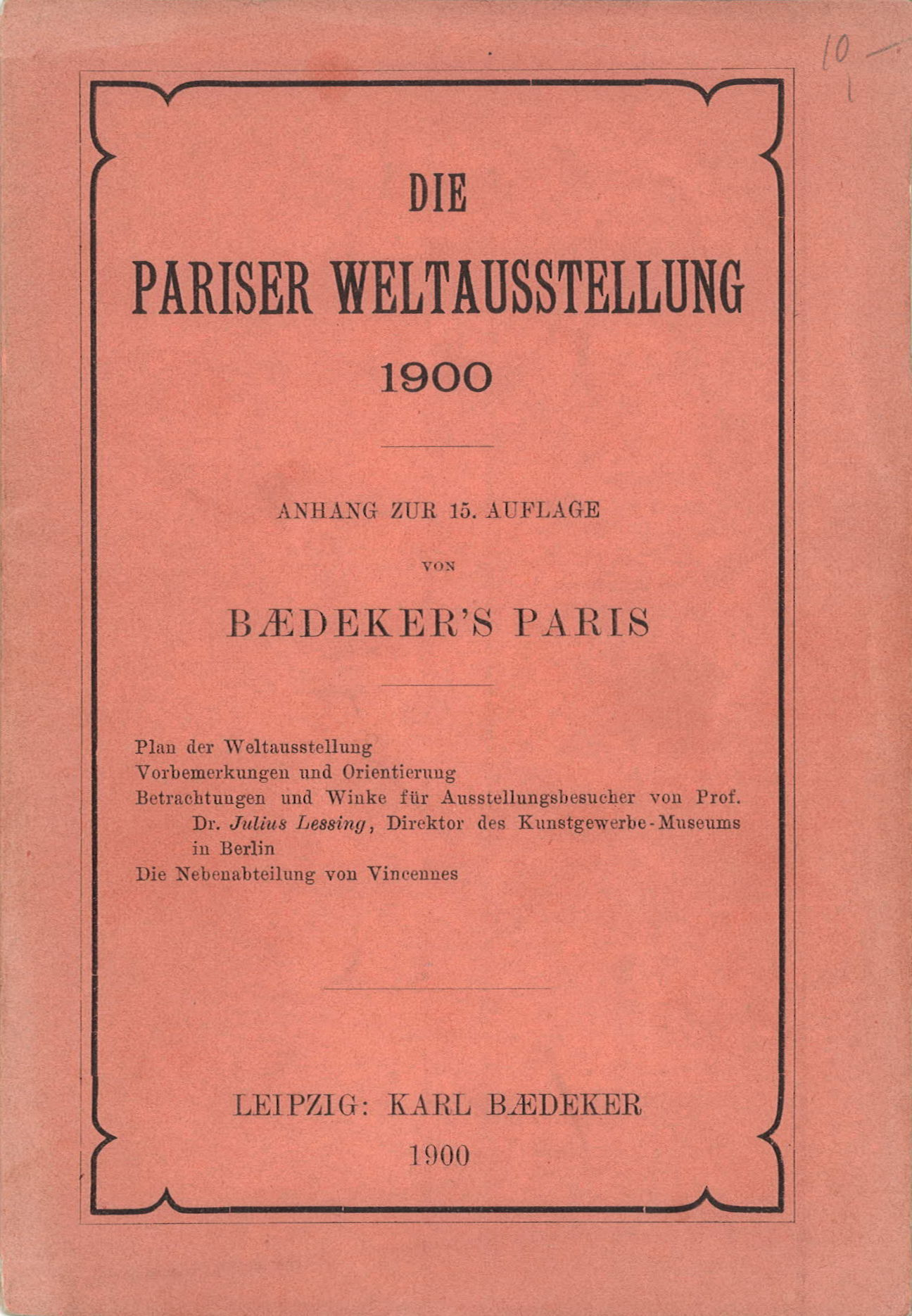
Unter Mitarbeit von Julius Lessing (Direktor des Berliner Kunstgewerbemuseums) erstellter Anhang für die Weltausstellung 1900 zu Paris. 15. Auflage (1900)

- Paris, übriges Frankreich und die Riviera

Für Frankreich gab es deutschsprachige Ausgaben weiterhin lediglich für den ersten Städteband des Hauses Baedeker, Paris, dessen 1. Auflage von 1855 (D 329) stammte und der bis 1914 in vierzehn Auflagen vorlag. Ab 1865 wurde er auch auf Englisch (E 95) und Französisch (F 144), beide jeweils in 18. Auflage 1913 bzw. 1914, recht erfolgreich verlegt. Zu in Paris veranstalteten Weltausstellungen wurden den Paris-Bänden in den Jahren 1867, 1889 und 1900 mit Plänen versehene Anhänge lose oder eingebunden beigegeben.
Erst 1889 folgte ein Band für die auch unter deutschen Touristen immer beliebter gewordene Riviera (D 349, fünf Auflagen bis 1913). Dagegen wurden die übrigen Landesteile detailliert ab 1884 zunächst nur in französischsprachigen Ausgaben vorgestellt. Für Nord-, Central- und Südfrankreich erschienen vor dem Ersten Weltkrieg schließlich die vier Ausgaben Nord-Est (F 178a), Nord-Ouest (F 183), Sud-Est de la France (F 188) und Sud-Ouest (F 193). Für Nord- und Südfrankreich liegen auch englische Ausgaben in sechs Auflagen vor: 1889 wurde mit Northern France (E 115) begonnen, und der ab 1891 auf dem Markt befindliche Band Southern France (E 120) erfuhr von 1895 bis 1898 nochmals eine Aufteilung in einen östlichen und westlichen Band (South-Eastern- (E 121) und South-Western-France (E 123)).
- London und das übrige Großbritannien

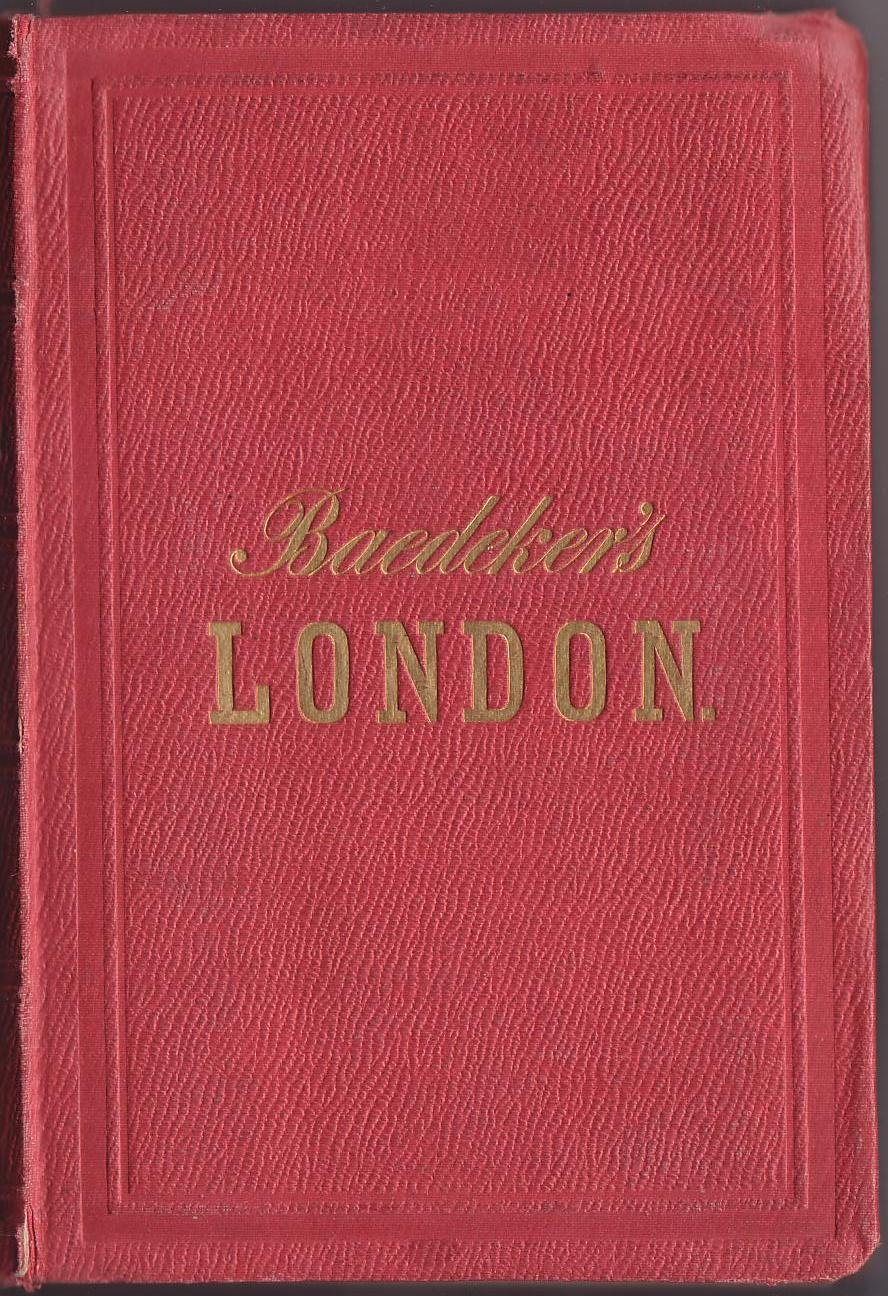
London. 1. Auflage (1862)

Als zweiter Städteband nach Paris folgte anlässlich der Weltausstellung von 1862 der Baedeker London und seine Umgebung nebst Reiserouten vom Continent nach England und zurück (D 420), der zunächst nur Ausflüge in die nähere Umgebung von London, wie zum Crystall-Palast zu Sydenham, nach Hampton-Court oder Windsor, beschrieb und teilweise mit einem Anhang zur Weltausstellung ausgeliefert wurde. Die 1866 erschienene Folgeauflage (D 421) dehnte die Reisebeschreibungen schon aus auf Süd–England, Wales und Schottland, für das eine zusätzliche Karte sowie Pläne von Edinburgh und Glasgow unter gleichzeitigem Verzicht auf die Pläne der kontinentaleuropäischen Ausgangsorte für die Kanalüberquerung beigegeben wurden.
Die Erweiterungen erfolgten weiter bis zur achten Auflage des London-Bands von 1884. Danach wurde die allgemeine Beschreibung Großbritanniens von derjenigen Londons abgetrennt, und es erschien 1889 die erste Auflage von Großbritannien, die auch Irland mit umfasste (D 437); die ausführliche Architekturgeschichte Englands verfasste Edward Freeman. Bis zum Ausbruch des Ersten Weltkrieges erschienen insgesamt 17 Auflagen der Ausgabe für London und vier für Großbritannien (zuletzt 1906), wobei letztere nach dem Krieg in deutscher Sprache keine Fortsetzung mehr finden sollte. Die bereits 1887, also zwei Jahre vor der deutschsprachigen, für Großbritannien aufgelegte englische Ausgabe Great Britain (E 215; 7. Auflage: 1910) enthielt im Gegensatz zur deutschsprachigen keine Beschreibung Irlands; eine französischsprachige kam überhaupt nicht auf den Markt.
Die französische Ausgabe Londres erschien erstmals zusammen mit der zweiten deutschen im Jahre 1866 (F 194) und zuletzt 1913 in zwölfter Auflage.

Dagegen setzten die englischen Parallelausgaben für London erst 1878 (E 196) ein, zeitgleich mit der sechsten deutschen. An der Erstausgabe, der ein Errata-Zettel vor dem Titelblatt beigegeben ist, wirkten Sachkundige vor Ort, wie Thomas Nicholas, Robert Gwynne und George Dodd, mit. Obwohl für die deutsche London-Ausgabe bereits bei mehreren Auflagen der bewährte 3-teilige Streifenplan von Eduard Wagner (Darmstadt) Verwendung gefunden hatte, wurde der englischen Erstauflage der Plan von London – mit dem orthografisch erstaunlichen Aufdruck „Bädeker's Handbook“ – ungeteilt und gefaltet in einer erstmals verwendeten Tasche in der Rückendecke („pocket“) beigegeben. Er hatte die beachtlichen Abmessungen von 72 × 93 cm, so dass eine Benutzung unterwegs völlig unpraktikabel gewesen wäre. Seine Herstellung erfolgte laut Randinschriften durch die Londoner Firma B. R. Davies für die Londoner Postdirektion, die die Vervielfältigung für den Baedeker gestattete. Die schon im Folgejahr veröffentlichte 2. Auflage entsprach in ihrer Ausstattung mit einem Streifenstadtplan dann schon den anderen Städtebänden für Berlin und Paris sowie London in deutscher Sprache.
 Die englischen Ausgaben brachten es bis 1915 (E 212) – wie die deutschen – durch den insgesamt kürzeren Ausgaberhythmus ebenfalls auf 17 Auflagen. Zur Verbesserung der Handhabbarkeit aller London-Ausgaben wurden die Stadt- und Straßenpläne sowie das Straßenverzeichnis Londons ab 1887 in einem Anhang zusammengefasst, der nach der leicht möglichen Trennung von der Einbindung dem Band entnommen und als gesonderte Broschüre verwendet werden konnte.
- Schweden und Norwegen

Das wachsende Interesse an Reisen nach Skandinavien dokumentieren die ab 1879 für dieses Reisegebiet erschienenen Baedeker Schweden und Norwegen (D 441), die es unter Aufnahme von Ausflügen nach Spitzbergen und Island bis 1914 auf immerhin 13 Auflagen (D 453) brachten. Da in ihnen auch die Reiserouten durch Dänemark enthalten waren, deckten diese alle skandinavischen Länder ab, ausgenommen Finnland, das von 1809 bis 1918 als Großfürstentum Finnland zum Russischen Reich gehörte und im Russland-Band ab 1883 (siehe dort) behandelt wurde.
Ebenfalls 1879 lag die englische Ausgabe Norway and Sweden (E 224) – die Länderreihenfolge im Titel war also genau umgekehrt zur deutschen – vor, die dann 1912 in 10. Auflage vorgestellt wurde. Der französischsprachige Titel Suède et Norvège (F 206) erschien dagegen erst 1886 und wurde nur dreimal neu aufgelegt, zuletzt 1911. Allen diesen Ausgaben wurde als einzigen aus dem Programm ein separater Sprachführer, hier für die skandinavischen Sprachen, beigegeben.
- Spanien und Portugal

Erst 1897 widmete der Verlag der damals noch etwas abseits der großen Touristenströme liegenden iberischen Halbinsel eine für immerhin 16 Mark angebotene Ausgabe (D 472). Dieser folgte 1898 ein Band in englischer (E 239) und 1900 in französischer Sprache (F 213). Bereits 1882 hatte der Oberlandesgerichtsrat Ludwig Passarge aus Königsberg im Verlagsauftrag für den Band eine zweieinhalbmonatige Reise zur Materialsammlung angetreten und der bekannte Kunsthistoriker Carl Justi eine auf 50 Seiten konzipierte kunsthistorische Einführung verfasst. Die so bereits für 1883 vorgesehene Veröffentlichung verzögerte sich jedoch aus vielfältigen Gründen um 14 Jahre. Trotz der langen Bearbeitungszeit hatten sich jedoch viele Fehler eingeschlichen. Dies wurde allerdings erst beim Publikum in vollem Umfang deutlich, als ein unveränderter Neudruck nach der sehr knapp bemessenen Erstauflage erschienen war und nunmehr deutliche Kritik ausgelöst hatte. Daraufhin wurde 1899 die grundlegend bearbeitete 2. Auflage (D 473) ohne jeglichen Bearbeitungshinweis veröffentlicht. Während die Bände Spanien und Portugal und Spain and Portugal bis 1914 jeweils vier Auflagen erlebten, brachte es die französische Variante Espagne et Portugal nur auf zwei.

#### Ausgaben für Reiseziele in Süd- und Osteuropa
- Balkan

Beschreibungen großer Gebiete der Balkanländer sind in dem seit 1873 separat erschienenen Band Österreich-Ungarn (D 183) enthalten. Dieser Baedeker wurde in seiner letzten Vorkriegsauflage von 1913 (31.) mit immerhin 75 Karten und 76 Plänen ausgestattet und beschrieb damit neben den beiden Kernländern der k.u.k.-Doppelmonarchie auch Serbien, Bosnien-Herzegowina, Dalmatien, Rumänien und Montenegro, wobei das Schwergewicht auf den größeren Städten dieser Länder lag. Nur der Auflage von 1913 hatte der Verlag eine ausführliche landeskundliche Beschreibung des Wiener Privatdozenten Norbert Krebs beigegeben.
Auch der Band Konstantinopel und das westliche Kleinasien enthielt mit den angegebenen Anfahrtswegen Angaben zur Balkanhalbinsel.
- Italien

Durch die territorialen Veränderungen in Norditalien zuungunsten Österreichs im Ergebnis des Sardinischen Krieges von 1859, der den entscheidenden Schritt zur Bildung eines geeinten Italiens bildete, musste die Beschreibung Italiens aus dem bisherigen Reisegebiet Deutschland und Österreich ausscheiden. So erschien 1861 die erste Auflage von Ober–Italien (D 355), das bis 1911 (D 373) 18 Auflagen erlebte und 1931 enden sollte.

Der Ausgabe für Ober-Italien folgten 1866 die Bearbeitungen für Mittel-Italien und Rom (D 375) und Unter-Italien, Sicilien und die Liparischen Inseln (D 390), womit die Apennin-Halbinsel in einer umfassenden Bearbeitung vorlag. Bis 1880 Enthält der Untertal Band (6. Aufl., D 395) noch einen „Ausflug nach Athen“, da erst 1883 eine eigenständige Bearbeitung Griechenlands vorgelegt werden konnte. Die großen Ströme von Reisenden, die den Spuren vieler berühmter deutscher Italien-Reisender des 18. und 19. Jahrhunderts folgten, hatten eine entsprechende Nachfrage nach beiden Titeln zur Folge, so dass bis 1914 neben dem Oberitalien-Band auch die beiden Folgebände immerhin vierzehn bzw. fünfzehn Auflagen erreichen konnten.

Für den nach damaligen Verhältnissen in seinen finanziellen und zeitlichen Möglichkeiten beschränkten Reisenden bot Baedeker erstmals 1890 einen auf das Gebiet von den Alpen bis Neapel beschränkten Gesamtitalien-Band an, der 1908 seine letzte, sechste Vorkriegsauflage erlebte. Den Auflagen von Ober- und Mittel-Italien wurde ab den 1870er Jahren ein vom Leipziger Kunsthistoriker Anton Springer verfasster Abriss der italienischen Kunstgeschichte vorangestellt; für Unter-Italien war der Bonner Ordinarius Reinhard Kekulé von Stradonitz gewonnen worden.
- Griechenland

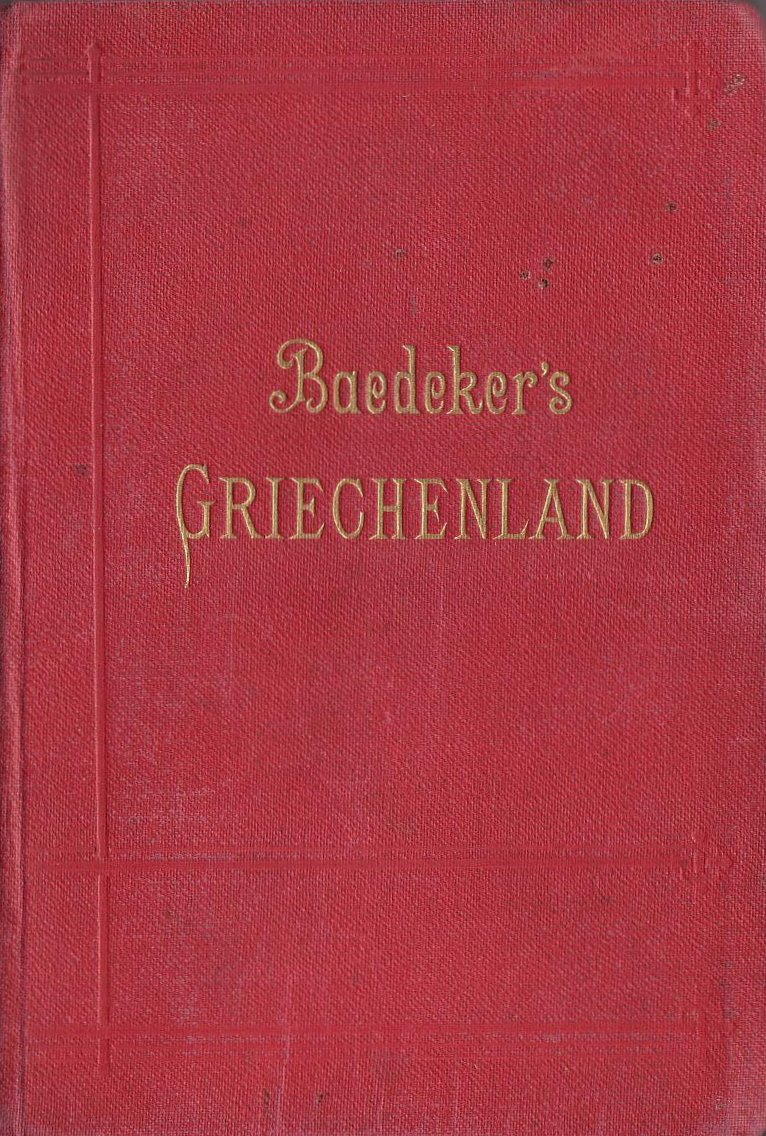
Griechenland. 4. Auflage. (1904)

Nachdem der Reisende zu den klassischen Altertümern Griechenlands zunächst noch auf die in den ersten Auflagen für Unter-Italien gebotenen Beschreibungen zu Ausflügen nach Athen beschränkt war, die von dem in Athen ansässigen und mit dem Hause Baedeker familiär verbundenen Karl Wilberg auch als Separat-Ausgaben angeboten wurden, lag mit dem erstmals 1883 erschienenen Griechenland-Band (D 466) eine detaillierte Reisebeschreibung zu den wichtigsten antiken griechischen Stätten vor. Das Gesamtmanuskript hatte der Archäologe Habbo Gerhard Lolling erstellt. Für die Darstellung Olympias zeichneten der Bauforscher Wilhelm Dörpfeld und der Archäologe Karl Purgold verantwortlich, die kunstgeschichtliche Einleitung hatte wiederum Reinhard Kekulé von Stradonitz verfasst; sie wurde für die 4. Auflage (1904) von dem späteren Direktor der Berliner Antikensammlung Robert Zahn überarbeitet. Für die Gesamtüberarbeitung bereiste der Philologe Dietrich Bender (1872-NN) das Land zum großen Teil neu.
Die Attraktivität dieses Bandes wurde ab der zweiten Auflage von 1888 durch zwei Illustrationen und ein Panorama der griechischen Hauptstadt noch erhöht. Insgesamt wurden bis 1908 fünf Auflagen gedruckt, bei denen die große Übersichtskarte sich stets in einer Tasche im Rückendeckel befand. 
Von der 3. Auflage von 1893 wurde anlässlich der ersten Olympischen Spiele der Neuzeit im Jahre 1896 eine berichtigte Separatausgabe für Athen herausgegeben. Sie war zum ausschließlichen Verkauf im Königreich Griechenland bestimmt. Durch ein Feuer im Auslieferungslager sollen nur ca. 50 Exemplare in Umlauf gekommen sein.
Eine erste englischsprachige Ausgabe Greece erschien 1889 (4. Auflage: 1909, E 237). In französischer Sprache folgte allerdings erst 1910 eine einzige Ausgabe (Grèce, F 216), deren kunstgeschichtlichen Ausführungen in die Hände des Lyoner Universitätsprofessors Henri Lechat gelegt worden war.
- Russland

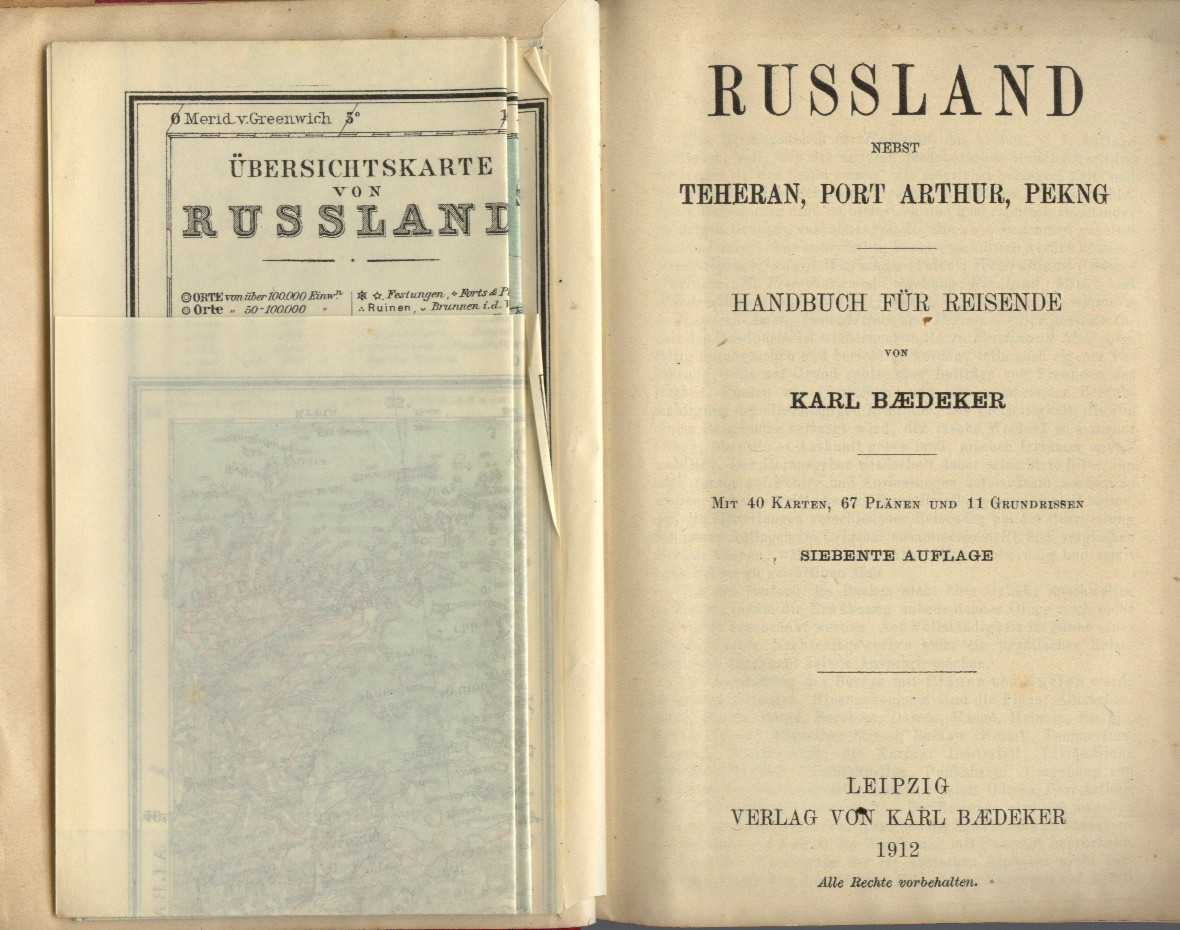
Titelblatt von Russland. 7. Auflage. (1912, D 463), hier: Druckfehler „Pekng“

Beginnend mit West- und Mittel-Russland 1883 (D 457) wurde das russische Zarenreich erschlossen. Mit diesem Band lag zunächst eine Beschreibung von Polen (Generalgouvernement Warschau), dem Baltikum, des Großherzogtums Finnland sowie von Zentral-, Mittel- und Südrussland bis zur Halbinsel Krim vor. Zeitgleich erschien ein Kurzer Leitfaden der russischen Sprache, um den deutschen Reisenden einen praktischen Einstieg in die, im Vergleich zum Englischen oder den romanischen Sprachen wesentlich fremdere, russische Sprache anzubieten. Wie der Reiseführer erschien er bis 1912 in fünf Auflagen. In der letzten Auflage von Russland (1912, D 462), für die der renommierte Geograf Alfred Philippson die Einführung Zur Landes- und Volkskunde des europäischen Rußland verfasst hatte, waren dann auch mittelbar über die transsibirische Eisenbahn von Deutschland aus erreichbare asiatische Fernziele, wie Port Arthur und Peking sowie der Reiseweg zur persischen Hauptstadt Teheran – er führte mit der Eisenbahn bis Baku, danach auf dem Wasserweg bis zum Hafen von Enselí-Kasian und schließlich per Kutsche über Rascht – beschrieben worden. Schon damals war der Jagdtourismus in den begüterten Schichten beliebt. So konnte man, den „Elch … auf Treibjagden, vor der Meute und mit Hilfe der Locke“ und den Bären „im Winter mit Treibern“ jagen, wie im Russland-Band von 1912 ausgeführt ist. Von dem in insgesamt sieben Auflagen erschienenen Band gab es von 1893 bis 1902 drei französischsprachige Auflagen (F 210-212), aber nur eine auf Englisch aus dem Jahre 1914 (E 244), die inhaltlich der letzten deutschen von 1912 entsprach. Der Sprachleitfaden erschien 1883 (1888 – 2. Auflage, S. 12, 12b) auch in einer französischen Variante als Manuel de langue russe (S 13) und 1914 noch in einer englischen, Manual of the Russian Language (S 14), korrespondierte also mit seinem Erscheinen weitestgehend mit den jeweils aufgelegten Reiseführerbänden.
Das als Venedig des Nordens gepriesene St. Petersburg, die frühere russische Hauptstadt, das reich an Museen und Kunstschätzen war, zog deshalb schon vor dem Ersten Weltkrieg viele Reisende in seinen Bann, zumal es auf dem Seeweg über die Ostsee nicht allzu schwer zu erreichen war. Dementsprechend wurde 1901 für diese Stadt und seine Umgebung ein „Sonder-Abdruck“ (D 464) aus der fünften Auflage des Russland-Bandes aufgelegt, dem noch eine weitere Auflage 1913 (D 465) folgte.

#### Ausgaben für Reiseziele im Nahen Osten
- Syrien und Palästina

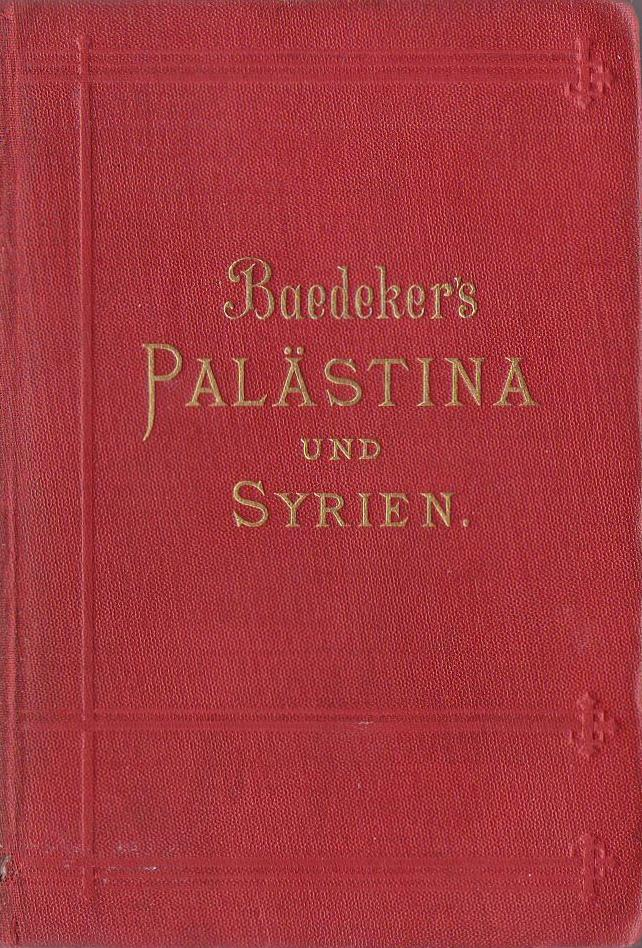
Palästina und Syrien. 4. Auflage. (1897, D 481)

1875 erschien als erster außereuropäischer Band der prestigeträchtige Titel Palästina und Syrien (D 478) in einer Bearbeitung des Schweizer Orientalisten Albert Socin, der bis 1910 sieben Auflagen (bis D 484) erleben sollte. Für die Aktualisierung und Verbesserung sorgte ab der 3. Auflage (1891) Immanuel Benzinger. Im Gegensatz zu allen anderen damals aktuellen Ausgaben wurde dieser Band zunächst mit sechs Ansichten von Jerusalem sowie zwei weiteren von Damaskus und Baalbek illustriert angeboten, nachdem letztmals 1867 in den Schweiz–Bänden Lithographien von Reisezielen in einem Baedeker enthalten waren. Abgebildet wurden z. B. die Klagemauer, die Al-Aksa-Moschee und die Via Dolorosa. Nachdem in der zweiten Auflage 1880 noch zwei Ansichten von Palmyra hinzugefügt wurden, waren in der Folgeauflage von 1891 überhaupt keine mehr enthalten. Lediglich das bereits der Erstauflage zunächst als Stahlstich beigegebene Panorama von Jerusalem war in allen Auflagen präsent. Mit den umfassenden Angaben zur Geographie, Bevölkerung, Geschichte, Kunstgeschichte und arabischen Sprache sowie zum Islam nebst entsprechenden Literaturangaben im Rahmen einer über 120-seitigen Einleitung stellte dieser Band den damaligen Stand der Orientwissenschaften dar und ging damit weit über einen bloßen Reiseratgeber hinaus.
1876 folgte das englischsprachige Pendant Palestine and Syria (E 254) mit bereits 10 Ansichten. Es erreichte bis 1912 (E 258) fünf Auflagen; die letzte soll Lawrence von Arabien im arabischen Unabhängigkeitskampf stets mit sich geführt haben. Erst sechs Jahre nach der englischen folgte noch eine französische Übersetzung (F 217) wiederum mit den 10 Ansichten, die bis zum Ersten Weltkrieg nur noch drei Folgeauflagen erreichen konnte (1912, F 220). Alle fremdsprachigen Folgeauflagen erschienen ohne die Ansichten, jedoch stets mit dem Panorama von Jerusalem.
- Ägypten

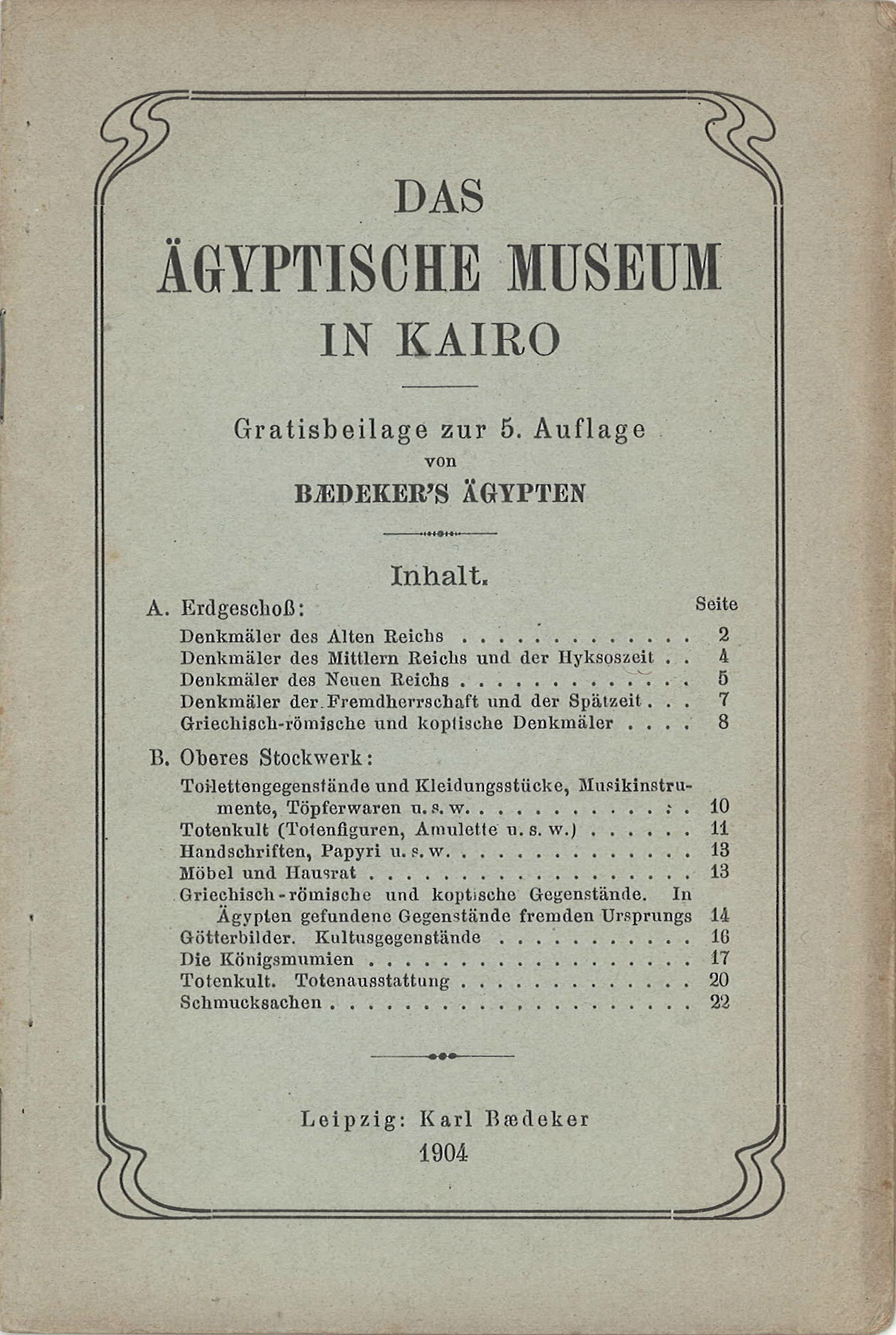
Das Ägyptische Museum in Kairo (Museumsführer 1904)

1877 wurde Aegypten, erster Theil: Unter–Aegypten bis zum Fayûm und die Sinai-Halbinsel (D 485) vorgelegt. Das zuvor im Kairoer Stadtteil Bulaq untergebrachte Ägyptische Museum zog 1892 in den vizeköniglichen Palast in Gize. Für den 1885 in 2. Auflage erschienenen Band für Unter-Ägypten (D 487) gab es dazu einen 24-seitigen Anhang mit zwei Plänen. Der 1894 in dritter und letzter Auflage erschienene Band wurde zunächst von dem Lehrstuhlinhaber an der Leipziger Universität, dem Ägyptologen Georg Ebers, herausgegeben; er hatte Ägypten und Nubien 1869/70 bereist. Mitgewirkt hatten u. a. Paul Ascherson sowie der Geologe Karl Alfred von Zittel und der Ornithologe M. Theodor von Heuglin. Erst 1891 folgte in einmaliger Auflage Aegypten, zweiter Theil: Ober–Aegypten und Nubien bis zum zweiten Katarakt. Das bereits 1877 abgeschlossene Manuskript von Georg Ebers und Johannes Dümichen musste zuvor aufgrund der zwischenzeitlich weiter vorangeschrittenen ägyptologischen Forschung auf den aktuellen Stand gebracht werden, was August Eisenlohr besorgte.
1897 wurden beide Teilbände zum Baedeker Ägypten (D 489) zusammengeführt, der bereits von dem Leipziger Ägyptologen Georg Steindorff neu bearbeitet wurde und bis 1918 (D 493) weitere vier Auflagen hatte. Auch dieser Band war kein einfacher Reiseführer. Die im Orts- und Sachregister enthaltenen Namen von „erfolgreichen Ägyptologen, die bei Ausgrabungen und Forschungen maßgeblich beteiligt waren“, bildeten „ein hervorragendes Kompendium der Ägyptologie“. In diesen Bänden wurde der interessierte Reisende in einem immer weiter ergänzten Einführungsteil u. a. mit der alten und neueren Geschichte Ägyptens, der Bedeutung der Hieroglyphenschrift und der ägyptischen Kunstgeschichte näher vertraut gemacht. Ergänzend wurde in die Alexandrinische Kunst durch Theodor Schreiber und die arabische Baukunst durch Franz–Pascha eingeführt. Schließlich waren in den letzten Ausgaben Ausführungen zum ägyptischen Dialekt des Arabischen gemacht, die dem Benutzer den Umgang mit der Bevölkerung vor allem auf den Basaren und abseits der Hauptreiserouten erleichtern sollten. Wie der Syrien-Palästina-Band wurde auch der Unter-Ägypten-Baedeker bis zur 4. Auflage mit sieben Ansichten ausgestattet. Aufgrund des Umzugs des Ägyptischen Museums von Gizeh nach Kairo 1902, war die gerade erst erschienene 5. Auflage von Ägypten (D 490) mit der Museumsbeschreibung von Gizeh insoweit überholt, und der Verlag lieferte 1904 eine entsprechende Broschüre für das Kairoer Museum gratis nach.
Schon 1878 lag eine englische Übersetzung des Bandes für Unter-Ägypten vor (Egypt Part First: Lower Egypt, with the Fayûm, and the peninsula of Sinai, E 245). An dieser arbeitete zusätzlich der britische Ägyptologe Samuel Birch mit. Auch vom englischen Pendant gab es bis 1929 acht Auflagen (bis E 253). Dagegen folgten der erst 1898 (F 221) erschienenen französischen Ausgabe bis 1914 vier Folgeauflagen (bis F 224).
- Konstantinopel und das westliche Kleinasien

Erst 1905 (D 497), also relativ spät im Vergleich zu den anderen orientalischen Reisezielen, wurde den Orientreisenden ein Reiseführer an die Hand gegeben, der der ehemaligen oströmischen und später byzantinischen Residenz gewidmet war, die zum Ausgabezeitpunkt bereits über 450 Jahre unter osmanischer Herrschaft stand. Die Anreiserouten führten über den Balkan, so dass mit diesem Band auch Reisehinweise zu Serbien, Rumänien und Bulgarien mit entsprechenden Plänen ihrer Hauptstädte geliefert wurden. Die mit wesentlichen Erweiterungen bei Text und Kartenmaterial versehene zweite Auflage (D 498) erschien 1913.

#### Ausgaben für das Mittelmeergebiet
Im erstmals 1909 aufgelegten Mittelmeer-Band (D 417) wurden die touristisch vorrangig interessierenden, zum Teil jahrhundertealten Hafenstädte und die Meeresregionen aller Anrainerstaaten des Mittelmeers, die in Nordafrika überwiegend noch einen Kolonial-Status hatten, einer gemeinsamen Bearbeitung unterzogen. Der Band war vor allem für die Kreuzfahrt-Schiffsreisenden des Norddeutschen Lloyd und der HAPAG bestimmt, die damit für ihre Zwecke auf die Baedeker-Qualität zurückgreifen konnten, ohne sich für eine Reise mehrere teuere Länder-Bände, wie „Griechenland“, „Konstantinopel und das westliche Kleinasien“, „Palästina und Syrien“ oder „Ägypten“, zulegen zu müssen. Er wurde aber auch von den Reisenden des Österreichischen Lloyd genutzt, deren SS Thalia seit 1907 mehrere Mittelmeer-Rundreisen jährlich veranstaltete. Eine englische Parallelausgabe (The Mediterranean, E 179) erschien 1911, die in Ausstattung und Umfang dem deutschen Band entsprach.

#### Indien-Ausgabe für Reiseziele in Asien außerhalb des Nahen Ostens

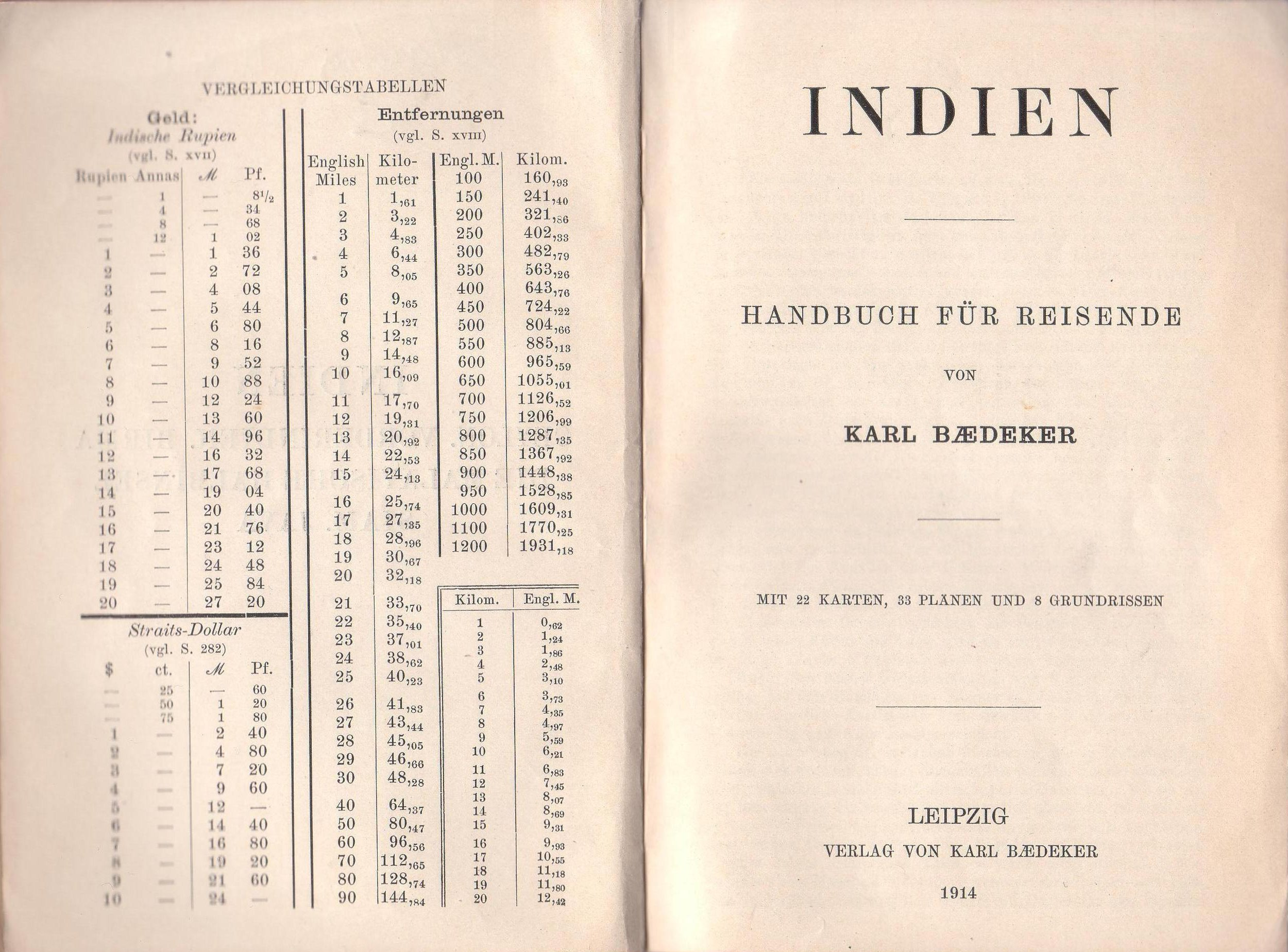
Indien, Titelblatt sowie Währungs- und Entfernungstabelle (1914)

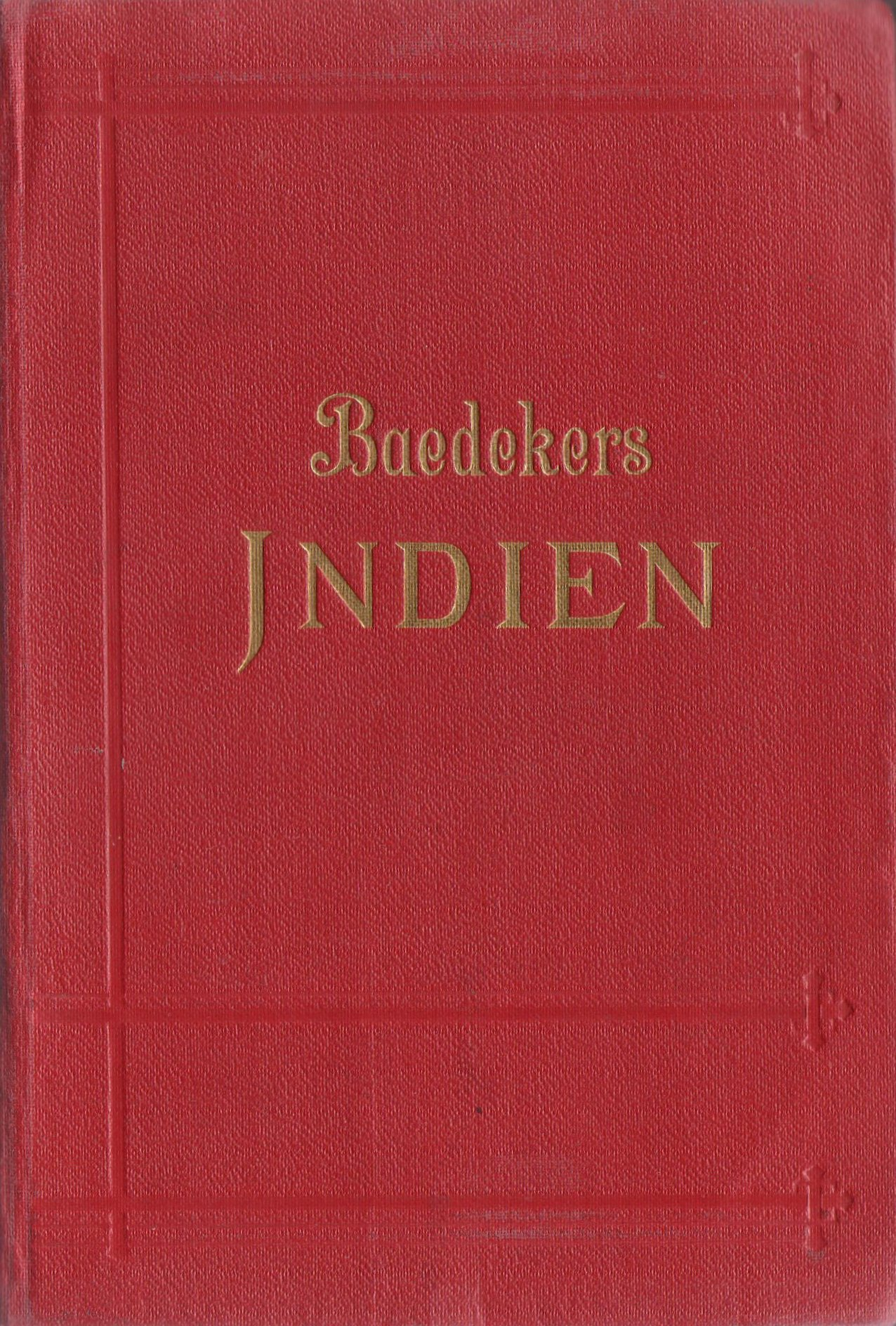
Indien, einzige Auflage (1914)

Mit dem Erscheinen des Indien-Bandes Ende 1913 (D 499) war vom Verlag ein weiteres, aber auch letztes Fernreiseziel der klassischen Baedeker-Zeit in umfassender Bearbeitung vorgelegt worden. Neben Indien wurden auch die damaligen Länder bzw. Gebiete Ceylon, Vorderindien, Birma, die Malaiischen Halbinsel, Siam und Java behandelt, wenngleich der ursprüngliche Plan der Einbeziehung auch Ostasiens aus Gründen des Umfangs wieder aufgegeben werden musste. Der nur deutschsprachig erschienene Titel kam auf erste Anregung des Direktors des Norddeutschen Lloyds, Heinrich Wiegand, und mit Unterstützung dieses Unternehmens zustande. Das Manuskript wurde von dem Forschungsreisenden Georg Wegener erarbeitet. Dessen ethnografischen und kunstgeschichtlichen Einführungstext verfasste der berühmte Indologe und Tübinger Ordinarius Richard Garbe, die praktischen Ratschläge steuerte A. Faller bei. Bei der Erschließung der Vorderindischen Altertümersammlung stand der Archaeological Survey of India zur Seite. Baedekers Indien war ein Höhepunkt der gehobenen Reiseführerliteratur, und der Verlag konnte damit zur Konkurrenzreihe Meyers Reisebücher aufschließen, in der bereits 1907 ein einbändiger Weltreiseführer vorlag, der 1912 überarbeitet in 2. Auflage, nunmehr allerdings in zwei Bänden, erschienen war und auch Indien und sogar Ostasien mit abdeckte.
Eine Neubearbeitung weiterer vergleichbarer Fernreiseziele, ausgenommen die Folgeauflagen des nur in englischer Sprache erschienenen Bandes für Kanada (Canada, 1922, 4. Auflage, E 266) und des Ägypten–Bandes (1928, 8. Auflage) sollte es nämlich durch den Verlag danach für sehr lange Zeit nicht mehr geben. Der Erste Weltkrieg dürfte schon den Verkauf des Indien-Bandes in nicht allzu großem Umfang zugelassen haben, und angesichts der weiteren politischen und wirtschaftlichen Entwicklung in Deutschland nach 1918 war nur wenig Raum für die Realisierung von zeit- und kostenintensiven Fernreisen für einen größeren Bevölkerungsteil vorhanden. Dadurch konnte es auch keinen großen Bedarf für entsprechende Reiseführer geben. Dies lässt sich auch aus den im Band enthaltenen Hinweisen zur Vorbereitung einer Indienreise folgern, deren finanzieller Rahmen das Budget eines Reisenden selbst mit mittlerem Einkommen überstiegen haben dürfte, wenn etwa von der Mitführung eines vollständigen Betts oder eines eigenen Waschbeckens die Rede ist, um die Bequemlichkeit zu vergrößern.
Erstmals wieder in der Baedeker Allianz Reihe wurden Indien und vergleichbare Destinationen in umfangreichen Länderbänden oder Bänden für Ländergruppen erneut vorgelegt, die allerdings ein viel breiteres Reisepublikum unter grundlegend veränderten wirtschaftlichen und politischen Verhältnisse ansprechen sollten.

#### Ausgaben für Amerika
- Nordamerika mit Mexiko

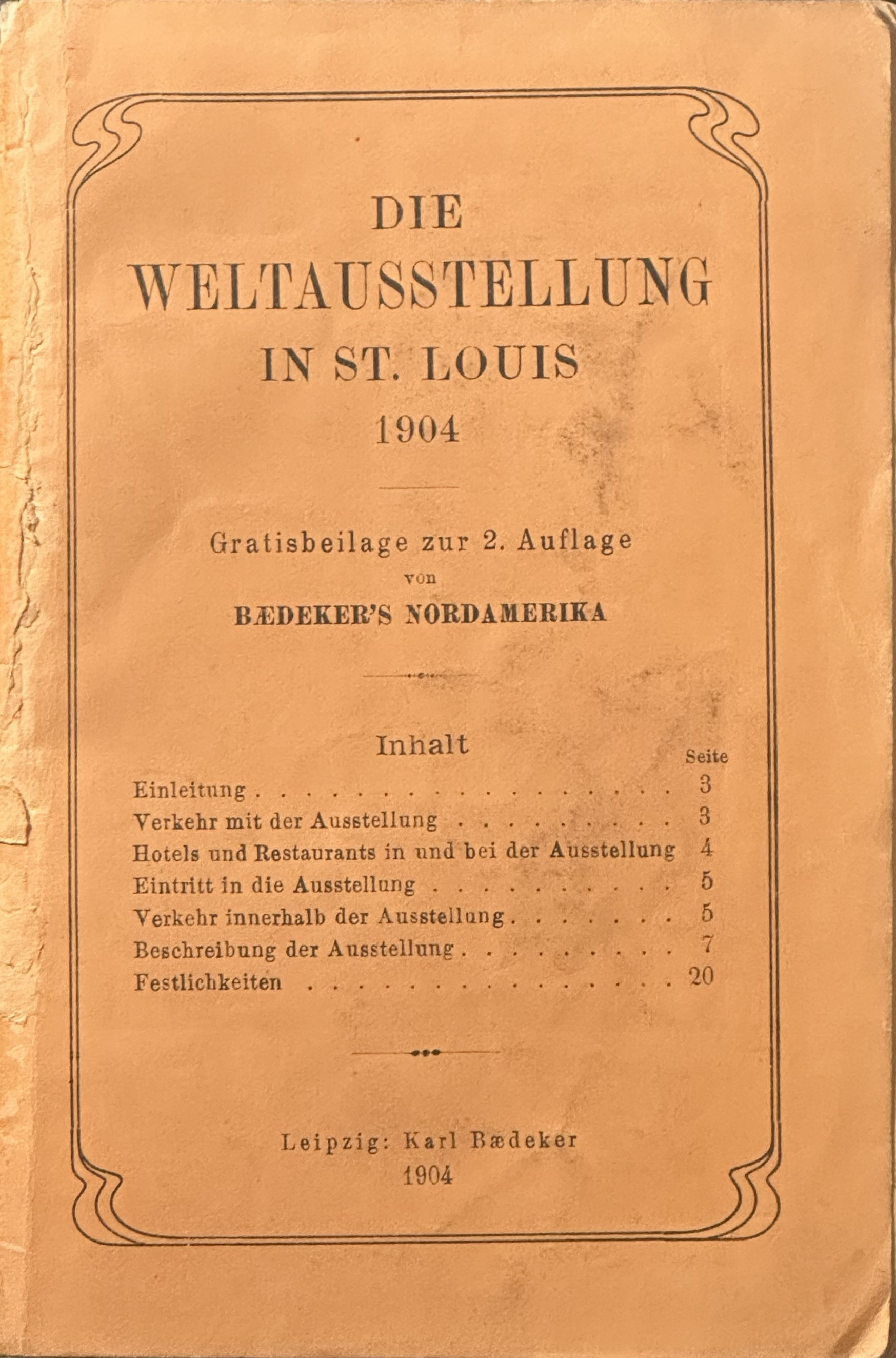
Nordamerika (D 496, 2. Aufl.): Beilage für die Weltausstellung in St. Louis 1904

Nachdem während des ganzen 19. Jahrhunderts tausende Deutsche via Bremerhaven oder Hamburg die Heimat in Richtung Nordamerika verlassen hatten, um sich eine neue Existenz aufzubauen, gelangten die USA am Ende des 19. Jahrhunderts auch in den Fokus des deutschen Reisepublikums. Mit dem Band Nordamerika gab der Verlag 1893, dem Jahr der mit siebenmonatiger Verspätung in Chicago abgehaltenen 400-Jahr-Feier der Entdeckung Amerikas, den Nordamerika-Touristen ein verlässliches Rüstzeug für die anstehende Schiffspassage und den Aufenthalt in der Neuen Welt an die Hand. Neben den obligatorischen Reiseinformationen zum Geldwesen, der Sprache, dem Maß- und Gewichtssystem sowie den Kommunikationsmitteln wurden dem Leser zusätzlich Informationen über die Geographie, die Geschichte und auch das Deutschtum in Nordamerika in einer fünfzigseitigen Einleitung geliefert. Das Kartenmaterial erarbeitete der US-Geograph Henry Gannett. Eine zweite, erweiterte Auflage folgte 1904, die u. a. um Karten u. a. von Südkalifornien, Mexiko sowie Plänen von Boston, Brooklyn, Denver, Detroit und Indianapolis ergänzt worden war. Mit nunmehr 25 Karten und 32 Plänen sollte der Band es den Reisenden ermöglichen, sich ohne größere Probleme im Gastland zurechtzufinden.
Eine inhaltlich weitestgehend eigenständige erste englischsprachige Ausgabe war sogar noch einige Monate vor der deutschsprachigen 1893 erschienen und sollte bis 1909 vier Folgeauflagen erleben. In dieser letzten wurde schon das Erdbeben von 1906, das einen großen Teil der City von San Francisco zerstört hatte, beschrieben. Ihre Einleitung war erkennbar auf den britischen Touristen zugeschnitten und ging mit ausführlichen Darstellungen zum Eisenbahnwesen, der Geschichte, der Verfassung und Regierung, der eingeborenen Bevölkerung und schließlich der Kunstentwicklung merklich über die deutschsprachige Ausgabe hinaus. Erst 1894 folgte die an die deutsche Ausgabe angelehnte französischsprachige Ausgabe Les Etats-Unis, die ebenfalls nur eine Folgeauflage 1905 hatte. In allen Ausgaben war ein Ausflug nach Mexiko aufgenommen; die letzte englischsprachige gab auch Reisehinweise für einen Besuch Alaskas.
- Kanada (Canada)

Als einziger Baedeker, der nur in englischer Sprache erschien, kam Canada 1894 auf den Markt und wurde zunächst bis 1908 in drei, jeweils überarbeiteten Auflagen nachgedruckt. Autor war wie schon für die Ausgabe United-States J.F. Muirhead, der laut Vorwort den größten Teil der beschriebenen Gebiete Kanadas selbst bereist hatte. Als Abgangsorte für deutsche Kanada-Touristen waren Hamburg (Hamburg-Amerika-Linie) und Bremen (Norddeutscher Lloyd) angegeben, wobei zunächst New York angesteuert wurde und von dort aus das kanadische Montreal.

### Die Verlagstätigkeit unter Fritz Baedeker im Ersten Weltkrieg
- London and its environs (17. Auflage)

Mit Kriegsbeginn am 1. August 1914 waren die meisten der klassischen Reiseländer, wie Italien, Frankreich und Großbritannien, Feindesland und schieden schon deshalb als Reiseziel aus. Aber auch die Kriegsbedingungen generell schränkten die verbliebenen Reisemöglichkeiten so stark ein, dass an eine Fortsetzung der Verlagstätigkeit im bisherigen Umfang überhaupt nicht mehr zu denken war. Zwar erschien 1915 in New York, wie zuvor in Zusammenarbeit mit Charles Scribner’s Sons, in 17. Auflage London and its environs, doch der in den Verlagsankündigungen der Vorkriegsbände avisierte Band Mittel-Italien (15. Auflage) kam schon nicht mehr zur Auslieferung – auf das Neuerscheinen von Baedeker-Titeln musste die Leserschaft bis 1919 warten.
- Palästina und Syrien (8. Auflage, geplant)

Für das Jahr 1917 ist aus dem Berliner Antiquariatsbuchhandel (2025) ein ohne Titelblatt und den üblichen Reiheneinband aufgebundener Pappband mit Leinenrücken und aufgeklebtem Titelschild bekannt. Auf dem Deckelschild ist handschriftlich vermerkt: „Palästina. 8. Aufl. Korrekturbogen von 1917 ...“. Der Druck war bei Breitkopf und Härtel erfolgt. Zu einer späteren Veröffentlichung auch dieser Ausgabe ist es im Ergebnis des Ersten Weltkriegs nicht mehr gekommen.

### Baedekerausgaben von 1919 bis 1932
Der Beginn der sogenannten Zwischenkriegszeit stellte den Baedeker Verlag vor extreme Herausforderungen. Durch die inflationäre Entwicklung in Deutschland, die zu dramatischen Vermögensverlusten bei weiten Teilen der Bevölkerung führte, war die für eine Reise ins Ausland unabdingbare Devisenbeschaffung sehr teuer geworden, zumal die Papiermark im Inflationsverlauf international deutlich unterbewertet war. Dies führte zu einer starken Verminderung der Reiseströme in klassische Urlaubsländer, wie Frankreich, Großbritannien und Italien. An Fernreisen in die Vereinigten Staaten, in den Orient oder nach Indien war für die meisten Deutschen noch weniger zu denken. Die unmittelbar vor dem Kriegsausbruch fertiggestellten Bände für diese Regionen, die schon während des Krieges kaum Absatz gefunden hatten, blieben weiterhin nur schwer verkäuflich und belasteten den Verlag durch das darin gebundene Verlagskapital wirtschaftlich sehr stark.
Kaum war die wirtschaftlich äußerst schwierige Inflationszeit einigermaßen überstanden, starb Fritz Baedeker 1925. Nun mussten seine Söhne Ernst, Dietrich und Hans Baedeker den Verlag gemeinsam weiterführen. In den Goldenen Zwanzigern der Weimarer Republik nahm der Tourismus zwar zunächst einen neuen Aufschwung, um nur desto stärker nach Eintritt der Weltwirtschaftskrise 1929 wieder abzubrechen.
Für einige Gebiete druckte der Verlag so genannte Notausgaben. Diese beschrieben Teilgebiete von ursprünglich übergreifenden Bänden: Holland, Norwegen und Österreich-Ungarn (ohne die neugebildete Republik Österreich). Die Einleitungen der ursprünglichen Ausgaben mit den Angaben u. a. zu Landeskunde, Pass und Zoll, Post- und Verkehrswesen sowie Hotellerie und Gastronomie fehlten, da die Inhalte durch die Veränderungen nach dem Ersten Weltkrieg obsolet geworden waren. So konnte das Haus Baedeker zusammen mit den neu bearbeiteten Teilgebieten zumindest Beschreibungen der restlichen Territorien auf dem Vorkriegsstand anbieten, bis auch diese einer Neubearbeitung entsprechend den veränderten politischen und kulturellen Verhältnissen unterzogen waren. Da sie nur kurzzeitig im Angebot waren, sind sie entsprechend selten.

#### Ausgaben für deutsche Reisegebiete

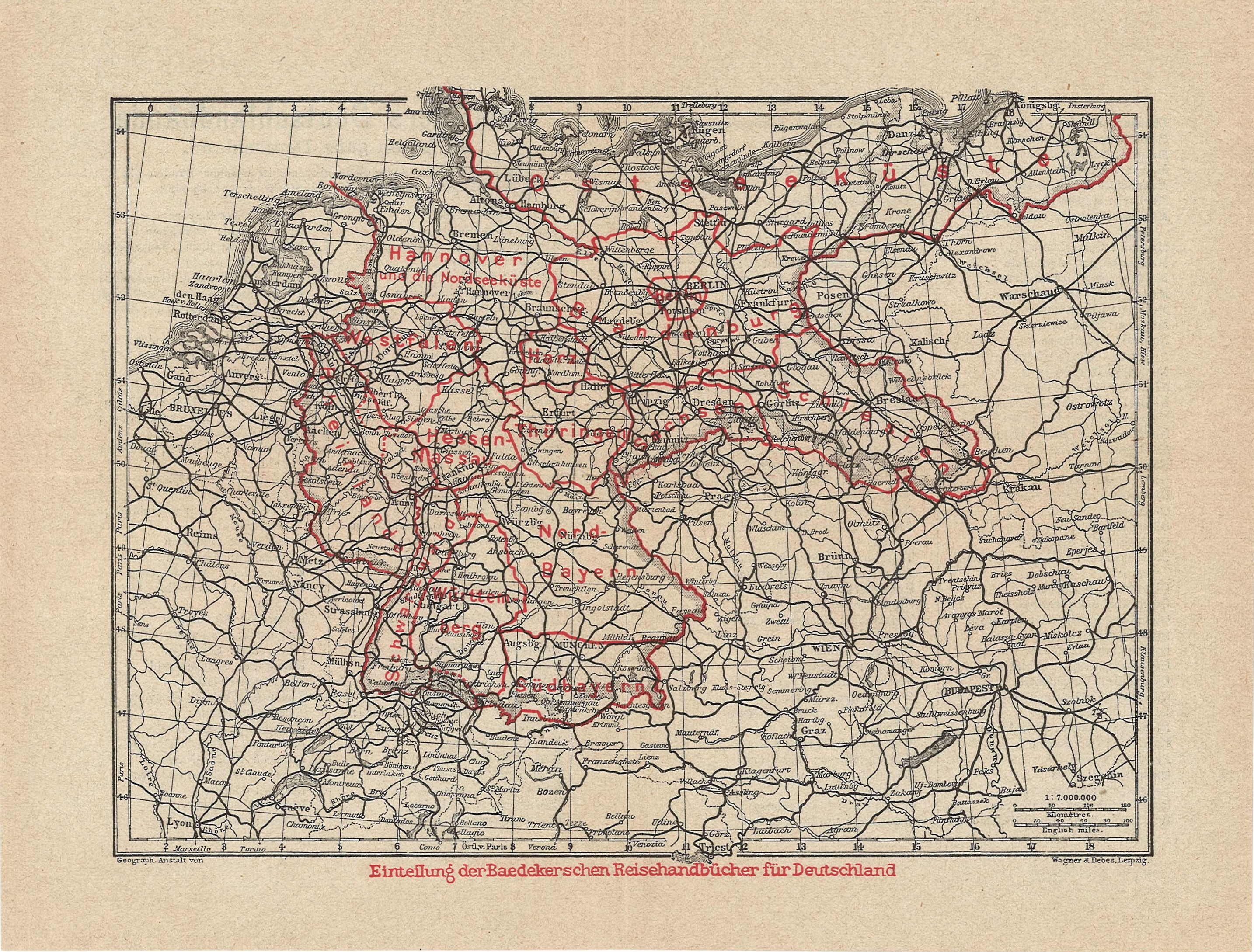
Einteilung Deutschlands für die Regionalführer (aus: Werbeausgabe Sommer 1927)

##### Länderführer für Deutschland
Der einbändige Länderführer für Deutschland, der zuletzt 1913 in 3. Auflage (D 225) erschienen war, wurde 1925 überarbeitet vorgelegt (D 226) und erschien dann nochmals in fünfter Auflage 1932 (D 227), wobei hier schon das Automobil als Reisetransportmittel konzeptionell stärker in den Blickpunkt gerückt wurde.

##### Nord- und Süddeutschland, Südbayern und Rheinlande
Fortgeführt in der alten Form wurden bei den deutschen Ausgaben mit mehreren Auflagen zunächst die Titel für die Rheinlande, Südbayern und Berlin. Die Rheinlande wurden noch zweimal, 1925 (D 32) und 1931 in 34. Auflage (D 33), bearbeitet und um Karten und Straßenverzeichnisse für Städte, wie Frankfurt oder Köln, ergänzt. Bereits 1921 erschien die Ausgabe für Südbayern unter einem neuen Titel München und Oberbayern (D 240a), bevor der Verlag mit den Bänden von 1925 (D 163) und 1928 (D 164) zur alten Namensgebung zurückkehrte.
Englischsprachig kamen in jeweils einer letzten Auflage in der klassischen Form 1925 Northern Germany  (17th edition, E 31) und 1929 Southern Germany (13th edition, E 449) auf den Markt. Während Southern Germany merklich erweitert und, neben dem ockerfarbigen Text-Schutzumschlag, teilweise mit einem Bild-Schutzumschlag (Stumme Karte) ausgeliefert wurde, blieb der Umfang der Ausgabe für Deutschlands Norden im Vergleich zur Vorauflage von 1913 in etwa gleich. Dies traf auch auf die letzte Ausgabe von Berlin and its environs aus dem Jahr 1923 zu (6th edition, E 65). Bereits 1919 hatte es einen Nachdruck für The Rhine von 1911 (E 107b) gegeben, bevor 1926 auch die letzte überarbeitete und dabei reduzierte Auflage – das durch den Versailler Vertrag an Frankreich zurückgekommene Gebiet Elsaß-Lothringen fehlte nun – erschien (18th edition, E 18). Für die französischsprachigen Vorkriegspendants dieser drei Titel, die zwischen 1909 und 1911 aufgelegt worden waren, sah der Verlag seit dem Weltkriegsende hingegen keine Verkaufschancen mehr.

##### Ausgaben für Berlin
Der vor dem Krieg zweijährige Ausgaberhythmus des Berlin-Bandes konnte vom Verlag nicht beibehalten werden. Immerhin erschien bereits 1921 die von Bruno Graupe überarbeitete 19. Auflage mit einem Werbeanhang (D 218), in dem das Berliner Schloss nach dem Einzug des Berliner Kunstgewerbemuseums in die bisher von Wilhelm II. und seiner Familie benutzten Räume als Schlossmuseum beschrieben wurde, wobei im Band die Eröffnung des Schlossmuseums für den 1. Oktober 1921 noch nur angekündigt war. Ein unveränderter Neudruck erschien 1923 ohne Werbeanhang. Eine inhaltlich neu konzipierte 20. Auflage (D 220) folgte dann 1927, bei dem der Großteil der Karten wieder in einem gesondert paginierten Anhang zusammengefasst wurde, was bereits bei den Bänden für Berlin und Norddeutschland von 1878 bis 1887 praktiziert worden war.

##### Regionalbände für deutsche Landschaften

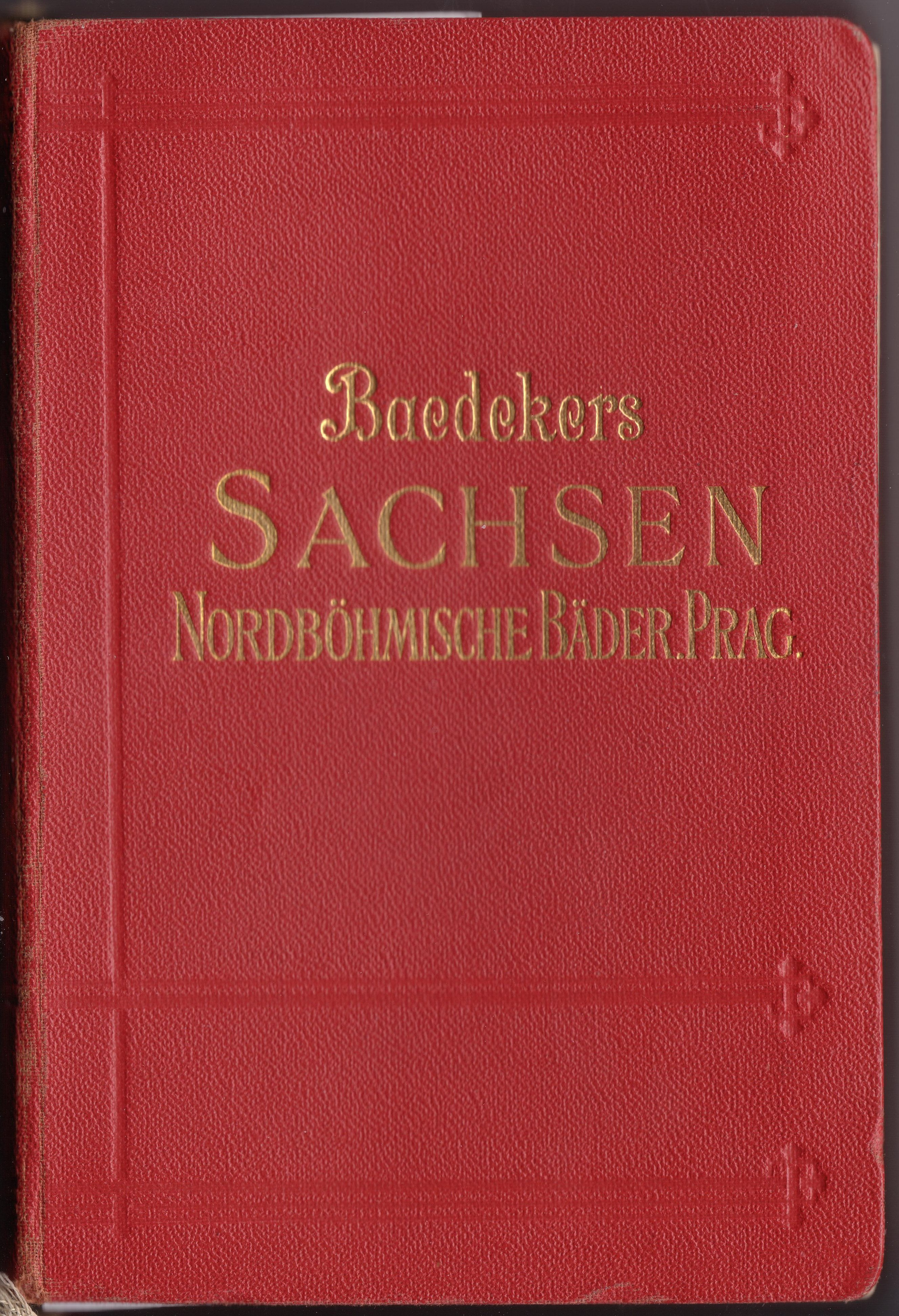
Sachsen, Nordböhmische Bäder, Ausflug nach Prag. 2. Auflage. (1928)

Der veränderten Situation bei den deutschen Reisenden Rechnung tragend, die ihre Reiseziele nun vornehmlich im Inland suchten, machte der Verlag unter der Federführung von Ferdinand Moll aus der Not eine Tugend und veröffentlichte, indem er dazu sinngemäß den Geographen und Zoologen Friedrich Ratzel zitierte, wonach „der Deutsche … vor allem wissen (solle), was er an seinem Lande hat“, seit 1920 Regionalbände sukzessive für alle nach dem Versailler Vertrag bei Deutschland verbliebenen Teile des untergegangenen Kaiserreichs. Diese fächerten die größere Gebiete umfassenden Ausgaben für Süddeutschland, Nordost- und Nordwestdeutschland sehr stark auf. Als erste Ausgaben erschienen 1920 Bände für Brandenburg (D 229a), den Harz (D 231a), Sachsen (D 234a) und Thüringen (D 236a). 1921 folgten Ausgaben für Hannover nebst der deutschen Nordseeküste (D 239a), den Schwarzwald (D 241a) und Westfalen (D 244a). Schließlich wurde die Reihe der Regionalbände 1922 durch Ausgaben für die Ostseeküste (D 245a), die Landeskunde verfasste Dietrich Baedeker, und Hessen-Nassau (D 246a), 1923 für Schlesien (D 247), die Landeskunde verfasste hier der Geograph Joseph Partsch, ergänzt. Nach Nordbayern (D 249) 1924 wurde die Regionalband-Reihe erst 1925 mit Württemberg (D 251) abgeschlossen, dessen geographische Übersicht Robert Gradmann lieferte und für dessen schwäbische Kunstgeschichte Julius Baum verantwortlich zeichnete.
Den bis 1922 aufgelegten Titeln („a“-Varianten der Katalognummern) wurde ein umfangreicher Werbeanhang beigegeben. Er fehlte bei den späteren, zunächst inhaltlich unveränderten Nachdrucken („b“-Varianten) und den überarbeiteten Folgeauflagen bei mehreren Titeln. Diese gab es zum ersten Mal 1925 für Thüringen, nun ergänzt um eine kunstgeschichtliche Einleitung des Jenaer Kunsthistorikers und Leiters des dortigen Stadtmuseums, Paul Weber, und den Harz. 1927 folgte Schwarzwald. Im Folgejahr erschienen in zweiter Auflage Sachsen mit einer kunstgeschichtlichen Einführung von Cornelius Gurlitt und Brandenburg, wofür Paul Ortwin Rave die entsprechenden Erläuterungen gab. 1930 wurde noch Nordbayern überarbeitet und ergänzt um eine Beschreibung der böhmischen Grenzgebiete mit Pilsen, Budweis und Eger (Cheb) vorgestellt. Dem Band sind deshalb u. a. auch Hinweise zur Sprache, Währung und dem Automobilverkehr in dem Nachbarland beigegeben.
Ein mit einem Ladenpreis von 1,25 RM preisgünstiger Auszug aus dem 1925 in zweiter Auflage vorgelegten Thüringen-Band erschien zum Goethe-Jahr 1932 (D 252), wobei der Text anlassbezogen von Gerhard Peters überarbeitet wurde. Er zählt nach der Kriegsvernichtung größerer unverkaufter Restbestände im Jahr 1943 heute zu den seltensten jüngeren Ausgaben.

#### Ausgaben für ausländische Reisegebiete
Gemessen an der raschen Auflagenfolge vor dem Ersten Weltkrieg wurden auch die Bände mit ausländischen Reisezielen nur noch in größeren Abständen überarbeitet vorgelegt. Dies mag einerseits auf den bereits erreichten hohen Standard bei der „Bearbeitungsdichte“ der Reisegebiete und andererseits auch die schwieriger gewordenen Absatzbedingungen zurückzuführen sein. Nicht zuletzt vollzog sich aber auch die wirtschaftliche und kulturelle Entwicklung der meisten Länder in einem langsameren Tempo, als dies noch in den Zeiten des dynamischen Wirtschaftswachstums in der zweiten Hälfte des 19. Jahrhunderts in vielen Ländern Europas der Fall war (vgl. den damals raschen Ausbau des Eisenbahnnetzes oder das rapide Wachstum vieler europäischer Hauptstädte). Damit unterlagen auch die Reisebedingungen und -ziele nicht mehr einem so raschen Wandel, dass dem durch in sehr kurzem zeitlichen Abstand überarbeitete Baedeker–Auflagen Rechnung zu tragen gewesen wäre.

##### Europa
- Balkanstaaten

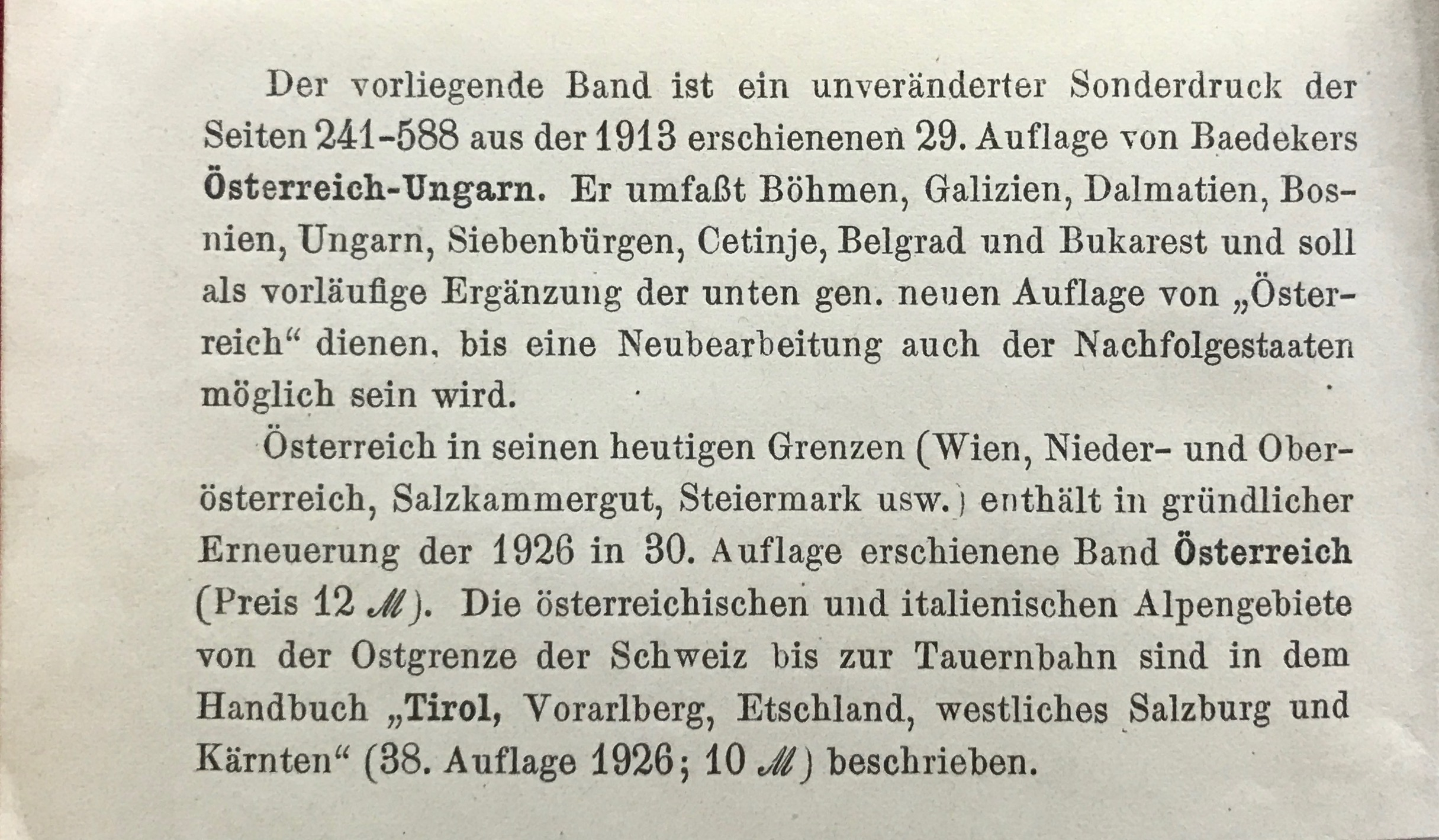
Hinweiszettel zum Baedeker Österreich-Ungarn (ohne das heutige Österreich), 29. Auflage (D 197, 1926)

Unter anderen für die Balkanstaaten als Nachfolgestaaten der 1918 zerfallenen österreich-ungarischen Monarchie wurde 1926 zunächst eine der schon erwähnten Notausgaben (D 197) als unverändert abgedruckter Auszug aus der Gesamtausgabe von 1913 des Bands Österreich-Ungarn unter dem Titel Österreich-Ungarn (Ohne das heutige Österreich) zusammengestellt, der auch die frühere Einleitung mit den reisepraktischen und landeskundlichen Ausführungen fehlte. Zu der darin angekündigten Neubearbeitung aller Nachfolgestaaten kam es jedoch nur teilweise. So fehlten bis 1945 neben Gebieten des Balkans die Länder Polen und Rumänien sowie große Teile der Tschechoslowakei und Ungarns.
Völlig neu erarbeitet wurde von Ferdinand Moll unter Mitwirkung von Franz Babinger (Albanien-Teil) und Norbert Krebs (Landeskunde) dann der dem Adria-Gebiet gewidmete deutschsprachige Band Dalmatien und die Adria (D 419), der auf über 300 Seiten Reiseziele auf dem Balkan bis zur Insel Korfu und nach Albanien beschrieb.
- Belgien und Holland

Zwei der ältesten Länder-Titel der Baedeker-Reihe, Belgien und Holland, die nach Einzelausgaben bis 1855 ab 1858 in einem gemeinsamen Band vorgestellt wurden, erfuhren noch eine letzte, wieder getrennte Bearbeitung. So erschien nach einer Notausgabe für Holland mit einem Auszug aus der letzten gemeinsamen 25. Auflage von 1914 (D 286b) eine unter Mitarbeit von Franz Dülberg erfolgte Neubearbeitung Hollands im Jahr 1927 (D 287), die um ein Straßenverzeichnis von Den Haag und Amsterdam ergänzt war.
1930 folgte dann der Band Belgien und Luxemburg (D 288), dessen Kunstgeschichte Jacques Mesnil (Paris) neu erstellt hatte und bei dem der Reisende nun auch auf ein Straßenverzeichnis für Antwerpen neben demjenigen von Brüssel zurückgreifen konnte. Zu einer Auseinandersetzung im Mai 1933 vor einem belgischen Gericht führten die Schuldzuweisungen an belgische Zivilisten für deutsche Vergeltungsmaßnahmen im Ersten Weltkrieg in den Städten Aerschot und Dinant in dieser (Seiten 36 und 284) und in der englischen Ausgabe, Belgium and Luxemburg (16. Auflage, E 195), die allein auf deutschen Quellen basierten. Zu der gerichtlich angeordneten Textergänzung um die belgische Position kam es aufgrund der weiteren politischen Entwicklung in Deutschland nicht mehr. Im französischen Text von Belgique et Luxembourg (20. Auflage, 1928, F 90) waren die beanstandeten Passagen nicht enthalten.
- Frankreich

Die französischsprachigen Vorkriegsauflagen wurden weiterhin vom Verlag angeboten; Überarbeitungen erfolgten jedoch nicht. Nur der Paris-Band wurde in allen drei Sprachen einer kontinuierlichen Aktualisierung unterzogen. Er erschien jeweils in erweitertem Umfang 1923 (D 347) und 1931 in 20. Auflage (D 348) mit einem gesonderten Plananhang wie schon die Ausgaben ab 1900. Sie wurde von Karl Baedeker III (1910–1979) unter Mitarbeit von Jacques Mesnil und Eduard Reusch (Leipzig) vorgelegt. Da die 20. Auflage von 1931 recht häufig mit einer Beilage zur Pariser Weltfachausstellung von 1937 vorkommt, kann davon ausgegangen werden, dass sie 1937 noch in ausreichenden Stückzahlen beim Verlag vorrätig war und erst jetzt größere Absatzzahlen erreichen konnte, was ihr der Buchmarkt bei ihrem ersten Erscheinen in den unmittelbaren Nachwehen der Weltwirtschaftskrise noch verwehrt hatte. Analog gab es noch englische und französische Ausgaben, die zunächst 1924 zu den Olympischen Spielen (E 113 und F 162) und letztmals 1937, mit abweichendem Ausgabejahr 1932 im Titelblatt (E 114), bzw. 1931 (F 163) herausgebracht wurden.
Der englische Nordfrankreich-Band von 1909 (Northern France. 5. Auflage. E 119) musste 1919 noch einmal nachgedruckt werden, während die letzte Auflage für die südliche Landeshälfte von 1914 (E 126) noch ausreichend verfügbar war. Beide lieferte der Verlag bis in die 2. Hälfte der 1930er Jahre aus. Neu gab es in einziger Auflage 1931 den Band The Riviera. South-Eastern France and Corsica. The Italian Lakes and Lake of Geneva (E 127), der neben einer Währungstabelle mit Pfund und Dollar einerseits sowie den Landeswährungen Lira, Francs und Franken andererseits auch Straßenverzeichnisse für die „Town Plans“ von Lyon, Mailand, Turin, Marseille und Genua bereithielt; der mitunter anzutreffende rote Schutzumschlag zeigt die im Titel angegebenen Landstriche; seltener zu finden ist die, spätere, Variante mit dem berühmten Pont du Gard bei Nîmes. 
Bereits ein Jahr vorher und bereits in 6. Auflage war den deutschsprachigen Mittelmeer-Badegästen der von Eduard Reusch erarbeitete Riviera-Band (D 354) noch einmal in leicht erweitertem Umfang an die Hand gegeben, wobei auch hier bei vielen Städten, wie Nizza, Genua oder Marseille, Straßenverzeichnisse das leichtere Auffinden von Reisezielen ermöglichten. Die gewachsene Schar der Automobilisten wurde mit zahlreichen neuen Straßenbeschreibungen bedient. Diese Auflage sollte den Bedarf bis zum Ausbruch des Zweiten Weltkrieges befriedigen (Motiv des roten Schutzumschlags auch hier: Stumme Karte des Reisegebiets).
- Großbritannien und London

Eine deutschsprachige Ausgabe für Großbritannien war zuletzt 1906 erschienen. Auch jetzt wurden nur die englischsprachigen Auflagen fortgesetzt mit dem Band von 1927 (E 222); ihm sollte erst im Dritten Reich eine letzte von 1937 folgen (E 223). Auch London wurde nur dem der englischen Sprache Kundigen in zwei Auflagen von 1923 (E 213) und 1930 (E 214) vorgelegt. Die französischsprachigen London–Ausgaben waren ja bereits 1913 eingestellt worden.
- Italien

Fortgeschrieben wurden alle laufenden deutschen Ausgaben für Italien: Ober-Italien 1928 (D 373) und 1931 (D 374) – die kunstgeschichtliche Einführung hatte hier noch der 1939 in die USA emigrierte Hans Nachod übernommen –, Mittel-Italien und Rom 1927 (D 389) und Unter-Italien 1929 (D 405) sowie der Kompakttitel Italien von den Alpen bis Neapel 1926 (D 413) und 1931 (D 414). Französischsprachige Folgeauflagen gab es nur noch 1926 für Italie des Alpes à Naples (F 143), 1929 für Italie centrale et Rome (15. Auflage, F 124) und 1932 für Italie septentrionale (19. Auflage, F 119). Dagegen wurden 1930 alle drei englischen Teiltitel für Italien, Northern Italy (E 142), Rome and Central Italy (E 158) und Southern Italy and Sicily (E 175), ein letztes Mal verlegt, nachdem es bereits 1928 die abschließende dritte Auflage von Italy from the Alps to Naples (E 178) gegeben hatte.
- Österreich und Ungarn

Zum ehemaligen Gesamtgebiet der Monarchie vergleiche die einführenden Hinweise bei den Balkanstaaten. Für die Liebhaber der österreichischen Alpenlandschaft erschien 1923 der Band Tirol, Vorarlberg und Teile von Salzburg und Kärnten in 37. Auflage (D 167) als Teilband der seit 1855 verlegten Ausgabe mit dem ursprünglichen Titel Südbayern, Tirol und Salzburg, Ober-Italien. Die nach der Abtrennung Südtirols von Österreich eingeführten italienischen Ortsnamen waren nun berücksichtigt; die Landeskunde hatte Dietrich Baedeker (1886–1869) geliefert. Der Band erfuhr bis 1932 noch zwei Nachauflagen, zuletzt 1929 unter dem Titel Tirol und Etschland (D 169). Das übrige Gebiet Österreichs war bereits ab 1887 im Band Österreich enthalten. Hier gab es 1926 die 30. Auflage (D 93), bei der der später emigrierte Hans Tietze noch den kunstgeschichtlichen Part übernommen hatte und die Landeskunde von Norbert Krebs beigesteuert wurde. 1931 folgte die letzte Auflage (D 94), die bis 1943 im Verlagsangebot war. Gemeinsam mit der österreichischen Hauptstadt wurde dann auch die zweite Hauptstadt der ehemaligen Doppelmonarchie, Budapest, 1931 in einem gemeinsamen Städteband behandelt (D 198), der aber keine Fortsetzung finden sollte.
Der seit 1879 bis vor dem Ersten Weltkrieg unter dem Titel Eastern Alps erschienene englischsprachige Alpenführer wurde dem Publikum abschließend 1927 als Tyrol and the Dolomites including the Bavarian Alps (13th edition, E 54) mit leicht verringertem Inhalt vorgelegt. Nach 18 Jahren Pause gab es 1929 auch noch einmal einen Band für Wien (Straßenverzeichnis) und die Donaurepublik: Austria together with Budapest, Prague, Karlsbad, Marienbad (12. Auflage, E 59). Er deckte auch die böhmische Bäderwelt ab, dagegen war die Beschreibung des Balkans durch die neuen politischen Verhältnisse an der Donau im Rahmen dieses Bandes obsolet geworden.
- Polen und die baltischen Staaten sowie das europäische Russland

Der Russland-Band, der Teile von Polen und das Baltikum beschrieben hatte, wurde sicher wegen der politischen Umwälzungen in Russland, die den Reiseverkehr dahin deutlich abgeschwächt hatten, nicht wieder aufgelegt. Auch für eine bearbeitete Neuauflage des Bands Österreich-Ungarn, der bis 1914 Galizien mit Krakau enthielt, im alten Gebietsumfang war kein Raum mehr. So waren die Touristen zu diesen Reisezielen weiterhin auf die vielfach überholten Angaben der letzten Auflage des vorgenannten Russland-Vorkriegsbands von 1912 (D 463) und die oben bei den Balkanstaaten beschriebene sog. Notausgabe für Österreich-Ungarn von 1926 angewiesen.

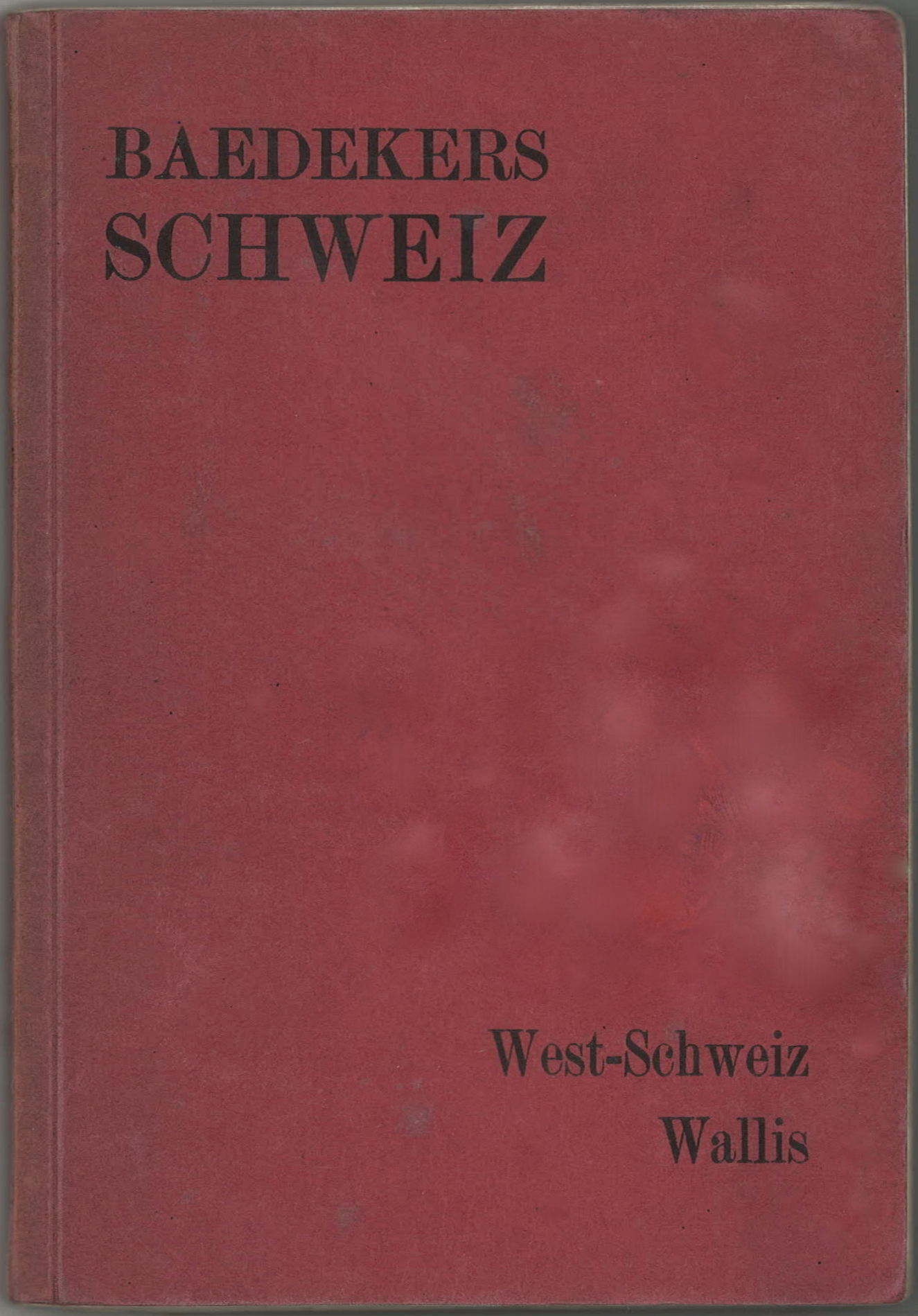
Schweiz (1931), „Westschweiz-Wallis“ (Broschüre 3)

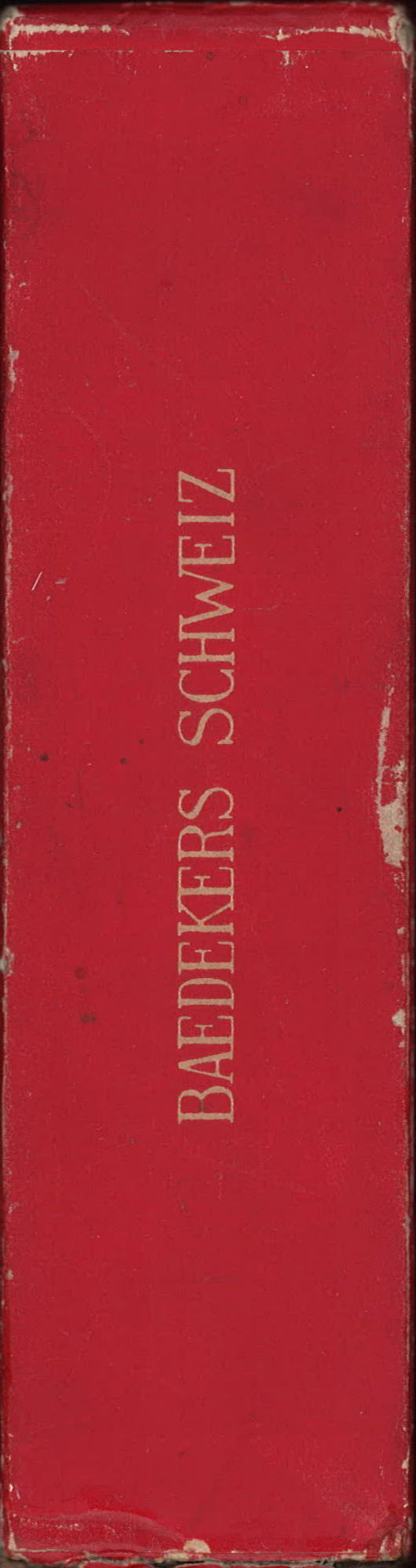
Schuberrücken

- Schweiz

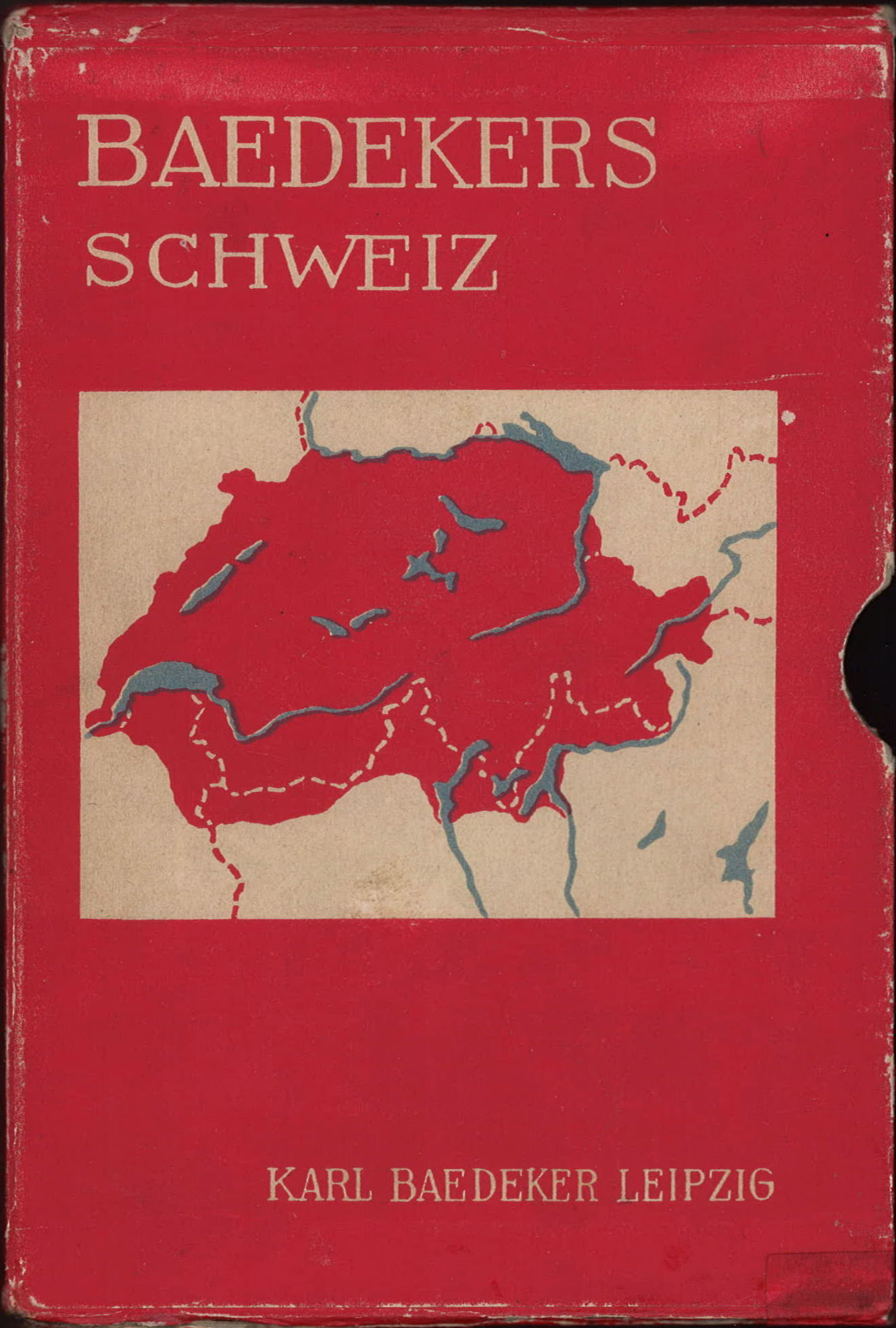
Schweiz (1931, D 327), Schuber

Die ursprünglich dritte Ausgabe des Verlags für das Ausland, die vor dem Ersten Weltkrieg wegen der regen Nachfrage in einem Zweijahresrhythmus vorgelegt werden musste, erfuhr in der Weimarer Republik nur noch drei Auflagen (D 324-327): 1920 (Neudruck: 1924), 1927 und 1930 – vor seinem letztmaligen Erscheinen 1937. Der letztgenannte Schweiz-Band (38. Auflage), dessen Geographie von Otto Flückiger und Kunstgeschichte von Doris Wild überarbeitet worden war, wurde 1931 als zweite Ausgabe überhaupt auch in vier Teilen in einem illustrierten Schuber, vom Verlag als „Futteral“ bezeichnet, ausgeliefert. Dieser wiederholt das Motiv des zu dieser Ausgabe gelieferten Schutzumschlags. Mit dieser erst nachträglich eingerichteten Einbandvariante – im Vorwort findet sich kein Hinweis darauf und wird den Käufern stattdessen, wie allgemein in den Bänden üblich, das Zerteilen des Gesamtbandes erläutert – sollten wohl vor allem Bergwanderer angesprochen werden, die Gewichtsbeschränkungen bei ihrem Gepäck zu beachten hatten.
Noch dreimal wurden zwischen 1922 und 1938 überarbeitete Folgeauflagen von Switzerland (E 26-28) gedruckt, dagegen vom französischen Titel Suisse nur noch 1921 (F 69) und 1928 (F 70).
- Skandinavien

Das Reisegebiet Skandinavien sollte nunmehr in zwei Bänden neu bearbeitet werden. 1929 konnte aber zunächst nur für Schweden und Finnland nebst Reisewegen durch Dänemark eine Neuausgabe vorgelegt werden (D 454). Für das noch fehlende Norwegen musste deshalb im selben Jahr eine sog. Notausgabe, deren auszugsweiser Inhalt aus der Gesamtausgabe für Skandinavien von 1914 stammte und auch den Sprachführer umfasste, aufgelegt werden (D 455). Erst 1931 folgte, wiederum unter Einbeziehung von Dänemark sowie von Island und Spitzbergen, eine neue Norwegen-Ausgabe (D 456), zu der Helmut de Boor die geschichtliche Übersicht lieferte. Beide neuen Bände, deren Redaktion bei Ernst Baedeker III lag und deren Landeskunde/Geografie Gustav Braun beisteuerte, wurden nur in deutscher Sprache herausgegeben; ihnen fehlte der der Vorkriegsausgabe beigegebene umfangreiche Sprachführer.
- Spanien und Portugal

Für Spanien und Portugal gab es 1929, rechtzeitig zur Weltausstellung in Barcelona, noch eine letzte fünfte, von Gerhard Peters völlig überarbeitete Auflage (D 476), der ab Ende 1927 daran gearbeitet und dazu 1928 eine dreimonatige Reise durch die iberische Halbinsel unternommen hatte. Den geschichtlichen Abriss lieferte Hans Nachod, und die von Carl Justi verfasste kunsthistorische Einführung war nun von Gertrud Richert überarbeitet worden. Bereits 1920 war die dritte Auflage von Espagne et Portugal (F 215) erschienen.
- Tschechoslowakei

Umfassende Reisehinweise für das Gebiet der Tschechoslowakei waren bis 1914 auch im Band Österreich-Ungarn enthalten, der mit dem Wegfall des Vielvölkerstaats nach 1918 keine Fortsetzung finden konnte. Jeweils in ihrer zweiten Auflage wurden daher in den Regionalbänden von Sachsen (D 235) 1928 die tschechoslowakische Hauptstadt Prag und die beliebten böhmischen Bäder (Karlsbad, Marienbad, Teplitz) sowie von Nordbayern (D 250) 1930 der Böhmerwald als wesentliche Reiseziele des neugebildeten Staates aktualisiert beschrieben.

##### Außereuropäische Länder
- Ägypten und der Sudan

Die sensationellen Grabungserfolge im Tal der Könige durch Howard Carter führten zu dem Ägypten-Band in überarbeiteter Auflage von 1928 (D 494). Er wurde weiterhin von Georg Steindorff redigiert, der auch für die Ausführungen zu Geschichte und Kunstgeschichte, Religion und Hieroglyphenschrift Altägyptens verantwortlich zeichnete. U. a. der Islam wurde von C.H. Becker und die Einführung in den arabischen Dialekt in Ägypten von Curt Prüfer bearbeitet. Die Landeseinteilung wurde von dem Engländer Henry Lyons und die Bevölkerung von dem Afrikaforscher Georg Schweinfurth  abgehandelt. Die 1929 noch in englischer Sprache vorgelegte Ausgabe (E 253) wurde um einen Abriss der christlichen Kunst von dem italienischen Orientalisten Ugo Monneret de Villard ergänzt.
- Indien

Weiterhin lieferbar blieb ausweislich der Verlagswerbung im vorderen Buchspiegel der Indien-Band (D 499).
- Kanada

Bereits 1922 (E 266) war der ausschließlich englischsprachige Canada-Band erweitert in vierter Auflage (3. Auflage 1907, E 265) letztmals ediert worden. Noch immer wird auf den Goldabbau im Gebiet der Flüsse Klondike und Yukon hingewiesen, der aber seinen Höhepunkt längst überschritten hatte.

### Baedeker in der Zeit des Nationalsozialismus und des Zweiten Weltkrieges

#### Ausgaben von 1933 bis 1939
Noch immer schwer unter den Auswirkungen der nur allmählich abebbenden Weltwirtschaftskrise leidend, traf den Verlag nach Hitlers Machtantritt zunächst das Gesetz über die Beschränkung der Reisen nach der Republik Österreich vom 29. Mai 1933, das erst 1936 wieder aufgehoben wurde und eine Gebühr von 1000 Mark für jede private Reise nach oder durch Österreich vorsah. Gerade die Bände für Tirol und Österreich, das auch Transitland für Italien war, wurden in häufig überarbeiteten Auflagen gedruckt und dürften durch das Gesetz einen Nachfrageeinbruch erlitten haben, ebenso wie die Italienbände. Einen knappen Monat später folgte dann das Gesetz über den Reichsausschuss für Fremdenverkehr, womit auch der Tourismus gleichgeschaltet war und die Titelauswahl der Reihe künftig mit staatspolitischen Interessen konform zu gehen hatte. Alle diese Schwierigkeiten führten dazu, dass der Verlag im Oktober 1934 beim Reichsausschuss für Fremdenverkehr ein zinsloses Darlehen über 120 000 Mark aufnehmen musste, um die weitere Reiseführerproduktion absichern zu können. Baedekers Hauptkonkurrenten auf dem Reiseführermarkt, das Bibliographische Institut, bei dem seit 1862 Meyers Reisebücher verlegt wurden, traf es ungleich härter: er musste seine traditionsreiche Reiseführerreihe zugunsten von Baedeker einstellen; im Gegenzug erhielt der Verlag aber die Druckaufträge für die Baedeker-Produktion, die zuvor bei den Leipziger Druckhäusern Grimme & Trömel sowie Breitkopf & Härtel untergebracht waren.

##### Bände für Deutschland einschließlich Berlin bis 1939
Die den deutschen Gebieten gewidmeten Reiseführer widerspiegeln in besonderem Maße die seit 1933 vollzogene radikale Umgestaltung des öffentlichen Lebens im Deutschen Reich. An den Stadtplänen sind die Umbenennungen vieler markanter Straßen und Plätze nach den Führern des nationalsozialistischen Regimes oder seinen Symbolfiguren ablesbar, und das Tilgen der Synagogen nach der Reichspogromnacht 1938 in diesen dokumentiert die fortschreitende Verfolgung der Juden in Deutschland und Österreich. Die Hinweise auf die z. T. neugebildeten Behörden und NSDAP-Dienststellen machen die Ausschaltung aller übrigen politischen Kräfte aus dem öffentlichen Leben sichtbar. Und schließlich belegen u. a. die Neuaufnahme von vermeintlich wichtigen politisch begründeten Besuchsorten, so des Sterbezimmers von Horst Wessel in die Berlin-Ausgabe von 1936 oder der Hinweis im München-Südbayern-Band von 1935 auf die in der Münchner Feldherrnhalle gewürdigten Hitlerputschisten von 1923, welche geistige Ausrichtung der Tourismus im Deutschen Reich recht bald nach dem 30. Januar 1933 auch nehmen sollte.
- Ausgaben für das Deutsche Reich insgesamt

Der seit 1906 verlegte Band für ganz Deutschland kam im Olympiajahr 1936 in sechster Auflage als das Deutsche Reich und einige Grenzgebiete (D 228) erneut auf den Markt und hatte, wie schon die Vorauflage, eine große Deutschlandkarte in einer Tasche des Rückendeckels, auf der die bereits fertiggestellten Autobahnstrecken eingezeichnet waren. Aufgrund der für die Olympiade 1936 auch von ausländischen Besuchern zu erwartenden Nachfrage wurde diese Ausgabe sowohl in französischer (Allemagne, F 40) als auch in englischer Sprache (Germany, E 66) mit derselben Ausstattung vorgelegt. Allemagne war übrigens der einzige französischsprachige Band, der während der Zeit des Nationalsozialismus neu erschien.
Erstmals erschien dann zwei Jahre später als völlig neuartiger Baedeker-Typ der von Oskar Steinheil bearbeitete Autoführer Deutsches Reich (D 255). Dieser Band war unmittelbar auf die Bedürfnisse eines Autoreisenden zugeschnitten und fungierte dementsprechend auch als offizieller Führer des Deutschen Automobilclubs (DDAC). Er war in drei Teile gegliedert: die Reichsautobahnen, die Reichsstraßen sowie die Städte und Landschaften. Im Einführungsteil waren Angaben zu den damaligen Entfernungen der Städte untereinander, den geltenden Verkehrszeichen sowie den in- und ausländischen polizeilichen Kennzeichen der Kraftfahrzeuge enthaltenen. 1939 erschien eine zweite Auflage als Autoführer für Großdeutschland (D 256), die das dem Deutschen Reich inzwischen angegliederte Österreichisch mit umfasste.
- Berlin

Für den „eiligen Besucher von Berlin und Potsdam“ wurde Anfang 1933 – die obligatorische Liste des Verlagsangebots vorn weist einen Stand „Januar 1933“ aus – eine textlich stark reduzierte, broschierte Kleine Ausgabe des Berlin-Bandes ausgeliefert (D 222). Sie war auch angesichts der katastrophalen wirtschaftlichen Lage ausnahmsweise wieder, wie bereits 1921, mit Werbeeinträgen versehen. Neben führenden Berliner Hotels, wie Adlon, Esplanade und Eden, sowie kleineren Häusern und Pensionen warben das Haus Vaterland und Pschorr-Schankhäuser um Gäste. Schließlich durfte das in jüdischem Besitz befindliche Kaufhaus Nathan Israel zu diesem Zeitpunkt noch Kunden suchen und wurde auf den erst seit wenigen Jahren auf dem Markt befindlichen Farbfilm Agfa-Isochrom aufmerksam gemacht. 1934 erhielt der Band einen zweiseitigen Nachtrag zur Namensänderung von Berliner Straßen und Plätzen sowie Bahnhöfen der U- und S-Bahn, zum Teil im nationalsozialistischen Sinne. Dieses Format war Vorbild für weitere Baedeker-Städteausgaben in den folgenden Jahren, insbesondere auch die Stadtführer-Reihe ab 1948. Anlässlich der Olympischen Spiele folgte 1936, erneut in Broschurform, die reguläre große Ausgabe (D 221). Erstmals erwähnt in beiden Bänden ist der schon 1928, erst nach Erscheinen der Vorauflage des großen Berlin-Bands von 1927 eröffnete Verbindungstunnel zwischen Hotel Excelsior und Anhalter Bahnhof, ein Berliner Unikum.
- Regionalausgaben

Ausweislich der Auflistungen in den Vorderspiegeln der damals aktuellen Titel waren viele Regionalbände der 1920er Jahre, wie Ostseeküste, Nordseeküste, Brandenburg, Sachsen oder Hessen-Nassau, in den 1930er Jahren noch lieferbar, so dass nach 1933 keine Nachauflagen gedruckt werden mussten. Von einigen bevorzugten Reisegebieten, insbesondere den deutschen Gebirgslandschaften, wie Harz, Schwarzwald und Südbayern sowie dem Riesengebirge in Schlesien, wurden jedoch Neubearbeitungen benötigt. So erschien u. a. 1935 zunächst die dritte Auflage von Thüringen (D 238); ab 1937 wurde die zunächst broschierte Ausgabe auch gebunden und teilweise mit Schutzumschlag ausgeliefert. Bei diesem Titel musste in den während des Zweiten Weltkrieges verkauften Exemplaren die Karte des Gebiets von Leuna weggelassen werden, um geographische Informationen über diesen kriegswichtigen Ort nicht in die Hand von Kriegsgegnern fallen zu lassen. Schon in Vorbereitung der Olympischen Winterspiele 1936 dürfte im selben Jahr der Band München und Südbayern in nunmehr 39. Auflage (D 165) aufgelegt worden sein. 1936 folgte die 3. Auflage von Schwarzwald (D 243). Beide vorgenannten Titel wurden sowohl gebunden als auch broschiert verkauft. Für die Besucher ausschließlich Münchens und seiner Umgebung bot der Verlag ab 1935 als Broschüre, deren Vorderseite die Münchner Frauenkirche schmückte, den zweiten deutschen Städteband, München und Umgebung. Augsburg (D 253), an. Sein Inhalt war text- und kartenidentisch vom Südbayern-Band desselben Jahres übernommen worden. Auch als Ausgliederung wurde 1936 der Band Norddeutschland (D 254) insbesondere für die Besucher der Olympischen Sommerspiele 1936 in Berlin aufgelegt, da er aufgrund seines geringeren Umfangs viel handlicher war als die Gesamtausgabe für das Deutsche Reich vom selben Jahr (D 228). Für Schlesien folgte 1938 eine zweite Auflage (D 248), die von Fritz Hölzel überarbeitet worden war. Die geographische Übersicht hatte der bedeutende Geograph Joseph Partsch und die schlesische Kunstgeschichte der Breslauer Ordinarius Dagobert Frey beigesteuert. Auch Hinweise zu Jugendherbergen hatten in diesen Band Einzug gehalten. Mitten im Zweiten Weltkrieg gab es 1942 noch eine vierzigste Auflage für Südbayern (D 166) und 1943 die dritte Auflage des Harz-Bandes (D 233). Auch die im Herbst 1938, also erst nach dem Anschluss Österreichs an das Deutsche Reich, erschienene 40. Auflage von Tirol gehört in diese Gruppe. Die Volkskunde steuerte Arthur Haberlandt und die Kunstgeschichte Josef Weingartner bei.
In die 1936 erschienenen Bände Norddeutschland und Berlin sowie Deutsches Reich wurde während des Verkaufs zu den Olympischen Sommerspielen eine Beilage zum Reichssportfeld eingelegt.

##### Ausgaben für europäische Reisegebiete

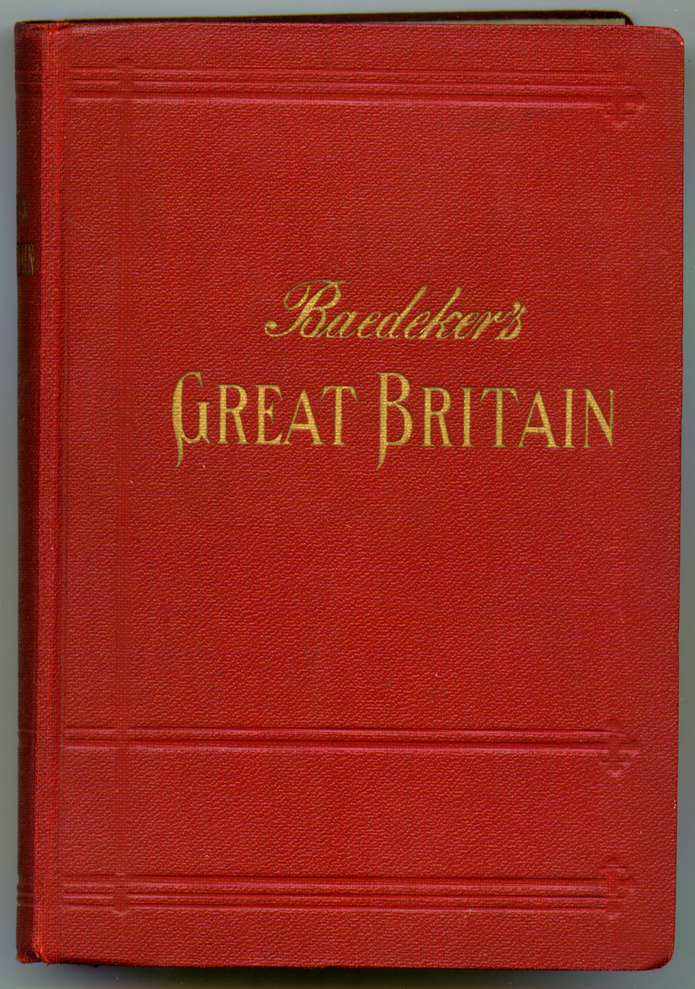
Great Britain. 9. Auflage. (1937, E 223)

- Die bereits 1933 in Angriff genommene einbändige Beschreibung des europäischen Kontinents blieb Fragment.[59]
- Der Band Paris von 1931 (D 348) kam 1937, nun mit einer Beilage zur Weltfachausstellung, auf der Deutschland mit einem repräsentativen Pavillon vertreten war, und einem Plan der Pariser Metro, wieder verstärkt in die Buchhandlungen. Auch in französischer und englischer Sprache wurde er jeweils in der 20. Auflage von 1931 (F 163) bzw. 1932 (E 114), häufig auch mit einer Beilage wie bei der deutschen Ausgabe, weiterhin angeboten.
- Die hauptsächlich von Hermann Augustine Piehler – der Abriss der Architekturgeschichte stammte von Edward Freeman – verfasste neue Bearbeitung des englischsprachigen Bandes Great Britain (9. Auflage, E 223), die nunmehr 96 Karten und Pläne umfasste, erschien 1937 zur Krönung von Georg VI.
- Ebenfalls 1937 wurde die letzte Bearbeitung des Bandes Schweiz (D 328), der damit seit 1844 39 Auflagen erreichen konnte, abgeschlossen. Im Vergleich zur Vorauflage war die Anzahl der Karten, trotz einer erstmals mitgelieferten Straßenkarte, von 82 auf 75 reduziert worden. So verzichtete man u. a. auf die „Umgebung von Zürich“ und die „Kehrtunnel der Gotthardbahn“. Bei den Plänen war Winterthur weggefallen. Schließlich war auch die Seitenzahl des Bands leicht reduziert. Dagegen stieg die Anzahl der Panoramen um drei, wobei einige zuvor verwendete gegen wohl attraktivere, wie Brévent, „Eismeer“ (Jungfraubahn) oder Piz Languard, ausgetauscht wurden. Umfang und Ausstattung der letzten Ausgabe von Switzerland (1938, E 94) entsprachen der deutschen.

##### Mittelmeer, Kanarische Inseln und Madeira
Ein unverändert beliebtes Reisegebiet, das Mittelmeer, fand 1934 erneut eine – im Vergleich zur Erstauflage von 1909 reduzierte – Beschreibung (D 418), die nur noch 584 Seiten (1909: 635) umfasste. Im Vorwort wurde das „Mittelmeergebiet als Erdraum“ von Theobald Fischer  in der Überarbeitung von Otto Maull  vorgestellt. Es war nun auch um einen geschichtlichen Abriss des Reisegebiets von Paul Herre erweitert, und einige Adria-Orte, wie Ragusa und Kotor, waren neu aufgenommen worden. Die Kanarischen Inseln waren dagegen weggefallen. Diese wurden dafür in den ebenfalls 1934 herausgebrachten Baedeker für Madeira (D 477) aufgenommen. Dieser Broschur-Band sollte wohl auch den Bedarf der Passagiere bei den geplanten Reisen mit den KdF-Schiffen mit abdecken, die auch dieses Reiseziel in mehreren Fahrten ansteuerten. 1939 lag dieser Titel auch noch in einer englischen Übersetzung (E 243) vor, der aber nur dreieinhalb Monate bis zum Kriegsbeginn am 1. September 1939 ausgeliefert werden konnte, so dass ein großer Restbestand 1943 zerstört wurde und er damit sehr selten ist.
Weitere touristische Fernziele wurden von 1933 bis 1945 nicht neu bearbeitet; vorhandene Druckbögen älterer Ausgaben wurden entsprechend der Nachfrage aber weiterhin aufgebunden und sind an den enthaltenen Auflagen-Auflistungen der lieferbaren Baedeker Reisehandbücher kenntlich.

#### Ausgaben während des Zweiten Weltkrieges
Obwohl die Reiseliteratur mit Beginn des Zweiten Weltkrieges keine Priorität bei der Buchproduktion mehr genoss, konnte die Verlagsproduktion zunächst trotz bestehender Materialprobleme und personeller Einschränkungen in einem eingeschränkten Umfang noch fortgeführt werden, so dass sogar noch einige neue Titel während der ersten Kriegsjahre erarbeitet werden konnten, so zum Beispiel bis 1943 auch für das vom Deutschen Reich eroberte Gebiet des Generalgouvernements. Die allmähliche Konzentration aller verfügbaren materiellen Ressourcen in Deutschland auf die Kriegsführung führte dann aber zum völligen Zusammenbruch des Reisemarktes, so dass der Verlag in wirtschaftliche Bedrängnis geriet. Zusätzlich war die Fortführung des Verlags in den letzten Kriegsjahren durch die völlige Zerstörung des Verlagsgebäudes im Bombenhagel des Zweiten Weltkrieges (siehe unten) extrem gefährdet, so dass er bei Kriegsende am Rand des Ruins stand.

##### Ausgaben für Deutschland
Nur anhand von zwei Regionalbänden, Der Harz und sein Vorland und Südbayern, München und die Bayerischen Alpen für das alte Reichsgebiet, und den nachfolgend genannten Bänden für diesem angeschlossene oder militärisch besetzte Länder lässt sich ablesen, dass der Baedeker Verlag anfänglich auch unter Kriegsbedingungen noch eine laufende Verlagstätigkeit entfalten konnte.

##### Ausgaben für dem Reichsgebiet angeschlossene oder militärisch besetzte Länder
- Elsass

Für das von 1940 bis 1944 vom Deutschen Reich annektierte Gebiet von Elsass-Lothringen, das gemäß dem Versailler Vertrag zu Frankreich gekommen war, erschien 1942 der Regionalband Das Elsass, Strassburg und die Vogesen in zwei Ausstattungsvarianten: als sog. französische Broschur mit Schutzumschlag und als einfache Broschur. Beide Vorderdeckel zierte eine Ansicht der Westfront des Straßburger Münsters.
- Generalgouvernement

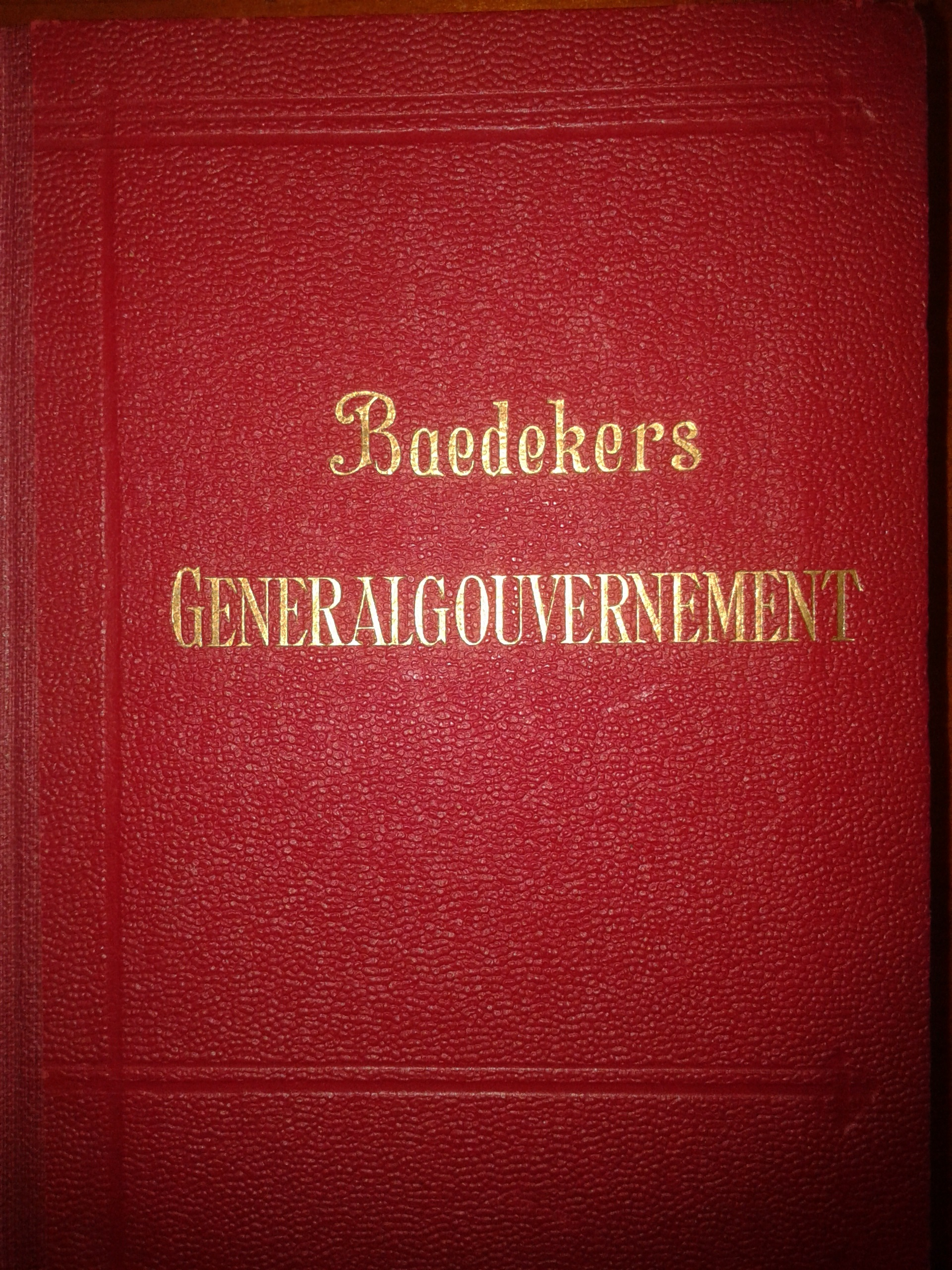
Baedeker’s Reisehandbücher: Das Generalgouvernement. Leipzig, Karl Baedeker 1943

1943 erschien der Band Das Generalgouvernement. Der Band beschrieb in klassischer Baedeker-Manier polnische Gebiete, die ab 1939, 1941 um den Distrikt Galizien erweitert, als Generalgouvernement verwaltet wurden. Sie hatten bis 1918 als Weichselland zu Russland und als Galizien zu Österreich-Ungarn (bzw. von 1939 bis 1941 zur Sowjetunion) gehört. Der Band sollte über den „Umfang der ordnenden und aufbauenden Arbeit“ des Deutschen Reichs im „Weichselraum“ informieren. Er war auf Veranlassung und mit persönlicher und amtlicher Unterstützung des Generalgouverneurs Hans Frank zustande gekommen. Autoren waren bis dahin namhafte Wissenschaftler wie der, nun allerdings NS-belastete, Kunsthistoriker Dagobert Frey, sowie Mitarbeiter des Krakauer Instituts für Deutsche Ostarbeit und der Verwaltung des Generalgouvernements. Der Inhalt entsprach den Positionen der nationalsozialistischen Ostforschung, die Polens geschichtlich-kulturelle Entwicklung als von deutscher Kolonialisation geprägt ansah. Wenn bei der Beschreibung von Kulturleistungen „im Weichselraum“ Namen genannt werden, sind es nie polnische, sondern deutsche oder gelegentlich italienische. Ebenso wenig wird auf die bedeutende Geschichte der Juden in Polen eingegangen. Gelegentlich wird angemerkt, eine Stadt sei „jetzt judenfrei“, wie bei Krakau und Lublin. Bei letzterer war zusätzlich hervorgehoben, dass in der Stadt 1862 noch 57 Prozent Juden lebten und sie eine Talmudschule mit der größten Talmudbücherei in ganz Europa besaß. Auf aktuelle politische Maßnahmen, wie die Aktion Zamość, wurde nur in Andeutungen eingegangen. Dort ist von einem nahen Pfälzer Siedlungsgebiet aus der Zeit um 1800 die Rede, „das z. Z. durch neue Ansiedlungen gefestigt wird“.
- Tirol

1943 wurde in 41. Auflage nochmals eine überarbeitete Ausgabe für „Tirol, Vorarlberg, westliches Salzburg, Hochkärnten“ vorgelegt. Sie entsprach im Umfang im Wesentlichen der Vorauflage von 1938. Sehr wahrscheinlich wurde ein Großteil der Auflage bei dem Bombenangriff auf das Hauptgebäude des Verlags mit zerstört, so dass dieser Band äußerst selten ist.
- Wien und Niederdonau

Als erster Band einer geplanten regionalen Bearbeitung des durch den sog. Anschluss an das Deutsche Reich gefallenen Gebiets von Österreich sowie der im Ergebnis des Münchner Abkommens und der Besetzung der restlichen Tschechoslowakei 1939 angegliederten böhmischen und mährischen Gebiete kam Wien und Niederdonau 1943 auf den Markt. Zu weiteren Neubearbeitungen von Teilen Österreichs, ausgenommen des schon erwähnten Tirols, kam es im Ergebnis des weiteren Kriegsverlaufs nicht mehr.

##### Sonderausgaben für die Organisation Todt (OT)
1944 wurden im Auftrag des Reichsministers für Bewaffnung und Munition Albert Speer vom Schriftleitungsbüro des Generalinspekteurs Sonderausgaben jeweils als sog. „Handbuch für den Frontarbeiter“ für die an militärischen Bauprojekten beteiligte paramilitärische Organisation Todt und die Transporteinheiten Speer aufgelegt. Sie waren in rotes Halbleinen gebunden und trugen das OT-Logo auf dem Vorderdeckel. Die Texte enthielten alphabetisch geordnete Auszüge aus den für die abgehandelten Gebiete einschlägigen Baedeker-Bänden, die inhaltlich auf dem Vorkriegsstand waren. Ein Band war für Italien, Baedekers OT-Führer Italien, bestimmt und ein anderer für die in die Westfront einbezogenen besetzten Staaten Belgien, Frankreich und die Niederlande: Baedekers OT-Führer West. Über Auflagenhöhen und Verteilungswege der nur zur internen Verwendung bestimmten Titel ist kaum etwas bekannt; jedenfalls tauchen diese Ausgaben recht selten auf dem Antiquariatsmarkt auf.

##### Ausgaben für das Ausland
1942 gab es noch eine letzte Bindequote für den Indien-Band (D 499), bei der die große Übersichtskarte des Subkontinents in einer schrägen Leinentasche im hinteren Deckel beigelegt wurde. Vom Band „Mittelmeer“ liegt eine Binderate von 1943 vor, nunmehr aufgrund der Kriegswirtschaft ohne Marmorierung des Buchschnitts. Bei beiden Ausgaben ist im Hinblick auf die kriegsbedingten Reisebeschränkungen eine Verwendung für militärische Zwecke naheliegend.

#### Zerstörung des Verlagsgebäudes mit dem Verlagsarchiv und im Zweiten Weltkrieg nicht erschienene Ausgaben
In der Nacht vom 3. zum 4. Dezember 1943 wurde das Leipziger Verlagshaus des Baedeker Verlags in der Nürnbergerstraße 46 bei einem alliierten Luftangriff auf Leipzig völlig zerstört. Dabei gingen das gesamte Verlagsarchiv und vorhandene Restbestände an früheren Auflagen in Flammen auf. Dies erklärt die große Seltenheit mancher Titel, die ohnehin schon in einer nicht allzu hohen Auflage gedruckt und deren Restbestände nunmehr auch vernichtet worden waren.
Ausweislich der Angaben auf dem Vorderspiegel der Ausgabe Wien und Niederdonau von 1943 waren noch Ausgaben für Franken, Württemberg (überarbeitete 2. Auflage) und Ungarn geplant. Durch die Kriegsumstände war an eine Fertigstellung dieser Bände in der Kriegszeit nicht mehr zu denken. Auch war aufgrund der Kriegswirtschaft und behördliche Anordnung die Reisetätigkeit der deutschen Bevölkerung zu diesem Zeitpunkt schon erheblich eingeschränkt, so dass kaum mehr ein praktischer Bedarf an diesen Reiseführern bestanden haben konnte.
Während diverse Manuskripte im Bombenhagel unwiederbringlich vernichtet wurden, lagert dasjenige des für 1944 geplanten neuen Bands Jugoslawien im Tresor der Library of Congress in Washington.

### Baedeker von 1945 bis 1949 in Leipzig
Da sich der Sitz des Verlages nach Kriegsende in der sowjetischen Besatzungszone wiederfand, unterlag er den Zulassungsbestimmungen der dortigen Militärbehörden. Karl Baedeker wurde entsprechend den Lizenzierungsvorschriften eine an seine Person gebundene Verlagslizenz mit der Nummer 345 erteilt, so dass er seine Tätigkeit im Verlagsgebäude Käthe-Kollwitz-Str. 30 (Leipzig C 1) zunächst fortsetzen konnte.
Angesichts der Vernichtung des alten Verlagsarchivs – ein neues konnte nur schrittweise wieder aufgebaut werden –, wodurch auch sämtliche Kartenvorlagen und die sonstigen für die Reiseführerproduktion notwendigen Aufzeichnungen verloren gegangen waren, war an ein rasches Anknüpfen an das Verlagsprogramm vor 1945 nicht zu denken. Darüber hinaus war durch die Kriegszerstörungen und die wirtschaftliche Nachkriegsnot der Urlaubsreiseverkehr und der Bildungstourismus, auf den die Baedeker primär zugeschnitten waren, weitestgehend zum Erliegen gekommen. Ungeachtet dieser Umstände gelang es dem Verlag, in Zusammenarbeit mit dem Leipziger Bibliographischen Institut 1948 einen schon vor dem Krieg geplanten Band für Leipzig, dem eigenen Verlagsort, herauszubringen. Die mit einem Vorwort des damaligen Leipziger Oberbürgermeisters, Erich Zeigner, versehene Broschüre, die von Hans Baedeker (1874–1959) verfasst wurde, spiegelte einerseits die Kriegszerstörungen in der Stadt wider, dokumentierte andererseits aber auch den ungebrochenen Aufbauwillen der Leipziger Bevölkerung. Aufgrund der Eintragung des Standorts der sowjetischen Militärverwaltung in Leipzig in einem beigefügten Stadtplan mussten nach deren Intervention die noch nicht verkauften Bestände mit einer retuschierten Karte versehen werden, bei der die Objektbezeichnung getilgt war.
In ähnlicher Aufmachung kam dann 1949 noch ein Führer für Stuttgart in einer Auflage von 20. Tsd. Exemplaren heraus, wobei hier als Mitverleger die Franckh’sche Verlagshandlung in Stuttgart zeichnete und neben Leipzig auch Hamburg als Verlagsort genannt ist.
Mit dieser Ausgabe fand die über 70 Jahre andauernde verlegerische Tätigkeit des Baedeker Verlags am Standort Leipzig, von wo aus das Unternehmen seine Weltgeltung erlangt hatte, ein jähes Ende; sie wurde dort auch nach der deutschen Wiedervereinigung 1990 nicht wieder neu belebt.

### Baedekerausgaben von 1949 bis 1978

#### Länder-, Regional- und Städteausgaben in klassischer Baedekeraufmachung

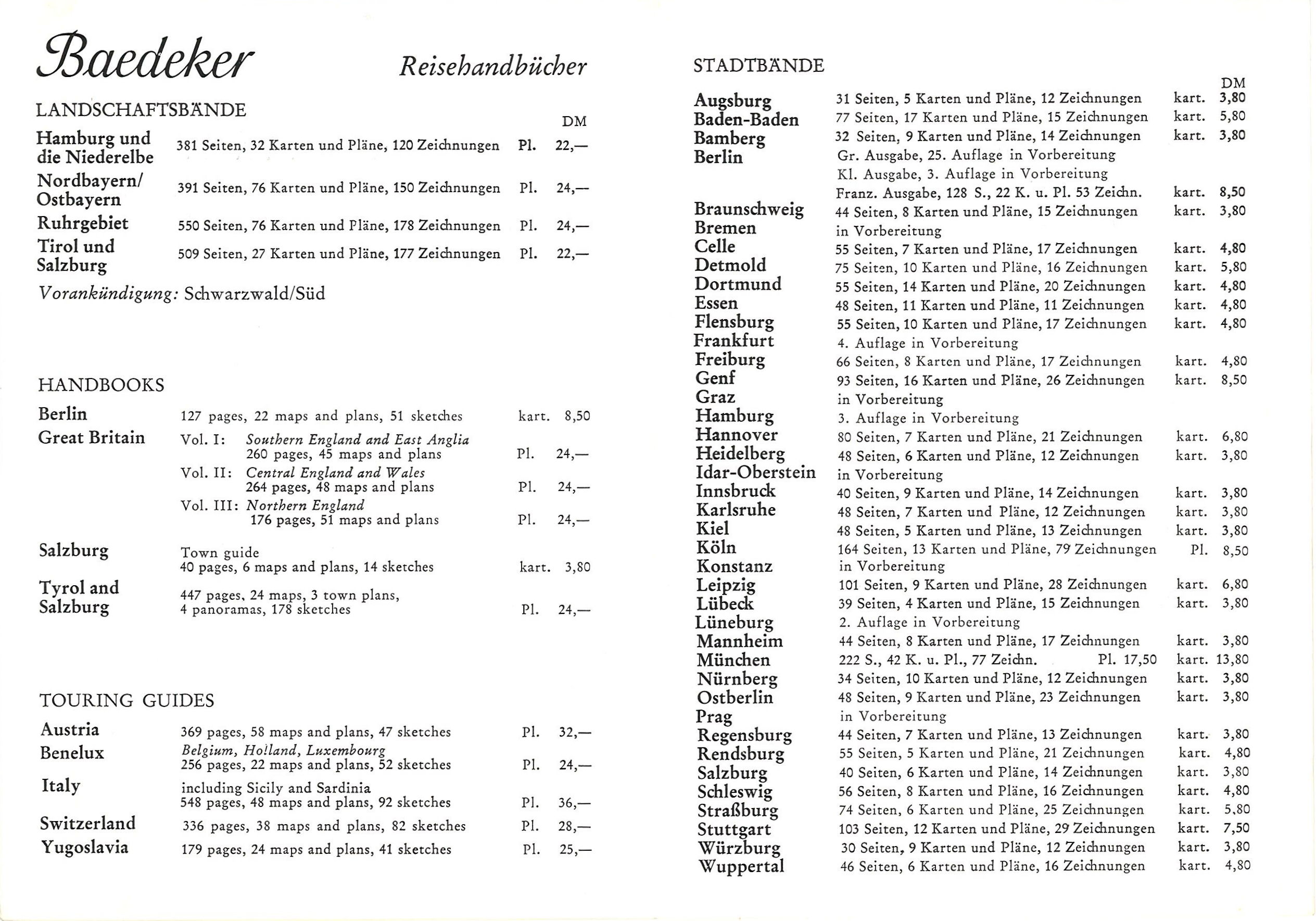
Landschaftsbände, Auto- und Stadtführer 1974 (aus: Baedeker Gesamtprogramm 1974)

##### Vorbemerkungen
Karl Friedrich Baedeker (1910–1979), ein Urenkel des Firmengründers, gründete 1948 in Malente unter altem Namen einen neuen Verlag, für den er eine Lizenz der Britischen Besatzungsbehörden erhielt. In diesem erschien ab 1949 eine Reihe mit Regionalausgaben, die in klassischer Manier ausgestattet wurden, wobei Baedeker bei den Regionalausgaben für Bayern und dem Städteband für München mit dem in München ansässigen Richard Pflaum Verlag kooperierte.
Da der Verlag keinen Lastenausgleich erhalten hatte, konnten viele frühe Nachkriegsausgaben nur mit finanzieller Unterstützung der öffentlichen Hand oder der Wirtschaft erscheinen.
Der Firmensitz von Baedeker wurde 1956 nach Freiburg i. Br. verlegt.
Auch für den heutigen Leser der frühen Nachkriegsbände von Anfang der 1950er Jahre dürfte die ausführliche Darstellung der enormen Kriegszerstörungen vor allem in den deutschen Innenstädten von großem historischen Interesse sein. So zeigt eine Karte der Frankfurter Altstadt von 1950 mit weißen Flecken für die total zerstörten Stadtquartiere plastisch das enorme Ausmaß der im Bombenhagel des Zweiten Weltkrieges verloren gegangenen historischen Bausubstanz.

In den Bänden dieser Zeit wurde aber auch den wirtschaftlichen Verhältnissen der Städte und Regionen breiter Raum gegeben. So sind beispielsweise die Ausführungen in dem von Otto U. Brandt und Kurt Eitner bearbeiteten Band Hamburg und die Niederelbe (1951) über den Hamburger Hafen mit den dort tätigen Reedereien (z. B. F. Laeisz, Rickmers Rhederei AG, Robert Miles Sloman jr.) und Werften (Blohm & Voss, Deutsche Werft, Howaldtswerke) von einer aufgrund gewandelter Benutzerinteressen später nie wieder erreichten Ausführlichkeit. Ebenso werden beim Band Ruhrgebiet (1959) auf über 100 Seiten – Autoren waren u. a. Paul Kukuk (Geologie), Walther Däbritz (Industriestruktur) und Wilhelm Brepohl (Bevölkerung) – der inzwischen untergegangene Steinkohlenbergbau und die mit der Region verbundenen Industrien, wie die Montan-, Chemie- und Metallindustrie, die auch das Erscheinen des Bandes finanziell gefördert hatten, tiefschürfend abgehandelt.

Möglicherweise gab es Ende der 1950er Jahre bei manchen Baedeker-Autoren noch Ressentiments gegenüber einigen während der Nazi-Herrschaft exilierten Schriftstellern. Der 1955 verstorbene Nobelpreisträger Thomas Mann fand in der Ausgabe von München und Umgebung von 1960 bei den dort in der „Gedenktafel“ aufgeführten berühmten Persönlichkeiten noch keine Erwähnung, wobei die Auslassung auch mit im Zusammenhang mit seinem kritischen Münchener Wagner-Vortrag von 1933, Leiden und Größe Richard Wagners, stehen könnte. Auch Stefan Zweig wird bei der eingehenden Beschreibung des Salzburger Kapuzinerbergs im Südbayern-Band von 1953 nicht genannt, obwohl er von 1919 bis 1933 im dort gelegenen Paschinger Schlössl lebte und arbeitete. Dagegen ist bei der Beschreibung der Umgebung von Berchtesgaden auf die Angabe des Berghofs als stark zerstörtes ehemaliges Haus Hitlers nicht verzichtet worden.

##### Deutschsprachige Regionalbände
Als die nachkriegsbedingten Startschwierigkeiten überwunden waren, konnte den beiden noch in Leipzig erschienenen bzw. erarbeiteten Bänden 1949 der erste Band einer neuen Reihe von Regionalausgaben (Landschaftsbände) folgen: Schleswig-Holstein und Hamburg. 1950 folgte in zweiter Auflage (1. Auflage 1935) der schon erwähnte Band München und Umgebung sowie im April 1951 Frankfurt am Main. Dieser Band stand damit den Besuchern rechtzeitig zu der inzwischen von Berlin nach Frankfurt umgezogenen Internationalen Automobil-Ausstellung zur Verfügung. Im selben Jahr folgte noch Hamburg und die Niederelbe.
Schritt für Schritt wurde die Angebotspalette auf fast alle westdeutschen Regionen erweitert. Der Verlag legte unter Anknüpfung an die vor dem Krieg erschienenen Regionalbände 1951 in dritter Auflage Nord-Bayern, 1953 Südbayern (41. Auflage) sowie Köln und das Rheinland, 1956 Schwarzwald (4. Auflage), Tirol (42. Auflage) und Wiesbaden/Mainz, 1959 Ruhrgebiet, 1962 Rheingau/Rheinhessen und schließlich 1962 Nordbayern-Ostbayern (4. Auflage) vor. Mehrere Bände, wie Schleswig-Holstein und Hamburg, erhielten auch Nachauflagen, allerdings waren insgesamt „die Verkaufszahlen (…) ernüchternd“ und gelang kein „Anschluss an die Vorkriegserfolge“.
Vollkommen umgeschrieben wurde der 1936 zuletzt erschienene Berlin-Band mit fünf Auflagen zwischen 1954 und 1987; dies traf auch auf die erstmals 1933 erschienene, heute recht seltene kleine Berlin-Ausgabe zu, die zwischen 1968 und 2002, nun in der Stadtführer-Reihe, mehrfach aufgelegt wurde.

##### Länderband USA
Lediglich ein Länderband, USA, wurde mit zwei Auflagen 1974 und 1979 im traditionellen Baedeker-Format nach 1945 verlegt. Er knüpfte an den zuletzt 1904 erschienenen Band Nordamerika an, spiegelte die sich seitdem vollzogene rasante Entwicklung dieses Bundesstaates wider und sollte dem gewachsenen transatlantischen Reiseverkehr Rechnung tragen. Reiseinformationen für Mexiko wie noch im Band von 1904 sind jedoch nicht mehr enthalten. Der Titel wurde formatgleich von 1983 bis 1990 in der Baedeker-Allianz-Reihe fortgesetzt (siehe dort).

##### Fremdsprachige Ausgaben
Analog zur früheren verlegerischen Praxis (vgl. Canada und Nordest-France etc.) wurden einzelne Titel auch ausschließlich als fremdsprachige Ausgaben konzipiert, weil der Verlag offensichtlich entsprechende Sprachkenntnisse bei den deutschen Benutzern voraussetzte und sicher nicht zuletzt auch an entsprechende Exporterlöse dachte. Bereits 1951 erschien so in 20. Auflage der Band London and its environs, der 1955 eine letzte Nachauflage erlebte. In völlig umgearbeiteter Form veröffentlichte der Verlag zwischen 1966 und 1970 eine auf vier Bände angelegte, sehr handliche Ausgabe für Großbritannien (Great Britain I bis III); der geplante vierte Band für Schottland erschien jedoch aufgrund der schwierigen Wirtschaftslage in Großbritannien nicht mehr.
Schließlich wurden auch drei Regionalbände für touristisch besonders attraktive Regionen, bei denen mit vielen ausländischen Besuchern zu rechnen war, wieder in Übersetzungen vorgelegt: Nordbayern, Franken, Oberpfalz, Niederbayern (Northern Bavaria, 1951, 3. Auflage), Südbayern (Southern Bavaria, 1953) und Tirol (Tyrol and Salzburg, 1961, 14. Auflage); auch sie knüpften an entsprechende Vorkriegspublikationen an.

#### Ausgaben des Baedekers Autoführer-Verlag

##### Vorbemerkungen
1951 schloss sich Karl Friedrich Baedeker in Stuttgart mit dem Verleger und Kartografen Kurt Mair (1902–1957) sowie mit Oskar Steinheil, der die ersten Autoführer des Deutschen Reichs von 1938 und 1939 bearbeitet hatte, zusammen und begründete Baedekers Autoführer-Verlag in Stuttgart. In diesem erschienen zunächst die Shell-Autoführer und die Autoreiseführer, da der PKW in den 1950er Jahren die Eisenbahn als klassisches Verkehrsmittel für den Reiseverkehr allmählich abzulösen begann, so dass dem mit einer völligen Neukonzeption aller Reiseführer Rechnung getragen werden musste. Das nun im Hochformat gehaltene Buchformat war deutlich vergrößert worden, da die Reiseführer im Pkw auch in dieser Ausstattung problemlos mitgeführt werden konnten. Erst Ende der 1970er Jahre kam noch einmal das klassische Kleinformat bei der kurzlebigen Reihe der Kompakt–Reiseführer zum Einsatz. Der Inhalt aller Bände war durch Zeichnungen aufgelockert.

##### Shell-Autoführer
- Deutschsprachige Ausgaben

Ab 1952 wurden zunächst Baedekers Shell-Autoführer für die deutschen Regionen parallel zu den noch vom Karl Baedeker Verlag bearbeiteten Regionalführern, aber in Abkehr vom traditionellen Erscheinungsbild der roten Baedeker-Reiseführer zum Preis von 4,80 DM vorgelegt. Entsprechend der Firmenfarbe des Shell-Konzerns, mit dem bei der Herstellung kooperiert wurde, waren die Broschüren nämlich in gelb-rotem Grundton gehalten und mit dem Shell-Firmenlogo versehen. Auf dem Vorderdeckel trugen sie zumeist ein für das Titelgebiet typisches Bauwerk, das auch die Schutzumschläge wiederholten.
Die unter der Redaktion von Oskar Steinheil erarbeiteten Ausgaben waren einzelnen, eng begrenzten Landschaften gewidmet. Beginnend mit den Bayerischen Alpen, fortgesetzt mit Bänden u. a. zu Franken, Hessen und dem Harz, endete die zehnbändige Reihe mit dem Band Nordsee/Ostsee. Inhaltlich waren sie in fünf Abschnitte geteilt: allgemeine geographische Angaben zum Reisegebiet, Straßenverhältnisse und Unterkunft, Tourenvorschläge, detaillierte Straßenbeschreibungen sowie Angaben zu Orten und Landschaften.
Diese regionalen Reiseführer erlebten bis 1973 mehrere Auflagen, was titelabhängig aufgrund unterschiedlicher Nachfrage zwischen drei (Hessisches Bergland) und neun (Schwarzwald) stark variierte.
Die Auflagen ab 1968 erschienen unter dem geänderten Titel Baedekers Autoreiseführer in roter laminierter Broschur, deren Gestaltung den nachfolgend behandelten Länderführern der Autoreiseführer entsprach.
- Französischsprachige Ausgaben

Unter dem Titel Guide automobile Shell erschienen nur drei Bände ab 1953 auch in französischer Übersetzung. Beginnend mit Rhin et Moselle (Rhein und Mosel), gefolgt von Forêt-Noir. Lac de Constance (Schwarzwald und Bodensee) und 1956 abgeschlossen mit Alpes Bavaroises (Bayerische Alpen), umfasste die kurze Reihe erstaunlicherweise genau die schließlich auch auflagenstärksten deutschen Titel.

##### Autoreiseführer
Von 1953 bis 1979 – für Deutschland sogar bis 1990 – wurden die „Autoreiseführer“ in Anknüpfung an die Länderführer und die ersten beiden Autoreiseführer für das Deutsche Reich von 1938 und 1939 verlegt. Der Inhalt war in der Regel viergeteilt: Einem Einführungsteil mit allgemeinen Angaben folgte ein größerer Routenteil, dem sich eine alphabetisch geordnete Abhandlung der an den Routen gelegenen Ortschaften und Gebiete anschloss. Schließlich wurden dem Benutzer Hinweise zu den an den Reiserouten liegenden Unterkünften gegeben. Allen Bänden war mindestens eine große Übersichtskarte für das Reisegebiet beigegeben. Auf dem roten Schutzumschlag war ein dreifarbiger Kartenausschnitt des behandelten Reisgebiets abgebildet
- Ausgaben für Deutschland und deutschsprachige Länder

Von 1953 bis 1990 erschien als erster Band der neuen Reihe der auch von Oskar Steinheil betreute Titel Deutschland, der das Gebiet der alten Bundesrepublik und Westberlin abdeckte und bis 1990 in 14 Auflagen erlebte. Die Auflagenzählung knüpfte allerdings an die beiden Vorkriegsausgaben für das Deutsche Reich an, so dass der erste Band aus dem Jahr 1953 bereits als dritte Auflage erschien. Ausweislich des Untertitels fungierte er als Offizieller Führer des Allgemeinen Deutschen Automobil-Clubs, was dem Buch eine zusätzliche Nachfrage beschert haben dürfte.
Bereits 1954 folgte für die Schweiz einer der ersten drei Auslandsbände, für Österreich lag erst 1956 die erste Auflage (1975: 9. Auflage) vor.
- Ausgaben für West- und Nordeuropa

Ebenfalls 1954 gab es für Spanien und Portugal einen weiteren Auslandsband, mit dem erneut ein klassisches Reisegebiet des westlichen Kontinentaleuropas abgedeckt werden sollte. Hinzu kam 1957 Skandinavien, das bis 1976 acht Auflagen erfuhr.
- Ausgaben für Ost- und Südosteuropa

Nachdem dann 1954 Oberitalien und 1958 Mittel- und Unteritalien, noch immer die klassischen Reiseziele deutscher Touristen, bearbeitet worden waren, erschienen bereits 1956 ein Band für Jugoslawien und Griechenland und 1965 (1973: 3. Auflage) der Band Türkei, der auch die sich anschließenden Routen bis nach Beirut und Jerusalem enthielt, womit er bis nach Asien hineinreichte. Die beiden letztgenannten Ausgaben trugen den von der westdeutschen Bevölkerung wiederentdeckten Reisezielen auf dem Balkan und im Nahen Osten Rechnung.
- Ausgaben für sozialistische Länder Europas

Zeitgeschichtlich interessant ist der 1968 auf den Markt gebrachte Tschechoslowakei-Band. Er erschien als rasche Reaktion des Verlages auf die durch den Prager Frühling von 1968 zunächst verheißenen politischen Wandlungen in diesem Land. Er wurde aber genau am Tag des Einmarsches der Truppen des Warschauer Pakts in das Land ausgeliefert, so dass dem Band zunächst kein großer Erfolg beschieden war. Abgesehen von dem damals blockfreien Jugoslawien, aufgrund der Transitstrecken im gemeinsamen Band mit Griechenland ab 1956 bearbeitet, folgte dann nur noch ein Band für das damals sozialistische Bulgarien im Jahr 1969. Einerseits führte hier der Tourismus – nicht zuletzt aufgrund der günstigen Devisenumtauschsätze – viele westdeutsche Reisende an das klimatisch begünstigte Schwarze Meer, andererseits grenzte das Land an Griechenland und die Türkei, so dass es auch auf Transitrouten für diese Reiseziele durchquert werden musste, so dass der Verlag eine separate Ausgabe wagte. Bei beiden Bänden wurde im Gegensatz zu den übrigen deutschsprachigen Ausgaben aber keine Folgeauflage nötig.
- Fremdsprachige Ausgaben für Westeuropa

1955 lag die erste französischsprachige Ausgabe zu dem ein Jahr zuvor erschienenen Band für die Schweiz vor. Es gab bis 1958 noch drei weitere Ausgaben – mit Norditalien, den Benelux-Staaten sowie Spanien und Portugal waren aber lediglich ausgewählte europäische Länder berücksichtigt worden. Mit diesen Ausgaben wollte der Verlag sicherlich ebenso wie mit den acht englischsprachigen Ausgaben zwischen 1957 und 1967 (u. a. Switzerland 1957, 2. Auflage 1967, Austria und Benelux 1958, France 1961, Scandinavia 1963 und Yugoslavia 1964) im Exportgeschäft aktiv werden, da die Käufer kaum in Deutschland zu suchen waren.

##### Touropa-Baedeker
Im Jahr 1957 erschien eine mit dem Reisebüro Touropa veranstaltete, kurzlebige Reihe von drei kleinen Reiseführern. Diese Broschüren enthielten mit den Teilen Allgemeiner Streckenüberblick, Praktische Hinweise und Streckenbeschreibung sowie zwei Eisenbahnstreckenplänen kurze Reiseinformationen zu den Gebieten „Tirol-Italien“, „Schweiz-Riviera“ und „Salzkammergut-Jugoslawien“, die auszugsweise den gleichnamigen Autoreiseführern entsprechend den Bedürfnissen der mit Touropa auf Urlaubsreise gegangenen Pauschaltouristen entnommen worden waren.

##### Länderführer USA
In überarbeiteter Form – nun auch mit Farbfotos, Zeichnungen und Tabellen – wurde der bis 1909 verlegte Reiseführer für die USA erneut in 3 Auflagen (1974, 1979 und 1983) ediert. Der im klassischen Baedeker–Format aufgebundene Band mit über 800 Seiten wurde in der ersten Auflage noch von dem 1971 verstorbenen Oskar Steinheil konzipiert, die Urmanuskripte stammten von Ingeborg Kramarz und Hans Kramarz. Die landeskundliche Einführung verfasste Helmut Blume, und Wolfgang Lindig lieferte eine Ethnologie der Indianer in den USA. Viele Institutionen und Verkehrsunternehmen in den USA und der Bundesrepublik steuerten Illustrationen, Informationen und Pläne bei oder waren inhaltlich beratend tätig. Die Folgeauflagen wurden sachkundig aktualisiert u. a. von Hans Baedeker, Monika I. Baumgarten und Helmut Linde. Teilauflagen wurden gemeinsam mit der Lufthansa herausgegeben, die dann auch auf dem Schutzumschlag genannt ist. 
Gemeinsam mit dem Verlagshaus Hachette wurden in der Reihe „Les Guides Bleus“ (Die Blauen Führer) – also in vollständig blauem Einband – 1976, 1980 und 1983 französischsprachige Bände unter dem Titel états-unis ediert. Die Ausstattung der im Format etwas höher gehaltenen Bände steht den deutschsprachigen Ausgaben aber deutlich nach. So wurden sämtliche Karten und Pläne, die laut Verlagshinweisen entsprechend den Nutzerinteressen teilweise überarbeitet sind, nur in schwarz/weiß gedruckt. Auch fehlen die zusätzlichen Fotos und Zeichnungen von wichtigen Reisezielen aus den deutschen Ausgaben völlig. Ebenso wurde auf Aussprachehinweise verzichtet. Umfangreicher sind dagegen die Angaben bei den Unterkünften und Ausflugszielen gehalten, so dass insgesamt eine Seitenzahl von über eintausend erreicht wird.

##### Kompakt–Reiseführer
Der mit den Kompakt–Reiseführern in den Jahren 1976 bis 1979 unternommene Versuch, eine neue inhaltliche Gliederung bei extrem beschränktem Umfang umzusetzen, blieb Episode und fand keine Fortsetzung: Zu einer dem Kompakt–Reiseführer vorangestellten Generalkarte eines Reisegebiets von „Mairs Geographischem Verlag“ wurden die touristisch interessanten Ziele der einzelnen Planquadrate punktuell beschrieben. Die nur acht Ausgaben dieses Reiseführertyps, mit denen sowohl ausländische Großstädte (New York, Rom und Prag) als auch touristisch attraktive Regionen (Südtirol/Dolomiten, Bodensee und Vogesen/Elsass) sowie die vor allem bei deutschen Urlaubern beliebte Insel Mallorca besprochen wurden, traf offensichtlich die Bedürfnisse der Käufer nicht ausreichend. Die im Band Vogesen / Elsass (1978) schon als erschienen verzeichneten Bände für Paris und Griechenland (Festland und Inseln) sind ebenso wenig auf den Markt gekommen, wie die nur angekündigten Ausgaben für die Italienische Riviera, den Schwarzwald und Kärnten Ceylon, Dänemark und die Französische Riviera sowie die Städte Athen, Hongkong und London.

### Stadtführer für deutschsprachige Städte von 1963 bis 2010

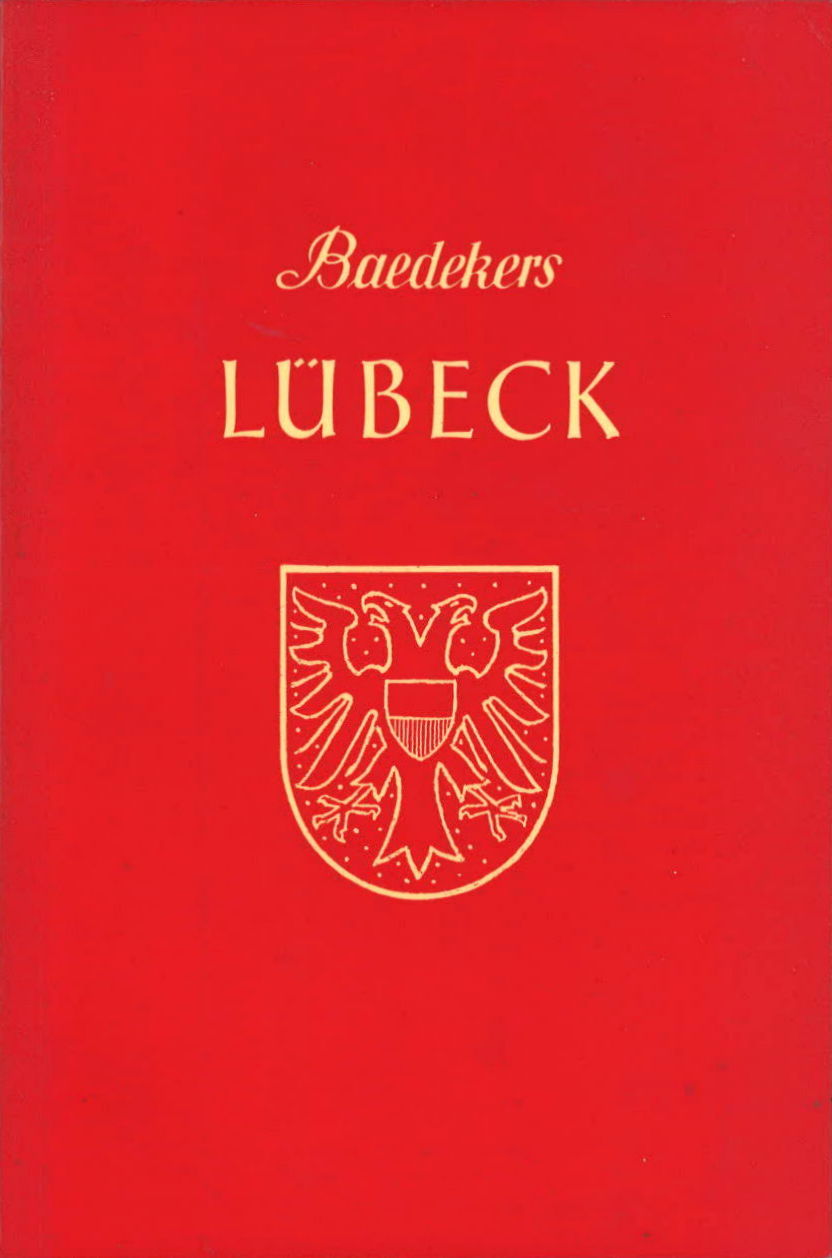
Stadtführer Lübeck. 1. Auflage. (1963)

Die Ausgaben dieser zunächst in schmalen Broschurbänden im klassischen Baedekerformat erschienenen Reiseführer-Reihe des Karl Baedeker Verlags begannen 1963 und endeten 2010. Allerdings gab es zu diesen neben den ab 1878 für Berlin verfügbaren Ausgaben Vorläufer vor dem Zweiten Weltkrieg (München und Augsburg 1935) und nach 1945 (u. a. Leipzig 1948, Stuttgart 1949).

#### Ausstattung
Der Vorderdeckel bildete das jeweilige Stadtwappen ab. Der Buchrücken, anfangs noch unbedruckt, trug ab 1968 den Städtenamen und in den 1980er Jahren teilweise zusätzlich die Bandnummer. Die Rückendeckel zierte zunächst ein Bauwerk oder Denkmal der Stadt. Die Broschuren enthielten neben den touristisch notwendigen Informationen über den Ort und dem traditionellen, mehrfarbigen Plan der Stadt und/oder Innenstadt zumeist auch eine historische Stadtansicht nach Merian und waren mit schwarz-weiß Illustrationen ausgestattet. Grundrisse und Lagepläne wurden auch mit roten Bildelementen ergänzt. Am Bandende war teilweise Werbung für die Reiseführerproduktion von Baedeker, aber auch von anderen Unternehmen zu finden. Das Format wurde ab 1983 leicht vergrößert, wobei die Texte in größerem Schriftgrad völlig neu gesetzt wurden. Ab 1988 wurden die Wappensupralibros durch ein Foto mit einem markanten Bauwerk abgelöst. Ende der 1990er Jahre wurden auf die zuvor leeren Buchspiegel Zeichnungen und Beschreibungen der wichtigsten Sehenswürdigkeiten der beschriebenen Stadt gedruckt, und um die Jahrtausendwende änderte sich die auf dem Vorderdeckel und Buchrücken angegebene Titelbezeichnung in „Baedeker“ ohne das Genitiv-„s“. Bereits seit 1994 war auf der Buchrückseite neben dem Strichcode-Titel der Verkaufspreis eingedruckt. Die ersten Bände kosteten je nach Umfang 2,40 DM oder 2,80 DM und die letzten 6,50 bis 8,95 €.
Die Reihenautoren kamen aus der Verlegerfamilie, waren Historiker, Heimatforscher oder Reisejournalisten. Die Zeichnungen stammen sehr häufig aus der Feder von Gerhard Gronwald († 1965) und Katja Ungerer. Die Stadtpläne und Landkarten steuerten zumeist die in Lahr ansässigen Firmen Georg Schiffner und Christoph Gallus bei. Permanent wurde der Inhalt der Bände bei Folgeauflagen einer Aktualisierung unterzogen. Der Titelkanon der Reihe hatte seinen Höhepunkt Ende der 1970er und Anfang der 1980er Jahre. Ab 1989 wurde er schrittweise ausgedünnt. Übrig blieben zuletzt nur Ausgaben für einige wenige größere Städte, wie Basel oder Berlin (kleine Ausgabe), sowie für Touristenhochburgen, wie Bamberg oder Konstanz; an der Jahrtausendwende gab es nurmehr gut anderthalb Dutzend Stadtführer. Das Gros der anderen Orte war in den Regionalbänden der Baedeker-Allianz-Reihe aufgegangen oder hatte dort Separatausgaben erhalten.
1986 wurde auf der Grundlage der Stadtführer ein Städteführer für (West-)Deutschland erarbeitet, der die wichtigsten Städte der alten Bundesrepublik und Westberlin beschrieb, allerdings auch einen kurz gefassten „Ausflug nach Berlin (Ost)“ enthielt und mit farbigen Innenstadtplänen und Wappenzeichnungen aufwartete.

#### Alte Bundesrepublik und DDR
Für das Gebiet der alten Bundesrepublik begann die Reihe 1963 mit den Bändchen Kiel und Lübeck sowie Hamburg und Insel Helgoland. Später kamen viele touristische Hochburgen, wie Bamberg, Freiburg und Nürnberg, oder Städte mit Verbindungen zum Baedeker-Verlag, wie Essen (Sitz des G. D. Baedeker Verlags), hinzu. 
Angesichts der bis 1990 bestehenden Teilung der Stadt Berlin sollten für alle West-Bezirke zu ihrer besseren touristischen Erschließung Stadtteil-Bände ediert werden. Diese begannen 1967 mit Schöneberg und endeten mit Zehlendorf im Jahr 1987. Lediglich für Neukölln wurde der Plan nicht realisiert. 
Aufgrund der relativ leichten Einreisemöglichkeiten von Bundesbürgern nach Ost-Berlin stellte dessen berühmte Museums-Landschaft ein lohnendes zusätzliches Reiseziel für die Besucher von West-Berlin dar. So kam es 1968 zu einer Separat-Ausgabe für Ost-Berlin. Nur für Leipzig wurde 1973 ein Band zu einer in der DDR gelegenen Stadt publiziert, der ihrem Status als Drehscheibe des Ost-West-Handels geschuldet war.
Nach der deutschen Wiedervereinigung fand keine weitere ostdeutsche Stadt Eingang in die Reihe. Sie waren schon (Dresden, 1986) oder wurden nun in die jeweiligen Baedeker-Allianz-Regionalbände eingebunden.

#### Österreich, Schweiz und Frankreich
Schon 1964 war eine Beschreibung der Mozart-Stadt Salzburg von Kurt Pomplun in der Reihe zu finden. Es folgten 1969 Graz und Innsbruck sowie 1979 das von Gerhard Peters bearbeitete Wien. Auch zwei Schweizer Städten war jeweils ein Bändchen gewidmet: Genf (1972) und Basel (1978), wohingegen der 1975 für Zürich angekündigte Band nicht zur Ausgabe kam. Obwohl Straßburg streng genommen nicht zu den rein deutschsprachigen Städten gehört, wurde es wohl aufgrund seiner besonderen historischen und sprachlichen Entwicklung sowie der Grenznähe zu Deutschland 1973 in die Reihe aufgenommen.

#### Fremdsprachige Ausgaben
Die Tradition der englisch- und französischsprachigen Städteausgaben wurde auch nach 1945 wieder aufgenommen. So gesellten sich zu den Städte-Bänden Frankfurt am Main, München, Köln, Berlin und Salzburg ihre vorwiegend im Ausland vertriebenen Pendants: Frankfurt and the Taunus (1951), Munich and its environs (1950), Berlin (englische Ausgaben: 1965 [große Ausgabe], 1971 [kleine Ausgabe]; französische Ausgabe: 1971) und Salzburg (englische Ausgabe: 1964); teilweise gab es Folgeauflagen. 1974 folgten noch Übersetzungen des Bändchens für Baden-Baden ins Französische und Englische. Insgesamt dürfte allen diesen fremdsprachigen Bändchen der verlegerische Erfolg gefehlt haben, denn Nachfolger für das Gros der anderen Städte gab es nicht.

### Ära der Baedeker-Allianz-Reiseführer von 1979 bis 2012

#### Verlagsentwicklung
Nach Kurt Mairs Tod 1957 übernahm dessen Sohn Volkmar (* 1931) die Verlagsführung. 1972 zog der Baedeker Autoführer-Verlag dann von Stuttgart nach Ostfildern-Kemnat in das neue Verlagsgebäude der Mair-Gruppe. Nachdem Karl Friedrich Baedeker im Jahr 1979 und kurz darauf auch sein Sohn gestorben waren, erwarb die Langenscheidt KG den Freiburger Teil des Verlagshauses. 1987 schlossen sich schließlich die beiden Verlagshäuser Baedeker Autoführer-Verlag und Karl Baedeker Verlag zur Karl Baedeker GmbH mit Sitz in Ostfildern/Kemnat zusammen. Dieser Verlag wurde 1997 von Mairs Geographischer Verlag, der zur MairDumont-Gruppe gehört, mit allen Namensrechten erworben. Als Chefredakteur fungiert gegenwärtig Rainer Eisenschmid sowie als Verlegerin und Geschäftsführerin Stephanie Mair-Huydts.

#### Vorbemerkungen zu den Baedeker-Allianz-Reiseführern
Im Frühjahr 1979 begann noch der Baedeker Autoführer-Verlag mit der Reihe der Baedeker-Allianz-Reiseführer, die bis 2012 den klassischen Baedeker-Band repräsentierten. Da der klassische Autoreisende immer mehr durch den Flugreisenden abgelöst wurde, folgte auch das Konzept diesem Trend, bei dem nicht mehr die Reise selbst mit den verschiedensten Fahrtrouten und den interessantesten Zwischenstationen, sondern das Reiseziel im Blickpunkt der Darstellung steht. Herausgeber der Reihe war Peter Baumgarten. Die Palette reichte vom klassischen Länderband über Bände für bestimmte Urlaubsregionen bis hin zu Städteausgaben für größere Metropolen. Dabei wurden die roten Stadtführer, die ursprünglich auch für die größeren Städte erstellt worden waren, schrittweise durch die Baedeker-Allianz-Ausgaben ersetzt. Lediglich für kleinere Orte, für die aus Gründen des Stoffumfangs das größere Format nicht wirtschaftlich gewesen wäre, wie Leipzig, Lübeck oder Regensburg, und als „Kleine Ausgabe“ für Berlin wurde die Stadtführer-Reihe parallel zu diesen Ausgaben fortgeführt bis zur Einstellung der Reihe 2010.

#### Baedeker-Allianz-Reiseführer im Hochformat
Die ersten Ausgaben, die der alten Bundesrepublik und einigen europäischen Ländern, wie Frankreich, Italien, Jugoslawien und Griechenland, gewidmet waren, wurden in einem sehr schlanken Hochformat von 14,5 cm × 26,5 cm, ähnlich den früheren Autoreiseführern, in einem stabilen Pappeinband angeboten. Beide Buchdeckel zierte außen eine identische Farbfotografie eines landestypischen Reiseziels, wie auch die Bandbeschriftung auf der Buchvorder- und Rückseite identisch war. Die Bände waren u. a. mit einer hinten eingeklebten „Großen Autokarte“, die das Fahrzeug-Länderkennzeichen trug, in den Text gedruckten Stadt- und Umgebungsplänen, Fotografien der bedeutendsten touristischen Ziele und Tabellen zu prägnanten Landes- und Reiseinformationen ausgestattet. Die Gliederung umfasste vier Hauptpunkte in folgender Reihenfolge: allgemeine Vorstellung des Reiselandes, alphabetisch geordnete Reiseziele, Praktische Informationen (u. a. Sprache, Reisezeit und Verkehrsmittel, Unterkunft, Bewirtung und Einkauf sowie Hinweise zu speziellen Destinationen) und Register.
Den europäischen Reiseländern folgten dann bereits 1981 auch außereuropäische Destinationen, wie die Karibik, Mexiko, New York oder Tokio.

#### Baedeker Reiseführer „DDR“ im Hochformat
1980 war durch eine Lizenznahme beim Leipziger Tourist Verlag erstmals auch das Gebiet der DDR in vollem Umfang in der Palette der Reiseländer vertreten. Laut Impressum war der Inhalt vom Tourist-Verlag erarbeitet worden und hatte im Baedeker Verlag nur seine Endfassung erhalten. Dadurch war einerseits die unbeanstandete Mitnahme des Reiseführers in die DDR gesichert, weil ansonsten nicht dem „kulturellen Erbe“ zuzurechnende westliche Druckerzeugnisse in die DDR nicht eingeführt werden durften, und konnte durch das abschließende Layout im Hause Baedeker zumindest dessen verlegerischen Erfordernissen Rechnung getragen werden. Erstaunlicherweise blieb aber die auf der Basis der marxistischen Geschichtsauffassung konzipierte 9-seitige Chronologie zu den wichtigsten Ereignissen in der deutschen und der DDR-Geschichte, bei der u. a. der Grundlagenvertrag von 1972 textlich hervorgehoben ist, unverändert.

Für den an jüngerer deutscher Geschichte Interessierten dürfte der Band heute eine sehr anregende Lektüre bieten, sind doch die von der DDR-Führung aufgrund des geteilten Deutschlands für den Tourismus getroffenen spezifischen Reiseregelungen, dem Baedekerschen Reiseführerkonzept folgend, detailliert beschrieben worden. Dies beginnt beim Kleinen Grenzverkehr und der Auflistung der für die Einreisenden ausschließlich passierbaren Grenzübergänge, geht weiter mit den Zoll- und Devisenbestimmungen einschließlich des Mindestumtauschs sowie den restriktiven Aus- und Einfuhrbestimmungen und endete bei der polizeilichen Meldepflicht für in der DDR ankommende Reisende. Erwähnenswert ist auch der im Band zunächst gegebene Hinweis zum Wegfall der Sommerzeit in der DDR ab 1981, der dann auf der Rückseite des Vorsatzes als unzutreffend korrigiert wurde.

Der auf dem Vorderdeckel mit dem Kronentor des Dresdner Zwingers geschmückte DDR-Band erschien ohne den Zusatz und das Logo „Allianz“ auf dem Einband und im Buchtitel. Lediglich die Autokarte wich bei ihrer Beschriftung mit „Baedeker-Allianz-Reiseführer“ insoweit nicht vom Standard ab.

#### Baedeker-Allianz-Reiseführer im 8°-Buchformat
Auf das doch recht unhandliche Hochkantformat mit steifen Buchdeckeln wurde später zu Gunsten eines Broschureinbands im normalen Buchformat verzichtet. Durch die Flexibilität der Broschur war wieder ein angenehmerer Transport möglich. Die große Hauptkarte war nun in den Plasteumschlag, der die empfindlichere Broschur schützen sollte, eingelegt.
Von September 2010 an wurden die Baedeker zusätzlich mit einem separat beiliegenden, 16-seitigen „Special Guide“ ausgeliefert. Dieser behandelt für die Urlaubsregionen vor allem geographisch, künstlerisch, kulturell oder auch kulinarisch besonders prägnante Themen.

#### Baedeker-Allianz-ReiseführerAsien. Ostasien•SüdasienundUSAim 12°-Buchformat
Nur einmal noch kehrte der Verlag bei dieser Reihe zum ursprünglichen Baedekerformat und klassischen Einband (hier in rotem Leinen) der Reisehandbücher zurück, das letztmals beim Länderband USA (1974, 1979, 1983) verwendet wurde: beim über 1000 Seiten starken Band Asien. Ostasien•Südasien, bei dem es sich allerdings um eine Lizenznahme des beim Far Eastern Economic Review in 13. Auflage erschienenen Titels All-Asia-Guide handelte. Mit dem 75 DM teuren Band werden nach einer gedrängten Übersicht über die Region, beginnend mit Bangladesch und endend mit Vietnam, die Staaten Ost- und Südasiens beschrieben. Die hinten eingeklebte Karte steuerte Mairs Geographischer Verlag bei.
Zu dem auch in der Baedeker-Allianz-Reihe fortgesetzten Länderführer USA vergleiche die unter dem Punkt Baedekers Autoführer-Verlag gemachten Ausführungen.

### Baedekerausgaben seit 2013

#### Baedeker-Allianz-Reiseführer (Restbestände)
Der Verlag bot bis 2016 noch drei ältere Titel an: Ruhrgebiet, Griechische Inseln und Russland – Europäischer Teil.

#### Baedeker-Reiseführer
Ab 2013 kam eine neu gestaltete Baedeker-Generation auf den Markt. Der Zusatz „Allianz“ ist weggefallen, der Bandname ist in einer Grotesk-Schrift gestaltet. Der blaue Farbstreifen an der Oberkante des Einbands blieb aber erhalten. Die mit abgerundeten Ecken – diese gab es schon einmal bei den Baedeker-Shell-Autoführern – versehenen Broschüren sind erstmals mit Infografiken (siehe unter „Ausstattung“) ausgestattet und werden unter dem Motto „Wissen öffnet Welten“ verlegt. Die noch in vier Teile gegliederten Baedeker-Allianz-Ausgaben wurden um einen Abschnitt „Erleben und Genießen“ erweitert, womit sie den Zeitgeist nach der Jahrtausendwende widerspiegeln dürften. Die große Hauptkarte fand nun Platz in einer gesonderten, verschließbaren Kunststoffhülle, die die Handhabung deutlich verbesserte. Lieferbar sind gegenwärtig über 100 Bände mit Reisezielen in allen Erdteilen, ausgenommen die Antarktis.

#### Baedeker SMART Reiseführer
Als Neuerscheinungen 2015 bietet der Verlag auch so genannte Baedeker SMART Reiseführer an, die vom Verlag als kompakte Reiseführer in Ringbindung beschrieben werden. Die aktuellen Baedeker–Farben „Rot/Blau“ sind unter Eindruck des Reihennamens hier oben auf dem Frontcover nur noch in einem rechteckigen Feld enthalten. Der Einband trägt nun ein ganzseitiges landestypisches Foto. Sie sind, unter Berücksichtigung des reduzierten Textumfangs, für manche Destinationen vergleichsweise etwas teurer als ihre normalen Baedeker-Reiseführer-Pendants.

#### Baedeker mit Alphabet-Titel und Baedeker SMART Reiseführer ab 2018
2018 wurde das Erscheinungsbild der Reihe nochmals überarbeitet: Der Reihentitel wurde auf ein rotes Rechteck reduziert, vom „Allianz-Blau“ ist nur noch eine schmale Unterlegung des in weißen Majuskeln gedruckten Reihennamens geblieben. Dadurch wird dem Titelfoto als Blickfang größere Dominanz eingeräumt. Beim roten Titelfeld fällt die frei stehende Initiale des Titels ins Auge, der in einer gesonderten Zeile der in einer Schrift mit Serifen ausgeschriebene Bandname folgt. Die Buchseiten werden im Moleskine-Stil durch ein farblich abgestimmtes Gummiband zusammengehalten. Das Aufklappen der Hauptkarte erleichtert eine Easy-Zip-Ausführung. Beibehalten wurde das bisherige Niveau der Preisstufen, das durch den Bandumfang bestimmt wird.

Die SMART-Bände erhielten nun Einbände mit zwei Coverfotos. Sie sind durch einen breiten waagerechten roten Streifen mit dem in Schreibschrift gehaltenen Bandnamen getrennt.
Bis zur Umstellung aller Titel auf die neue Ausstattung mit inhaltlicher Aktualisierung werden Ausgaben mit beiden Varianten noch parallel vertrieben.

## Gestaltung der Ausgaben

### Einband
Vorbemerkung
Der erste von Karl Baedeker überarbeitete Band der „Rheinreise“ von 1835 (D 1) wurde noch in zeittypischem Leineneinband mit aufgeklebtem Rückenschildchen ausgeliefert, unterschied sich also nicht von anderen Reisebüchern der damaligen Zeit. Erst ab 1839 nahm Baedeker eine besondere künstlerische Einbandgestaltung seiner Reiseführer vor.
Die meisten Varianten bei der Einbandgestaltung nebst -mustern dürfte der Band Schweiz mit seinen fremdsprachigen Pendants Suisse (ab 1852) und Switzerland (ab 1863) aufweisen. Nach der ersten und einzigen Schweiz-Ausgabe im gelben Biedermeier-Pappband von 1844 folgten von 1848 bis 1852 Ausgaben in rotem Leinen mit verschiedenen Biedermeiermustern, gefolgt von roten Leineneinbänden im typischen Baedekerstil ab 1853 – anfangs mit Kassettierung, wobei hier auch eine sehr seltene Leinenstruktur (Versuchsaufbindung?) bei Suisse von 1862 (F 45a) vorkommt, und später dann mit Prägelinien. Schließlich folgte 1930 auch noch eine Ausgabe in 4 broschierten rosafarbenen Teilbänden in einem illustrierten Schuber („Futteral“). Bei mehreren Auflagen kommen zusätzlich Schutzumschläge vor.

#### Biedermeier-Einband
- Gelber Pappband

Die von 1839 (D 2) bis 1855 (D 7b) verlegten Bände der Rheinreise, die im selben Jahr neu erschienenen Bände für Belgien (Auflagen bis 1855, D 266c) und Holland (Auflagen bis 1854, D 261b) sowie der Schweiz-Band von 1844 (nur hier, D 289) wurden in gelbe Biedermeier-Pappeinbände gebunden, die mit schwarzen Miniaturen aus dem behandelten Reisegebiet, wie Allegorien, Landschaften und Bauwerken, häufig auch mit Wappendarstellungen für die jeweiligen Landesteile – entworfen von David Levy Elkan – bedruckt waren. Diese Einbandart wurde auch bei Le Rhin (F 2 bis 4c) von 1846 bis 1856 verwendet.
- Roter Leineneinband

Drei Ausgaben der Schweiz von 1848 bis 1852 wurden mit einem roten Leineneinband aufgebunden, der für jede Auflage unterschiedliche Prägungen im Biedermeierstil aufwies. Für Mittel- und Norddeutschland erschien die Auflage von 1851 vollständig und die Auflage von 1853 teilweise mit Biedermeierornamentik, hier wohl unter Verwendung von Einbandrestmaterial. Ebenso finden sich Biedermeierornamente bei der Ausgabe für Österreich, Süd- und Westdeutschland von 1851, bei der 5. Auflage von 1853 (D 54a) war nur noch der Buchrücken damit ausgestattet, die Buchdeckel waren schon kassettiert.

#### Rotbrauner und grünlicher Leineneinband
Bei den ersten beiden Auflagen des Bandes Handbuch für Reisende durch Deutschland und den Oesterreichischen Kaiserstaat von 1842 und 1844 (D 38, 39) war der kassettierte Leineneinband zumeist noch in rotbrauner Farbe gehalten; es gibt auch Exemplare der 3. Auflage, die nochmals in diesem Einband verkauft wurden. Von der Erstausgabe liegen ausnahmsweise auch grünliche Einbände vor.

#### Klassischer roter Leinen- oder Halbleineneinband
Bei der 3. Auflage des Reisehandbuchs „Deutschland und der Österreichische Kaiserstadt“ von 1846 wurde von Karl Baedeker zum ersten Mal ein roter Leineneinband verwendet. Er sollte zusammen mit der goldgeprägten Beschriftung, die sich im Laufe der Zeit immer wieder veränderte, zum Markenzeichen des Baedeker werden. Vorbild war das Konkurrenzprodukt des englischen Reiseliteraturverlegers John Murray. Noch war es ein schlicht gestaltetes Einbandmuster mit genarbtem Grund und rechteckiger Kassettierung, der nur 1851 bis 1853 durch das Zwischenspiel im Biedermeierstil unterbrochen war. Am Ende der 1870er Jahre kommt dann der „klassische“ Baedeker-Einband mit der charakteristischen Druckgestaltung und den eingeprägten Zierlinien zum Einsatz. Aufgrund seiner Verwendung weit über ein halbes Jahrhundert bis zum Ende des Zweiten Weltkrieges, bei nun hohen Auflagen vieler Ausgaben, erlangte er einen großen Bekanntheitsgrad.
1889 wurde – versuchsweise? – abweichend vom „Baedeker-Rot“ ein rosafarbener Leineneinband verwendet. Ein ähnlicher Farbton ist dann auch bei einigen Ausgaben der 1920er Jahre zu finden, wobei es sich hier aber wahrscheinlich um ein Ausbleichen aufgrund minderwertigen Materials handelte. Die letzteren Einbände sind auch nur in Halbleinen ausgeführt, so dass Buchdeckel und Buchrücken unterschiedliche Farbtöne zeigen.
Der Verlagsname war bei den englischen und nur einigen wenigen deutschen Ausgaben in Kursivschrift, dagegen bei den meisten französischen und deutschen Ausgaben in normaler, aufrecht stehender Schrift eingedruckt. Auch die Schreibweisen waren unterschiedlich: „Baedekers“ in Deutsch, „Baedeker’s“ auf Englisch und „Baedeker“ auf Französisch.

#### Halbleineneinband mit aufgeklebtem Titelschild
Bei der Separat–Ausgabe für Berlin und Umgebungen von 1883 gab es, sehr wahrscheinlich als Provisorium, einen Halbleineneinband mit aufgeklebtem Titelblatt, dass für diesen Zweck leicht in Größe und Gestaltung modifiziert worden war. Daneben hatten diesen Einband auch die Sprachlehren für die russische Sprache, die als Ergänzung zu den Reiseführern für Russland (beides: 1883-1914) geliefert wurden, und die Separat-Ausgabe für Athen von 1896.

Varianten der Festeinbände der Baedeker im klassischen Format von 1839 bis 1945
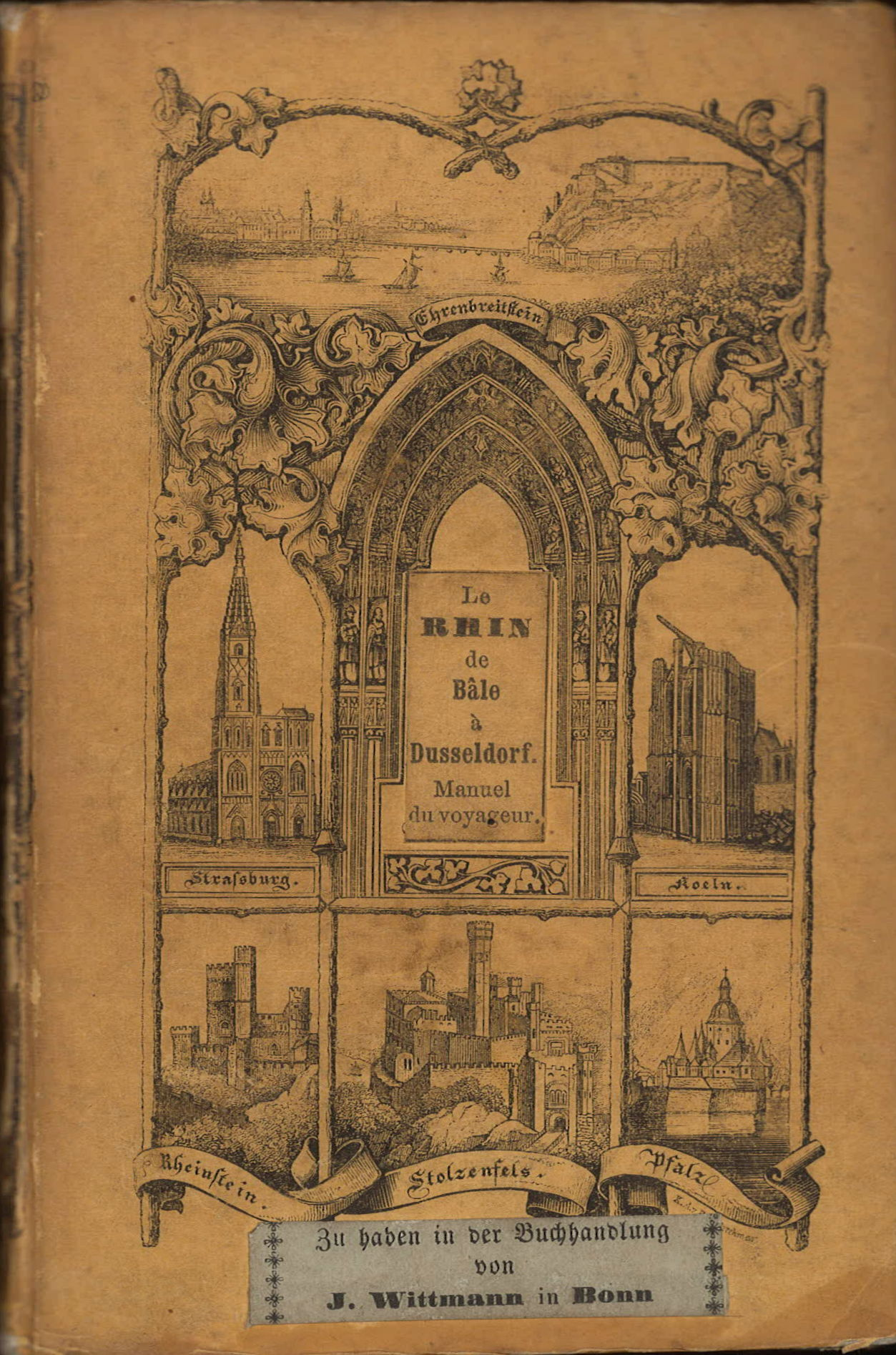
Biedermeier-Pappband, 1839–1856 (Le Rhin, 2. Aufl. 1852, F 3)
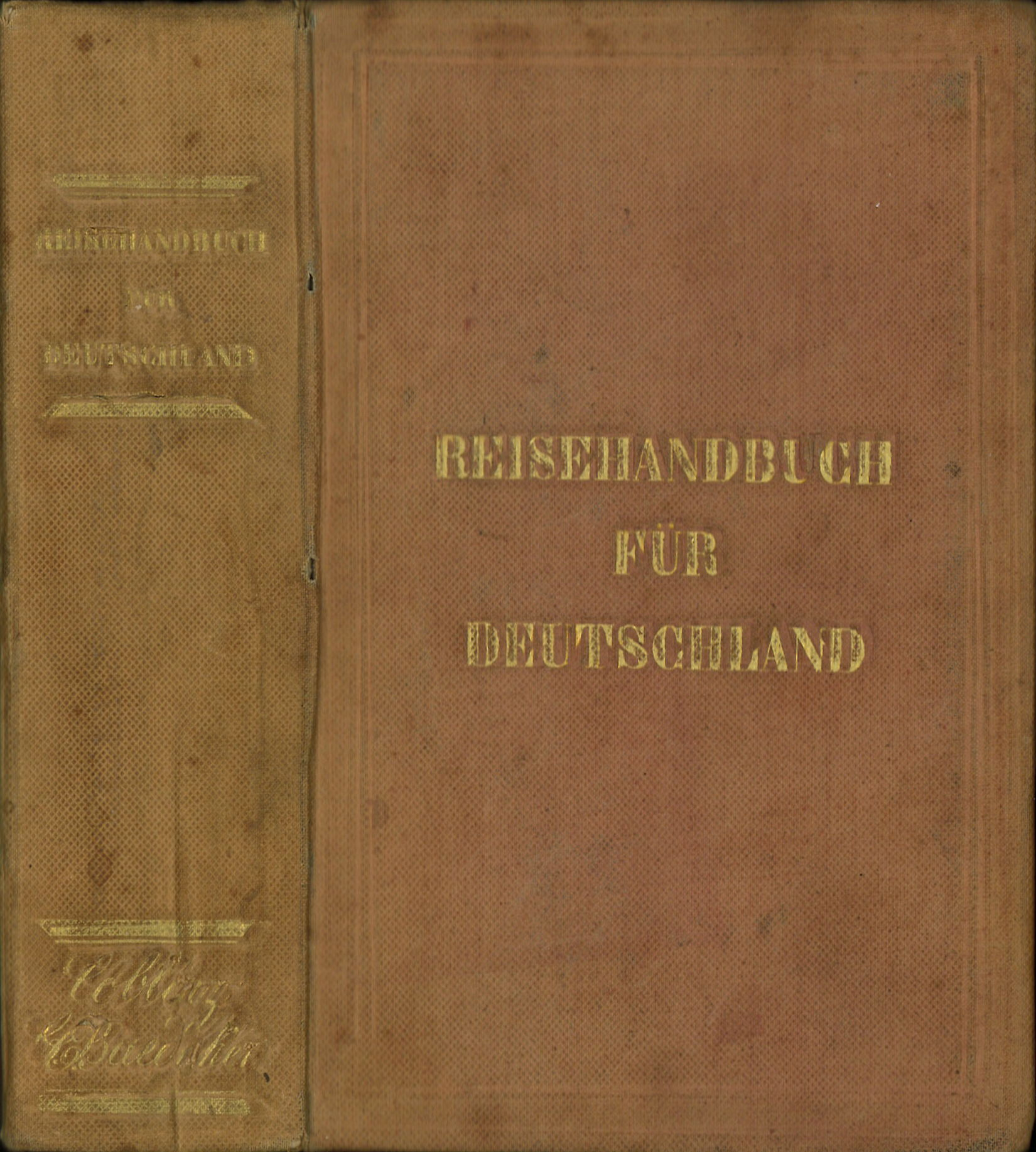
Brauner Leineneinband, 1842–1846 (Deutschland und der Oesterreichische Kaiserstaat, 1. Aufl. 1842, D 38)
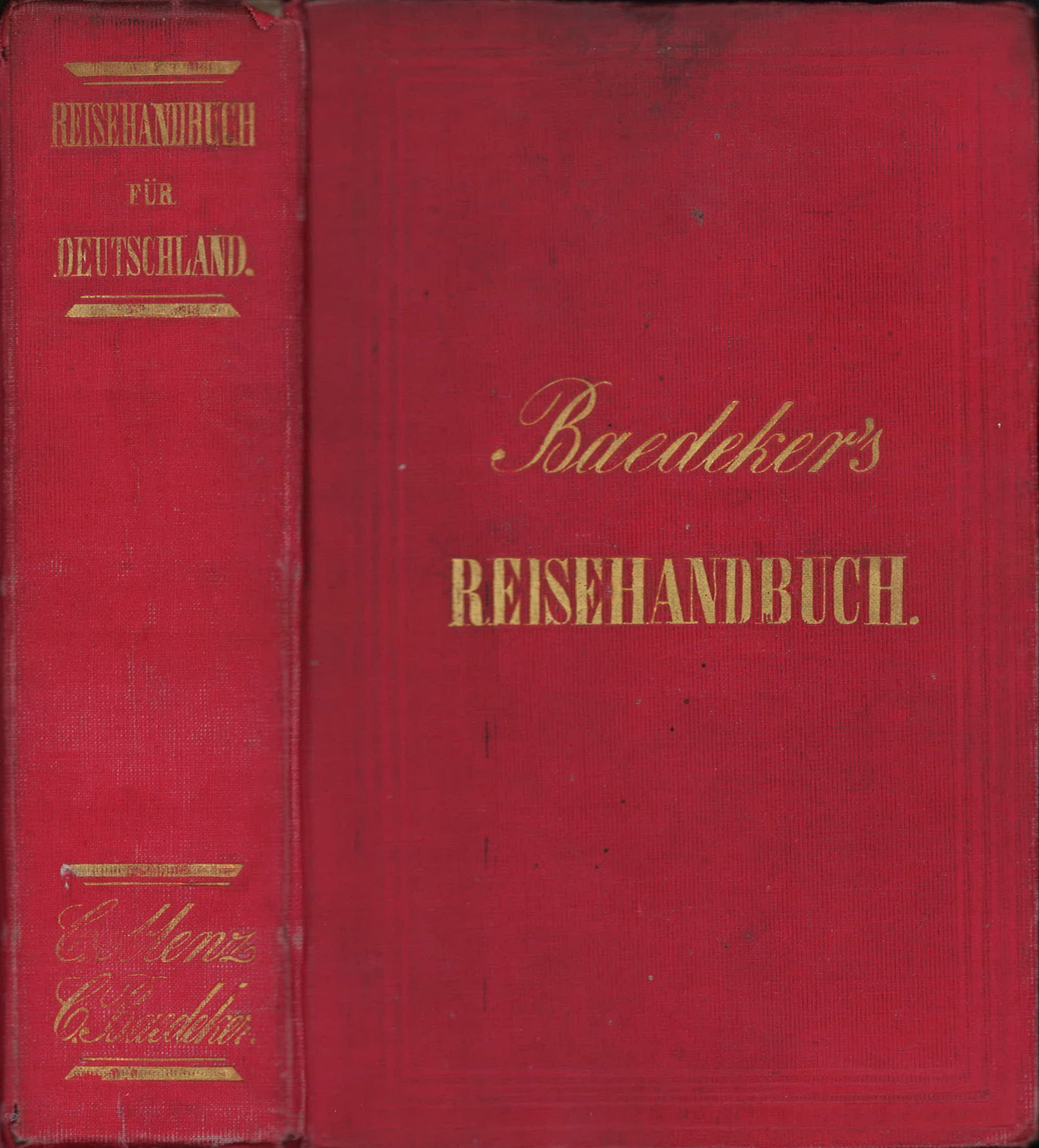
Erster roter Leineneinband, 1846 bis 1877[82] (Deutschland und der Österreichische Kaiserstaat, 3. Aufl. 1847, D 40b)
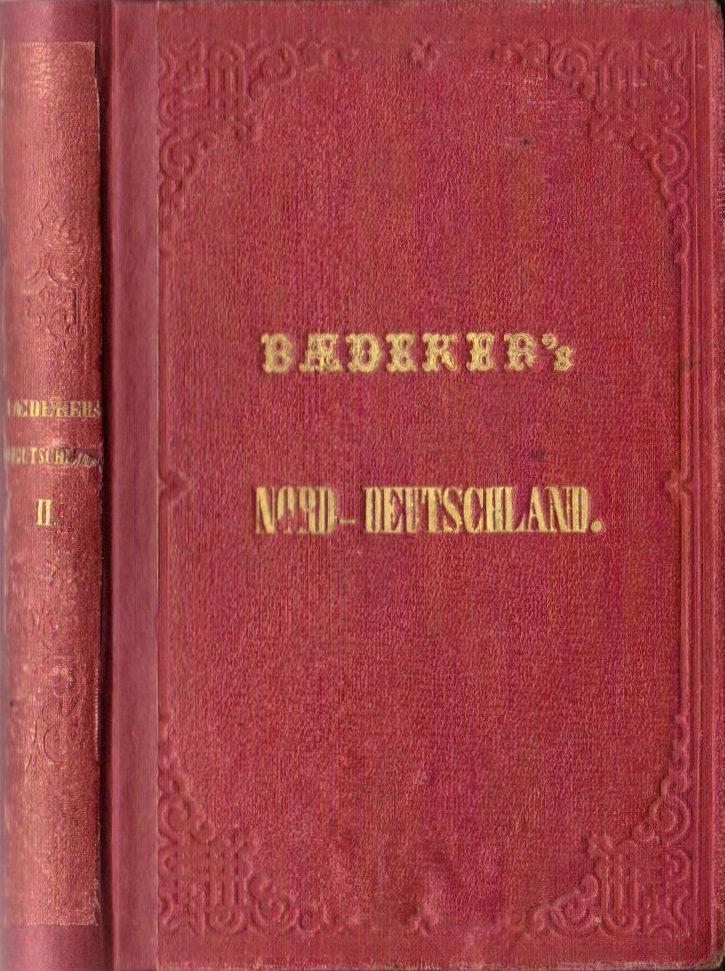
Biedermeier-Leinenband, 1848–1853 (Mittel- und Nord-Deutschland, 4. Aufl., D 95, 1851)
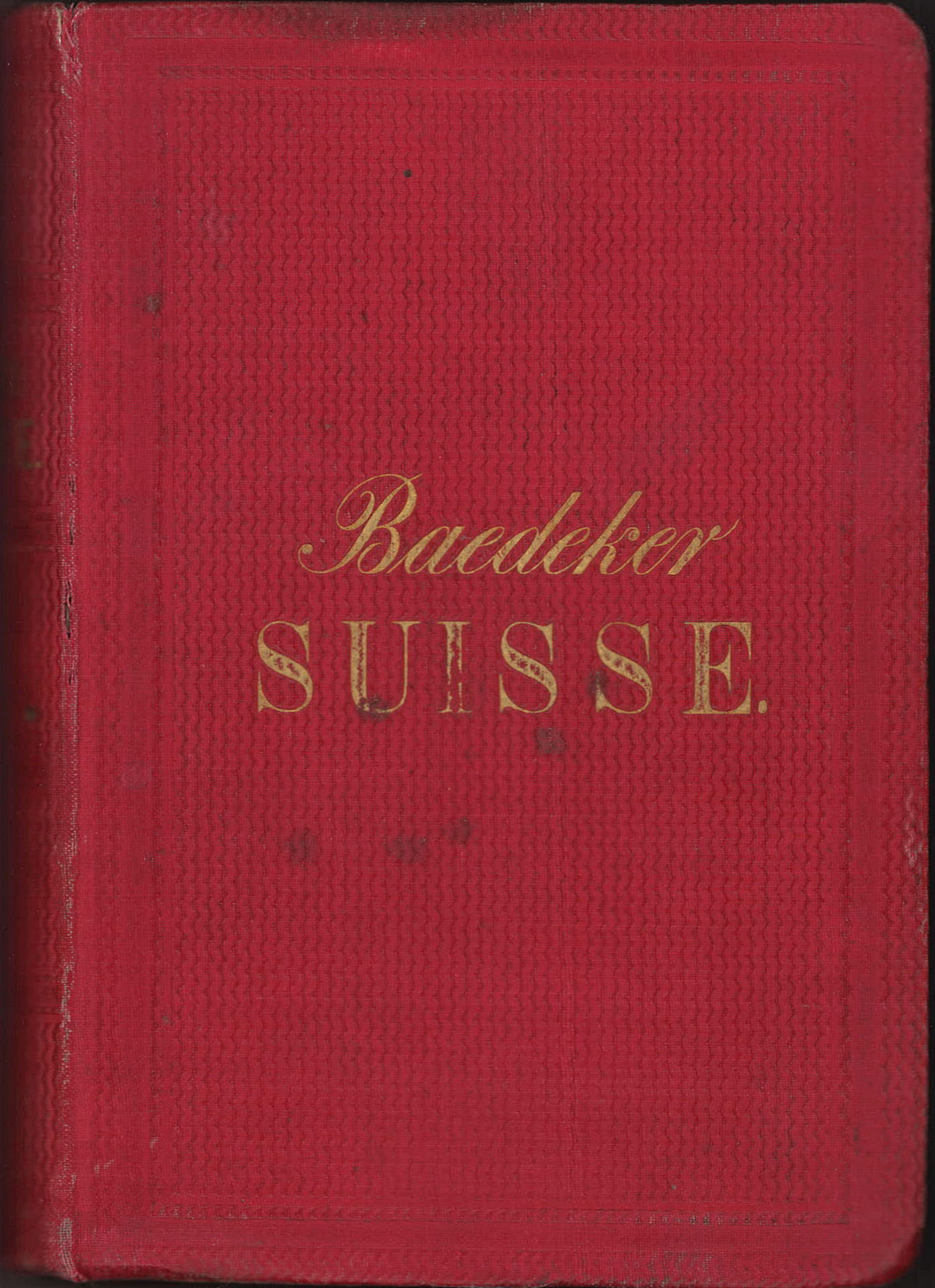
Roter Leineneinband, 1862 (Suisse, 5. Aufl., F 45a)
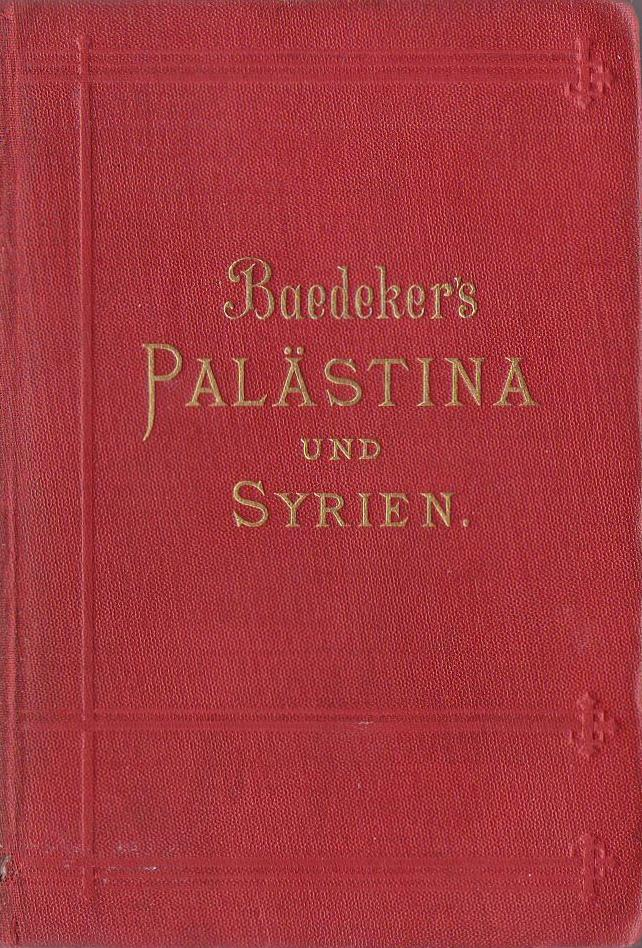
Klassischer Leineneinband, 1878–1943 (Palästina und Syrien, 4. Aufl. 1897, D 481)
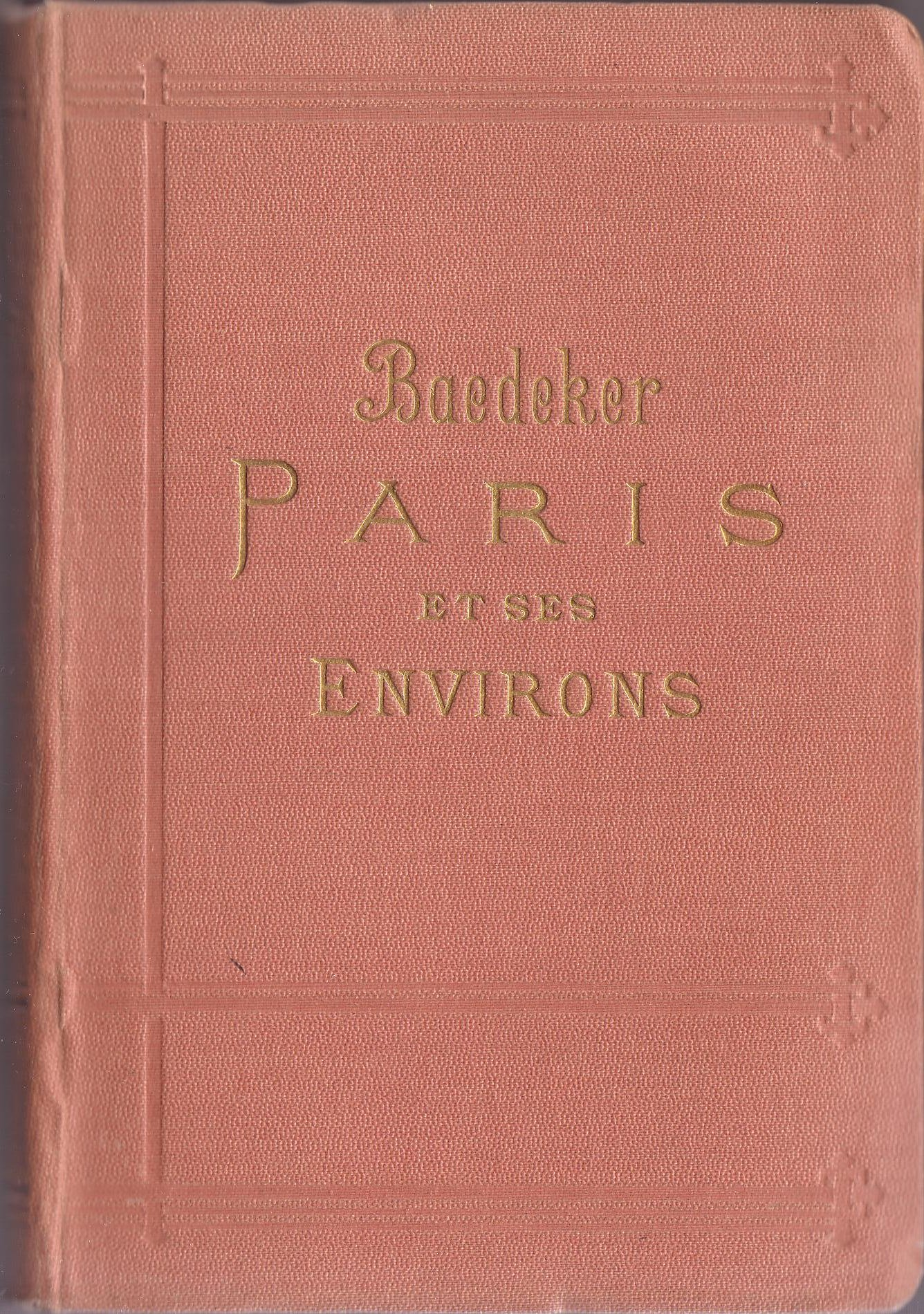
Klassischer Leineneinband, Rosa, 1889 (Paris, 9. Aufl., F 152)
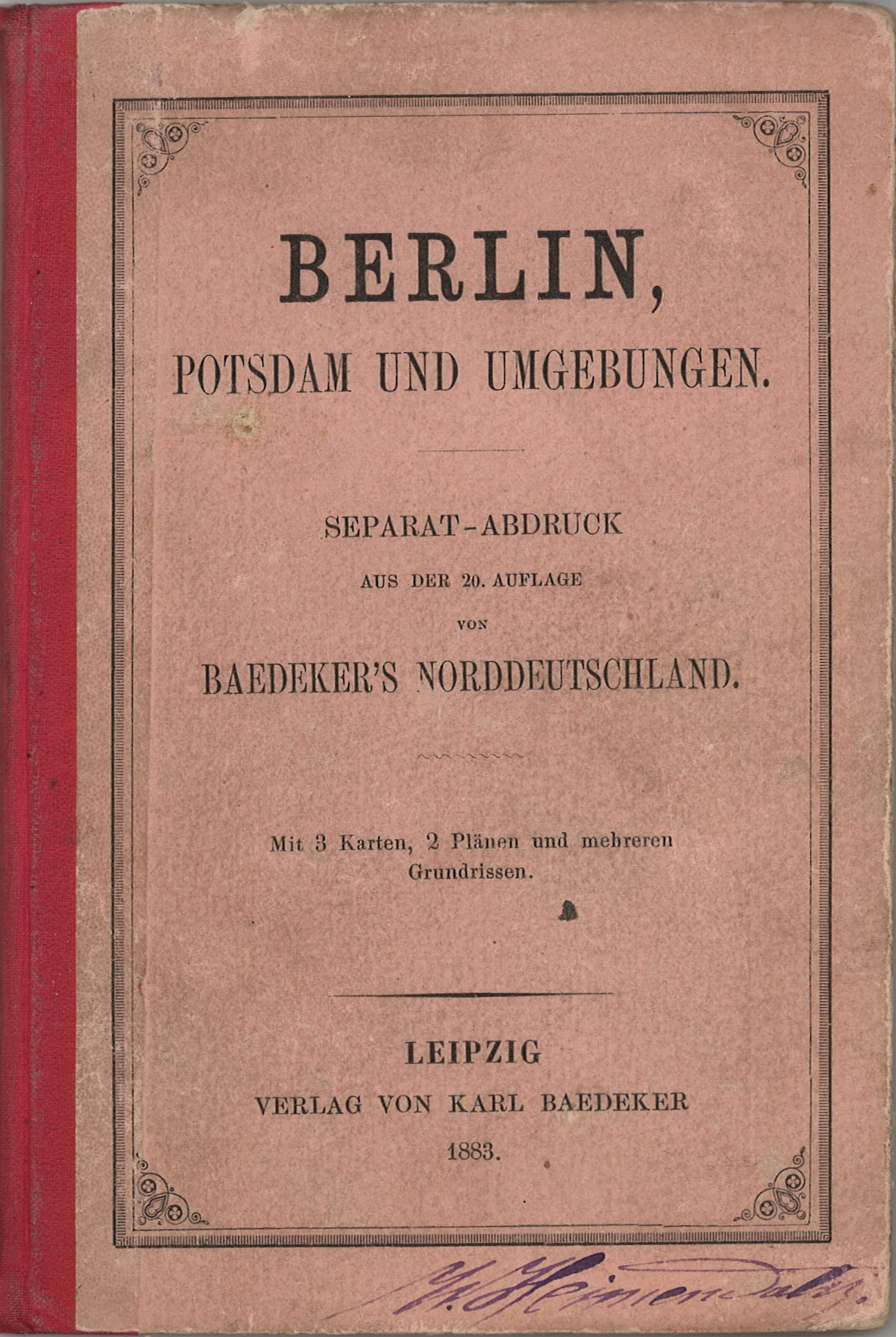
Vorderdeckel mit Titelblattaufdruck, 1883 (Halbleineneinband, Berlin nebst Potsdam und Umgebungen, 3. Aufl., D 202)
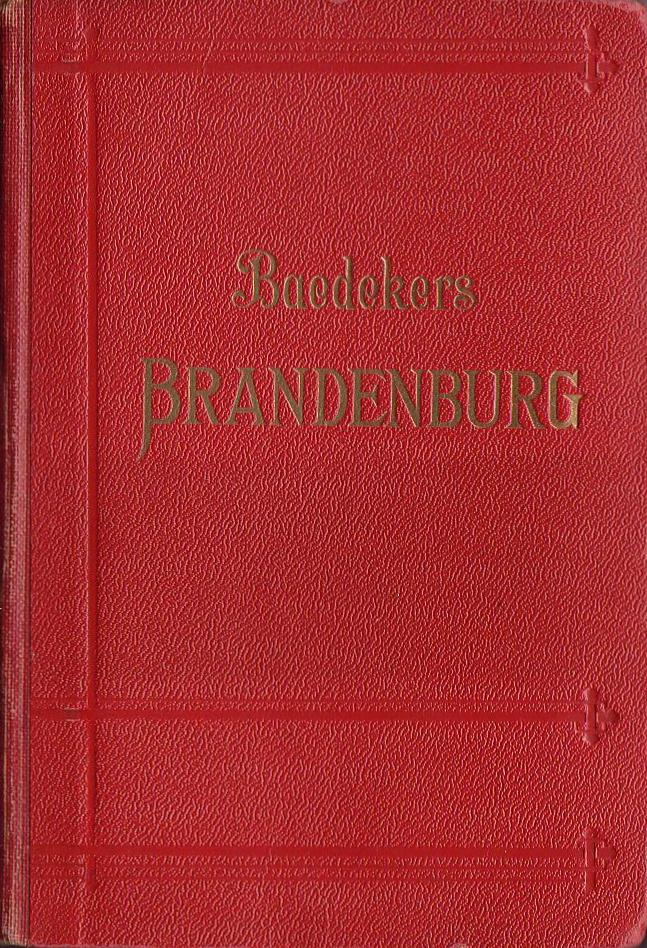
Klassischer Halbleineneinband, 1919–1923 (Brandenburg, 1. Aufl. 1920, D 229)

#### Roter Kunstlederband
Für die Autoreiseführer von 1953 bis 1978 wurde ein hochformatiger roter Kunstlederpappband, der mit einem roten Schutzumschlag versehen war, verwendet. Auf dem Schutzumschlag war das jeweilige Reisegebiet des Bands skizzenhaft dargestellt.

#### Rot-blauer Pappband
Diese Einbindungsart in zwei Formaten wurde für einen Teil der frühen Baedeker Allianz Reiseführer verwendet. Die beiden Farben, die durch den Schriftzug Baedeker und das Firmenlogo des Allianzkonzerns ergänzt werden, symbolisierten die beiden Partnerunternehmen, die für den Verlag der Reiseführer verantwortlich zeichneten.

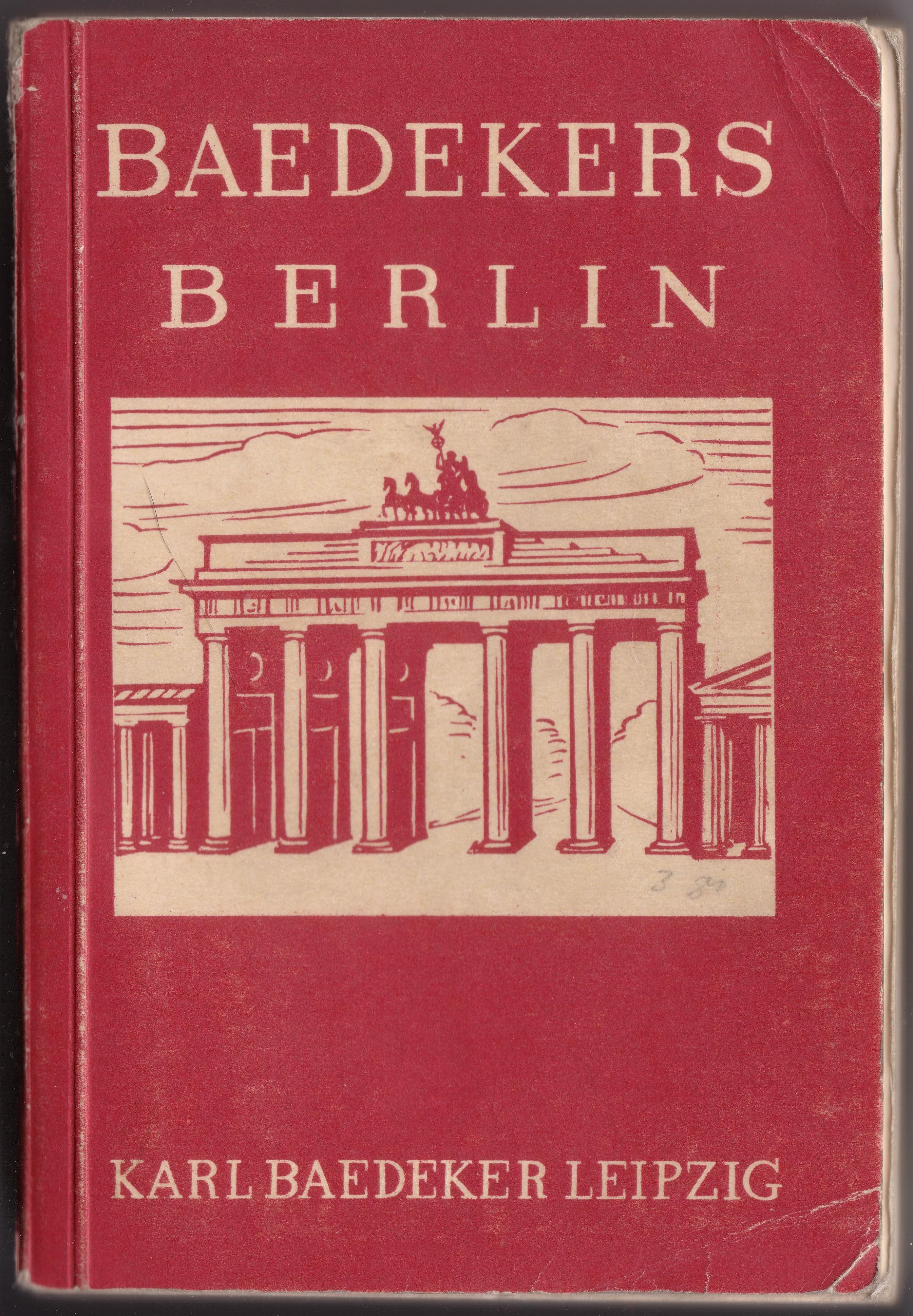
Berlin und Potsdam. 21. Auflage. (1936, D 221), Broschureinband

#### Broschuren
- Klassische rote Broschur

Ab den 1930er Jahren wurden einzelne Ausgaben auch broschiert verkauft. Mit diesem Einband wurde z. B. der im Goethe-Jahr 1932 für Weimar und Jena, Rudolstadt, Ilmenau aufgelegte aktualisierte Auszug aus dem Thüringen-Baedeker von 1925 (D 237) verkauft, wobei hier die Buchrückseite beigefarben blieb. Dieser Ausgabe folgten 1933 Berlin und Potsdam. Kleine Ausgabe (D 222) sowie Rom und Umgebung (D 415), 1935 München und Umgebung, Augsburg (D 253) sowie 1936 Berlin und Potsdam (D 221), die ausschließlich so erschienen sind. Dagegen erschienen die Ausgaben München und Südbayern (39. Auflage, D 165) und Thüringen (3. Auflage, D 238) 1935 sowohl broschiert als auch gebunden. Nach 1945 wurde auf diese Einbandvariante bei den Städteführern für den deutschsprachigen Raum und die Kompakt-Reiseführer zurückgegriffen.
- Rot-gelbe Broschur

Die vom Baedeker Autoführer–Verlag für den Shell Touring Service gelieferten Shell Autoführer für Deutschland sind zweifarbig gehalten. Dem Baedeker–Rot hat sich Gelb als Markenfarbe des Shell-Konzerns zugesellt, dessen Markenzeichen, eine gelbe Jakobsmuschel, ebenfalls den Umschlag ziert.
- Rot-blaue Broschur

Diese Einbindungsart wurde für die meisten der von 1979 bis 2012 ausgelieferten Baedeker Allianz Reiseführer und die aktuell verlegten Baedeker Reiseführer verwendet. Zum Schutz der Broschur waren die Bände zum Teil mit einem durchsichtigen Plasteumschlag versehen worden.
Seit 2013 erscheinen die Bände mit einem neuen Logo, einem schmaleren blauen Streifen und abgerundeten Ecken in einem sogenannten „Flexi-Cover“ (Verlagsangabe) ohne Plasteumschlag; auch der Reihenzusatz „Allianz“ kam nun in Wegfall.
Gestaltung des Buchrückens beim klassischen Format bis 1945
1851 zeigten die roten Leineneinbände Verzierungen im Biedermeier-Stil (siehe nebenstehende Abbildung: Deutschland I.) und knüpften damit an die gelben, mit Ansichten bedruckten Pappbände an, die zuerst verwendet worden waren. Bereits seit 1846 gab es die ursprüngliche Leinengestaltung, die ab 1852 mit stark gliedernden waagerechten Prägelinien aufwartete (Paris 1860). Bei der um 1880 folgenden, klassisch gewordenen Baedeker-Einbandgestaltung (bis 1945) waren die Rückenlinien schmaler und in ihrer Anzahl reduziert (Indien 1914).
Der Verlagsname und der Buchtitel wurden dem Buchrücken zumeist waagerecht eingeprägt wie auf dem Vorderdeckel. Es kommt jedoch abweichend auch eine vertikale Textanordnung zum Zuge (Schlesien 1938), die bei den Broschureinbänden ab den 1930er Jahren Standard war (Berlin 1936). Aus Platzgründen musste bei den Separat-Aufbindungen von Teilreisegebieten auf die Rückentitelei verzichtet werden; lediglich die Nummer des Teilbands war eingedruckt (Südbayern 1914).

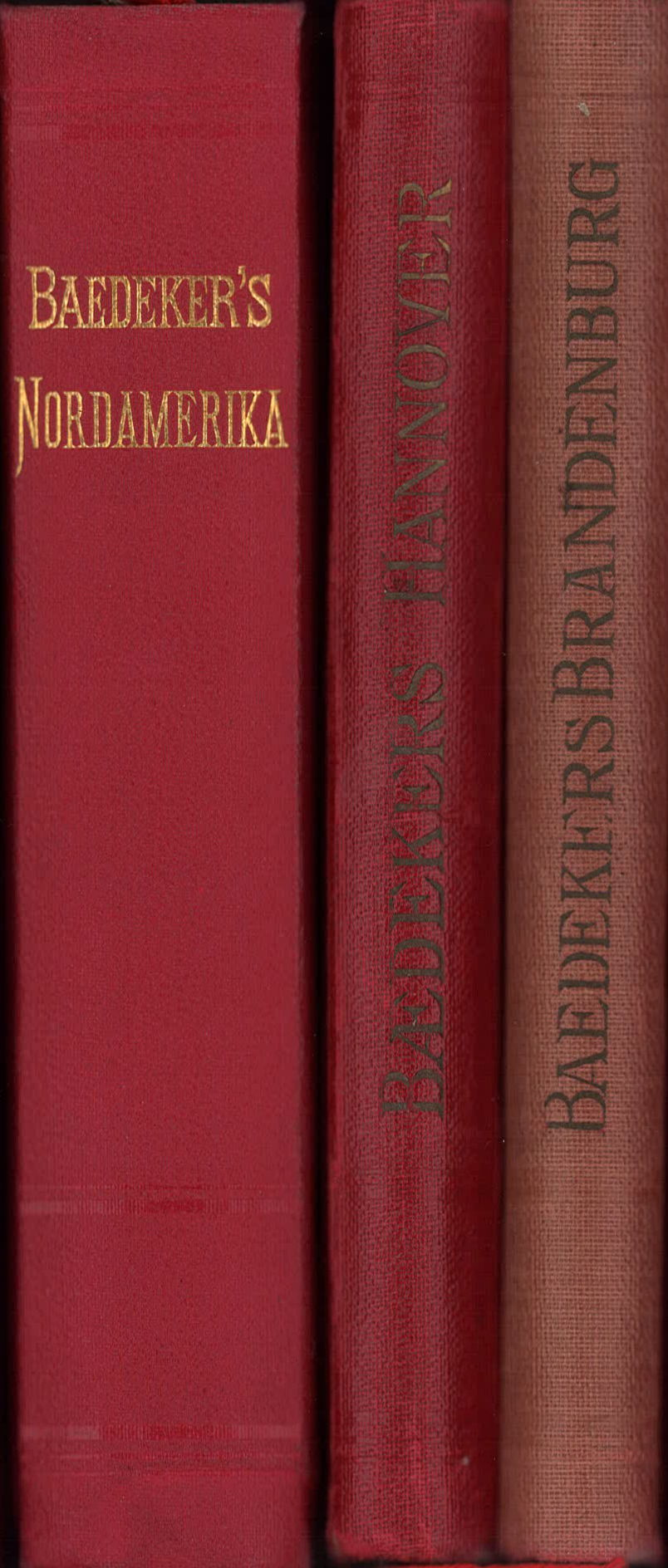
Goldene Rückenbeschriftung leuchtend bis blass

Titelei der Einbände in Leinen- und Halbleinen
Die Bände in Leinen- und Halbleinen Einband wurden grundsätzlich mit einer goldfarbenen Titelei versehen, die unter starken Lichteinflüssen zum Verblassen neigt. Je nach verwendeten Farbqualitäten und der Unterbringung der Bände in der Hand von Käufern und Sammlern ist die Leuchtkraft auch heute noch mehr oder weniger gut erhalten; insbesondere die mit Schutzumschlägen und damit einem gewissen Lichtschutz versehenen Exemplare weisen aktuell noch eine kräftig leuchtende Goldfarbe auf. Die Farben aus wirtschaftlichen Krisenzeiten mit vergleichsweise minderwertigem Einbandmaterial neigen häufig zu einem besonders starken Verblassen. Bei vielen Bänden aus der Inflationszeit (1919–1923) kommen zusätzlich auch starke Ablösungen der Farbe von der Einbandoberfläche vor, so dass teilweise nur noch die geprägten Buchstabenfelder zu erkennen sind. In den späten 1930er Jahren wurden aus Einsparungsgründen auch andere dunkle Farbpigmente für die Rückenbeschriftung verwendet.

### Schutzumschläge

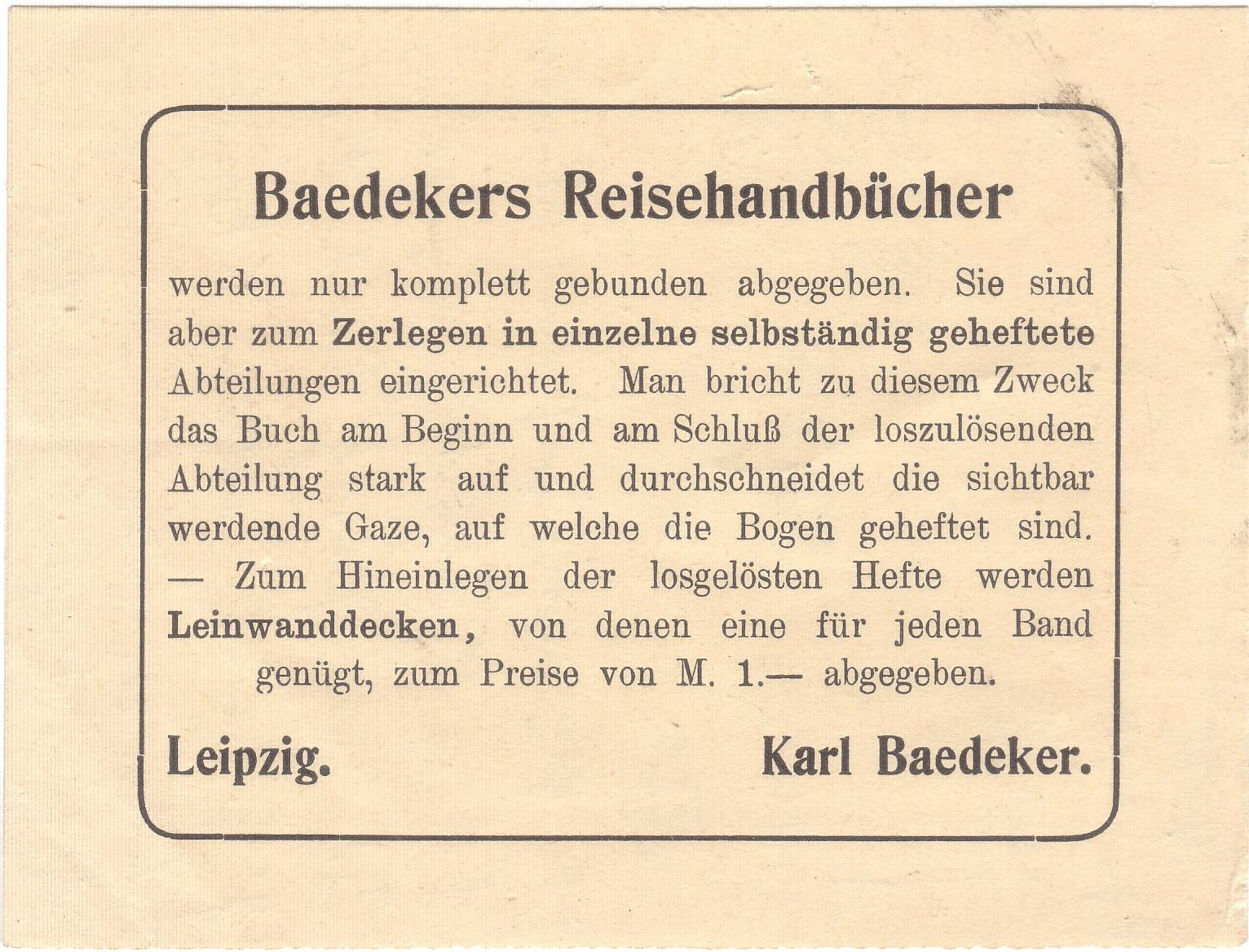
Hinweiszettel zum Zerlegen von Bänden in Hefte

Etwa vom Jahr 1900 an, in wenigen Fällen auch noch früher, wurden die Baedeker-Reiseführer mit Schutzumschlägen versehen, um den Einband bis zum Verkauf zu schützen.
Auf diesen schlichten ockerfarbenen Umschlägen sind der Titel, die Anzahl der Karten, Pläne und Panoramen, das Ausgabejahr sowie manchmal der Ladenpreis genannt. Bei diesen Schutzumschlägen werden von den Sammlern noch immer Neuentdeckungen gemacht, da sie von den Käufern aufgrund ihrer Schmucklosigkeit vor dem Gebrauch sehr oft weggeworfen wurden und auch keine Verlagsaufzeichnungen dazu mehr existieren.
Ab Ende der 1920er Jahre fand ein neuer Typ von Schutzumschlägen Verwendung. Er sollte zur Absatzförderung als Blickfang für die Käufer den schon über 50 Jahre unverändert verwendeten Bucheinband optisch aufwerten, indem er das Rot der Buchdeckel, das zum Markenzeichen geworden war, wiederholte, aber zusätzlich auf der Vorderseite eine stumme Skizze des im Baedeker behandelten Reisegebiets lieferte. Teilweise wurden auch Landschaftsabbildungen oder markante Gebäude (z. B. das Straßburger Münster oder das Breslauer Rathaus) verwendet.
Die roten Schutzumschläge für die Bände im klassischen Baedeker-Format wurden auch nach 1945 weiter eingesetzt, trugen nun aber vorwiegend Wappensupralibros. Allerdings wurde bei der letzten Ausgabe für Großbritannien (Great Britain, 3 Bände von 1966 bis 1970) nochmals in leicht abgewandelter Form und mit Beschriftung auf die klassische Reisegebietsskizze zurückgegriffen. Diese Umschläge waren auch laminiert, wie die Schutzumschläge der Autoreiseführer, die bereits ab 1953 verlegt wurden. Auch bei deren Umschlägen wurden die im Band behandelten Reiseländer in einer dreifarbigen Gebietsskizze dargestellt.
Bei den broschierten Baedeker Allianz-Ausgaben, deren Einband selbst schon grafisch gestaltet war, setzte man dann lediglich als Schutz vor Gebrauchsspuren durchsichtige Plasteumschläge ein, die hinten auch die große Reisekarte mit aufzunehmen hatten.

Varianten der Schutzumschläge bei Baedekern im klassischen Format
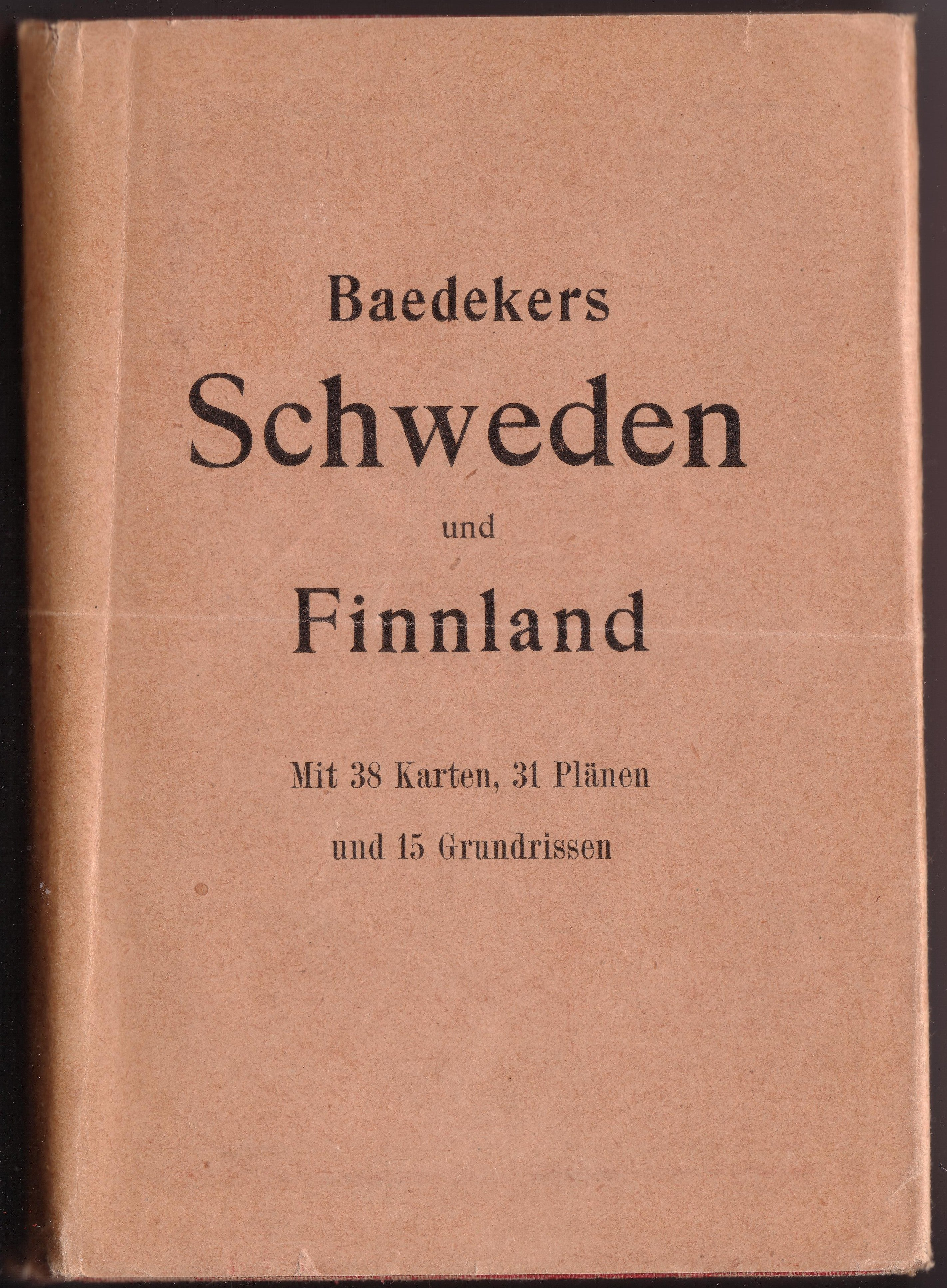
Schweden und Finnland  (1929, D 454), Text-Schutzumschlag (Ausstattungsangabe)
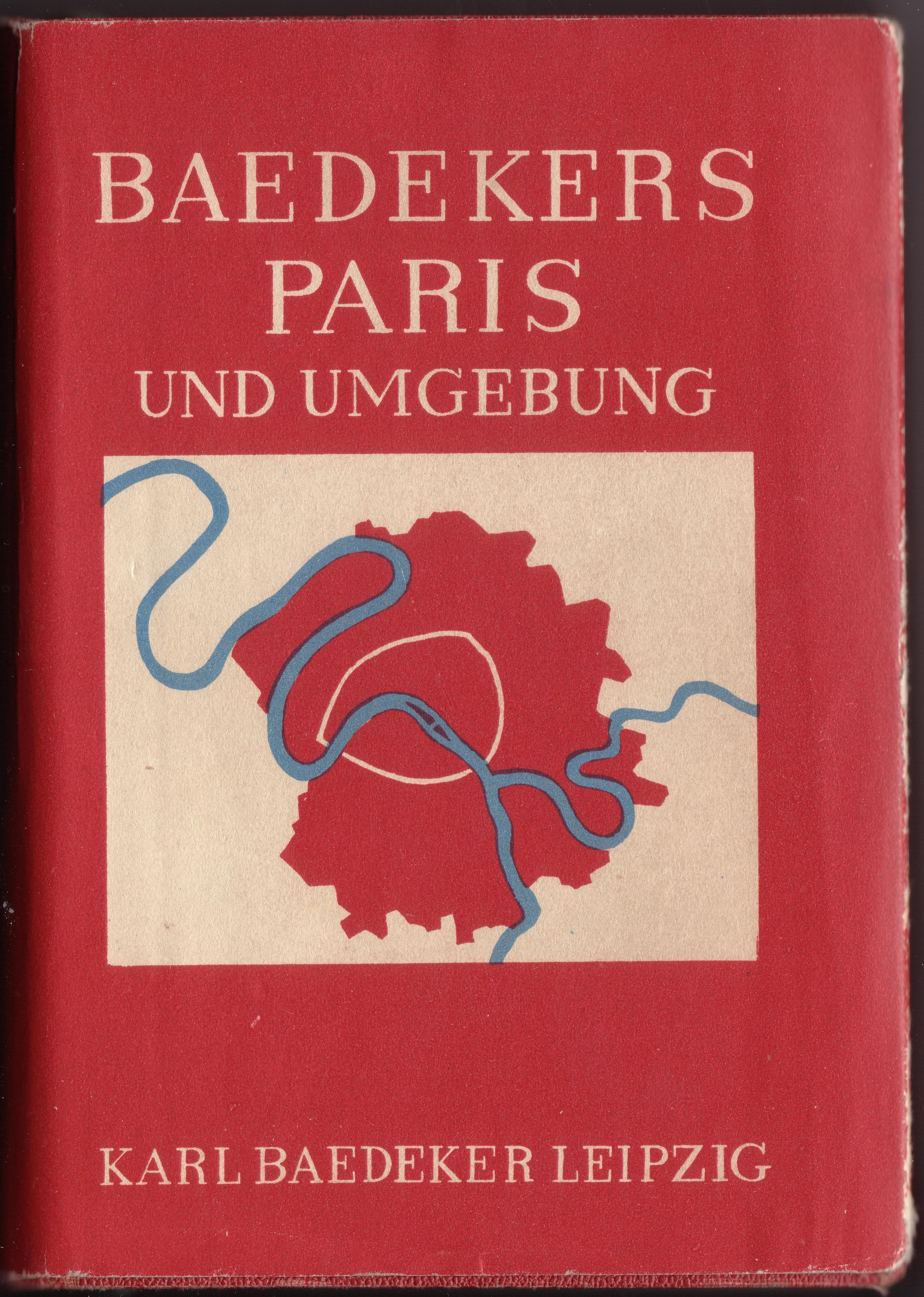
Paris und Umgebung (1931, D 348), Bild-Schutzumschlag (Stumme Karte)
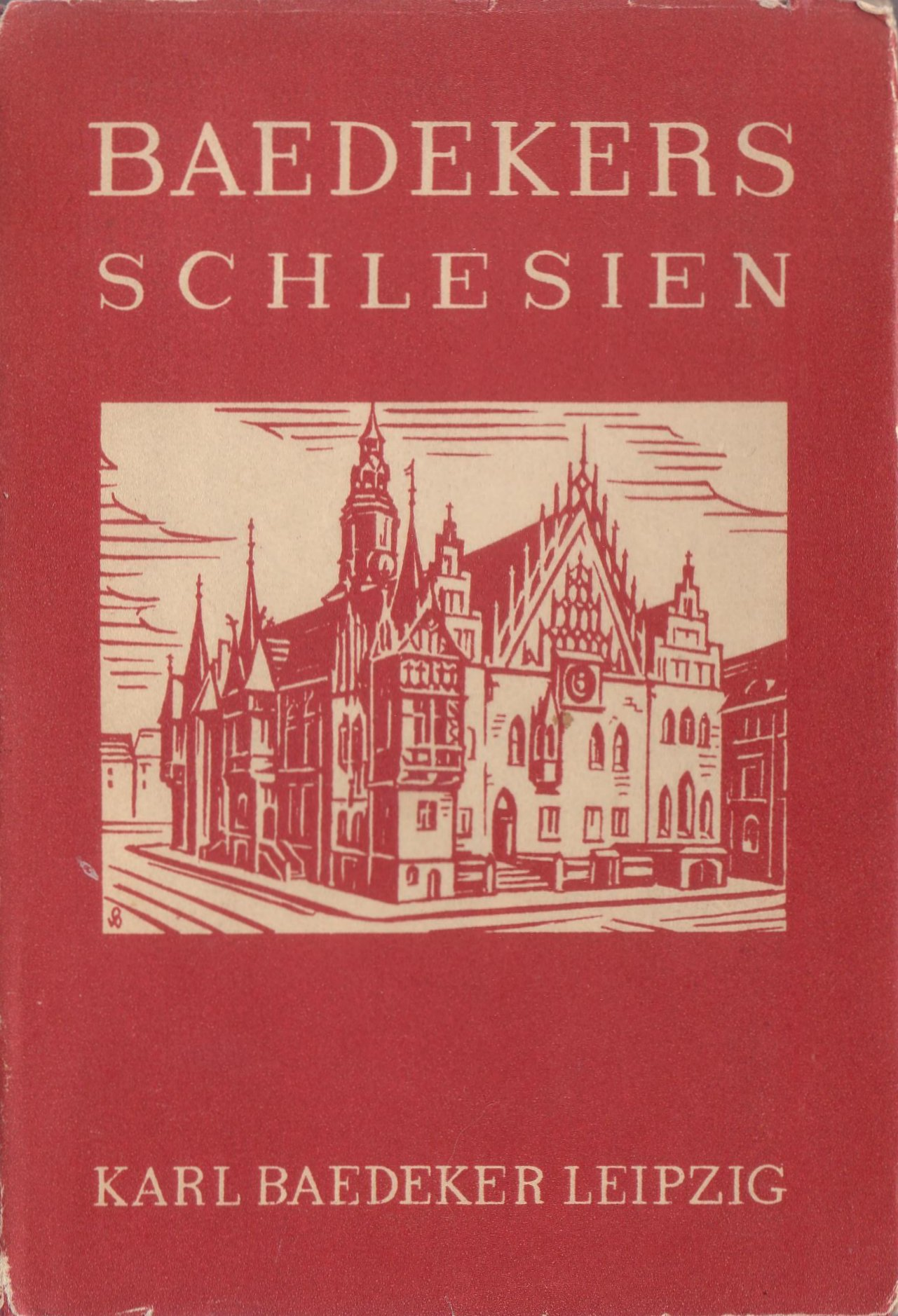
Schlesien (1938, D 248), Bild-Schutzumschlag (Sehenswürdigkeit)
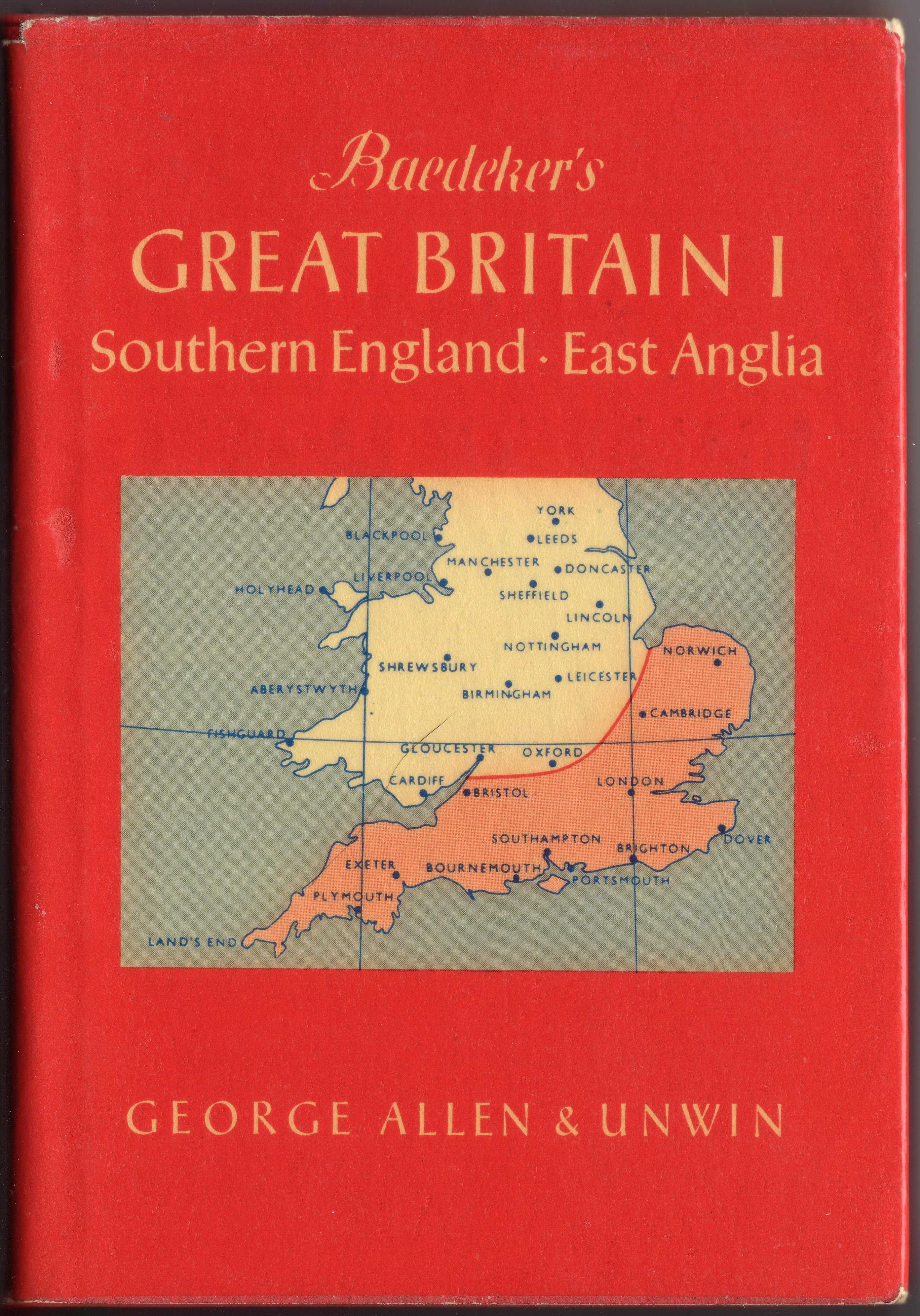
Great Britain I (1966, N 40), laminierter Bild-Schutzumschlag (Landkarte)

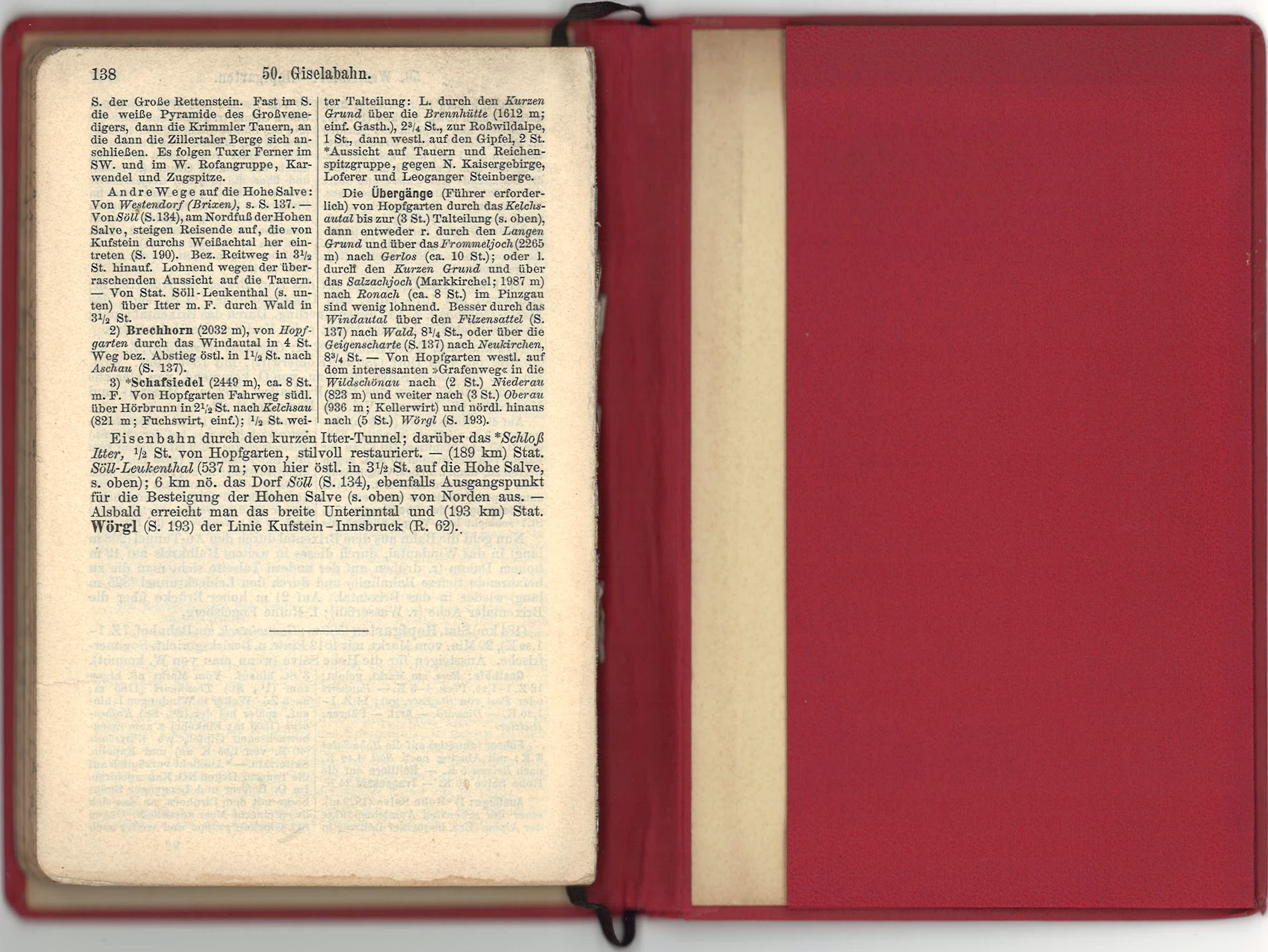
Aufgeschlagene Einlegemappe Reisehandbuch (vor 1909), mit Teil von Meyers Reisebücher, Deutsche Alpen. 9. Auflage. (1908)

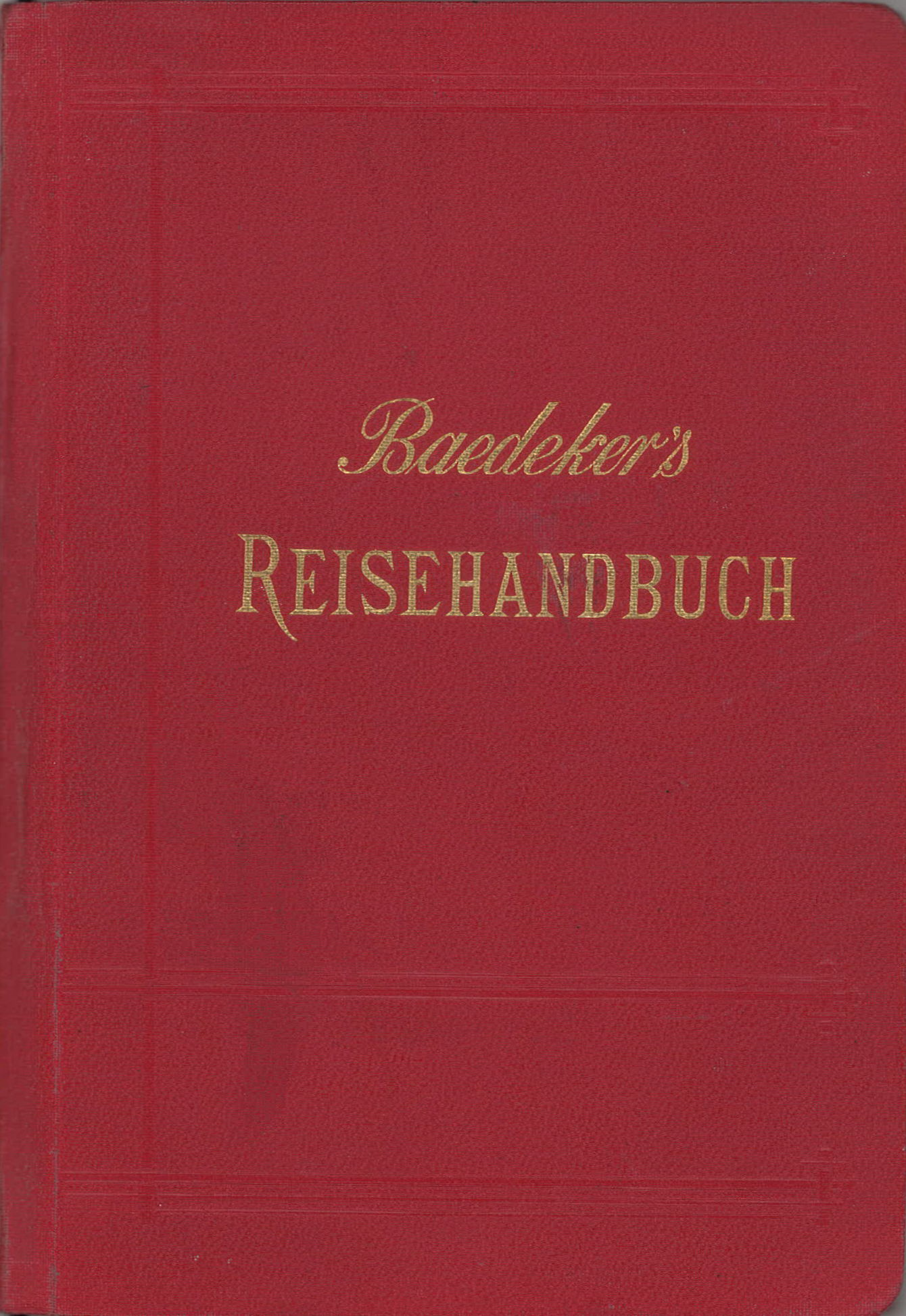
Einlegemappe Reisehandbuch, Vorderdeckel (vor 1909)

### Textneutrale Einlegemappen und Ausgaben im Schuber

#### Einlegemappen

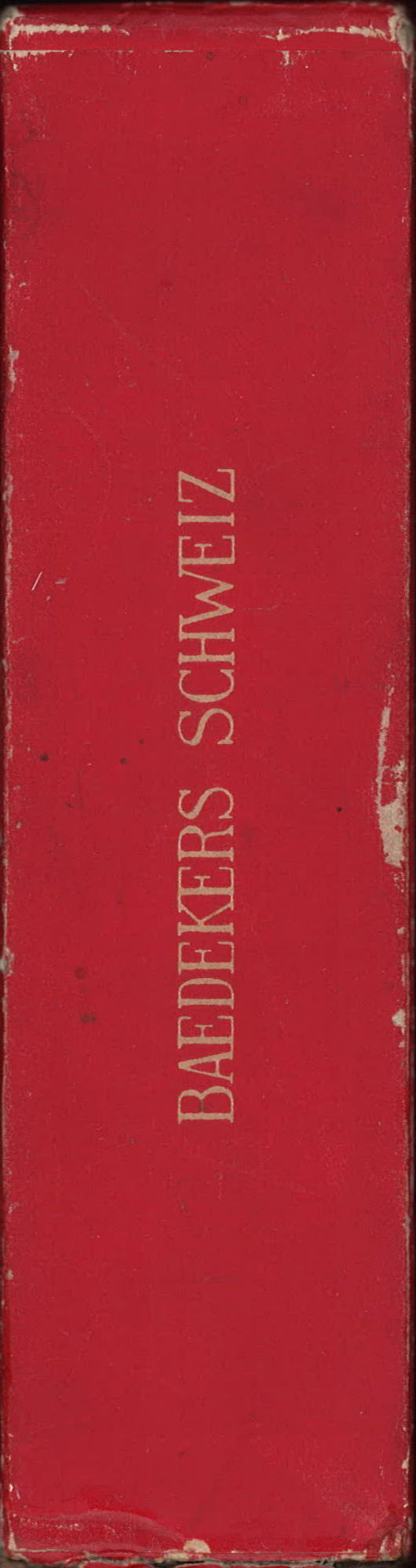
Schuberrücken

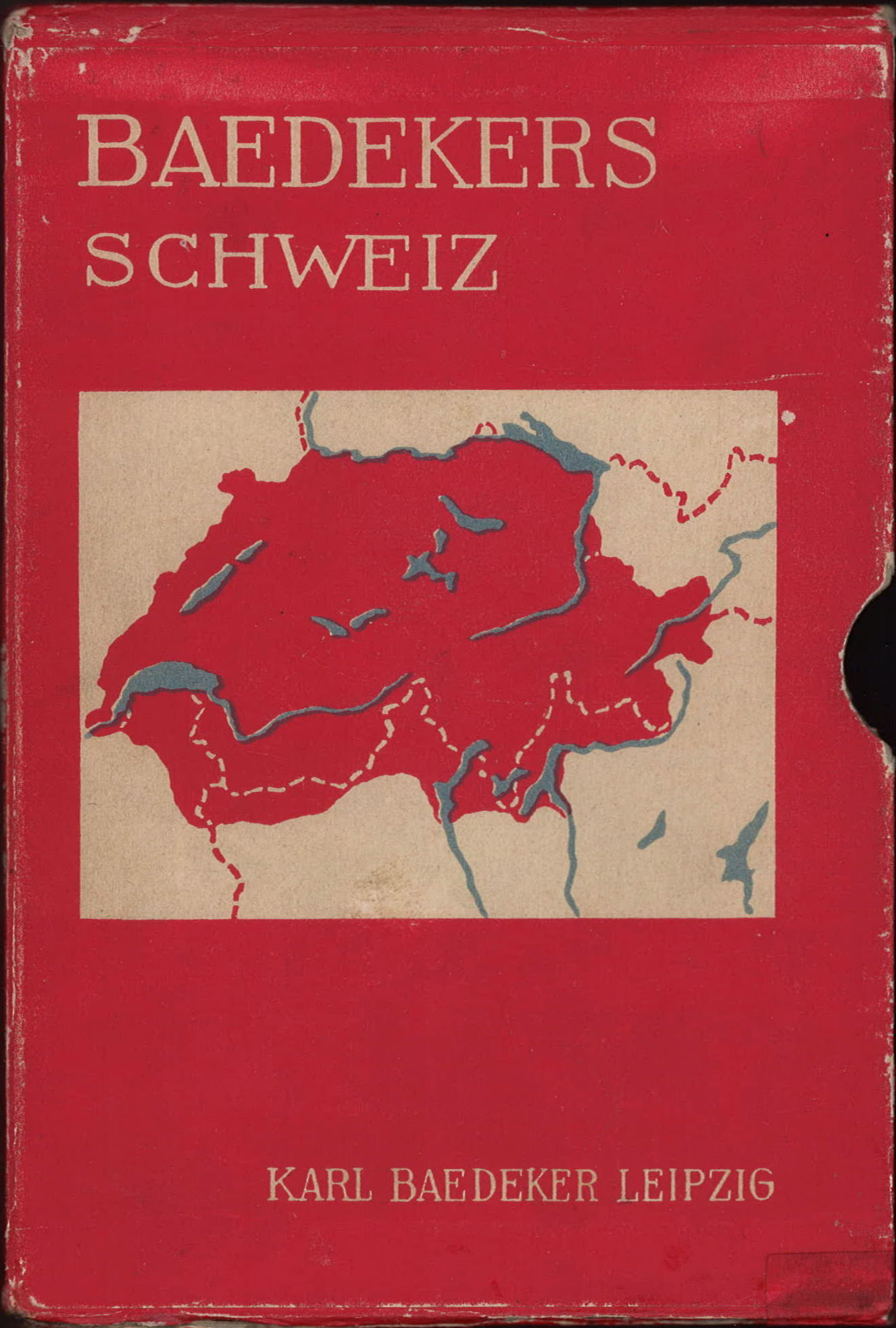
Schweiz (1931, D 327), Schuber

Um bei der Mitnahme des Baedekers das Gewicht reduzieren zu können, empfahl der Verlag – teilweise auf beigelegten Hinweiszetteln –, die Gaze im Bedarfsfall am Rücken des Buchblocks an den dafür vorgesehenen Stellen aufzuschneiden, um Teile eines Baedekers für kleinere Reisegebiete separat mitführen zu können. Zum Schutz dieser so gewonnenen Hefte bot Baedeker spezielle Einlegemappen mit dem titelneutralen Eindruck Baedeker’s Reisehandbuch – englische und französische Pendants liegen mit den Titeln Baedeker’s Guide Books und Guides Baedeker vor – zum Preis von 1.- Mark an, in die die Teilbände eingelegt wurden. Ein Halteband verhinderte das Herausfallen. Mitunter wurden diese Hüllen auch benutzt, um ebenso aufgeteilte Reiseführer konkurrierender Ausgaben, wie z. B. Meyers Reisebücher, aufzunehmen (siehe Beispielbild). Allerdings machten die Käufer trotz der Verlagswerbung von dieser Aufbewahrungsmöglichkeit kaum Gebrauch; sie scheuten zumeist die Zerstörung des Originaleinbands. Entsprechend selten tauchen die Leinendecken heute auf.

#### Teilbände in Schubern
Da sich die Aufteilung umfangreicher Bände bei Bergwanderungen aber von vornherein anbot, offerierte der Verlag hier bei zwei Titeln mit Reisezielen im Hochgebirge auch eine Ausgabevariante in Teilbänden. So erschien 1914 der Band Südbayern neben einem Gesamtband auch in fünf einzelnen Bändchen nebst einem Registerband in einem mit der abgekürzten Titelei der Ausgabe bedruckten Pappschuber. Auch eine kleine Binderate der 1930 erschienenen 38. Auflage des Bandes Die Schweiz, Chamonix, die oberitalienischen Seen wurde 1931 in vier kartonierten Teilen in einem illustrierten Schuber, der Verlag bezeichnete ihn als Futteral, ausgeliefert. Aber diese mehrbändigen Versionen blieben Ladenhüter, gekauft wurden vor allem die Einbandausgaben. Deshalb beließ es der Verlag bei diesen beiden Versuchen.

### Typografie
Nur einige frühe deutschsprachige Baedeker-Ausgaben wurden in der Fraktur-Schriftart gedruckt, wie beispielsweise die Rheinreise (1832–1852), Holland (1845) und die Schweiz (1844). Ansonsten dominierte der Antiqua-Satz.

### Auflagennummerierung
Die Nummerierung der einzelnen Auflagen orientiert sich an einem Stammbaum-Modell: Wurden einzelne Reisegebiete aus Gründen des Stoffumfangs aufgeteilt, folgten die nunmehrigen Teilbände in ihrer Auflagennummerierung der ursprünglichen Gesamtausgabe. So gibt es zum Beispiel keine erste Auflage des Bandes Nordwest-Deutschland. Vielmehr ist dieser erstmals 1889 als 23. Auflage nummeriert in Anknüpfung an die bisherigen Ausgaben für Gesamtdeutschland auf den Markt gekommen. Dieses Prinzip führt in letzter Konsequenz dazu, dass der zu den Olympischen Sommerspielen 1936 für Nord-Deutschland, einschließlich Berlin, aufgelegte Separat-Band der 6. Auflage des Bandes Das Deutsche Reich und einige Grenzgebiete ebenso als 6. Auflage firmiert, obwohl es zuvor gar keine 1. bis 5. Separat-Ausgabe gab.
Allerdings wurden die Regionalbände für Deutschland ab 1920, wie beispielsweise Brandenburg, Sachsen oder Schlesien, die strenggenommen auch Teilgebiete der früheren Ausgaben für Nordost-Deutschland umfassten, sowie Nordbayern, Franken, Bayerischer Wald, Schwarzwald oder Württemberg und Hohenzollern, die zuvor im Band Süddeutschland bearbeitet worden waren, mit einer eigenständigen Auflagenzählung versehen. Dies traf sinngemäß auch auf die Städtebände Berlin, die ab 1878 in drei Auflagen zunächst als „Separat-Abdrucke“ aus Nord-Deutschland erschienen waren, sowie München und Umgebung (EA 1935) zu.

### Angabe des Erscheinungsjahrs
Auch der Baedeker Verlag folgte der verlegerischen Praxis, bei der am Ende eines Jahres erschienene Titel bereits mit dem Erscheinungsjahr des Folgejahrs auf dem Titelblatt versehen wurden. Dies ergibt sich aus vielfach anzutreffenden zeitgenössischen Eintragungen der Ersterwerber zum Datum des Kaufs in den Bänden. Da die Bibliographien von Hinrichsen und sonstige Sammlerkataloge regelmäßig den Titelblattangaben folgt, lässt sich bei den einzelnen Titeln neben den Kaufeintragungen weitere Aufklärung nur durch die Ankündigungen im Börsenblatt für den Deutschen Buchhandel, vor allem aber auch eine Registrierungssignatur mit Jahresangaben derjenigen Bibliotheken finden, bei denen zum Zeitpunkt der Neuerscheinung Pflichtexemplare einzureichen waren, wie der Deutschen Nationalbibliothek oder anderer Landesbibliotheken. So trägt der Band Indien mit der Titelblattangabe „1914“ die DNB-Signatur „1913 A 848“. Er muss also bereits 1913 als Neuzugang erfasst worden sein. Selbst die vom Baedeker Verlag 1998 edierte Schrift Baedeker. Ein Name wird zur Weltmarke (S. 111) vermerkt hier als Jahr der Erstauflage nicht ganz korrekt „1914“.

### Ausstattung (Ansichten, Karten, Währungstabellen etc.)

#### Ansichten
Im Gegensatz zu vielen anderen Konkurrenzprodukten enthielten die Baedeker der klassischen Zeit bis 1945 in der Regel keine Ansichten von Landschaften, Städten oder Gebäuden. Lediglich in den ganz frühen Bänden der Rheinreise bis 1864 und der Schweiz bis 1867 sowie in den ersten beiden Auflagen von Palästina und Syrien (hier: Jerusalem) und der Ägypten-Bände wurden Lithografien oder Holzstiche aufgenommen. Dies traf auch auf ihre fremdsprachigen Pendants zu. Anzumerken ist, dass der Verlag die Anzahl der Ansichten in zeitgleich und zum selben Preis erschienenen deutsch- und fremdsprachigen Ausgaben unterschiedlich handhabte. So waren beispielsweise den Bänden Rheinlande (13. Auflage) zwölf und Bords du Rhin (6. Auflage) vier Lithographien beigegeben. Beide waren laut vorderem Einbandspiegel 1864 zum Preis von „1 Thlr. 10 Sgr.“ lieferbar.
Mitte der 1850er Jahre setzte der Verlag auch den Blaudruck bei Ansichten ein, wie zum Beispiel bei den Bänden Rheinlande und Schweiz (beide 1856) sowie Le Rhin (1854) ein.

Abbildungen in frühen Baedeker-Ausgaben
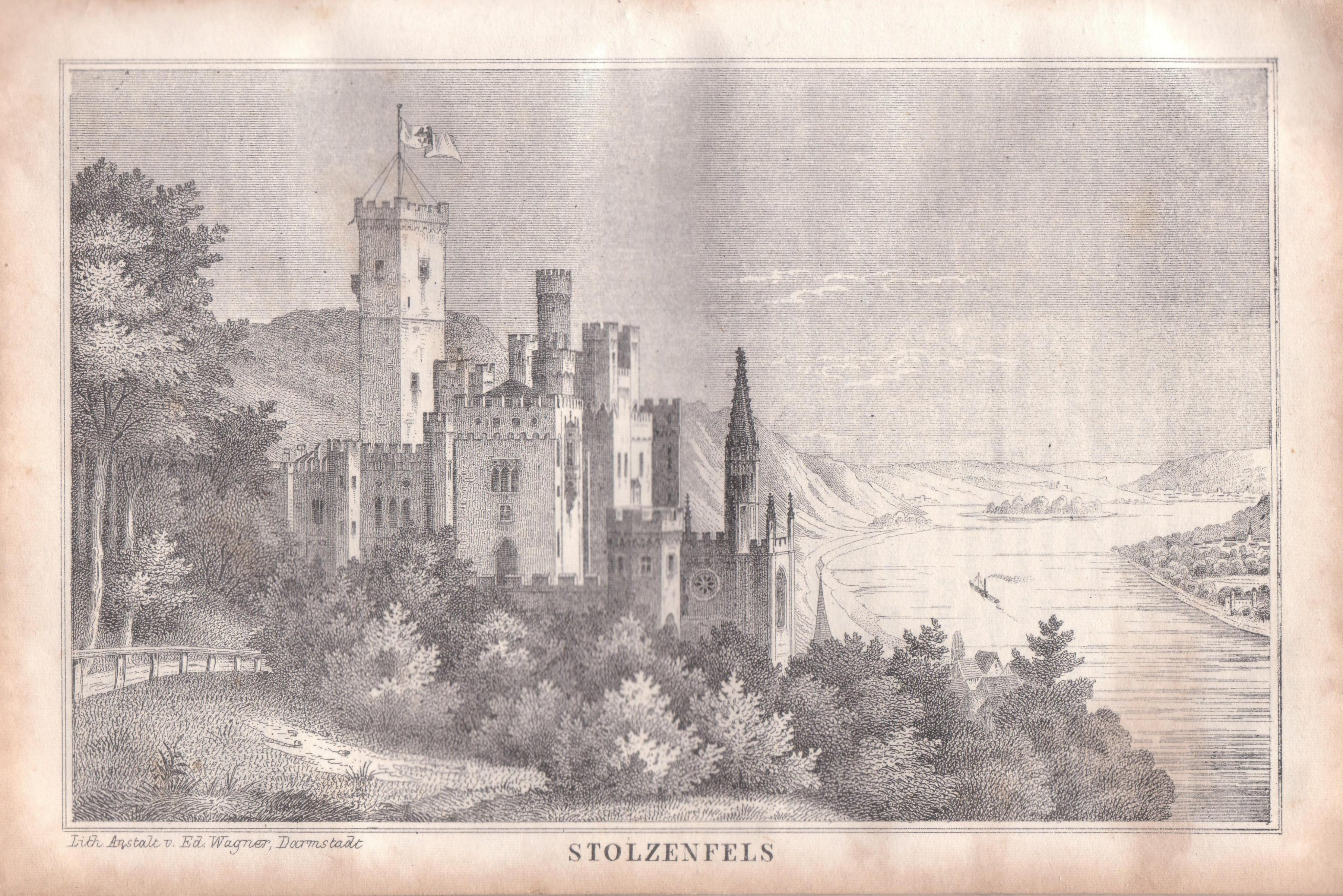
Lithographie von Schloss Stolzenfels aus: Bords du Rhein (1864, F 7)
Lithographie des Rheinfall (Schaffhausen) aus: Suisse (1863, F 45b)
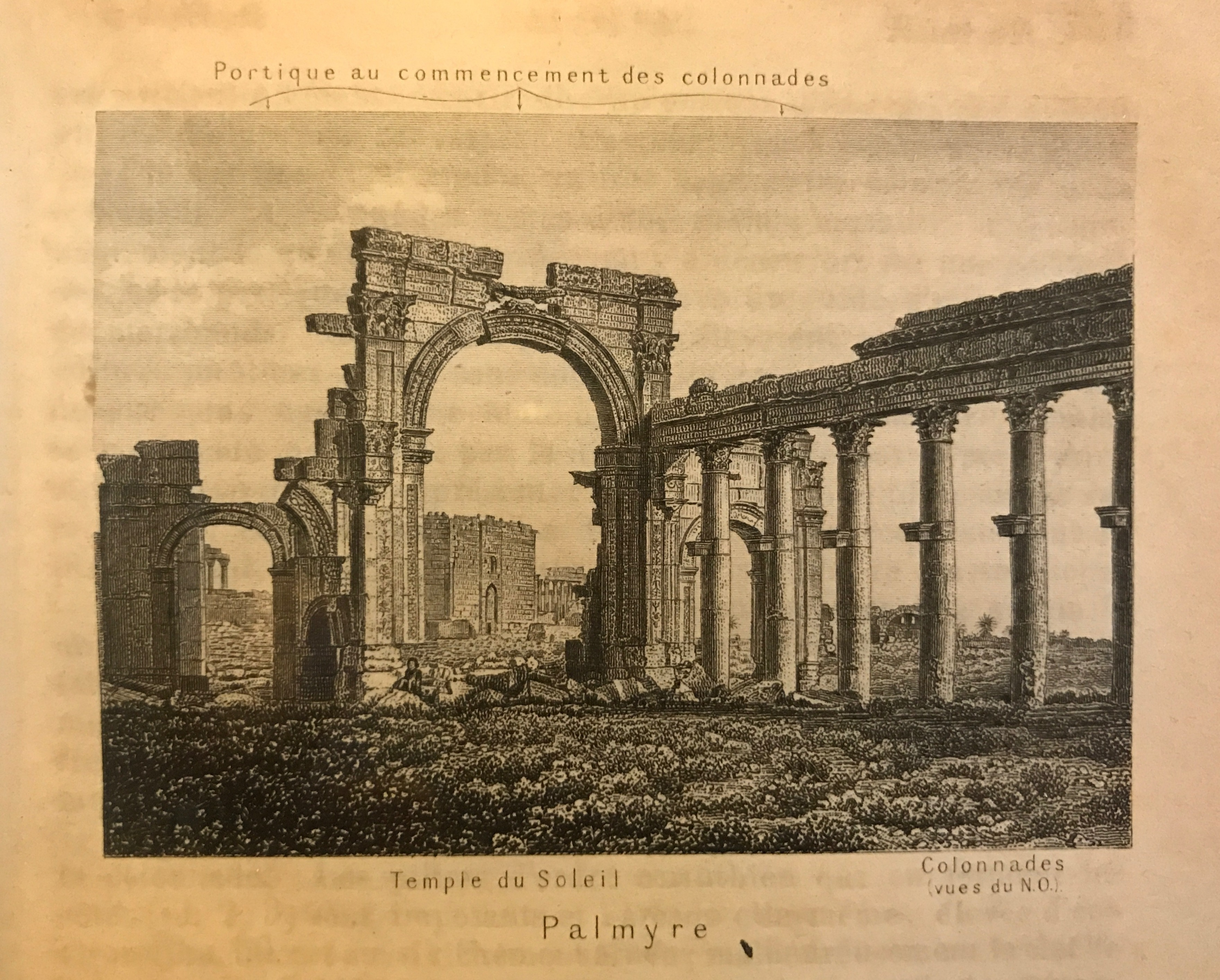
Holzstich mit Ruinen von Palmyra aus: Palestine et Syrie (1882, F 217)
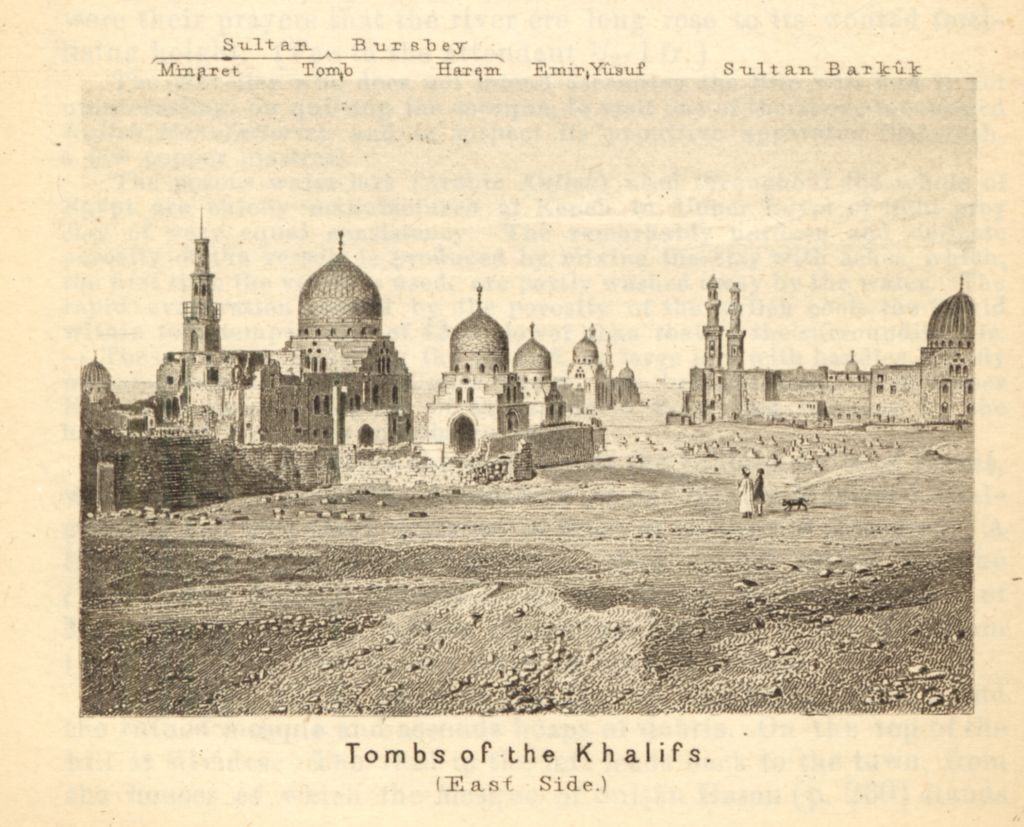
Holzstich „Ansichten verschiedener Gräber der Kalifen“ aus: Lower Egypt (1885, E 246)

Nach Verlagsauffassung verteuerten die Illustrationen, die ohne größeren Nutzen für den Leser waren, da dieser sich an Ort und Stelle selbst sein Bild von den Sehenswürdigkeiten machen konnte, nur unnötig die Herstellung und trieben damit die Verkaufspreise in die Höhe. Dementsprechend würden sie sich in letzter Konsequenz als Verkaufshemmnisse erweisen. So verschwanden sie ab Mitte der 1890er Jahres wieder aus den Bänden.
Erst nach dem Zweiten Weltkrieg wurden wieder durchgängig schwarz-weiß–Zeichnungen zur Auflockerung der Reisegebietsbeschreibung verwendet, die aber kostengünstig zusammen mit dem Text gedruckt werden konnten. Beginnend 1974 mit dem Länderband USA mit Farbfotos und dann durchgängig bei der konzeptionell völlig neugestalteten Baedeker–Allianz-Reihe ab 1979 wurde von den modernen typographischen Mitteln zur anschaulicheren Darstellung von Reisezielen und einzelnen Reiseobjekten umfassend Gebrauch gemacht (Farbfotografie, dreidimensional gestaltete Gebäudeschnitte etc.), da diese inzwischen kostengünstig verfügbar und auf dem Reiseführer-Markt Standard geworden waren.

#### Beilagen und Beibindungen zu aktuellen Ereignissen
- Beilagen

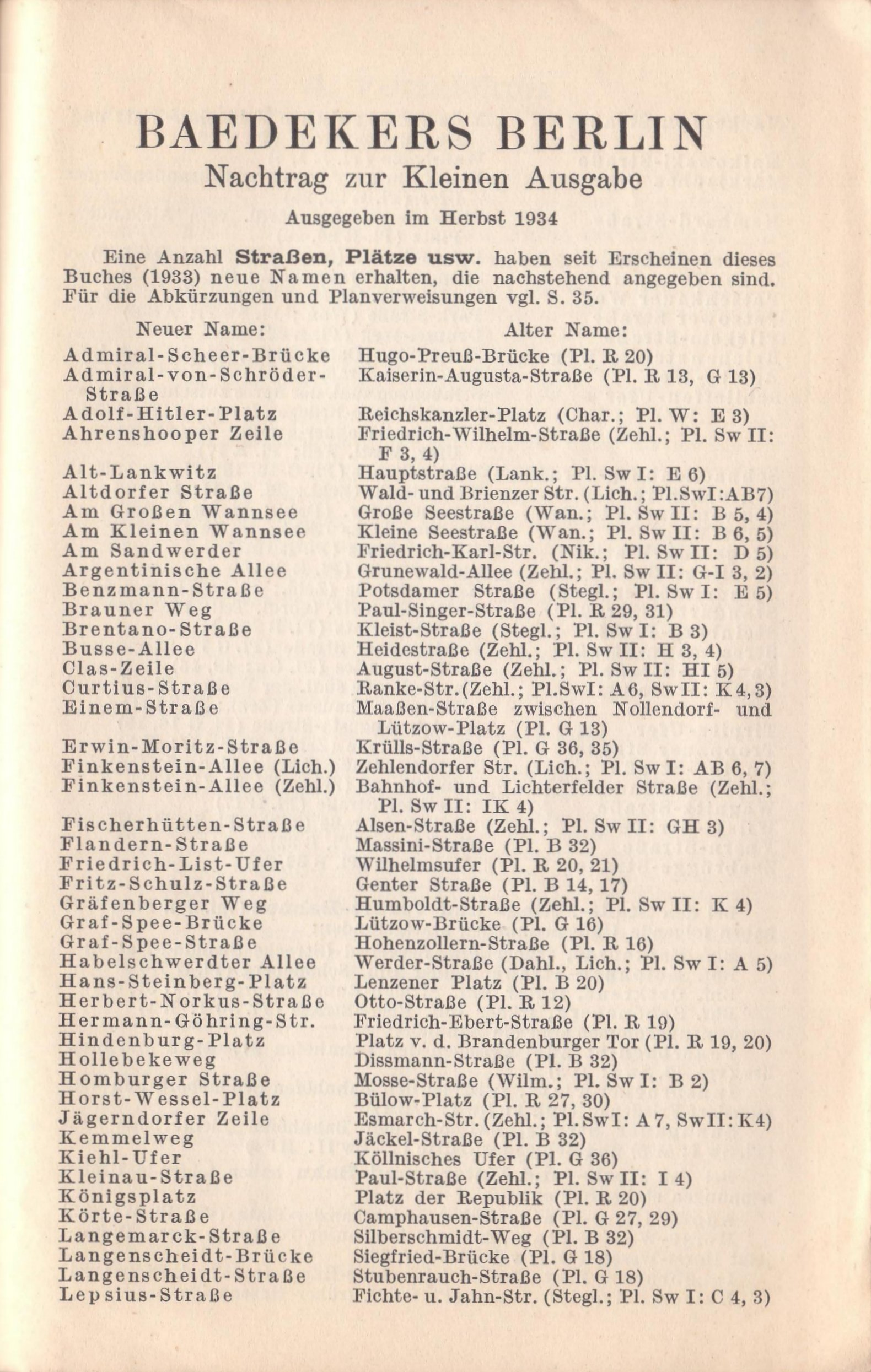
Beigebundener Nachtrag von 1934 zu Berlin (1933, D 222)

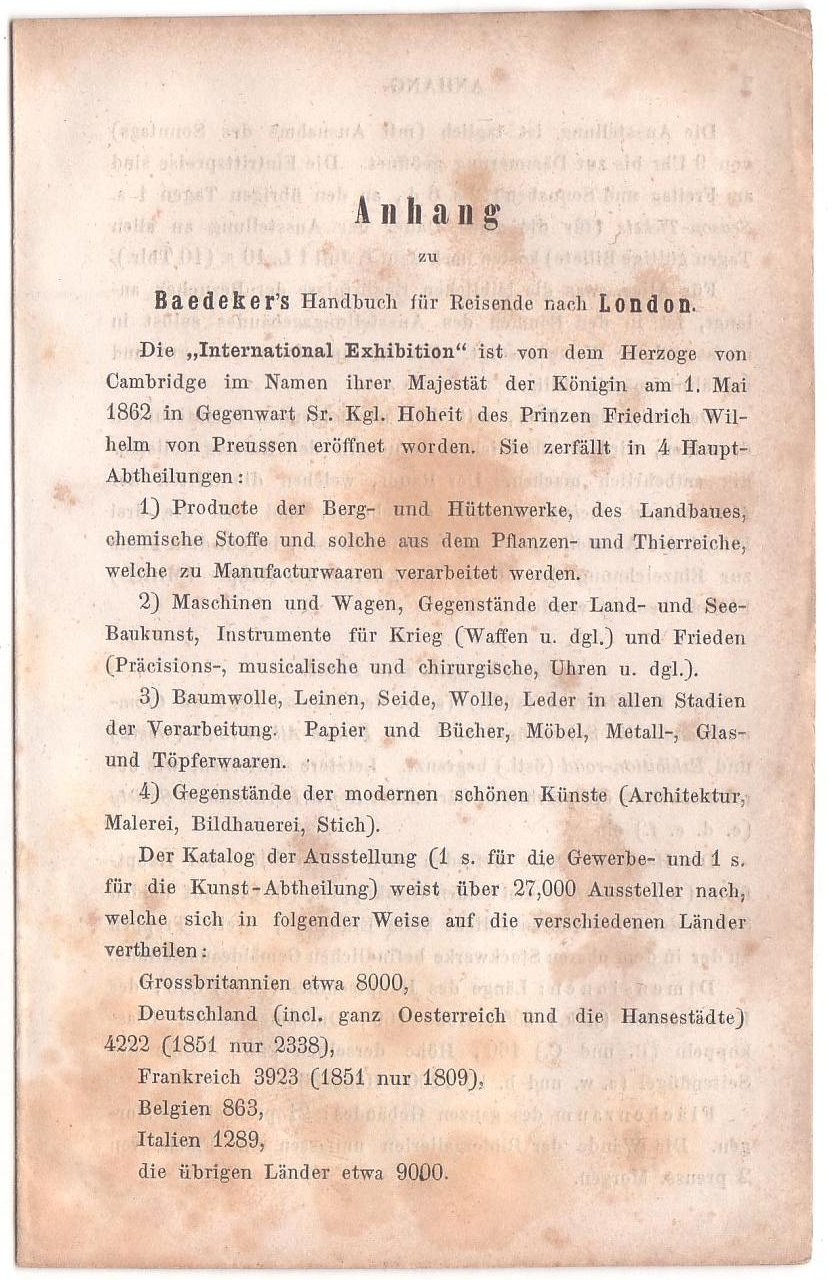
Anhang „International Exhibition“ zu London (1. Auflage, 1862, D 420)

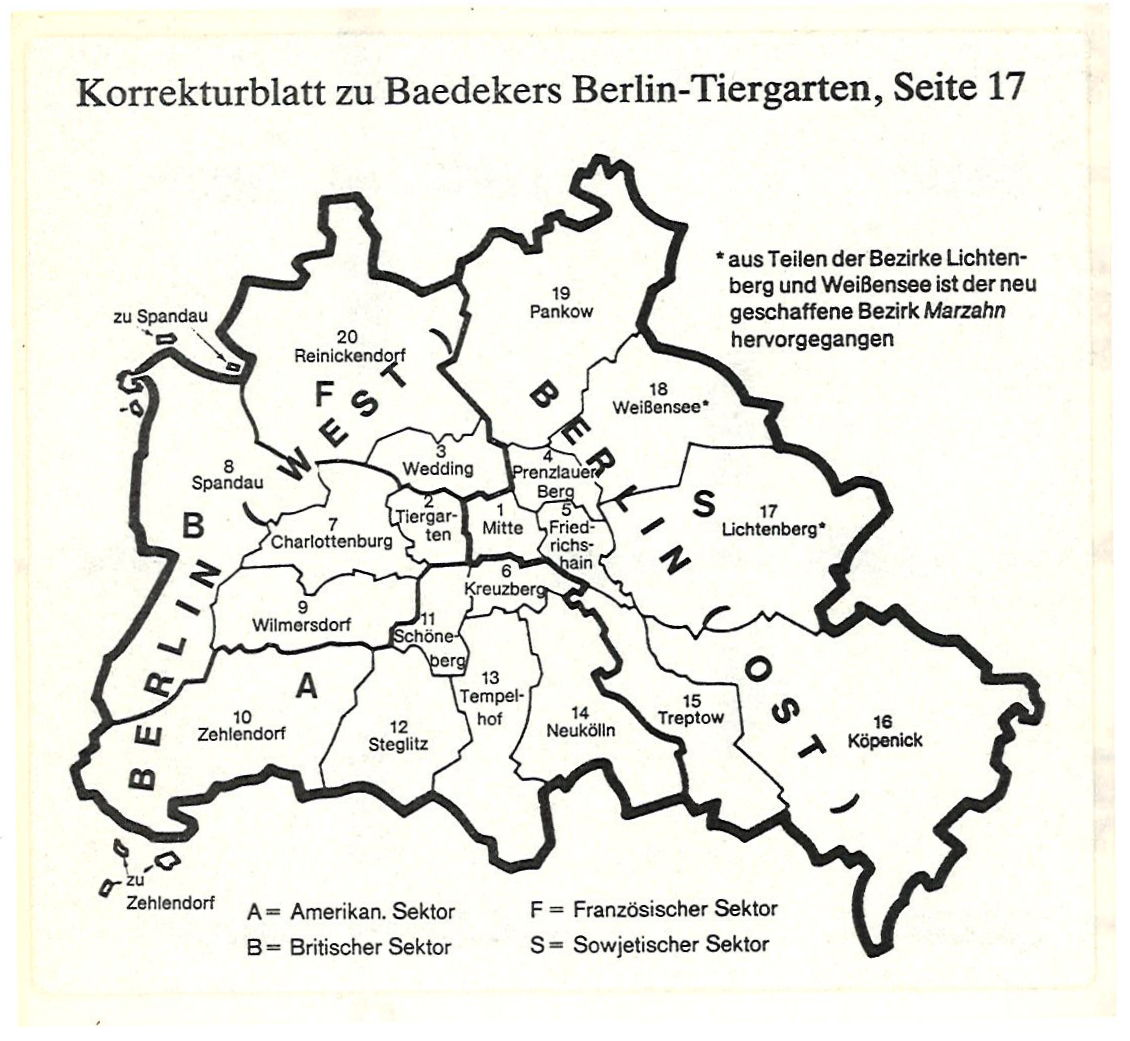
Berlin-Tiergarten (1984), Korrekturzettel zum Plan der Bezirke

Wenn auf Veränderungen in einem Reisegebiet reagiert werden musste, ohne dass gerade eine Neuauflage eines Bandes anstand, bei der man den Inhalt entsprechend anpassen konnte, wurden vorhandenen Auflagen kostenlose Beilagen beigegeben und auch die Buchhändler mit diesen versehen, damit sie diese den bei ihnen vorhandenen Lagerbeständen beifügen konnten und sie damit auf den neuesten Stand brachten. So gab es 1897 und 1904 bei den deutschen und englischen Ägypten-Bänden von 1885 und 1902 für die jeweils neu eröffneten Museen in Gizeh und Kairo 24-seitige Broschüren mit Lageplänen, deren Inhalt in die nächsten Folgeauflagen eingearbeitet wurde. 
Beilagen gab es aber auch zu aktuellen Ereignissen, die nur von kurzer Dauer waren und deshalb keine langfristige inhaltliche Anpassung eines Bandes erforderten. Nur in Form von Beilagen wurde deshalb auf die Industrieausstellung von Paris 1855 sowie die Weltausstellungen von London 1862, Paris 1867, 1889 und 1937, Wien 1873, St. Louis 1904 oder Brüssel 1910 reagiert. Ebenso informierten Beilagen über die Internationale Baufachausstellung 1913 und die Internationale Ausstellung für Buchgewerbe und Grafik (Bugra) 1914, die beide in Leipzig abgehalten worden waren. Später wiesen beigelegte Hinweiszettel noch u. a. auf die Passionsspiele in Oberammergau 1922 und 1930 hin oder beschrieb ein Plan für das Reichssportfeld, der mehreren Baedeker-Ausgaben für das Olympiajahr 1936 beigelegt war, die Lage der Wettkampfstätten auf dem Berliner Olympiagelände.
Schließlich wurden auch noch in jüngerer Zeit Beilagezettel verwendet, so z. B. für den Band Berlin–Tiergarten von 1984 mit einer selbstklebenden Umrisskarte von Groß-Berlin, die über die im Band bereits vorhandene geklebt werden sollte, um die neue Stadtbezirksgliederung im Osten der Stadt korrekt abzubilden. Aus den Stadtbezirken Weißensee und Lichtenberg waren Teile ausgegliedert worden und bildeten mit Wirkung vom 5. Januar 1979 den neuen eigenständigen Stadtbezirk Marzahn.
Meistens wurden die Beilagen vom Verlag nachgeliefert, so dass sie vom Buchhändler in die bei ihm vorhandenen Exemplare erst noch einzulegen waren, was sehr oft einfach unterblieb. Da darüber hinaus bei losen Blätter die Gefahr des Verlusts aus den Baedekern generell recht hoch war, sind diese zumeist sehr rar. Bände mit vorhandenen Einlagen werden deshalb mit zum Teil erheblichen Preisaufschlägen gehandelt.
- Beibindungen

Vor dem Ersten Weltkrieg gab es zu verschiedenen Ausgaben für Reisegebiete des Orients Zensurzettel (siehe unten unter Zensurzettel).
Weiter ist die Ausgabe Berlin und Potsdam. Kleine Ausgabe anzuführen, die Anfang 1933 erschien (D 222). Bei der im Jahr 1934 anstehenden Binderate wurde vor das Straßenverzeichnis ein Nachtrag eingebunden, der die seit 1933, zum Teil aus politischen Gründen, vorgenommenen Umbenennung von Straßennamen aufführt. So war aus dem Reichskanzlerplatz der Adolf-Hitler-Platz oder dem Platz vor dem Brandenburger Tor der Hindenburg-Platz geworden. Aber auch Bahnhöfe hatten neue, vielfach noch heute verwendete Namen, wie Ostkreuz, Innsbrucker Platz oder Schöneberg, erhalten, die im Nachtrag aufgelistet wurden.

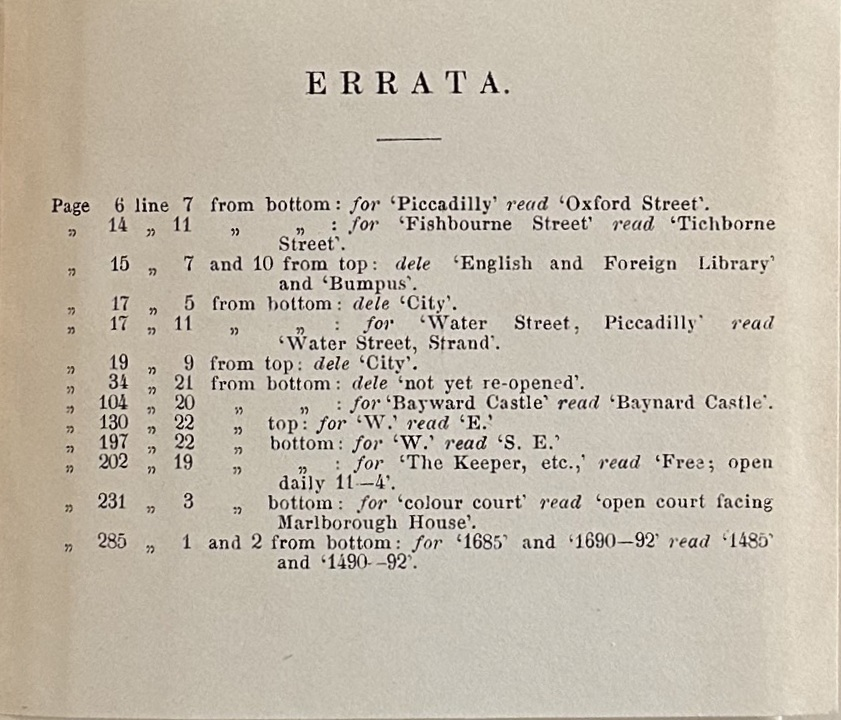
Errata-Zettel „Baedeker's London“ (1878)

#### Errata-Zettel
In der Erstausgabe des englischsprachigen London–Baedekers von 1878 (E 196) wurde vor dem Titelblatt ein beigefarbener Errata-Zettel eingebunden, der zu 13 Seiten des Bands kleinere Korrekturen enthielt.

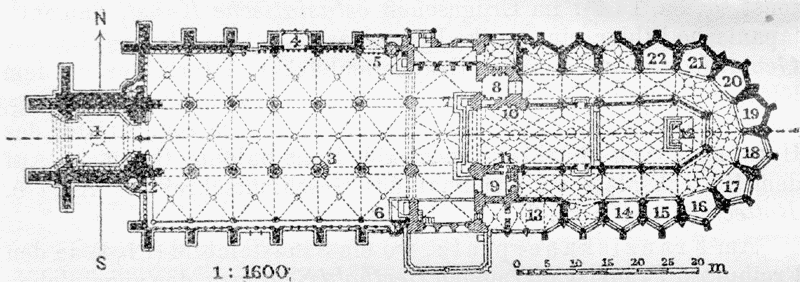
Grundriss des Freiburger Münsters, Süd-Deutschland (1913, D 80)

#### Gebäudegrundrisse
Von den wichtigsten sakralen (Kirchen, Synagogen, Moscheen, Klöster) und profanen Bauwerken (Schlösser, Museen und Galerien sowie öffentlichen Bibliotheken und Verwaltungsgebäuden) wurden Grundrisszeichnungen angefertigt und in die Baedeker aufgenommen. Da diese in den Text gedruckt werden konnten, wurde von diesem Illustrationsmittel rege Gebrauch gemacht.

#### Infografiken
Aktuell werden sogenannte Infografiken als innovatives Medium eingesetzt, um leicht verständlich mit einem schnellen Überblick Reisewissen präsentieren zu können. Über QR-Codes, die in die Grafiken eingedruckt und über Smartphones zu scannen sind, können auf weiterführenden Websites oder Videos zusätzliche Informationen abgerufen werden.

#### Karten und Pläne
- Kartengestaltung in der Anfangszeit

Zunächst wurden die kartographischen Beigaben von der „Kartographische[n] Anstalt Eduard Wagner“ aus Darmstadt geliefert. Die meisten Karten und Pläne der Anfangszeit waren dabei in schwarz-weiß, teilweise mit roten Eisenbahnlinien und hellblauen Fluss- und Meereseinzeichnungen bei den großformatigen Hauptkarten, gehalten. In den 1840er Jahren wurden die Hauptkarten teilweise auf Leinen aufgezogen, um sie robuster für die Handhabung zu machen. Anfang der 1850er Jahre gab es auch Hauptkarten auf sehr dünnem blauen Papier (z. B. Mittel- und Norddeutschland (D 96) und Österreich, Süd- und West-Deutschland (D 54a), beide 1853 in 5. Auflage).

- Stadtpläne in Blaudruck Mitte der 1850er Jahre

Mitte der 1850er Jahre setzte der Verlag auch den Blaudruck für die Stadtpläne ein, wie zum Beispiel bei den Bänden für Belgien (1854), Deutschland und Österreich, Paris und Südbayern, Tirol und Salzburg, Ober-Italien (alle 1855) sowie die Schweiz (1856).
 Um die Pläne und Karten, für deren Genauigkeit und Detailreichtum der Baedeker gerühmt wurde, in noch besserer Qualität den Reiseführern beigeben zu können, beschloss Wagner 1872, mit Ernst Debes zusammenzuarbeiten, der vom Verlag Justus Perthes aus Gotha kam. Die Karten, die nach der Fusion entstanden, sind in ihrer Erscheinung vielfältig. Zwischen den Maßstäben ändern sich Farbauswahl und die Art der Reliefdarstellung. Vor allem wurden Schraffen, in Richtung des Gefälles verlaufende Linien, verwendet. Höhenlinien, die am Ende des 19. Jahrhunderts wichtigste Methode zur Darstellung der Formen der Erdoberfläche, fanden kaum Verwendung. Später wurde mitunter Reliefschummerung verwendet.
- Umzug von Debes & Wagner nach Leipzig

Nachdem der Baedeker Verlag 1872 nach Leipzig umgezogen war, folgte auch die „Geographische Anstalt Wagner & Debes“ 1873 dorthin und lieferte das Gros der Karten und Pläne für die Baedeker bis 1945. Ab 1873 führte Eduard Wagners Sohn Heinrich Wagner zusammen mit Ernst Debes den Betrieb weiter. Neben diesen zeichneten unter anderen der Berliner Heinrich Kiepert (Palästina 1875 und Unter–Ägypten 1877), Johann August Kaupert und Leopold Kraatz sowie der Ägyptologe Richard Lepsius (Unter– und Ober–Ägypten) Karten für Baedeker.
- Hauptkarte des Reisegebiets

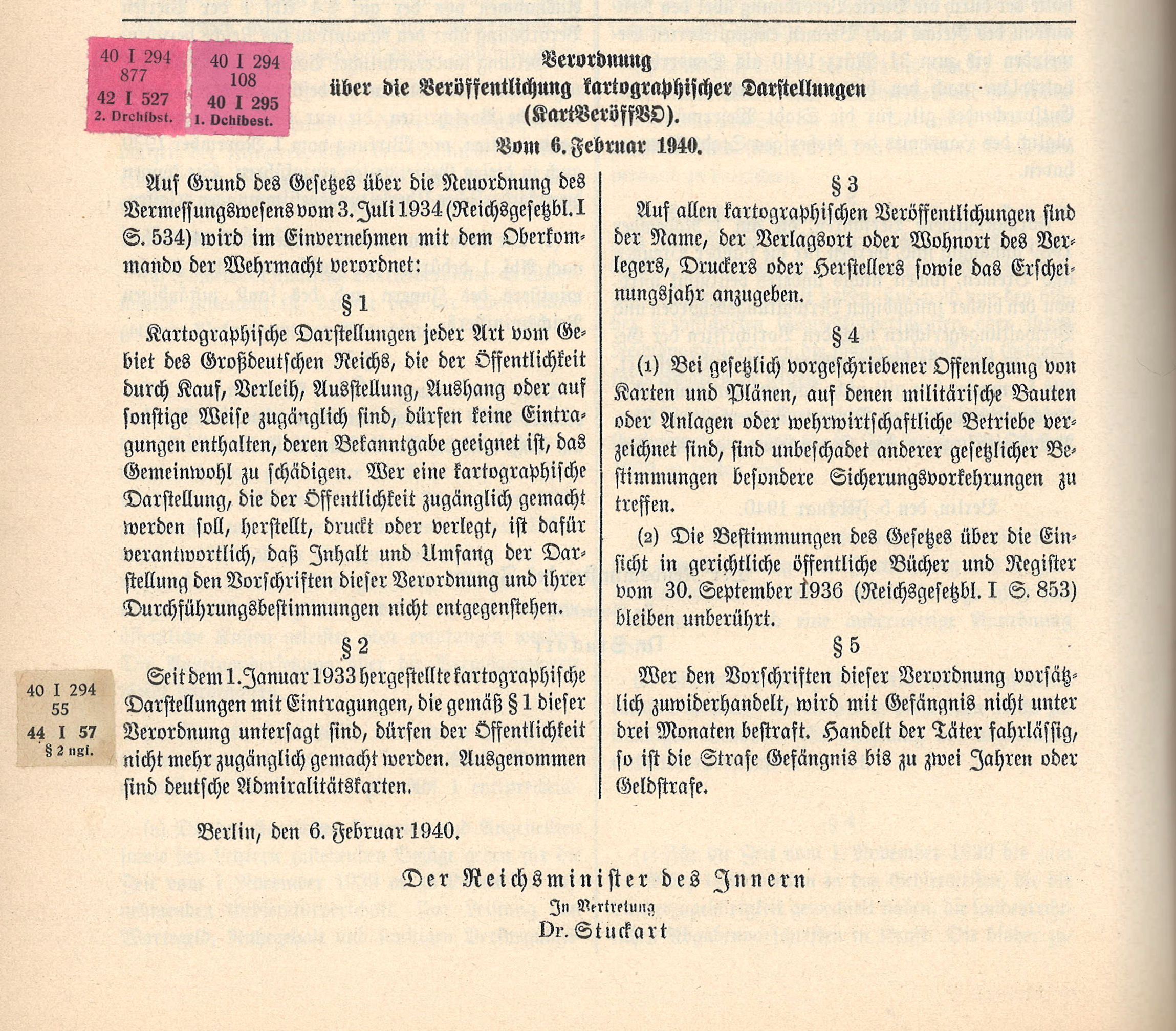
VO über die Veröffentlichung kartographischer Darstellungen von 1940 (RGBl. 1940 I S. 294)

Grundsätzlich wurde für das behandelte Reisegebiet mindestens eine große Übersichtskarte, die entweder vor oder nach dem Haupttext eingebunden war, mitgeliefert. Bei der englischen Erstausgabe London von 1878 (Stadtplan) einmalig und durchgängig ab der Ausgabe Griechenland (1883, D 467) konnte diese auch in einer Tasche in der Rückendecke separat beigefügt sein. Diese Kartenanordnung ist u. a. noch bei den Bänden Indien (1914, D 499), das Deutsche Reich und einige Grenzgebiete (1936, D 228) und Süddeutschland (1937, D 83) sowie nach 1945 in der 2. Auflage, des Stadtführers für Stuttgart von 1955 (K 633), zu finden. Auch beim Stadtführer von Stuttgart (1949 ff.) und einigen Bezirksführern von West-Berlin wurden die Karten herausnehmbar in die Broschur eingelegt, um die Benutzerfreundlichkeit zu erhöhen. Ein Manko der broschierten Stadtführer stellen nämlich die vollständig eingebundenen Stadtpläne dar, deren Lesbarkeit in ihrem Mittelteil nahe der Bindung deutlich eingeschränkt ist. Bei den Stadtführer-Ausgaben für Berlin von 1975 und 1979 wurde sogar ein über das Format der Broschuren hinausgehender Stadtplan beigegeben.
- Plananhang

Es kommt auch eine Zusammenfassung von Karten und Plänen in einem separaten Plananhang vor, wie bei den Städten Berlin, London oder Paris.
- Stempel zur Verkaufsfähigkeit von 1940

Ab 1940 mussten kriegsbedingt die seit dem 1. Januar 1933 erschienenen Ausgaben mit einem Stempel versehen werden, der ihre Verkaufsfähigkeit gemäß der Verordnung über die Veröffentlichung kartographischer Darstellungen (KartVeröffVO, RGBl. 1940 I S. 294), zu der zwei Durchführungsbestimmungen ergingen, dokumentierte. Danach durften in den Baedekern Darstellungen bestimmter kriegsrelevanter Örtlichkeiten nicht oder nicht so detailliert enthalten sein, dass sie von Kriegsgegnern für militärische Zwecke verwendet werden konnten.
- Hauptkarte in modernen Ausgaben

Auch die Baedeker-Allianz-Reiseführer und die neue Baedeker-Generation ab 2013 verfügen über eine separate, zusammengefaltete Hauptkarte, die in den hinteren Teil des Umschlags bzw. eine eingebundene durchsichtige Tasche eingelegt ist und einer vollwertigen, in dieser Qualität auch einzeln zu erwerbenden Karte oder einem Stadtplan entspricht.

#### Konversationsbücher und Sprachlehren
Um dem Reisenden eine schnelle Verständigung auf seinen Reisewegen zu ermöglichen, verlegte Baedeker bereits ab 1836 ein Traveller’s Manual of Conversation (Conversationsbuch für Reisende) in vier Sprachen (englisch, deutsch, französisch und italienisch). Diesem für englische Reisende bestimmten Taschenbuch sind dann 1864 auch Ausgaben für deutsche und französische Leser gefolgt. Die Bücher beschränkten sich auf ein Wortverzeichnis und kurze Fragen, da der Verlag beim Benutzer Grundkenntnisse in diesen vier Sprachen voraussetzte.
Der für den Mitteleuropäer wesentlich fremderen russischen Sprache widmete dann der Verlag einen erstmals 1883 (Folgeauflagen 1888, 1897, 5. Auflage 1912) erschienenen gesonderten Band Kurzer Leitfaden der russischen Sprache, dem ab 1893 eine französische Variante Manuel de langue russe (Folgeauflagen 1897, 1903, 1922) und 1914 noch eine englische Ausgabe Manual of the Russian Language folgten. Nur dem Band Schweden, Norwegen war von Beginn an (1879) ein Dänisch–Norwegisch-Schwedisch-Sprachführer beigebunden.

Baedeker-Sprachführer zu verschiedenen Sprachen
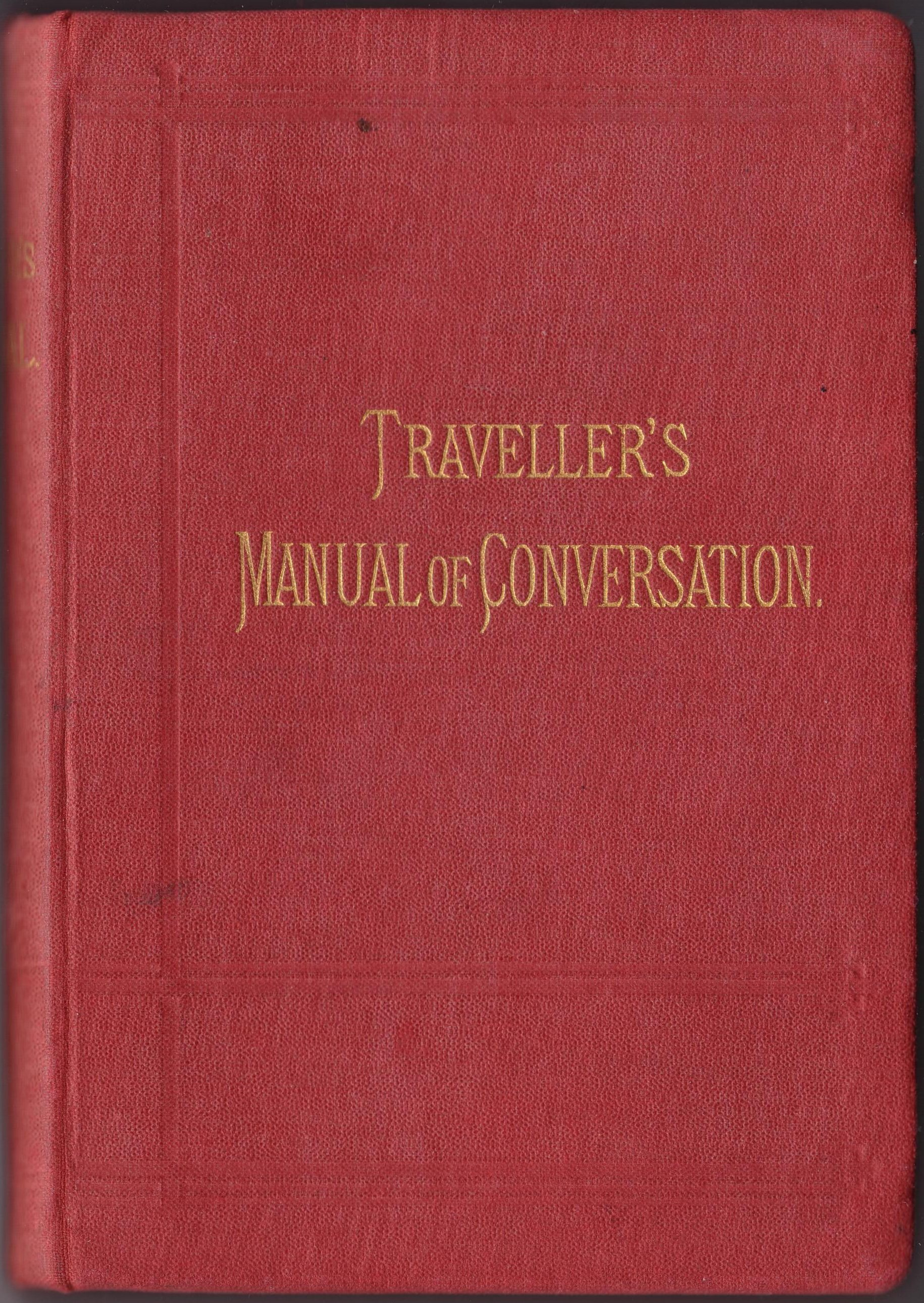
Traveller’s Manual of Conversation (1873, S 9)
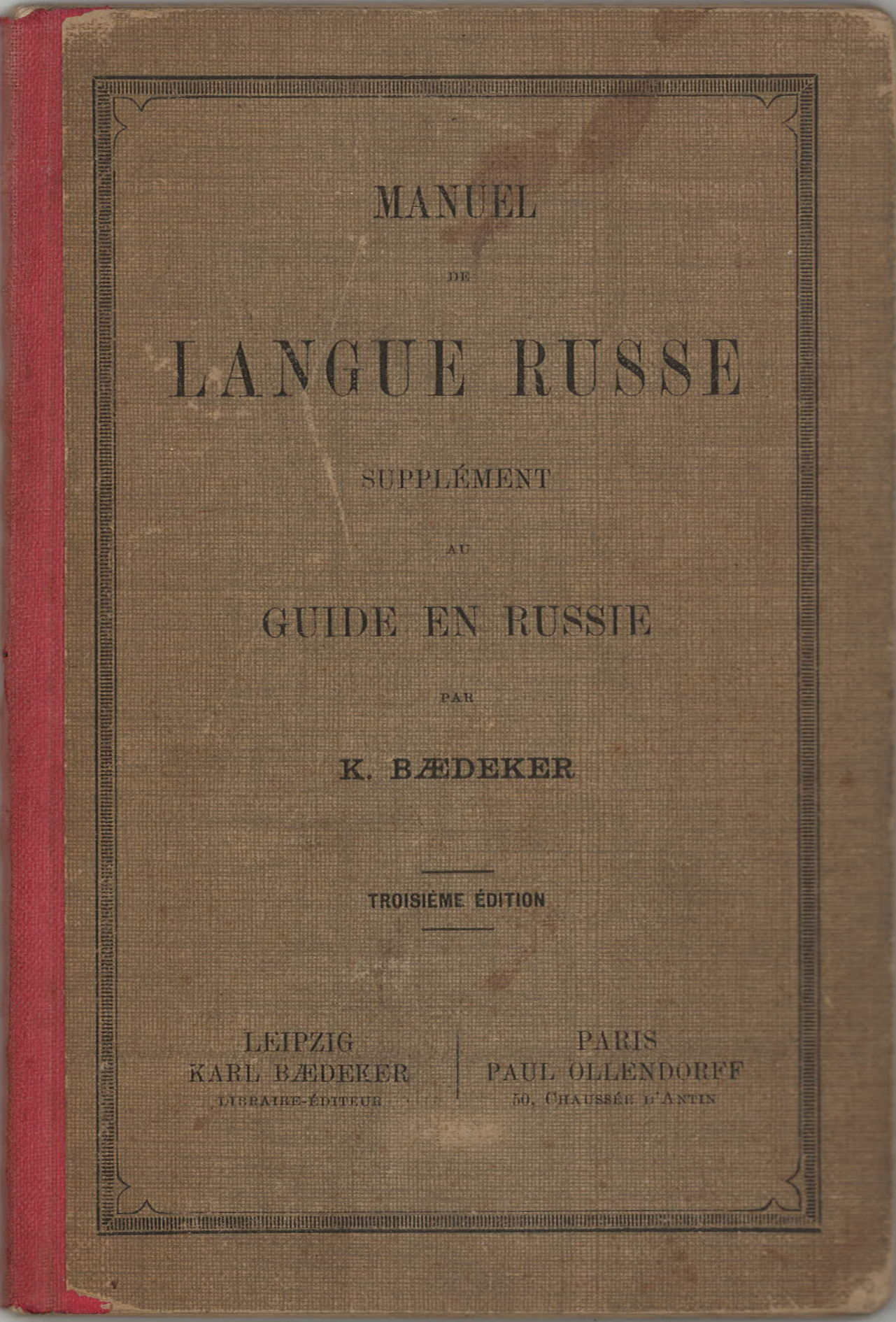
Manuel de langue russe (1907, S 13)
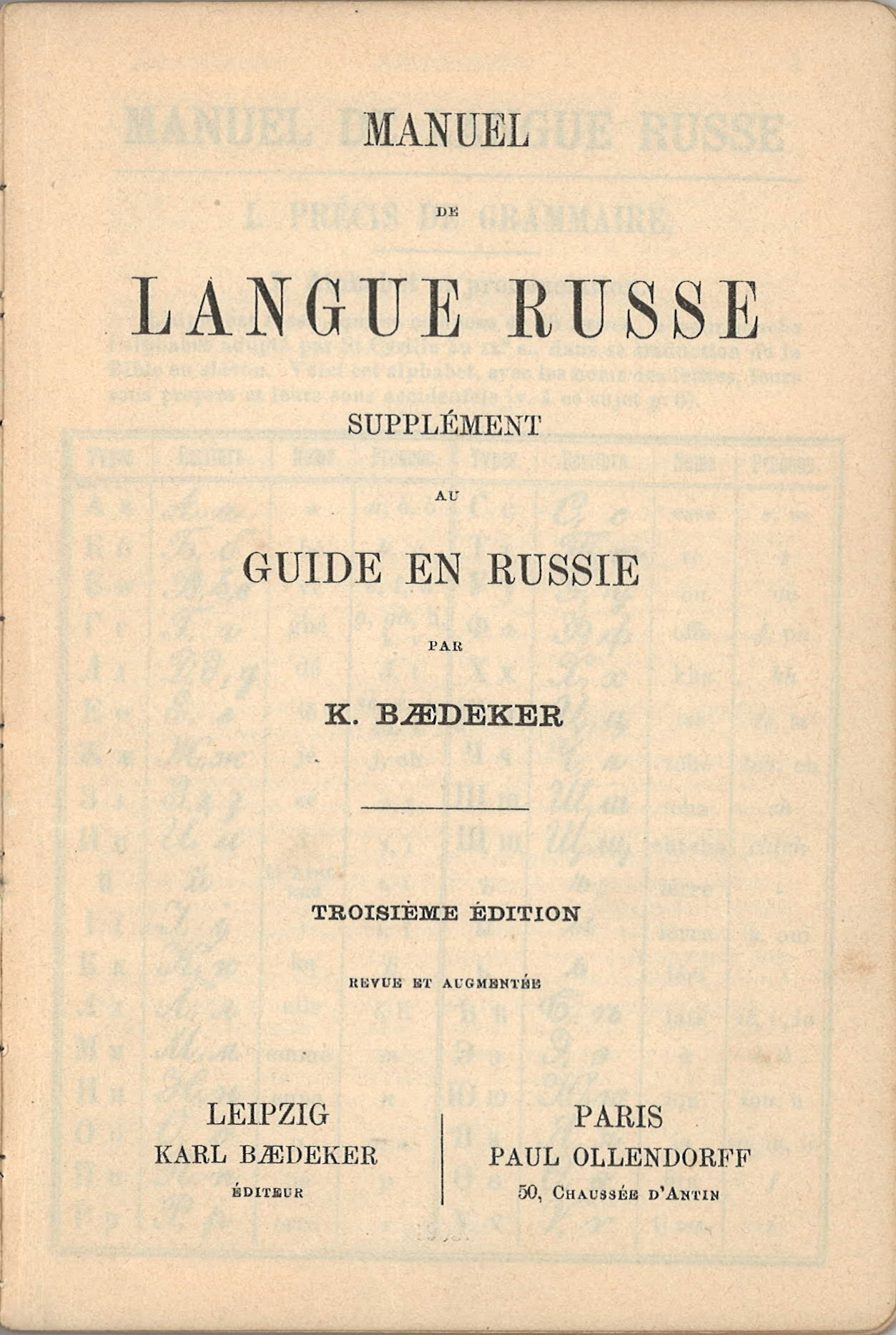
Manuel de langue russe, Titelblatt (1907, S 13)
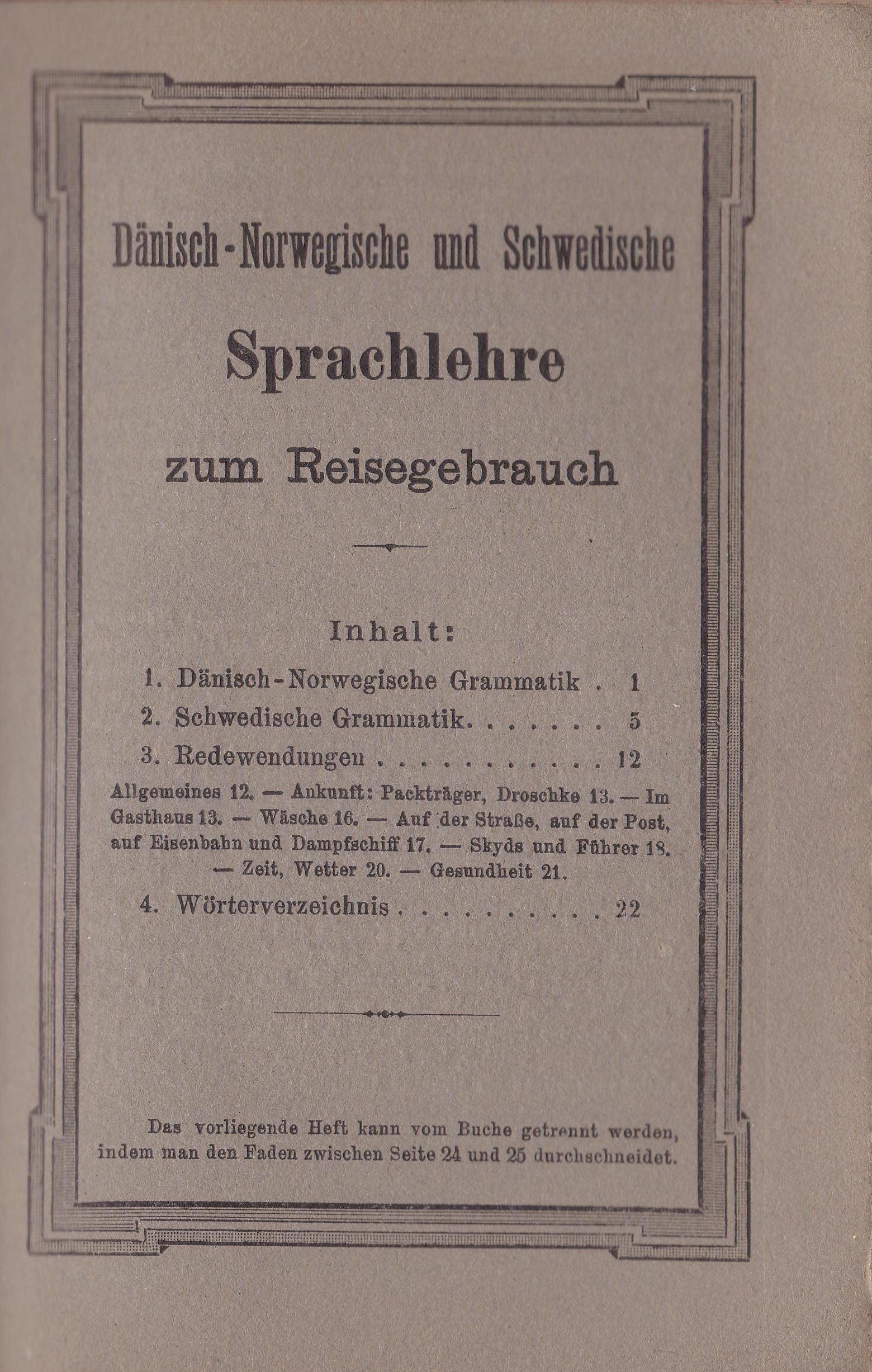
Dänisch-Norwegische und Schwedische Sprachlehre aus Schweden, Norwegen (13. Auflage, 1914, D 453)

Im Übrigen wurden im Einführungsteil in vielen Bänden grundsätzliche Hinweise zu denjenigen Sprachen gegeben, denen der Reisende auf seinen Routen vor allem begegnen würde. Etwas ausführlicher waren diese in den Orientbänden Palästina und Syrien sowie Ägypten mit Ausführungen zur arabischen Sprache gehalten.

#### Lesebändchen
Die gebundenen Baedeker wurden zumeist mit zwei Lesebändchen in roter und grüner (später blauer) Farbe versehen. Diese ermöglichten dem Leser ein wiederholtes rasches Zugreifen auf gerade benötigte Reiseinformationen.

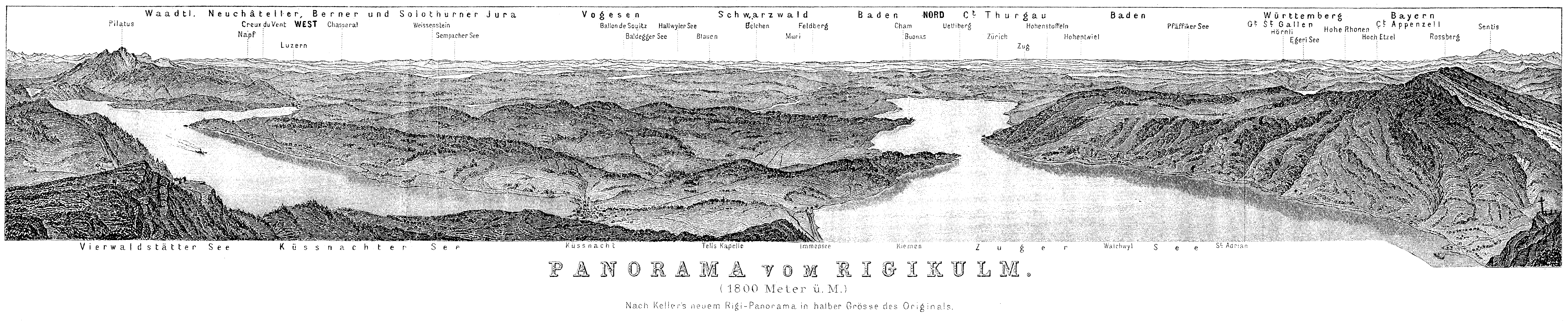
Panorama des Rigikulm Schweiz (1913, D 323)

#### Panoramen
Insbesondere bot sich für Bände, die ein gebirgiges Reisegebiet beschreiben, an, die optische Attraktivität durch die Aufnahme von auseinanderfaltbaren Panoramen zu erhöhen, die eine Rundsicht von bekannten, leicht zugänglichen Berghöhen bieten. Schon die frühen Schweiz–Bände enthielten ein Panorama vom Rigi. Soweit nicht Karl Baedeker die Panoramen im eigenen Haus fertigen ließ, so bei vielen Schweiz-Bänden, wurden diese von Eduard Wagner geliefert. Aber auch die Firma F. A. Brockhaus steuerte zum Beispiel ein Panorama vom Piz Languard (Suisse, 1863), bei. Später folgten Panoramen auch in den Bänden für Südbayern (ab 1874), Schweden und Norwegen (ab 1891), Österreich–Ungarn (ab 1910) und Ober-Italien (ab 1906).

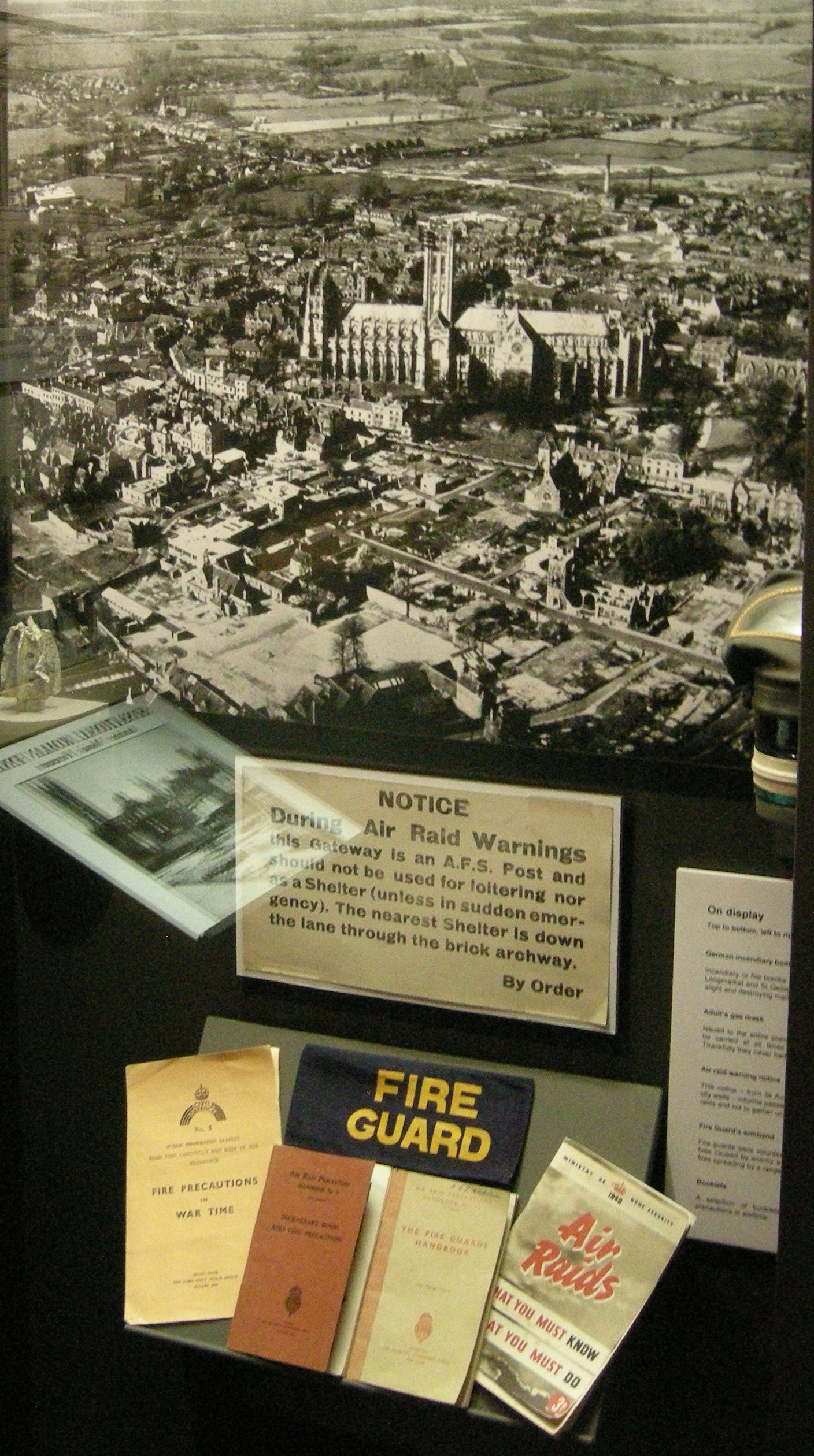
Römisches Museum Canterbury, Ausstellung zu „Baedeker-Blitz“-Angriffen von 1942

Auch imposante Stadtansichten animierten den Verlag zur verkaufsfördernden Aufnahme von Panoramen, zumal diese ein Reiseziel in seiner Wirkung auf den Benutzer plastisch illustrierten. Hier sind die Bände für Griechenland (ab 1883) mit einem Panorama von Athen, Palästina und Syrien (ab 1875) mit einem solchen von Jerusalem oder Mittel-Italien und Rom (1874 bis 1903) mit einem Rom-Panorama zu nennen. Zunächst wurden die Panoramen im Stichtiefdruck hergestellt, später als kostengünstigere Lithographien oder im Buchdruck.

#### Plananhang
Bei den Ausgaben, die den touristisch bedeutendsten Hauptstädten Europas bis zum Beginn des Zweiten Weltkriegs als Städteband gewidmet waren, wurden die wichtigsten Stadtkarten und -pläne in einem gesonderten Plananhang am Ende des Bandes zusammengefasst und als Broschüre mit Kartoneinband und einer Seitenzählung eingebunden. Sie waren dadurch leicht aus dem Baedeker herausnehmbar und konnten so separat benutzt werden. Plananhänge sind ab den 1880er Jahren in den Bänden für Berlin (nur 1927), London, Mittel-Italien und Rom sowie Paris zu finden.

#### Sterne für besondere Sehenswürdigkeiten
Ab 1846 wurden nach dem Vorbild Murrays in der dritten Auflage von Deutschland und der Oesterreichische Kaiserstaat besonders bemerkenswerte Sehenswürdigkeiten mit einem Baedeker-Stern versehen. Dieser galt lange Zeit als höchste Auszeichnung im Fremdenverkehr.
Um unter den hervorgehobenen Besuchszielen die unbedingt sehenswerten dem Reisenden ans Herz zu legen, wurde später ein Doppelstern vergeben, der auch in den aktuellen Ausgaben noch verwendet wird.
Einfache Sterne fanden auch bei der Bewertung der Qualität von herausgehobenen Hotels und Gasthäusern Anwendung. Diese konnten bei dem Verlag gegenüber nachgewiesenen Mängeln auch wieder ab- und, bei vorgenommener Abhilfe durch die betreffenden Häuser, auch wieder neu zuerkannt werden.
Im Zusammenhang mit den Baedeker-Sternen ist der sog. Baedeker Blitz (Baedeker raids) zu sehen. Damit werden in Großbritannien Angriffe der deutschen Luftwaffe während des Zweiten Weltkriegs zwischen April und Juni 1942 auf kulturhistorisch wertvolle Städte wie Exeter, Bath, Norwich, York und (nach einem Angriff auf Köln) auf Canterbury bezeichnet. Sie waren nach einem Angriff der Royal Air Force auf Lübeck auf einer Pressekonferenz des Auswärtigen Amts angekündigt worden als Attacken auf Städte, die „im Baedeker drei Sterne haben“. Dass Hitler die Ziele persönlich ausgesucht habe, fällt ins Reich der Legende.

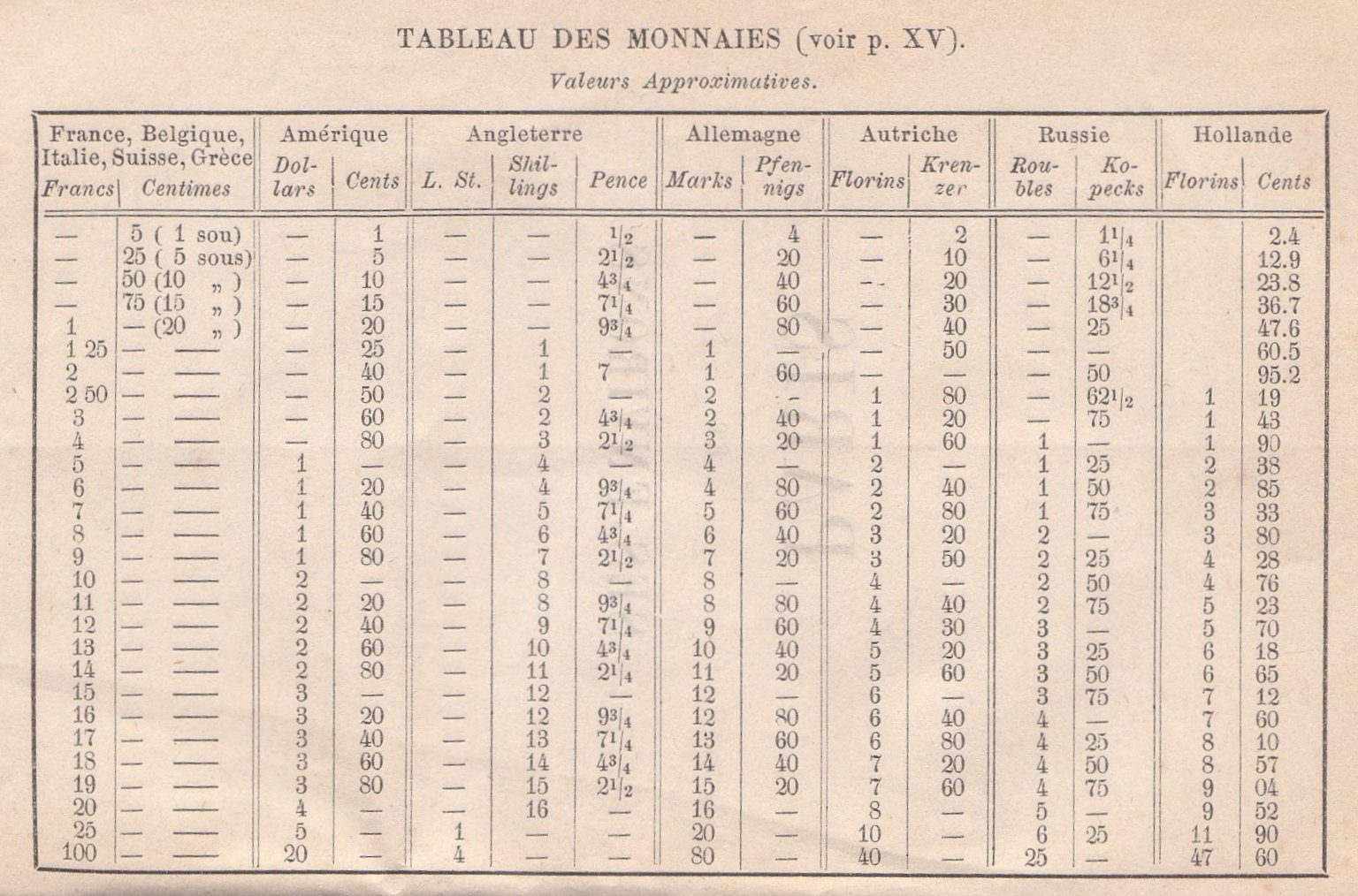
Umfangreiche Währungstabelle aus Paris (3. französische Auflage, 1874)

#### Vergleichende Geld-Tabellen
Den Bänden bis 1914 wurde häufig als Frontispiz oder vor dem Schmutztitel eine Währungstabelle vorangestellt. Sie erleichterte die Umrechnung der Preise des Reiselandes in diejenigen des Herkunftslandes des Benutzers erheblich, zumal vor 1900, in Großbritannien sogar bis 1971, viele Währungen nicht dezimal ausgestaltet waren. Die Umrechnungskurse dokumentieren bei vielen europäischen Währungen die enormen Wertveränderungen, die bis zur Einführung des Euro eingetreten waren, wodurch sie letztendlich nivelliert wurden. So kostete beispielsweise 1874 eine Mark nur 0,60 holländische Gulden und mussten für einen französischen Franc noch 0,80 Mark bezahlt werden – ein Betrag, der auch für das vergleichbare Münznominal der übrigen Mitgliedsländer der Lateinischen Münzunion, wie die Schweiz, Belgien oder Griechenland, galt (vgl. nebenstehende Abbildung). Zum Vergleich auch Nicht-Eurowährungen: Ein russischer Rubel wertete damals 3,20 Mark, ein Pfund Sterling 20 Mark, und es waren für ein türkisches Pfund 18,50 Mark zu entrichten.

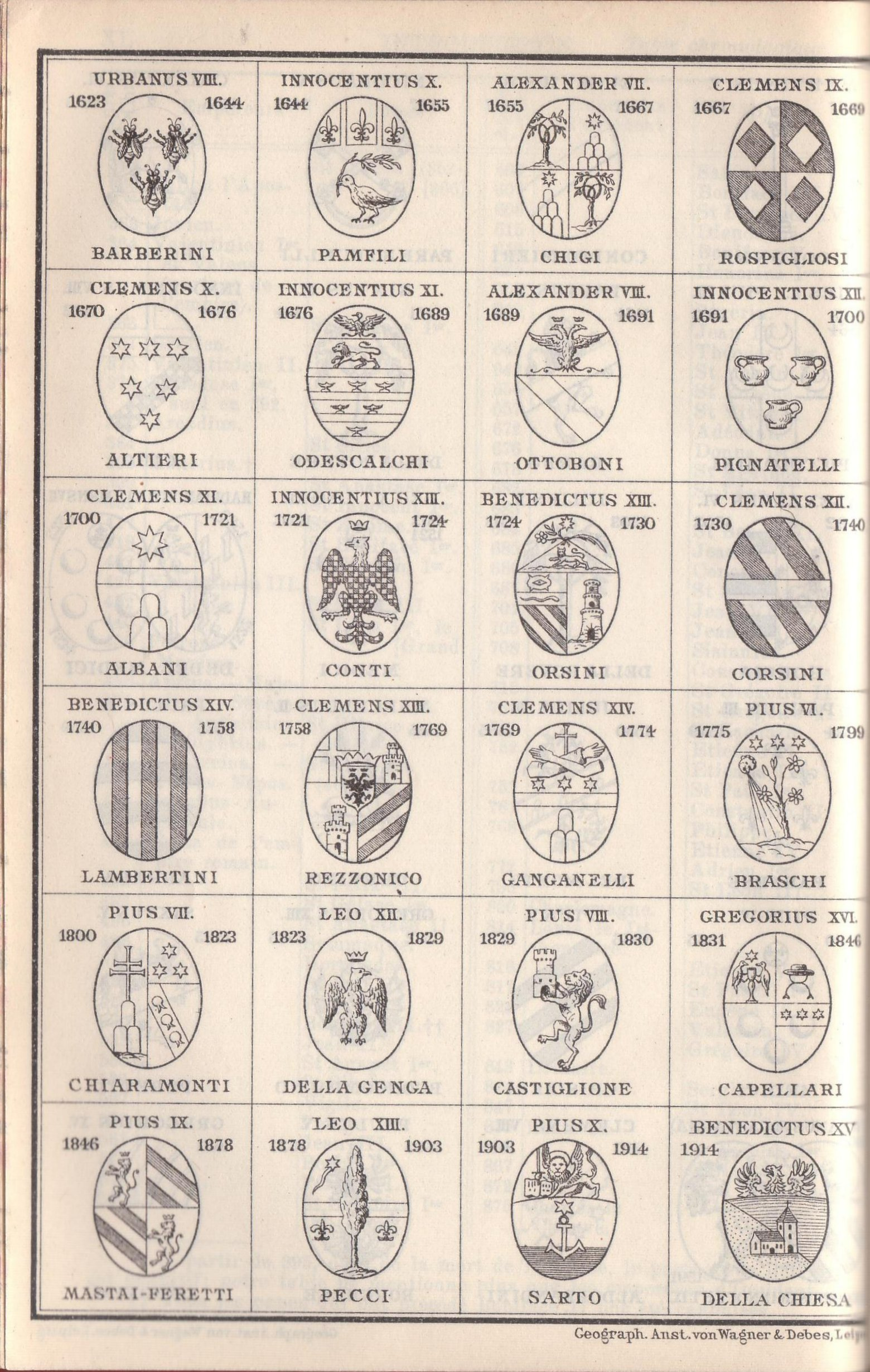
Tafel mit den Papstwappen aus Italie centrale et Rome. 14. Auflage. (1909)

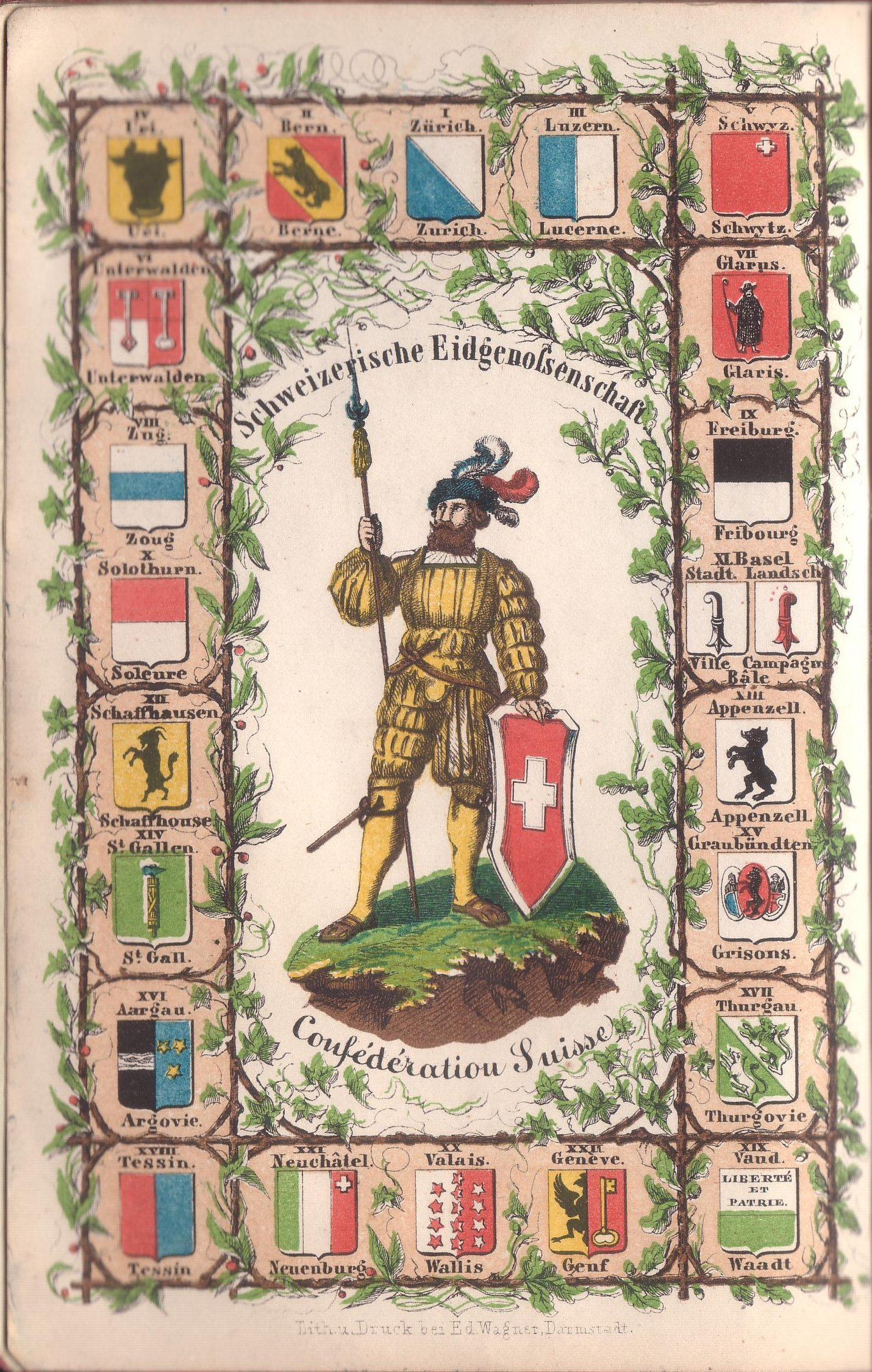
Tafel mit den Kantonswappen aus Suisse. 5. Auflage. (1863)

#### Wappen und Wappentafeln
Karl Baedekers Lieblingsband, Baedekers Schweiz, wurde von 1851 bis 1867 noch mit einer kolorierten Wappentafel der Schweizer Kantone als Frontispiz ausgestattet. Die 22, auf den Seitenrand gedruckten Kantonalwappen umgaben einen Reisläufer, der einen Schild mit dem Schweizerischen Landeswappen hält. Ebenso wurden in Baedekers Mittel-Italien und Rom ab 1889 die Wappen der Päpste mit Angabe der Dauer ihrer Amtsführung in schwarz-weiß abgebildet. Bei den Folgeauflagen der deutschen Regionalbände ab 1936, Schwarzwald, Schlesien, Südbayern und Harz, und den Ausgaben für die dem Deutschen Reich unmittelbar vor oder im Zweiten Weltkrieg angeschlossenen Gebiete, Tirol, Elsass und Wien und Niederdonau, wurde das Stadtwappen an den Beginn der Beschreibungen der größeren Städte gesetzt. In der Ausgabe für Berlin von 1936 ist es auf der Rückseite des Titelblatts abgebildet. Diese Praxis wurde auch bei den Städtebänden nach 1945 fortgeführt, die bis zur Umstellung auf ein farbiges Frontfoto zusätzlich das Stadtwappen auf dem Vorderdeckel trugen. Letzteres traf auch auf die beiden englischsprachigen Ausgaben für London von 1951 und 1955 zu.

#### Widmungssentenzen
Bei den ersten Auflagen des Bandes für Deutschland und Österreich war auf das Titelblatt die erste Strophe des Liedes „Deutscher Ehrenpreis“ gesetzt, für den 1810 Schmidt von Lübeck den Text geschrieben hatte. Später trat an die Stelle dieses nationalen Lobliedes bei vielen deutsch- und französischsprachigen Ausgaben, nunmehr auf der Titelrückseite, eine Reisesentenz von Johann Michael Moscherosch, die mit seinem Pseudonym Philander von Sittewald. 1650 unterschrieben ist:
Wer reisen will,

Der schweig fein still,

Geh steten Schritt,

Nehm nicht viel mit,

Tret an am frühen Morgen,

Und lasse heim die Sorgen.
Bei den Rheinlande-Bänden ab den 1850er Jahren wurden erst zwei, dann drei Strophen des Lied vom Rhein (1814) von Max von Schenkendorf, dem bedeutenden Dichter der Befreiungskriege, dem Buch vorangestellt. Nach 1918 wurden mitunter auch Zitate aus Goethes Faust oder, in den Ausgaben für die deutschen Regionen, Verse mit Bezug auf die im Band behandelten geographischen Räume aufgenommen.
Bei den englischsprachigen Bänden wurde ein Wunsch zur möglichst guten Aufnahme des Buchs beim Publikum von Geoffrey Chaucer abgedruckt.

#### Zensurzettel
Um vor dem Ersten Weltkrieg der Zensur durch die türkischen Behörden zu entgehen, die zur Wegnahme der Baedeker führen konnte, empfahl der Verlag mit vor dem Titelblatt eingebundenen (auch beigelegten oder eingeklebten) Zensurzetteln u. a. für die Bände Konstantinopel und das Westliche Kleinasien von 1905 und 1914 (D 497, 498) sowie Palestine and Syria (E 257) und Palestine et Syrie (F 219) – beide 1906 –, die Baedeker vor der Ankunft in einem türkischen Hafen oder an der Grenze in die Rocktasche zu stecken.

## CD-ROMs
Nur ein Intermezzo geblieben ist der erste Versuch des Verlags zur multimedialen Reiseführer-Präsentation mittels CD-ROM in der 2. Hälfte der 1990er Jahre. Für die PC-Betriebssysteme Windows 3.1/95 und 3.11/95 sowie Mac 7.01 wurden durch den Münchener systhema Verlag für ausgewählte, besonders beliebte Reiseziele unter dem Titel multimedia.abenteuer CD-ROMs mit der rot/blauen „Baedeker-Allianz“-Optik produziert und mit einem ebenso gestalteten Booklet, das Installations- und Bedienungshinweise gab, ausgeliefert. Die CD-ROMs wurden auf der Grundlage der jeweiligen Buchausgaben erarbeitet, wiesen aber einen durchaus eigenständigen Inhalt auf. So boten sie neben den auch in den Büchern zu findenden Fotos und Texten auch Videos und Dia-Shows sowie animierte Karten und ein Reisewörterbuch mit Aussprache. In dieser Form sind die Reiseländer Italien und die USA, die Insel Bali sowie die Städte Rom und Paris bearbeitet worden. Allerdings mag die Handhabung einer CD-ROM unterwegs nicht so praktikabel sein, als dass sich dieses Reiseführer-Format als vollwertige Alternative zum gedruckten Buch durchsetzen konnte.

## E-Books
Von MAIRDUMONT werden von den Titeln der Baedeker-Reihe auch E-Books, laut Verlag unter Berücksichtigung der gesetzlichen Buchpreisbindung, bis zu 30 % günstiger als die Druckausgabe in den Formaten EPUB, das mit den meisten gängigen Lesegeräten, wie Tolino, Sony Reader, Kobo, TrekStor oder BeBook gelesen werden kann, und PDF angeboten. Bei den EPUB-Titeln sind im Text Internet-Links vorhanden, mit denen – formatbedingt nur online – auf ergänzende Materialien des Verlags zu dem jeweiligen Reiseführertext (Karten, Grafiken etc.) zurückgegriffen werden kann. Nach Verlagsangaben werden zur Vermeidung von missbräuchlichen Weitergaben oder Verwendungen die E-Books mit einem so genannten Wasserzeichen markiert, anhand derer sich der Erstkäufer identifizieren lässt.

## Sonderausgaben für Unternehmen und Vereinigungen sowie Kongressveranstalter

### Vorbemerkungen
Der Verlag stellte bereits in der klassischen Baedeker-Zeit in begrenztem Umfang seine Reiseführer auch Unternehmen und Vereinigungen zur Verfügung, damit diese entsprechende Sonderausgaben für ihre Geschäftsfreunde erstellen können; diese Praxis reicht bis in die Gegenwart. Der einfachste Weg zur Nutzung der Baedeker ist dabei das Anbringen eines zusätzlichen Eindrucks zum Verwendungszweck oder des Firmenlogos auf dem Einband bei ansonsten unverändertem Bandinhalt. Alternativ wird auch der vollständige Buchinhalt verwendet, aber dieser wird in einen nicht baedekertypischen Einband eingebunden, zumeist unter Hinzufügen von Anlassseiten des Herausgebers. Diese Ausgaben sind äußerlich nicht mehr sofort als Baedeker erkennbar.
Die anerkannt hohe Qualität der Karten und Texte der Baedeker veranlasste auch nicht selten größere Vereinigungen, bei der Durchführungen ihrer Tagungen oder Kongresse zur Gestaltung der Tagungsmaterialien auf Auszüge aus Baedeker-Bänden der laufenden Produktion zurückzugreifen, um damit den Teilnehmern fundierte Beschreibungen des Veranstaltungsorts und seiner Umgebung sowie der wichtigsten Sehenswürdigkeiten an die Hand geben zu können. Dabei erfolgte die Übernahme der Baedeker-Angaben zum Teil wortwörtlich, aber auch nur mehr oder weniger bearbeitet. Die Einbände zeigen nicht selten eine weitgehende Übereinstimmung mit der Baedeker-Optik, so dass in diesen Fällen eine Aufbindung durch den Baedeker-Verlag nahe liegt oder zumindest die Bereitstellung der Einbände für die Buchbindearbeiten in Betracht kommt. Schließlich werden auch nur Auszüge aus Stadt- oder Landschaftsbeschreibungen nebst dazugehörigen Karten oder sogar nur einzelne Karten zur eigenständigen Verwendung durch den jeweiligen Herausgeber bereitgestellt.

### Ausgaben bis 1945
1885 fertigte der Verlag für den Internationalen Geologiekongress einen Auszug aus dem Band Allemagne (F 27) von 1884 und band ihn unter dem Titel Berlin et ses environs in typischer Baedekerausstattung auf. Erneut gab es diesen Titel 1908 zum 12. Internationalen Pressekongress. Eine reguläre französischsprachige Beschreibung Berlins befand sich dagegen vor 1945 nicht im Verlagsprogramm. Für die Firma Burrough Welcome and Co. (London-Sidney-Cape Town) lieferte der Verlag den Band Londres (F 203) als Werbeausgabe, wobei vor dem Titel noch einige Illustrationen eingefügt wurden und er einen dunkelroten Sondereinband erhalten hatte. 1903 gab es denselben Titel für die Internationale Telegraphenkonferenz in London im originalen Baedekereinband, versehen mit dem Aufdruck „Conférence Télégraphique Internationale“ und einer Wappendarstellung auf dem Vorderdeckel.
Beispiele für Ausgaben mit einer auszugsweisen Baedekerverwendung sind die mit einem Schutzumschlag versehene Festschrift zur Hauptversammlung des Vereins Deutscher Ingenieure gehalten zu Frankfurt am Main vom 27.–30. August 1877 oder der Führer von Budapest. Aus Anlaß der III. Wanderversammlung des Internationalen Verbandes für Materialprüfung der Technik 1901 in Budapest. Im ersten Beispiel wurden Karten und Pläne sowie Teile der Ortsbeschreibungen u. a. von Frankfurt, Mainz und Darmstadt der 19. Auflage von Rheinlande von 1876 (D 18) übernommen und dabei sogar Unrichtigkeiten des Originals korrigiert. Bei der Ausgabe für Budapest wurden Passagen und der Stadtplan aus dem Band Österreich-Ungarn (D 192) bzw. Österreich (D 88) von 1898 von dem Architekten Anton Palóczi und F. Just ergänzt und umgearbeitet verwendet sowie Fotos Budapester Sehenswürdigkeiten von Károly Divald beigefügt.

Auszugsweise Baedekerverwendung durch Vereinigungen (Beispiele)
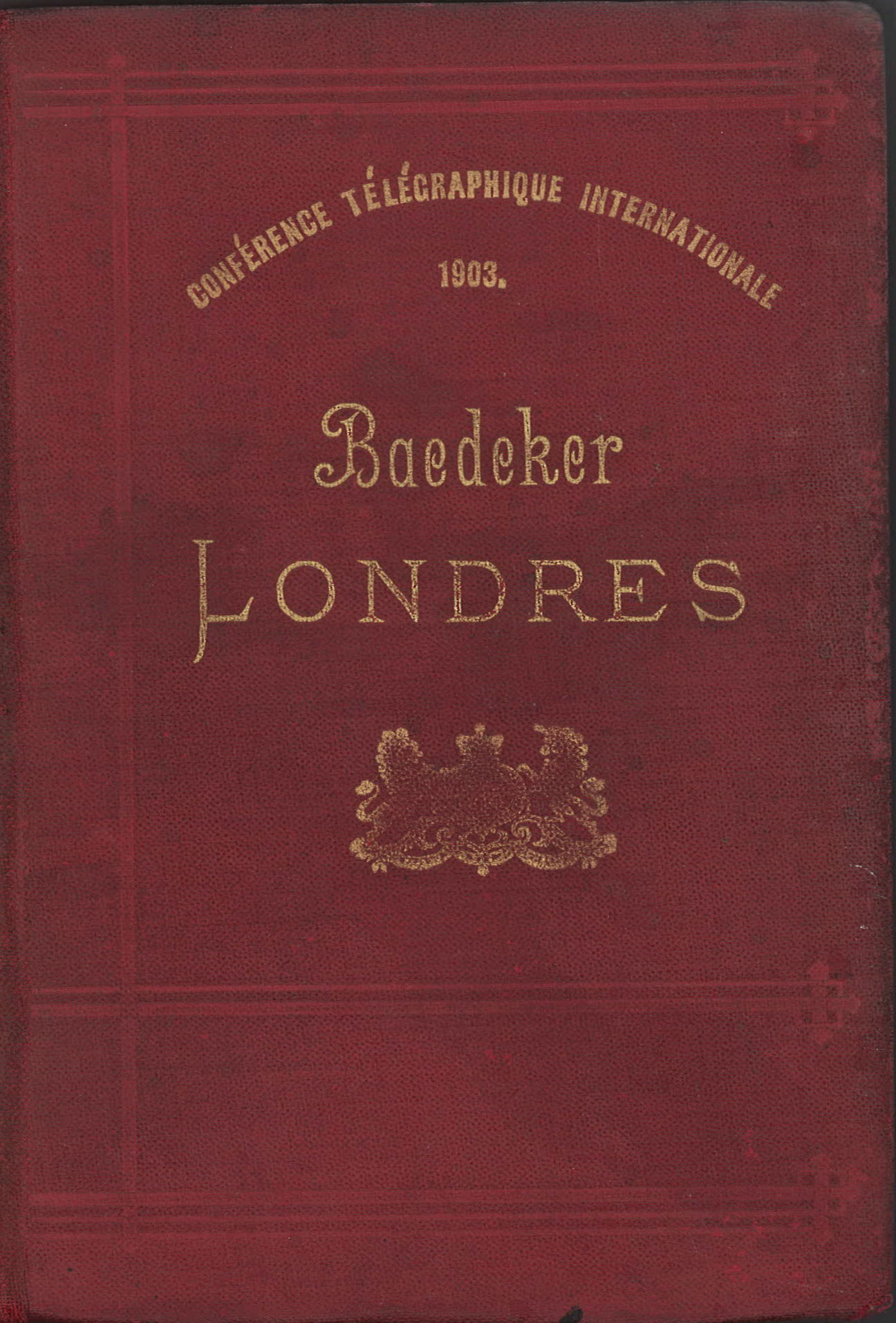
Baedeker: Londres (1899), Sonderausgabe für die „Conférence Télégraphique Internationale“ 1903
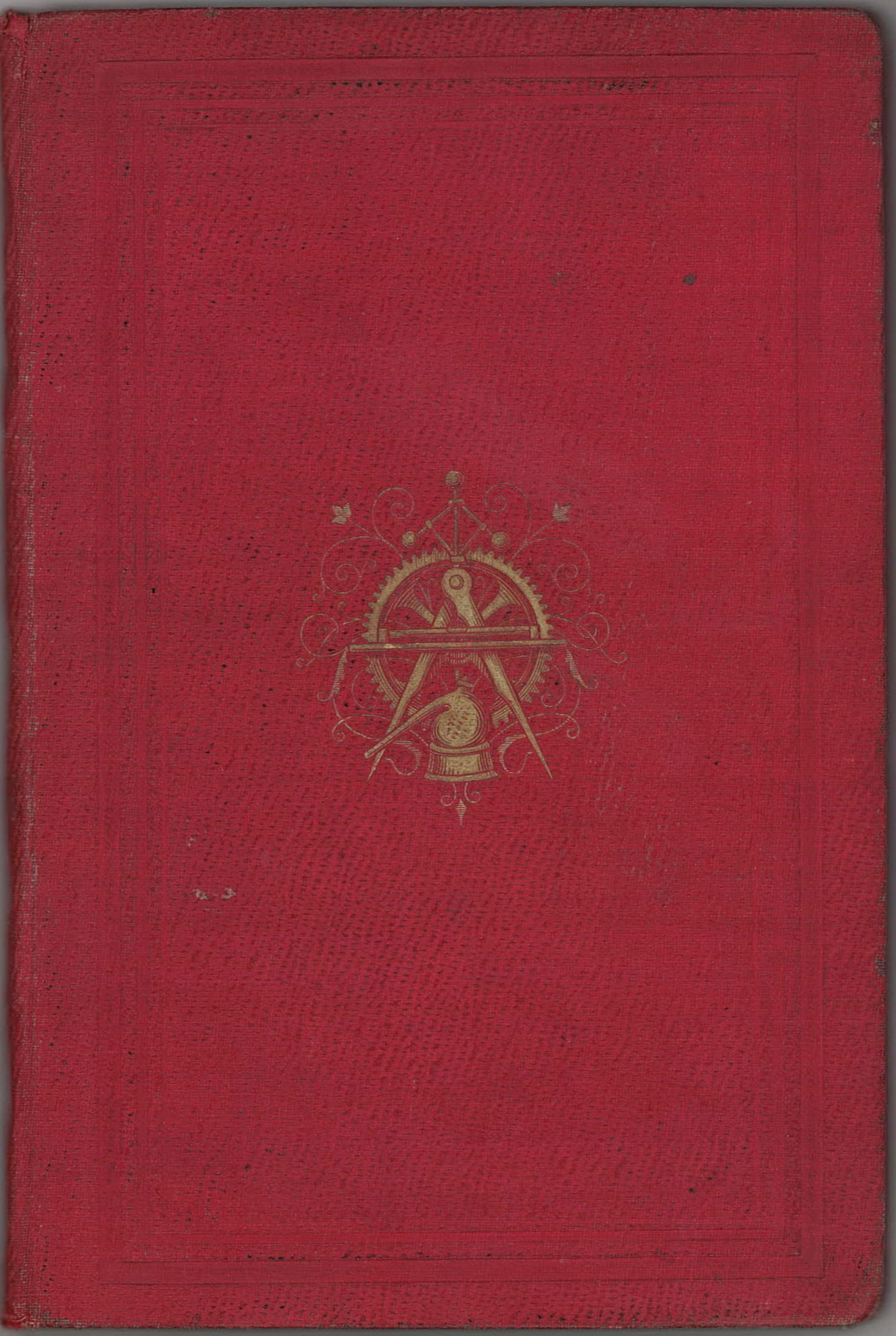
Festschrift zur Hauptversammlung des Vereins Deutscher Ingenieure 1877 mit Baedeker-Karten und -texten
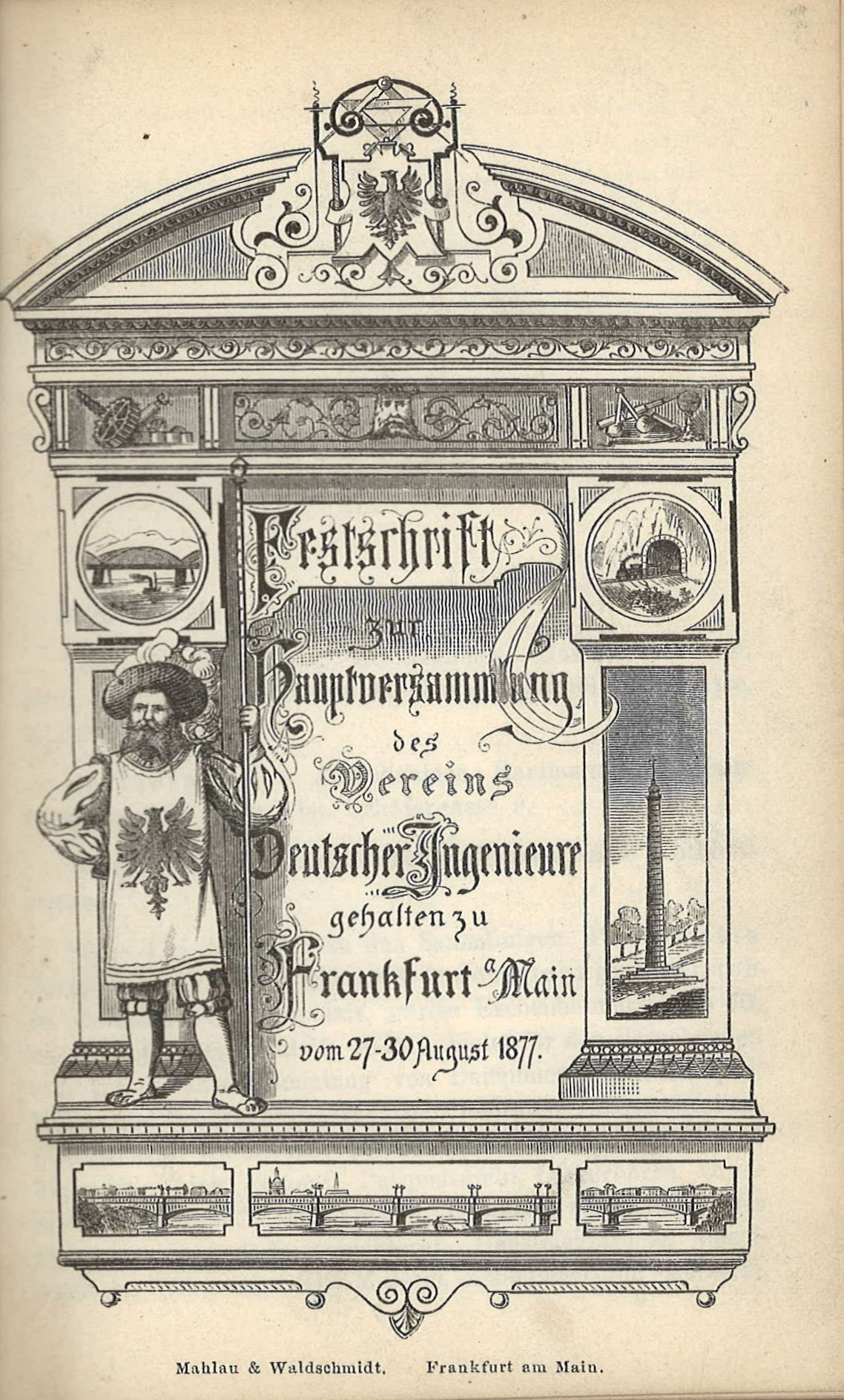
Festschrift von 1877 (Titelblatt)
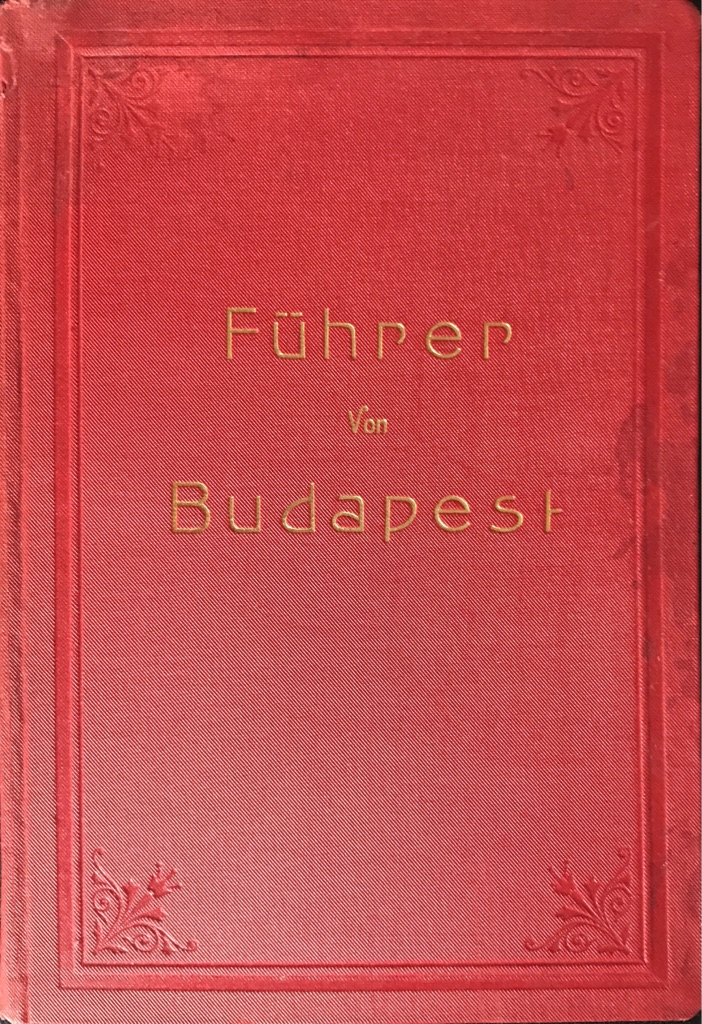
Baedekerauszug „Budapest“ für die Teilnehmer der III. Wanderversammlung des Int. Verbandes für Materialprüfung (1901)
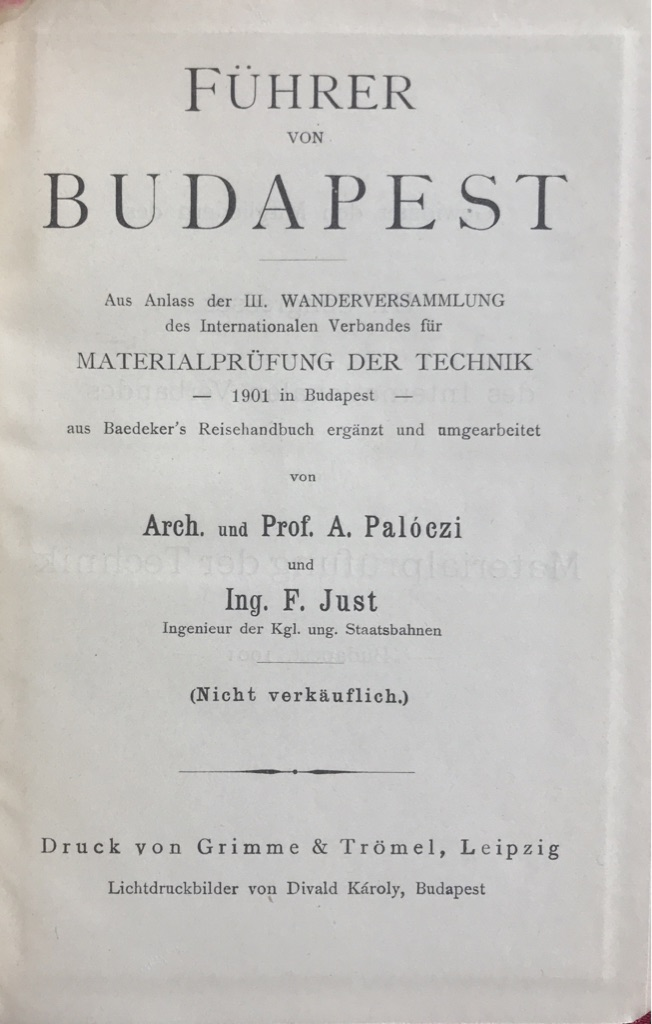
Titelblatt des Baedekerauszugs „Budapest“ (1901)

Ab Ende der 1920er Jahre räumte der Verlag anderen Reiseliteratur-Verlagen auch Reproduktionslizenzen für seine Karten ein, so beim Postreisebuch von Dresden, wo auf den Dresdner Stadtplan und eine Sachsenkarte zurückgegriffen wurde, oder 1931 beim Stadtführer Prag und seine Umgebung vom Wiener Verlag Dr. Hans Epstein.

### Ausgaben nach dem Zweiten Weltkrieg

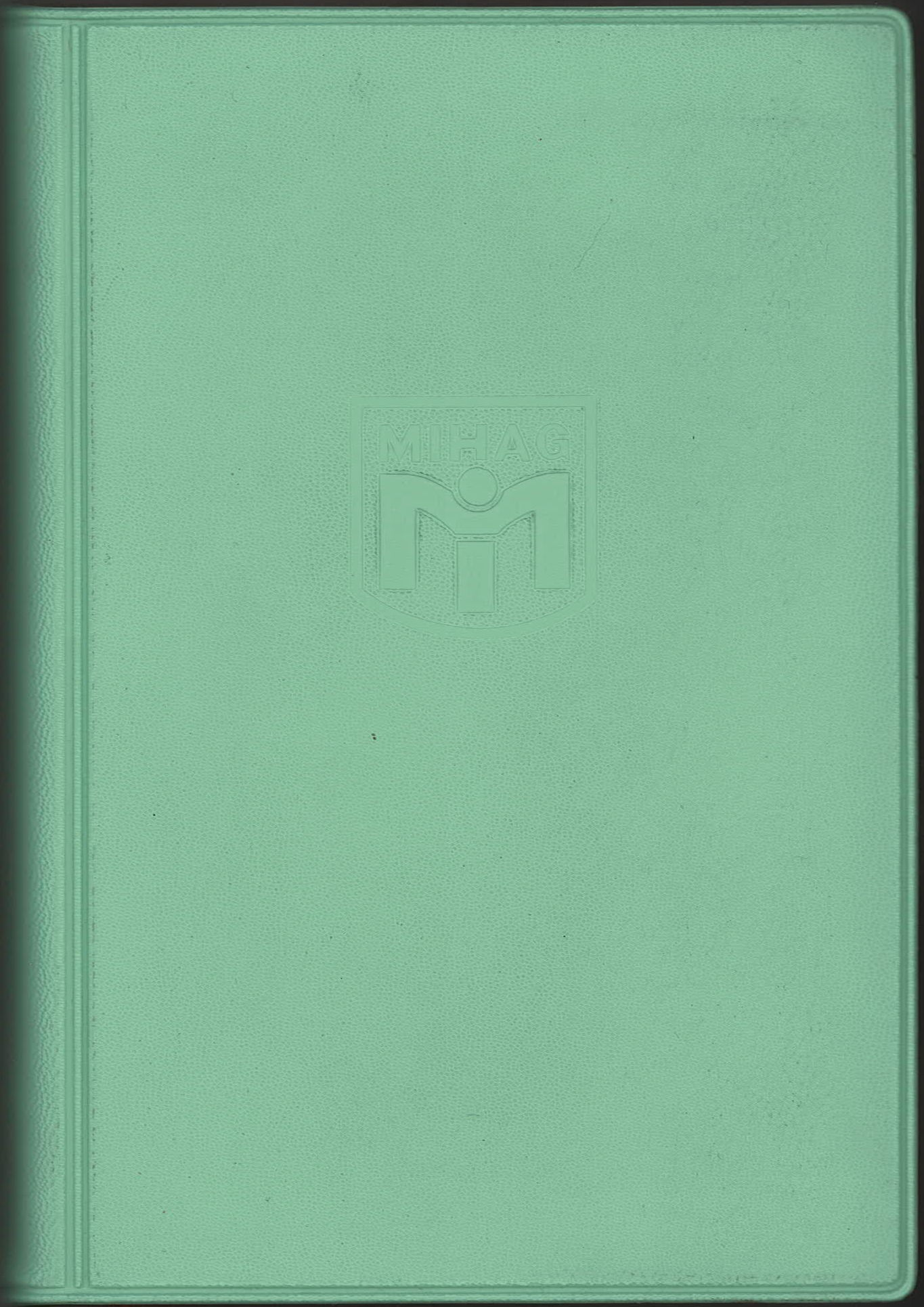
Schleswig-Holstein (1963) mit Sondereinband und 2 Werbeseiten für die MIHAG

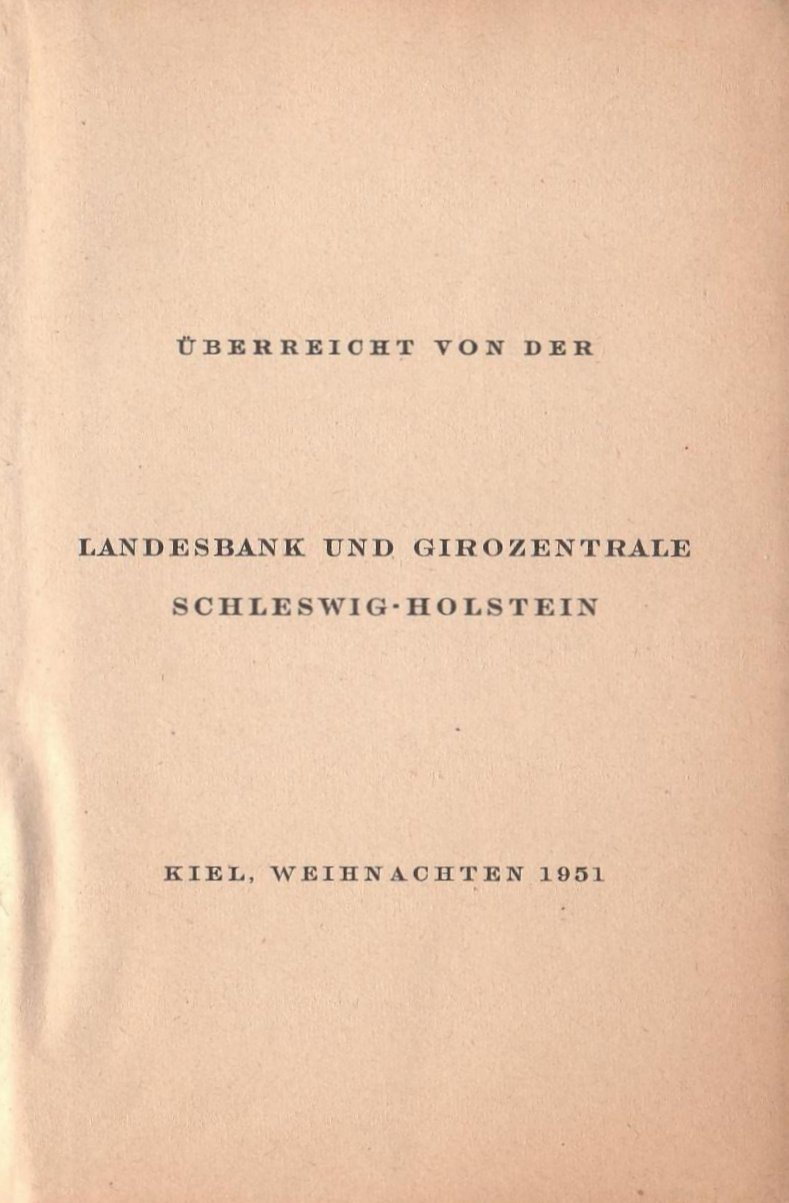
Schleswig-Holstein (1949) mit Zudruck der Landesbank und Girozentrale Schleswig-Holstein 1951

Vor allem in den 1950er und 1960er Jahren nutzten Unternehmen die noch immer gegebene Popularität der Reihe und ließen kleine Teilauflagen mit Zudrucken oder in besonderen Einbänden fertigen, um sie an Kunden zu Werbezwecken zu verteilen. Hervorzuheben sind hier zunächst die Düsseldorfer Mineralölfirma MIHAG (ca. 1953-1967) und die ebenfalls dort ansässige Nordwestdeutsche Ausstellungsgesellschaft (NOWEA). Seitens der MIHAG gelangten zwischen 1956 und 1963 sechs Regionalbände, u. a. Schwarzwald (1956), Ruhrgebiet (1959) und Schleswig-Holstein (1963), zur Ausgabe. Sie waren in einen hellgrünen Plasteeinband mit dem MIHAG-Logo und einem zusätzlichen farbigen Werbeblatt aufgebunden worden. Die NOWEA legte ebenfalls 1956 ihre erste Sonderausgabe des Bands Schwarzwald im grauen Plasteeinband mit goldfarbenem Firmenlogo vor und ließ einschließlich ihres Schleswig-Holstein-Bands im Jahre 1963 noch drei Ausgaben folgen, darunter der für das seit 1961 geteilte Berlin von 1964. In den Bänden waren zusätzlich Hinweise zu den von der NOWEA veranstalteten Messen enthalten. Bereits 1951 hatte die in Kiel ansässige Landesbank und Girozentrale Schleswig-Holstein die erste Schleswig-Holstein-Ausgabe von 1949 mit einem Zudruck zum Weihnachtsfest versehen; die Bank hatte für das Zustandekommen dieser 1. Auflage auch einen Kredit gegeben, da der Verlag nach seinem Wechsel von Leipzig nach Malente keinen Lastenausgleich erhalten hatte. Ebenfalls 1963 erschien anlässlich der Internationalen Gartenschau in Hamburg ein verlagsseitiger Auszug aus dem Regionalband Hamburg und die Niederelbe von 1962 unter dem Titel Hamburg und Insel Helgoland. Einigen Exemplaren wurde eine Werbebeilage der Ausstellungsleitung zur IGA beigegeben. Schließlich veranstaltete 1974 die Berliner Weberbank zu ihrem 25. Firmenjubiläum für die Freunde ihres Hauses eine Faksimile-Sonderausgabe der 2. Auflage des Berlin-Bandes Berlin nebst Potsdam und Umgebungen. Separat-Abdruck aus der 19. Auflage von Baedeker’s Nord-Deutschland, der eine Anlasskarte beigelegt war.
Neben den vorgenannten Ausgaben, die fast vollständig im Baedeker-Katalog von Hinrichsen erfasst sind, gibt es nach 1945 eine Vielzahl von Unternehmensausgaben für Geschäftskunden, deren Äußeres sehr oft ein rein firmentypisches Layout aufweist, wie z. B. ein blau/weiß broschierter Reiseführer Leipzig der Deutschen Kreditbank, unter dem sich die 5. Auflage von Baedekers Leipzig von 1995 verbirgt.

## Reprint- und Faksimileausgaben

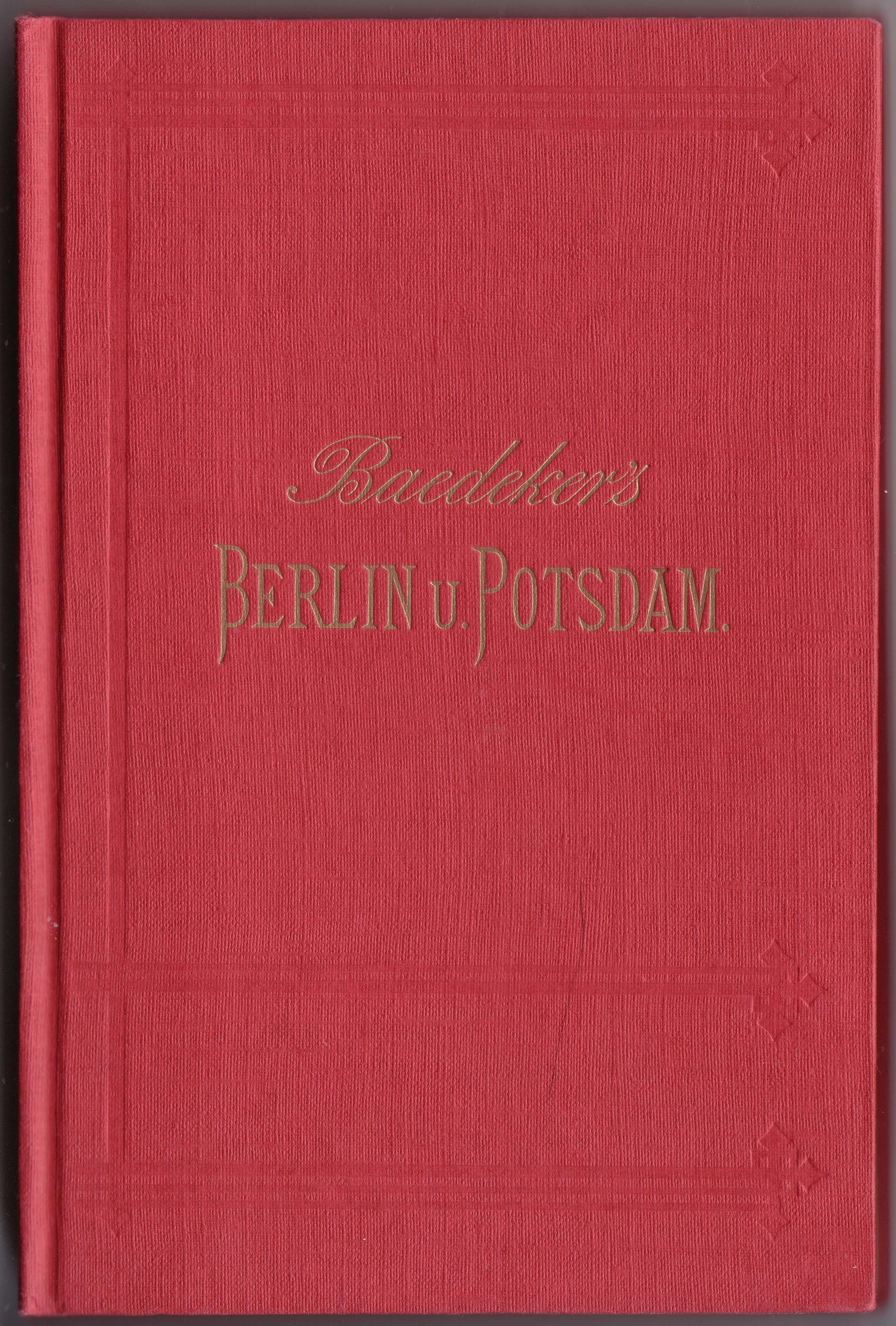
Berlin, Potsdam und Umgebungen. Separat-Abdruck aus Baedeker’s Nord-Deutschland (1878) (Nachdruck zur 750-Jahr-Feier Berlins 1987)

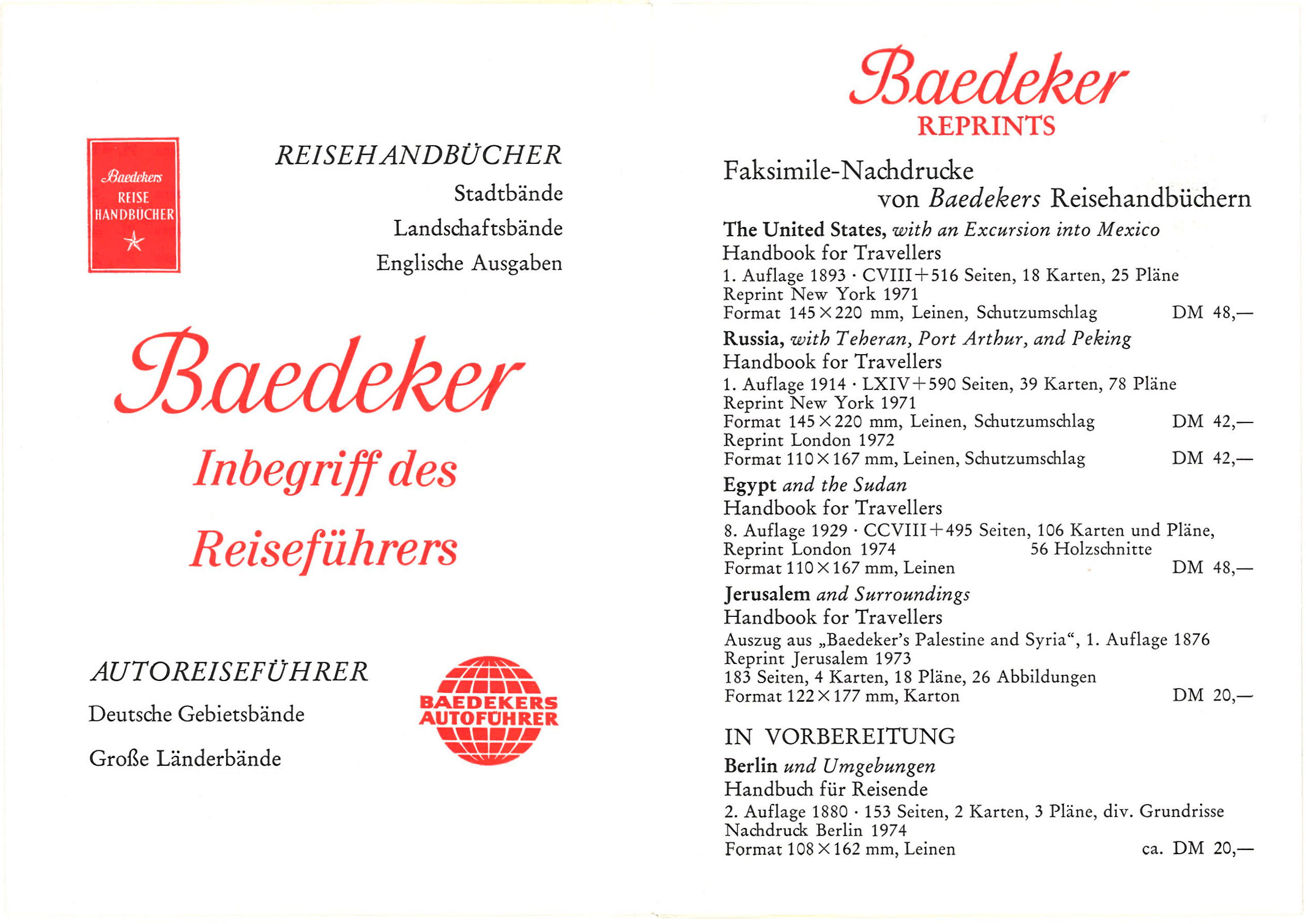
Liste der – auch verlagsfremden – Reprint-Ausgaben (Gesamtprogramm des Baedeker Verlags 1974)

Um bestimmte frühe, nur noch in geringen Stückzahlen und zumeist nur zu sehr hohen Preisen verfügbare Ausgaben einem breiteren Leserkreis wieder zugänglich zu machen, legte der Verlag zu Verlagsjubiläen Reprintausgaben auf, so für Berlin (Separat-Ausgabe von 1878) und Deutschland und der Österreichische Kaiserstaat (Ausgabe von 1846).
Von anderen Verlagen wurden weitere seltene Ausgaben, teilweise als Faksimile, erneut veröffentlicht, so unter anderen die recht seltenen Ausgaben Athen von 1896 (Pierway Inc., Eric P. und Peter Waschke, Vancouver) sowie Weimar und Jena von 1932 und Indien von 1914 (beide Verlag Fines Mundi, Saarbrücken). Zu ihrem 25-jährigen Jubiläum veranlasste die Berliner Weberbank 1974 den Faksimiledruck der zweiten Separatausgabe für Berlin von 1880. Mit diesen mehr oder weniger originalgetreuen Drucken wird für die Liebhaber der Reiseliteratur zumindest der Inhalt der heute raren Bände erschlossen.
Gegenwärtig werden aber auch zunehmend jüngere und dementsprechend noch häufig auf dem Antiquariatsmarkt verfügbare originale Baedeker–Ausgaben zumeist in reduzierter Ausstattung – so fehlen häufig die ausklappbaren Faltkarten und Farbdrucke – als Taschenbuch nachgedruckt, zum Teil als Book-on-Demand im Ausland.

## Auszeichnungen
- Bereits 1858 erhielt Baedeker für seine Reiseführer hohe Wertschätzung durch die renommierte Fachzeitschrift Petermanns Geographische Mitteilungen.[100]
- Auf der Weltausstellung in Chicago 1893 wurde der Verlag für den Band „United States“ mit einer Medaille ausgezeichnet.
- Auf der Pariser Weltausstellung von 1900 wird den Baedeker’schen Reisehandbüchern eine Grand-Prix-Auszeichnung zuerkannt.

## Werbung des Verlags

### Eigenwerbung in der Presse und den Bänden selbst
Zunächst waren unter den dem Bandinhalt vorangesetzten Verlagsmitteilungen auch Hinweise auf lieferbare andere Bände zu finden, so z. B. in der zweiten Auflage der „Rheinreise von Straßburg bis Düsseldorf“ von 1839 (D 2), wo für die im selben Jahr erstmals erschienenen Titel „Belgien. Handbüchlein für Reisende“ (D 262) und „Holland. Handbüchlein für Reisende“ (D 259) geworben wurde. Ein farbiger Einkleber mit dem Verlagsprogramm auf dem Vorderspiegel ist dann u. a. in der 2. Auflage des Holland-Bandes von 1845 (D 260) zu finden. Weiter machte Baedeker die Öffentlichkeit durch das Versenden von Rezensionsexemplaren auf Neuerscheinungen aufmerksam. Die daraufhin in der Presse, u. a. in der Kölnischen Zeitung, der Preussischen (Adler-)Zeitung, den St. Galler Blättern oder der Augsburger Allgemeinen Zeitung, veröffentlichten Buchbesprechungen („Urtheile der Presse“) druckte Baedeker in den 1850er Jahren in seinen Reisehandbüchern vor dem Titelblatt ab. Seit 1859 bis zum Ende des Zweiten Weltkrieges wurde nur noch das Verlagsprogramm auf dem vorderen Einbandspiegel und dem Vorsatz aufgelistet. Die Auflistung umfasste entweder nur deutschsprachige Ausgaben oder gemischtsprachige, in denen auch französisch- und englischsprachige Titel enthalten waren. Dabei waren der Titel, die Ausstattung (u. a. Anzahl der Karten und Pläne sowie der Panoramen und Grundrisse) und der aktuelle Preis der Bände angegeben.
Mitunter wurden den Bänden aber auch Werbezettel für andere Ausgaben beigelegt; mit einem solchen wurde beispielsweise im Band Berlin (20. Auflage, 1927, D 220) auf den 1928 in 2. Auflage erschienenen Brandenburg-Band (D 230) hingewiesen.
Anzeigenwerbung betrieb der Verlag neben den üblichen Anzeigen im Börsenblatt dagegen nur in beschränktem Umfang, und er beteiligte sich auch nur gelegentlich an Buchausstellungen. Er betrachtete insbesondere die Bände Russland, Palästina und Syrien, Griechenland und Ägypten als „noble Reklame“ für seine Reiseführerproduktion.
Nach 1945 wurde die Titelwerbung auf den hinteren Einbandspiegel verschoben. Für einzelne Ausgaben wurden sog. Waschzettel hergestellt, die den Inhalt des vorliegenden Bandes vorstellten.
Schließlich setzte der Verlag zur Verkaufsförderung auch Umschlagstreifen (sog. Bauchbinden) ein, mit denen auf den Inhalt des Bändchens hingewiesen wird, wie u. a. bei der 38. Auflage von „Schweiz“ 1930, 42. Auflage von „Südbayern“ (1958), der 4. Auflage des Stadtführers „München und Umgebung“ (1960) oder der 7. Auflage von „Berlin. Handbook for Travellers“ (1965). Da diese aber bei der Benutzung eher hinderlich waren, wurden diese von den Käufern zumeist entfernt. Somit kann deren Verwendung, vor allem vor 1945, nur im geringen Umfang und meist nur durch Zufallsfunde nachgewiesen werden.

### Fremdwerbung in den Bänden

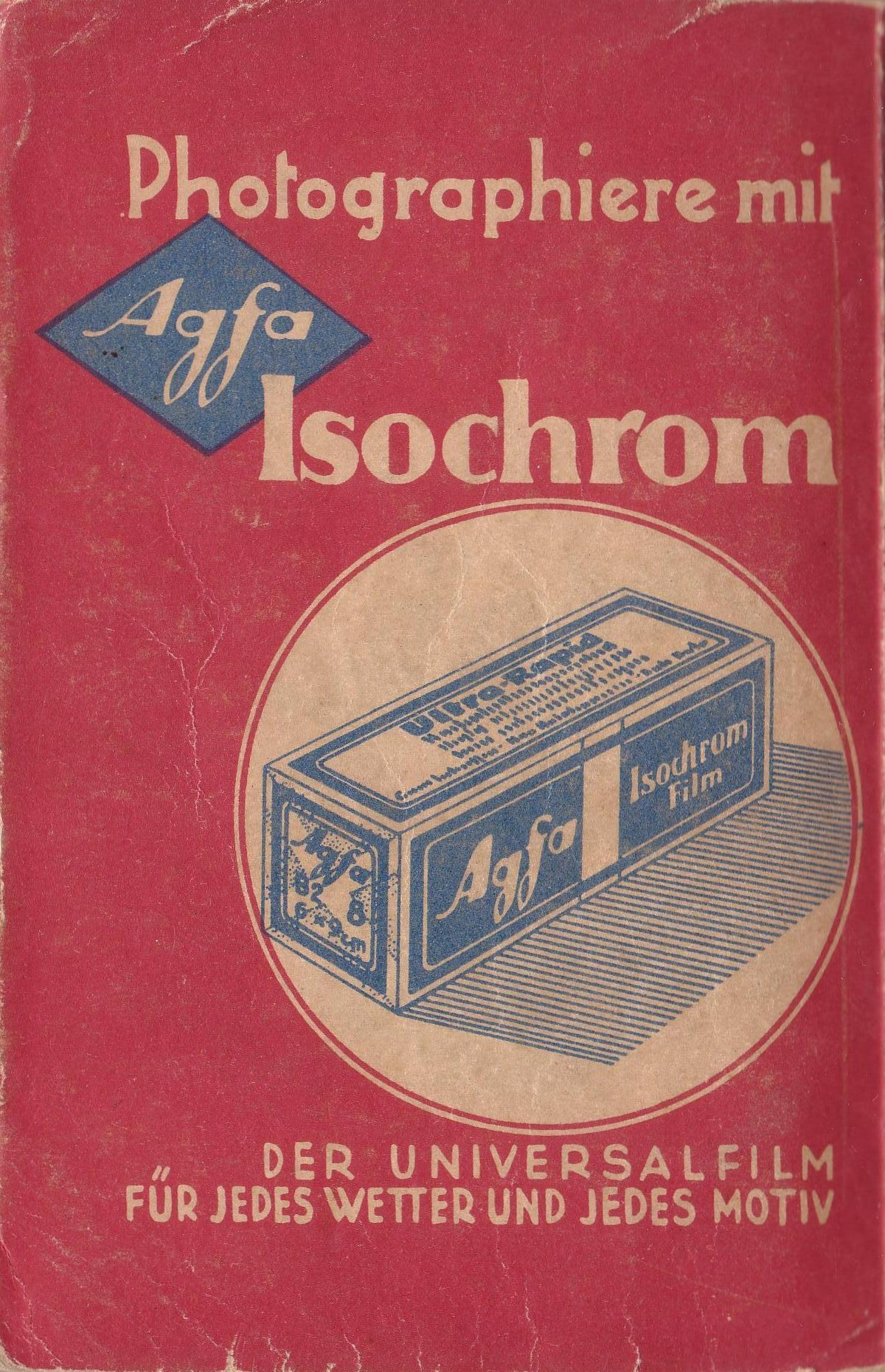
Berlin. Kleine Ausgabe (EA, 1933, D 222) mit Werbung auf der Buchrückseite

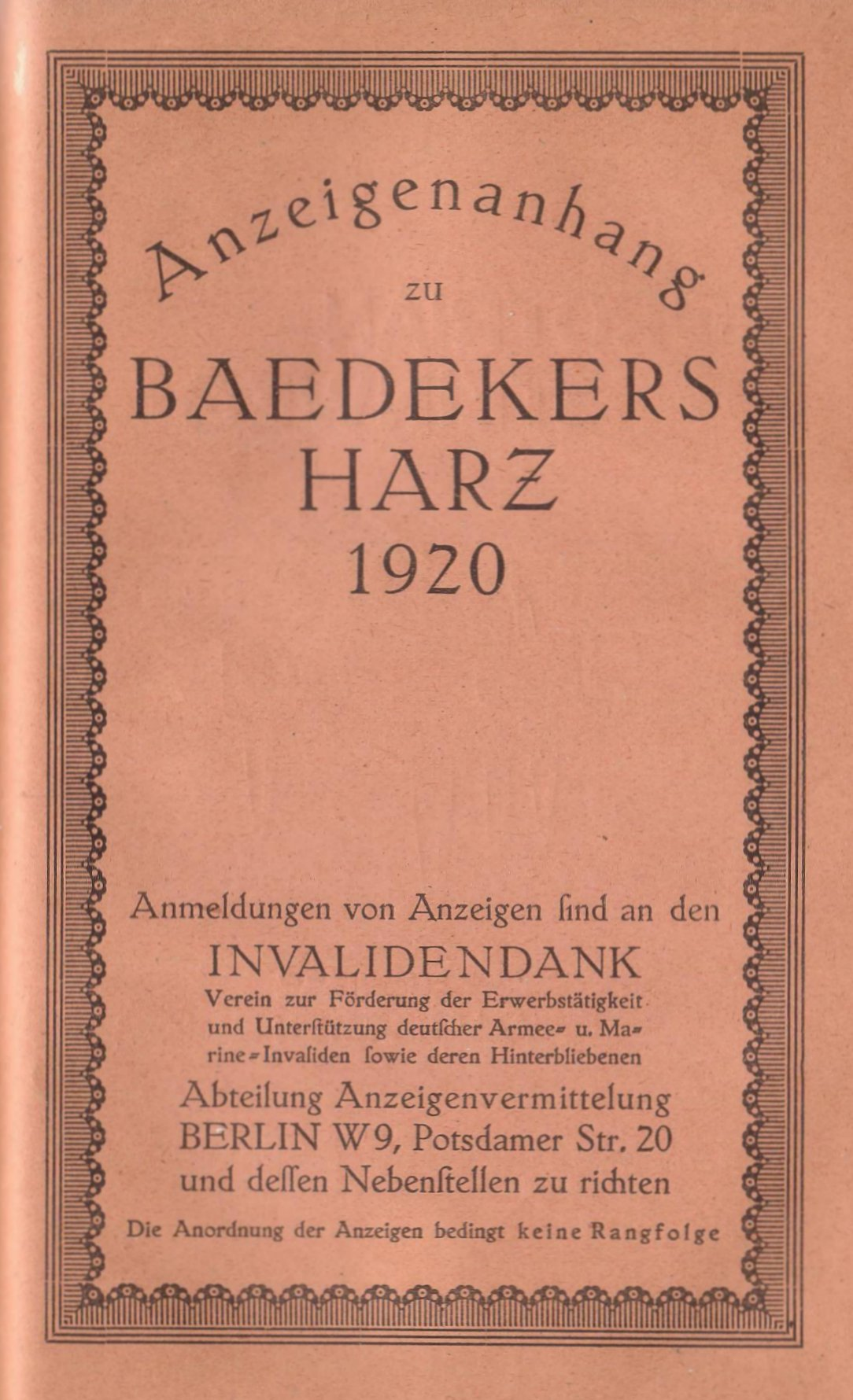
Harz (EA, 1920, D 231), Titelblatt des Invalidendank-Werbeanhangs

Ehernes Prinzip für Karl Baedeker war von Beginn an der Verzicht auf jegliche Werbung von Unternehmen, um zu vermeiden, dass der Verlag in eine wirtschaftliche Abhängigkeit insbesondere von Beherbergungs- und Bewirtungshäusern gerät. Dies hätte möglicherweise inhaltliche Kompromisse bei den Bänden zur Folge gehabt und damit den Ruf der Baedeker als objektive Reiseführer gefährdet. Auf diesen Umstand wurde vom Verlag im Vorwort der meisten Ausgaben ausdrücklich hingewiesen.
Eine erste Ausnahme ergab sich nach dem Ersten Weltkrieg. Aufgrund der fortschreitenden Inflation war die Marktsituation kaum noch kalkulierbar. An einer Hereinnahme von Anzeigen in den deutschen Regionalbänden konnte nicht mehr vorbeigegangen werden. Allerdings wurden diese Anzeigen über die Stiftung „Invalidendank“ abgewickelt, also eine den Kriegsinvaliden verpflichtete Institution. Weiter wurden angesichts der nachklingenden Weltwirtschaftskrise, wohl um die Rentabilität der Ausgaben zu verbessern, bei den 1932 erschienenen Bänden Deutschland (D 227) und Weimar und Jena, Rudolstadt, Ilmenau (D 252) sowie den 1933 aufgelegten Titeln Berlin und Potsdam. Kleine Ausgabe (D 222) und Rom und Umgebung (D 415) erneut Inserate aufgenommen.
Die Werbeeinträge wurden zum großen Teil von der Hotellerie gebucht. Aber auch Produzenten von Reiseutensilien, wie die Firma Zeiss für Ferngläser oder Peek & Cloppenburg für Reisekleidung, sowie Banken und Reisebüros oder das Jenaer Planetarium (Weimar und Jena) machten Reklame für sich. Im Band Berlin und Potsdam. Kleine Ausgabe von 1933 findet sich sogar ein noch vor der nationalsozialistischen Machtergreifung gebuchtes Inserat des großen Berliner Kaufhauses Nathan Israel, das sich in jüdischem Eigentum befand.
Schließlich kam es nach dem Zweiten Weltkrieg bei einigen Stadtbänden (z. B. in Hamburg und die Niederelbe 1951 nach der Ablehnung eines finanziellen Zuschusses durch die Hamburger Wirtschaftsbehörde im November 1950) erneut zur Aufnahme von Inseraten. Die Werbeeinträge in den ersten Nachkriegsjahren dürften der allgemein noch angespannten wirtschaftlichen Situation geschuldet sein, der sich auch der Baedeker Verlag anpassen musste. Nochmals findet sich dann Werbung in den 1970er Jahren in den kleinformatigen Stadtführern und Bezirks-Baedekern von West-Berlin, um mit diesen Einnahmen ihr Erscheinen zu unterstützen. Bei dieser handelte es sich zumeist um Werbung von Unternehmen, die nicht unmittelbar mit der Reiseorganisation im Zusammenhang standen, so dass eine inhaltliche Einflussnahme auf die Baedeker hier wohl nicht zu besorgen war. Sehr oft war die Frankfurter Allgemeine Zeitung alleiniger Interessent bei den Stadtführern und setzte dabei sicher das Bildungsbürgertum als deren dominierende Käuferschicht voraus.
Grundsätzlich folgten die Werbeeinträge dem Hauptteil mit den Reiseinformationen innerhalb des Bandes. Allein bei Baedekers Berlin. Kleine Ausgabe von 1933, einer Broschurausgabe, trägt auch die Buchrückseite zusätzlich zu den Werbeseiten im Bandinneren einen Reklameaufdruck für den 1932 auf den Markt gekommenen Farbfilm Agfa-Isochrom.

### Verlagsprospekte

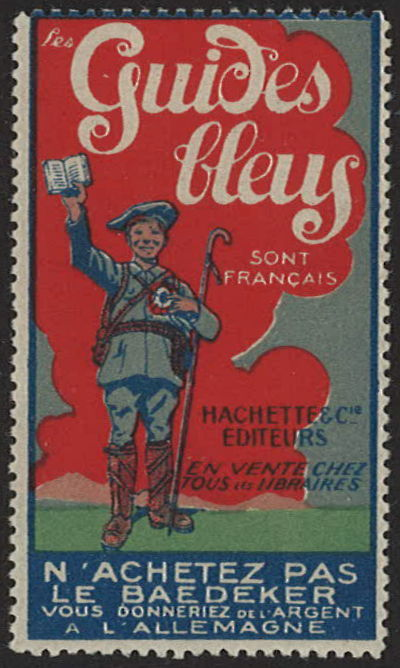
Werbemarke für „Guides bleus“ und den Boykott von „Baedekern“ (1. WK)

- Prospekte bis 1918

Im Sommer 1905 legte der Verlag einen vierseitigen Faltblattprospekt mit Jugendstilornamentik auf der vorderen Umschlagseite und der Abbildung eines stilisierten Baedekers mit der Aufschrift „Baedeker’s Reisebuch“ auf. In derselben Ausführung liegt ein weiterer Prospekt vom Sommer 1913 vor, der einen Probeplan von Bayreuth enthielt. Und schließlich erschien mit unverändertem Titelblatt anlässlich der von Mai bis Oktober 1914 geplanten Internationalen Ausstellung für Buchgewerbe und Graphik in Leipzig (Bugra), die durch den Ausbruch des Ersten Weltkriegs jäh unterbrochen wurde, ein zwölfseitiger Verkaufsprospekt. Der, wie die Vorgänger auch, als Wegwerfartikel auf stark holzhaltigem Papier gedruckte Prospekt informierte mit kommentierenden Angaben und Preisen detailliert über die 1914 lieferbaren deutschsprachigen Baedeker-Ausgaben und listete die entsprechenden Titel in Englisch und Französisch kurz mit auf. Einführend wurden Reisehinweise für die in den Baedekern behandelten Reiseziele und ein ganz knapper Abriss zur Entstehungsgeschichte der Reisebuch-Reihe geliefert. Für Besucher der Ausstellung wurden der aktuelle Leipziger Baedeker-Stadtplan mit Einzeichnung des Ausstellungsgeländes unweit des Völkerschlachtdenkmals eingedruckt und die Informationen zur Ausstellung (Erreichbarkeit, Eintritt, Kataloge etc.) bereitgestellt.
- Prospekte von 1919 bis 1945

Anfang der 1920er Jahre nahm der Verlag die Produktion von Verlagsprospekte wieder auf. Das besondere Augenmerk des Verlages lag nun auf den Regionalbänden für Deutschland – dies spiegelt die damalige Devisenknappheit in der deutschen Bevölkerung als Hindernis für Auslandsreisen wider. Sie erhielten in der Regel eine vierseitige Einlage „Baedekers Deutschlandbände“ mit der aus den Bänden selbst bekannten Deutschlandkarte, in die die Grenzen der einzelnen Bearbeitungsgebiete rot eingedruckt waren. Zusätzlich waren aufgelisteten Orts- und Gebietsangaben die jeweils in Betracht kommenden Regionalbände zugeordnet. Am Schluss der zumeist bei Grimme & Trömel in Leipzig gedruckten Prospekte waren zumeist Hinweise auf gesonderte Ausgaben für die englischen und französischen Ausgaben angegeben
Von 1937 (3teilig) und 1938 (4teilig) liegen Verlagsprogramme in Leporelloform vor. Ein Faltblatt als Bestellkarte mit der Abbildung des rot-weißen Schutzumschlags, das auf den 1938 in 1. Auflage verlegten Autoführer Deutsches Reich aufmerksam machte, erschien im selben Jahr. Es wurde auch im Band Deutsches Reich (6. Auflage, 1936) in der Binderate von 1938 gefunden. Spätestens Anfang 1937 erschien ein achtseitiges Leporello (155 × 107 mm) „Wohin soll ich reisen?“. Mit ihm präsentierte der Verlag sein beachtliches Lagerangebot in allen drei Sprachen der Baedeker-Handbücher und die für das Frühjahr 1937 geplanten Neuerscheinungen. Unter letzteren sind zu finden Great Britain und die Schweiz (zugleich die letzten Auflagen bis 1945) sowie Süddeutschland. Der ebenfalls avisierte Band Rom und Umgebung gelangte dagegen nicht zur Neuausgabe. Weiter sind u. a. erwähnt die bereits im Vorjahr zur Olympiade erschienenen Bände Das Deutsche Reich, Norddeutschland sowie Berlin und Potsdam sowie die fremdsprachigen Titel Austria (1929), Canada (1922), Allemagne (1936) und Palestine et Syrie (1912).

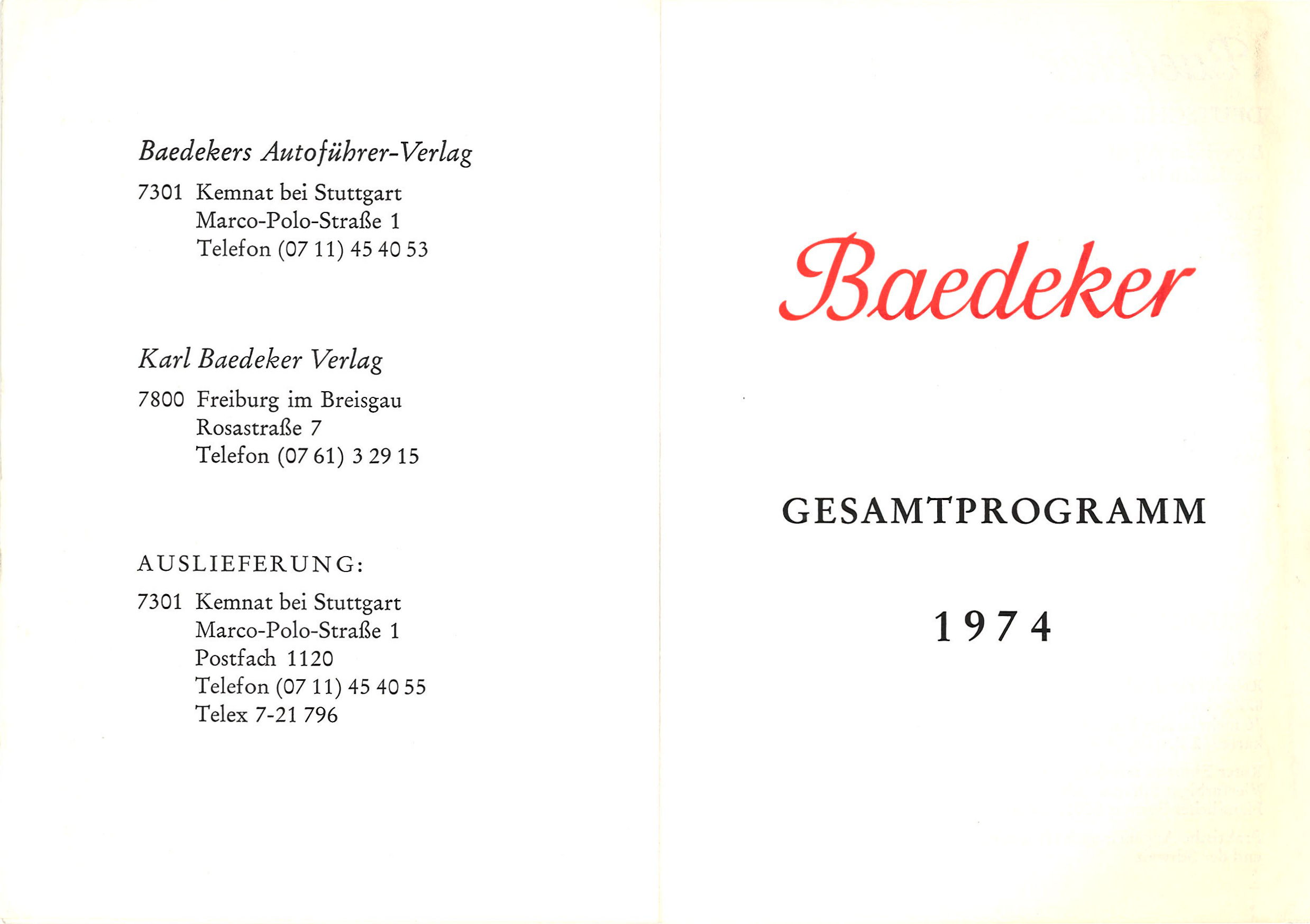
Gesamtprogramm des Baedeker Verlags 1974 (8 Seiten Leporello, 148 × 105 mm)

- Prospekte nach Ende des Zweiten Weltkriegs

Ab den 1950er Jahren wurden dann in größerem Umfang jährliche Verlagsverzeichnisse in Leporelloform oder als Faltblätter bzw. Broschüren für die Neuerscheinungen und die lieferbaren Titel zur Verteilung über den Buchhandel erstellt. Es gab für einzelne Bände (z. B. Schwarzwald, 1956) auch Faltblätter in Baedekerrot, die innen das Inhaltsverzeichnis und eine Mustertextseite enthielten.

### Antiwerbung als Propagandamittel
Im Ersten Weltkrieg wurden vom französischen Verlag Hachette Werbemarken verwendet, die zum Kauf der eigenen Reiseführerproduktion, den „Guides Bleus“, und dem Boykott der in Frankreich gut eingeführten französischsprachigen Baedeker aufriefen.

## Baedeker als Sammelobjekt

### Kataloge, Bibliographien, Schriftenreihen
Einer ersten Bibliografie der Baedeker, die von Alex W. Hinrichsen (1936–2012) erstellt worden war, folgte vom selben Autor 1988 ein erster Katalog, der 1991 als Baedeker’s Reisehandbücher 1832–1990 in zweiter Auflage erschien und noch immer maßgebend ist. Die von Hinrichsen vorgenommene Nummerierung der Titel wird auf dem Antiquariatsmarkt und von der Sammlerschaft ausschließlich benutzt. Sie wurde für die Ausgaben bis 1945, die vorwiegend gesammelt werden, wie folgt strukturiert:
- Die deutschsprachigen Titel beginnen mit D 0 (Rheinreise o. J., ca. 1832) und enden mit D 499 (Indien, 1914). Dabei dürfte die 1943, kurz vor der Zerstörung des Verlagsgebäudes erschienene Nummer D 171, Tirol (41. Auflage), die späteste Ausgabe sein, sieht man von den beiden OT-Ausgaben von 1944 ab, die nicht für den regulären Handel bestimmt waren.
- Mit E 1 (Rhine, 1861) beginnen die englischsprachigen Titel, sie enden mit der Nummer E 266 für die 4. Auflage von Canada (1922). Der zuletzt erschienene Titel war allerdings der 1939, kurz vor dem Beginn des Zweiten Weltkrieges, veröffentlichte Band Madeira (E 243).
- Schließlich beginnen auch die französischsprachigen Titel mit der Rheinreise (Le Rhin) als F 1 und enden bei der Nummer F 226 (Les Etats-Uni [USA], 1905). Die jüngste Ausgabe war hier Allemagne (F 40), die in 15. Auflage im Olympiajahr 1936 in den Handel kam.

Für die Ausgaben nach 1945 bietet sich ein weitaus komplizierteres Bild, da hier eine Vielzahl verschiedener Typen von Reiseführern erschienen war, die zur besseren Übersicht der Katalogbenutzer von Hinrichsen jeweils zusammengefasst wurden. So erhielten:
- die bis 1963 weitestgehend in klassischer Baedeker-Manier erschienenen Regionalbände als Kennbuchstaben ein N (1–43),
- die Stadtführer ein K (1–704 mit jeweils einer Zehnergruppe pro Titel, um auch die Folgeauflagen problemlos einreihen zu können. Dies reichte aber zumindest bei den touristischen Hochburgen Bamberg und Nürnberg mit vielen Folgeauflagen nicht zu),
- die Kompakt–Reiseführer ebenfalls ein K (901–908),
- die Shell-Autoführer ein G (1–94),
- die Autoreiseführer – große Länderführer ein H (1–219),
- die Länderreiseführer (nur USA) ein L (1 und 2 für seine, bis Redaktionsschluss, zwei Auflagen),
- die Baedekers Allianz Reiseführer die Buchstaben A, B oder C.

Für Reprintausgaben, auch für solche außerhalb des Baedeker Verlags erschienene, wurde ein R vergeben. Im Hinrichsen-Katalog von 1991 wurden nur 12 Ausgaben aufgelistet; zwischenzeitlich kam es jedoch zu weiteren Veröffentlichungen von Reprints.
Für die Sammler von Baedekern gab Alex W. Hinrichsen zwischen 1980 und 1992 eine Schriftenreihe mit 24 Heften und einer Sonderausgabe (1984) heraus, ursprünglich Mitteilungen für Baedeker-Freunde(1980-5/1983), danach Reiseleben (6/1983–14/1987) und schließlich Reisen und Leben genannt.

### Antiquarisches Baedeker-Angebot
Während es aufgrund der schon größeren Auflagenhöhen im Zusammenhang mit einem guten Absatz etwa ab den 1880er Jahren von den Titeln für die Hauptreiseziele, wie Deutschland, Italien, Österreich oder die Städte Paris und London, ein recht breites Angebot auf dem Antiquariatsmarkt gibt, sind die frühen Ausgaben der Baedeker aus den 1840er bis 1860er und teilweise den 1870er Jahren, insbesondere die noch im Biedermeiereinband ausgelieferten, zumeist recht gesucht. Aber auch einige Erstauflagen späterer Titel und Bände für Reiseziele mit noch nicht allzu großen Touristenströmen zur Zeit ihres Erscheinens, so dass auch die Verkaufszahlen der Ausgaben beschränkt waren, wie Syrien und Palästina, Griechenland oder Russland, sind nicht so häufig zu finden. In nicht ganz so großem Umfang werden auch einige Regional- und Städteausgaben aus der Zwischenkriegszeit angeboten, wie Ostseeküste, Schlesien oder Württemberg sowie Berlin, München und Augsburg oder Rom. Schließlich sind durch die Zerstörung des Leipziger Verlagsgebäudes vorhandene Lagerbestände schwerer verkäuflicher oder erst kurz vor dem Bombardement fertiggestellter Titel mit verbrannt, so dass sich dadurch ihr Angebot stark verknappt hat und sie zu entsprechend hohen Preisen gehandelt werden. Zu diesen Ausgaben gehören z. B. der Indien-Band von 1914, die aktualisierte Separatausgabe aus dem Thüringen-Band von 1925 für die Goethe-Wirkungsstätten von 1932 oder die 41. Auflage für Tirol von 1943.
Weniger bibliophiles Interesse wecken dagegen die meisten Ausgaben nach 1945. Trotzdem haben die Erstausgaben der neuerstellten Städtebände (Leipzig, Stuttgart, Frankfurt am Main) und die weiteren Ausgaben der Reihe Baedekers Stadtführer, die in den 1960er und 1970er Jahren in ihrer Anmutung durchaus noch an die klassischen Baedeker-Ausgaben der Vorkriegszeit anknüpften, oder die seltenen Touropa-Ausgaben von 1957 auch viele Liebhaber. Gerade die nicht selten in vielen Auflagen über mehrere Dezennien verlegten Stadtführer spiegeln nämlich gut nachvollziehbar die neuere Stadtentwicklung der behandelten touristischen Ziele und die Veränderungen in ihrem wirtschaftlichen und kulturellen Leben im Laufe der Zeit wider. Sie sind aber trotz ihrer nicht nur geringen Auflagen im Antiquariatshandel zunehmend seltener zu finden. Aufgrund ihres eher unscheinbaren Äußeren und der für den Alltagsgebrauch eingetretenen teilweisen Inaktualität wurden und werden sie nämlich häufig weggeworfen und gehen dadurch dem Sammlermarkt allmählich verloren.

## Lizenzausgaben

### Deutsche Ausgaben
U. a. von mehreren Titeln der zwischen 1953 und 1979 bei Baedekers Autoführer-Verlag erschienenen Autoreiseführer und der Baedeker-Allianz-Reiseführer (bis 2012) legte Bertelsmann für seinen Buchclub Lizenzausgaben auf, an denen sich teilweise noch weitere Buchgemeinschaften beteiligten.

### Ausgaben der britischen Automobile Association (AA)
Von der britischen Vereinigung The Automobile Association wurden von vielen Ausgaben der Baedeker-Allianz-Reihe Lizenzausgaben mit ähnlicher Ausstattung veranstaltet. Die Umschläge waren in Baedeker-Rot gehalten, trugen ein Frontfoto und waren mit einem weißen Baedeker-Schriftzug auf blauem Grund sowie dem Logo AA der Automobile Association versehen. Es wurden Country Guides (Länderführer), Regional Guides (Regionalführer) und City Guides (Stadtführer) verlegt. Zusätzlich gab es unter dem Titel Baedeker/AA Mapes Landkarten und Straßenatlanten.

### Französische Ausgaben von Hachette
Beim Pariser Verlag Hachette Livre erschienen verschiedene Städte- und Länderbände, u. a. der umfangreiche Länderband USA von 1974 als états unis, der in Abkehr der sonst verwendeten rot-blauen Einbandgestaltung in blau-schwarz, eine Reminiszenz an die Guides bleus, gehalten ist.

### Italienische Ausgaben des Istituto Geografico De Agostini
Das 1901 gegründete Verlagshaus Istituto Geografico De Agostini, heute De Agostini editore, mit Sitz in Novara übernahm vor allem Bände der großen Metropolen der Welt, wie New York, London oder Moskau, und diverse Länderbände (Ägypten, Spanien oder Frankreich).

### Sonstige Lizenzausgaben
Weitere Baedekerübernahmen sind aus den Niederlanden (Kosmos, heute: Kosmos Uitgevers, Amsterdam), Schweden (Esselte), Spanien (Sociedad General Española de Libreria) und Israel (Schocken) bekannt.

## Ausstrahlung der Baedeker-Reihe

### Dem Baedeker ähnlich gestaltete Reiseführer
Nicht wenige in- und ausländische Verlage versuchten, die Popularität des Erscheinungsbilds und des Inhalts der Baedeker für eigene Verlagsprojekte zu nutzen: So wurden teilweise die Texte und Karten verwendet, die inhaltliche Gliederung übernommen und die klassische Baedeker-Einbandgestaltung mit dem roten Leinen und der in Goldfarbe geprägten Titelei nachgeahmt, ohne jedoch den Reihennamen selbst im Buchtitel zu verwenden. Hier sind insbesondere die TCI-Reiseführer des italienischen Automobil-Klubs (Touring Club Italiano) zu nennen, dessen Vorsitzender Luigi Vittorio Bertarelli sich zuvor vergeblich um eine Kooperation mit dem Baedeker Verlag bemüht hatte und deshalb ab 1914 mit der eigenen Herausgabe von Reiseführern begann, die Italien (zunächst sieben Bände geplant) und seine damaligen Kolonien beschreiben sollte; die Klubmitglieder erhielten die Ausgaben kostenlos. Aber auch die roten Einbände einiger der frühen Grieben-Reiseführer des Berliner Verlagsbuchhändlers Albert Goldschmidt um 1860 waren den Baedekern zum Verwechseln ähnlich. Der A. Hartleben’s Verlag trat sogar erst 1878, als die Baedeker erstmals mit dem dann 65 Jahre verwendeten klassischen Einbandmuster ausgestattet wurden, mit seinen rot in Baedeker-Manier eingebundenen Reiseführern auf den Plan. Da die Reihe bis 1915 in größerem Umfang verlegt wurde, muss wohl von einem Einverständnis des Baedeker-Verlags mit dieser Praxis ausgegangen werden.

### Pseudo-Baedeker
- Reiseführer und Festschriften

Teilweise wurde der populäre Reihenname auch für andere Reiseführer, sonstige Führer oder sogar völlig andersgeartete Schriften benutzt. Diese so genannten Pseudo-Baedeker führten also den Titelnamen Baedeker auf – nicht immer in der korrekten Schreibweise –, um entweder eigene Konkurrenzprodukte besser verkäuflich zu machen („Kiesslings Berliner Baedeker“) oder darauf aufmerksam zu machen, dass der Leser durch eine Reise, eine Veranstaltung oder einen sonstigen Gegenstand der Betrachtung geführt wird. Mitunter wurde dabei der Einband so nachgeahmt, dass er einem echten Baedeker zum Verwechseln ähnlich war. Dies trifft auf einen 1899 vom Lesezirkel Hottingen herausgegebenen Band Baedeker’s Orient zu. Er wurde von dem Archäologen Hugo Blümner als Erinnerungsbuch (64 Seiten und eine Routenkarte) über eine fiktive Mitgliederschiffsreise von Hottingen bis Jeddo zu einer Festveranstaltung des Lesezirkels am 18. März 1899 verfasst. Zumeist lehnten die Gestalter sich aber nur mehr oder weniger an das Original an, so dass für den Benutzer auf den ersten Blick erkennbar war, dass er keinen Reiseführer aus dem Hause Baedeker vor sich hatte. So gab es in dieser Form einen Fest-Bädeker zur Feier der silbernen Hochzeit des Herrscherpaares von Oesterreich-Ungarn. 24. April 1879 (Franz Joseph I. und Elisabeth). oder den Wiener Baedeker. Wanderungen durch Wien und Umgebungen zur Weltausstellung 1873 von B. Bucher und K. Weiss.
- Der so genannte The Bomber’s Baedeker

Ein Baedeker der anderen Art wurde der Royal Air Force im Zweiten Weltkrieg ab Anfang 1943 an die Hand gegeben; 1944 erschien eine zweite Auflage. Die vom britischen Foreign Office & Ministry of Economic Warfare, Enemy Branch, herausgegebene Ausgabe The Bomber’s Baedeker. A Guide to the Economic Importance of German Towns and Cities enthielt eine Auflistung von Ortschaften im Deutschen Reich als potenzielle Bombenziele. Diese wurden in zwei Broschüren (Band I: Aachen bis Küstrin, Band II: Lahr bis Zwickau) näher beschrieben und mit Prioritätskategorien von zunächst 1 (wesentlicher Betrieb in einem wichtigen Industriezweig) bis 3 und in der Ausgabe von 1944 zusätzlich mit „1+“ (Anlagen und Betriebe von außerordentlicher Bedeutung für die deutsche Kriegsführung) versehen. Die Ausgabe von 1944 enthielt sogar Orte mit weniger als 1000 Einwohnern, wenn sie aus britischer Sicht kriegswichtig waren.
- Werbeschriften

Die Bekanntheit der Marke Baedeker konnte auch zu reinen Reklamezwecken ausgenutzt werden, indem Werbeschriften wie Baedeker aufgemacht wurden. Dadurch sollte das Kundeninteresse besonders geweckt werden. Diese kurzlebigen Druckwerke wurden schon aus Aktualitätsgründen nach ihrer Lektüre zumeist weggeworfen und tauchen heute nur sehr selten auf. Das abgebildete Beispiel zeigt einen in Baedeker-Rot gehaltenen Werbeprospekt der damals in der Wiener Goldschmiedgasse 4-6 ansässigen Firma Koppel, Frisch & Cie. von 1908/09, die als kaiserl. und königl. Hof‑und Kammer-Lieferant für hochwertige Stoffe für sich warb. Sogar der vielen Baedekern beigegebene Spruch von Philander von Sittewald wurde dabei verfremdet übernommen: Wer kaufen will, der wähl' fein still, Geh’ steten Schritt, Nehm' – Geld bloss mit – Tret’ an am frühen Morgen Und lasse heim die Sorgen. Ph. Vom Dresdner Schokoladeunternehmen Jordan & Timaeus ist eine Werbeausgabe „Baedeker's Schlaraffenland“ bekannt (um 1880), die in einer täuschend echt nachempfundenen roten Leinwandkassette anstelle eines Buchtextes 5 Schokoladenriegel enthielt.
Wahrscheinlich aus den 1930er Jahren stammt eine aufklappbare Buchattrappe in Baedekerrot mit marmoriertem Schnitt und goldgeprägtem Aufdruck „Baedeker's-Reisebegleiter“, die Nähutensilien für die Reise bereit hielt.

### Bücher mit Bezug auf den Baedeker
- Werner Bergengruen: Baedeker des Herzens. Verlag Tradition, Berlin 1932. (dieser Titel musste auf Intervention des Baedeker Verlags umbenannt werden, erschien dann als Badekur des Herzens)
- Arthur Holitscher: Narrenbaedeker: Aufzeichnungen aus Paris und London. mit Holzschnitten von Frans Masereel. S. Fischer Verlag, Berlin 1925.
- Kurt Münzer, Hermann Struck: Der gefühlvolle Baedeker. Auch ein Handbuch für Reisende durch Deutschland, Italien, Schweiz und Tirol. Deutsches Verlagshaus Vita, Berlin 1911.
- Ludwig Thoma: Käsebiers Italienreise. (= Piper-Bücherei. 199). Piper Verlag, München 1964. (enthält Baedeker-Zitate)
- Jules Verne hat in mehreren seiner Romane Baedeker erwähnt, so in Clovis Dardentor, wo er, als die Romanhelden die Insel Mallorca erreichen, den Hinweis gibt: „Wenn man ein Land nicht kennt, tut man am besten, seinen Baedeker zu Rate zu ziehen“. (A. Hartleben’s Verlag, Wien / Pest / Leipzig 1897, S. 78).

### BuchreiheWas nicht im „Baedeker“ steht
Ab 1927 erschien im Piper Verlag die Reihe Was nicht im „Baedeker“ steht in 17 Bänden. Zu den Schutzumschlägen bzw. Buchdeckeln von 14 dieser Titel, die broschiert, als Pappband oder mit dem Verlagssignet versehene Leinenausgabe erschienen sind, zeichnete der Grafiker Walter Trier die farbigen Illustrationen auf gelbem Grund. Bei den übrigen drei Bänden gestaltete einer der Illustratoren zu den Texten auch den Schutzumschlag. Bei der erst 1938 erschienenen 2. Auflage des Rom-Bandes von 1938 ist der Gestalter des nicht mehr reihentypischen Umschlags nicht ersichtlich.
Die mit Eugen Szatmaris Beschreibung von Berlin beginnenden und einer überarbeiteten Fassung des Bandes für Rom von Hermann von Wedderkop 1938 endenden Texte wurden von verschiedenen, häufig ortsansässigen Künstlern, wie Otto Pankok, Olaf Gulbransson oder Ernst Aufseeser, aber auch Henri Matisse, Pablo Picasso und Jean Cocteau, mit schwarz-weiß Illustrationen versehen. Der Band II zur Stadt Wien wurde auch in englischer Übersetzung vorgelegt. Die Reihe versteht sich als augenzwinkernder Gegenentwurf zu den sehr sachlichen und auf das Wesentliche beschränkten Baedeker-Inhalten und wird aus dem subjektiven Blickwinkel der jeweiligen Autoren des Reisegebiets gespeist.
1995 und 1997 legte die Connewitzer Verlagsbuchhandlung aus Leipzig von 5 Titeln Reprintausgaben vor.

### BuchreiheWat niet in Baedeker staat
Die Idee des Piper Verlags wurde 1930 vom Amsterdamer Verlag A. J. G. Strengholt aufgegriffen. Unter dem Titel Wat niet in Baedeker staat erschienen Bände zu den Städten Amsterdam (1930, 1932), Rotterdam (1931) und Den Haag (1931). Ursprünglich waren noch 7 weitere Titel geplant, die aber nicht erschienen. Im Gegensatz zur Piper-Reihe, bei der nur ausnahmsweise mehr als ein Autor pro Band zu Wort kam, wurden in den drei niederländischen Reihenbänden kaleidoskopartig Artikel verschiedener Verfasser von den jeweiligen Herausgebern zu einem Ganzen zusammengestellt und illustrieren bei den ersten beiden Bänden neben den überwiegenden Zeichnungen auch Fotos die literarischen Darstellungen. Im Band für Rotterdam sind sogar ausschließlich Fotografien enthalten.

## Sonstiges

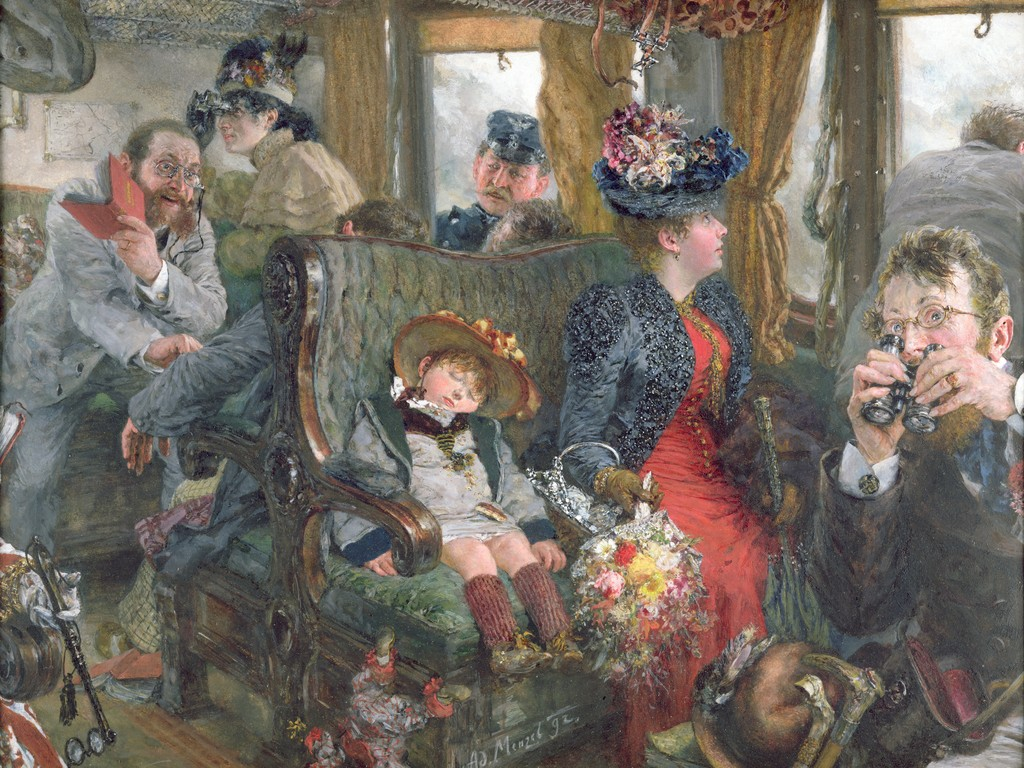
Adolph von Menzel: Auf der Fahrt durch die schöne Natur (1892) mit einem Baedeker-lesenden Reisenden

- In dem Hörspiel „Professor van Dusen – Stimmen aus dem Jenseits“ (Fall Nr. 42) von Michael Koser, produziert 1980 vom RIAS Berlin, zitiert der Reporter Hutchinson Hatch den fiktiven Baedeker „Band Mitteldeutschland, Ausgabe 1903“ mit der Beschreibung des fiktiven Kurortes „Bad Emsingen, Fürstentum Schleus-Reitz-Wittgenstein“. (CD, Track 1, 0:40–2:15, Verlag Maritim/HighscoreMusic)
- Selbst Konkurrenzprodukte zitierten den Baedeker zur Untermauerung eigener Angaben. So wurde 1860 im Lloyd-Reiseführer Von Wien nach Triest zur besonderen Wirkung des Markusplatzes auf den Betrachter bei Vollmond darauf hingewiesen, dass „Bädeker, dem man Sentimentalität sicher nicht vorwerfen kann, der aber gesunden Sinn für Natur- und Kunstschönheit hat, … ausdrücklich (bemerkt): 'Von wunderbarster Wirkung aber ist der Markusplatz mit seiner Umgebung … in einer hellen Mondnacht.'“[118] Das Zitat wurde höchstwahrscheinlich dem damals aktuellen Baedeker Deutschland und das österreichische Ober-Italien von 1858, S. 142, entnommen.
- Seiner Genauigkeit verdankt der Baedeker auch seine Erwähnung in der humoristischen britischen Oper La Vie Parisienne[119] von Alan Patrick Herbert und A. Davies-Adams (die sich entgegen weitverbreiteten Angaben nur vage am französischen Original von Jacques Offenbach (siehe Pariser Leben) orientiert).[120] Im Libretto von A. P. Herbert heißt es: “For Kings and Governments may err // But never Mr. Baedeker.”
- Das Grimmsche Wörterbuch zitierte zum Stichwort „Erwandern“ den „Schweiz“-Baedeker.[121]
- Adolph von Menzel bildete 1892 auf seinem Gemälde Auf der Fahrt durch schöne Natur einen Bahnreisenden mit einem Baedeker in der Hand ab.[122]
- T. E. Lawrence (Lawrence von Arabien) soll wegen der Genauigkeit der Karten ständig die englischsprachige Ausgabe von Palästina und Syrien von 1912 (Palestine and Syria, 5. Auflagen) mit sich geführt haben, während er mit seinen arabischen Bundesgenossen von 1916 bis 1918 gegen die Türken den Arabischen Befreiungskrieg führte.

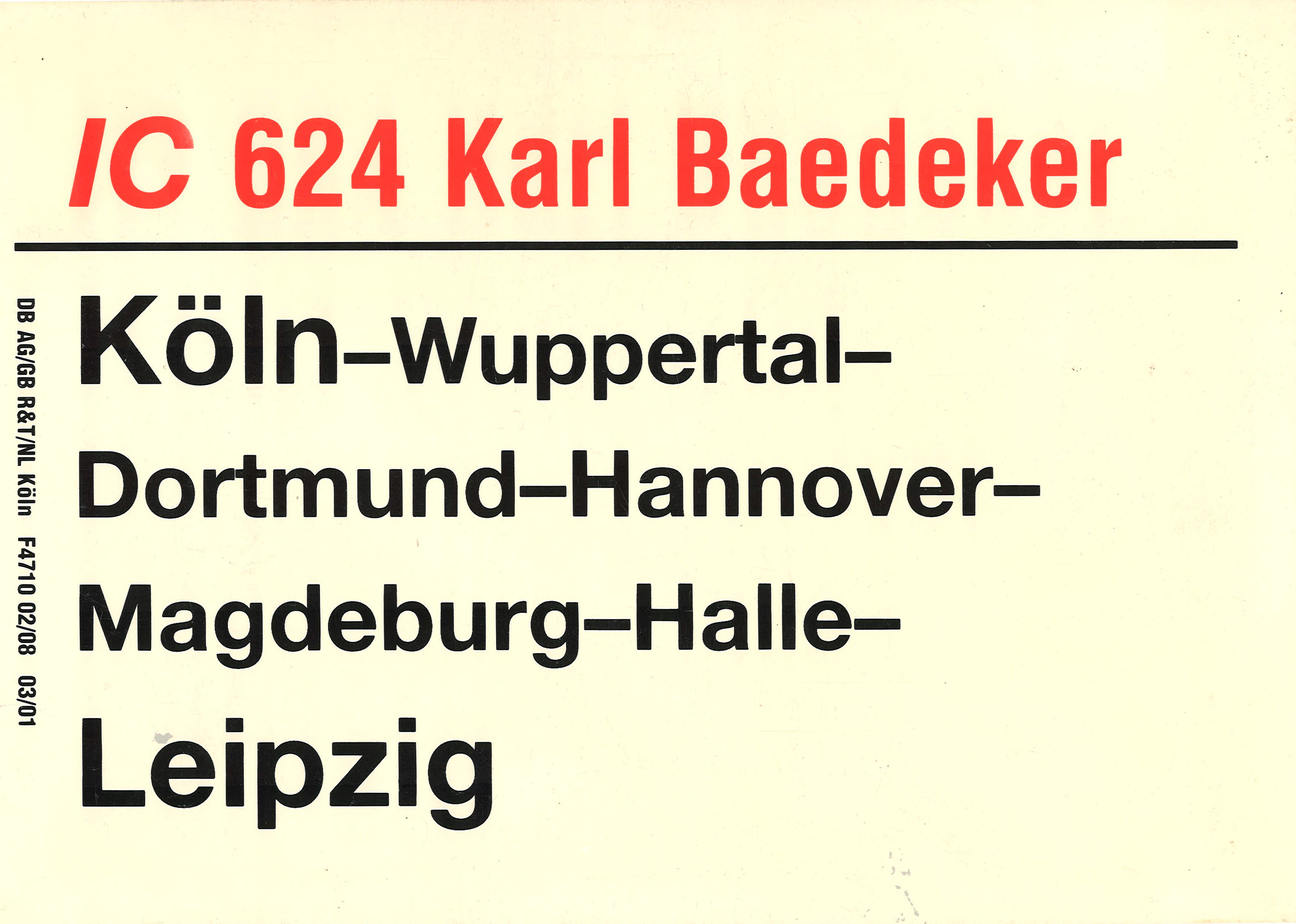
Zuglaufschild des IC Karl Baedeker 624 von Köln nach Leipzig (2001)

- Der deutsche Astronom Freimut Börngen benannte den im Jahre 1995 in der Sternwarte Tautenburg von ihm entdeckten Asteroiden 23578 nach Karl Baedeker.
- Auf der IC-Linie 5 von Köln nach Leipzig über Hannover, Magdeburg und Halle/Saale verkehrte 2001 und 2002[123] der IC Karl Baedeker, der als IC 624 von Köln nach Leipzig und IC 625 in der Gegenrichtung lief. Die beiden 8- (IC 624) bzw. 10-seitigen (IC 625) Zugleporellos für die Fahrgäste enthielten kurze biografische Daten des Verlagsgründers und einen Hinweis auf Leipzig als ehemaligen Verlagssitz.
- Im Heft 719 des Journal de Tintin vom August 1962 beschreibt Fernand Cheneval mit dem kleinen Comic Monsieur Karl – „Inventeur“ du Tourismue die Entstehung des Baedekers in den 1830er Jahren und seine Entwicklung zum weit verbreiteten Reiseführer.
- U. a. in den Filmen Zimmer mit Aussicht und Tod auf dem Nil mit Peter Ustinov ist der Baedeker als Reisebegleiter ins Bild gerückt.